# Bydgoszcz

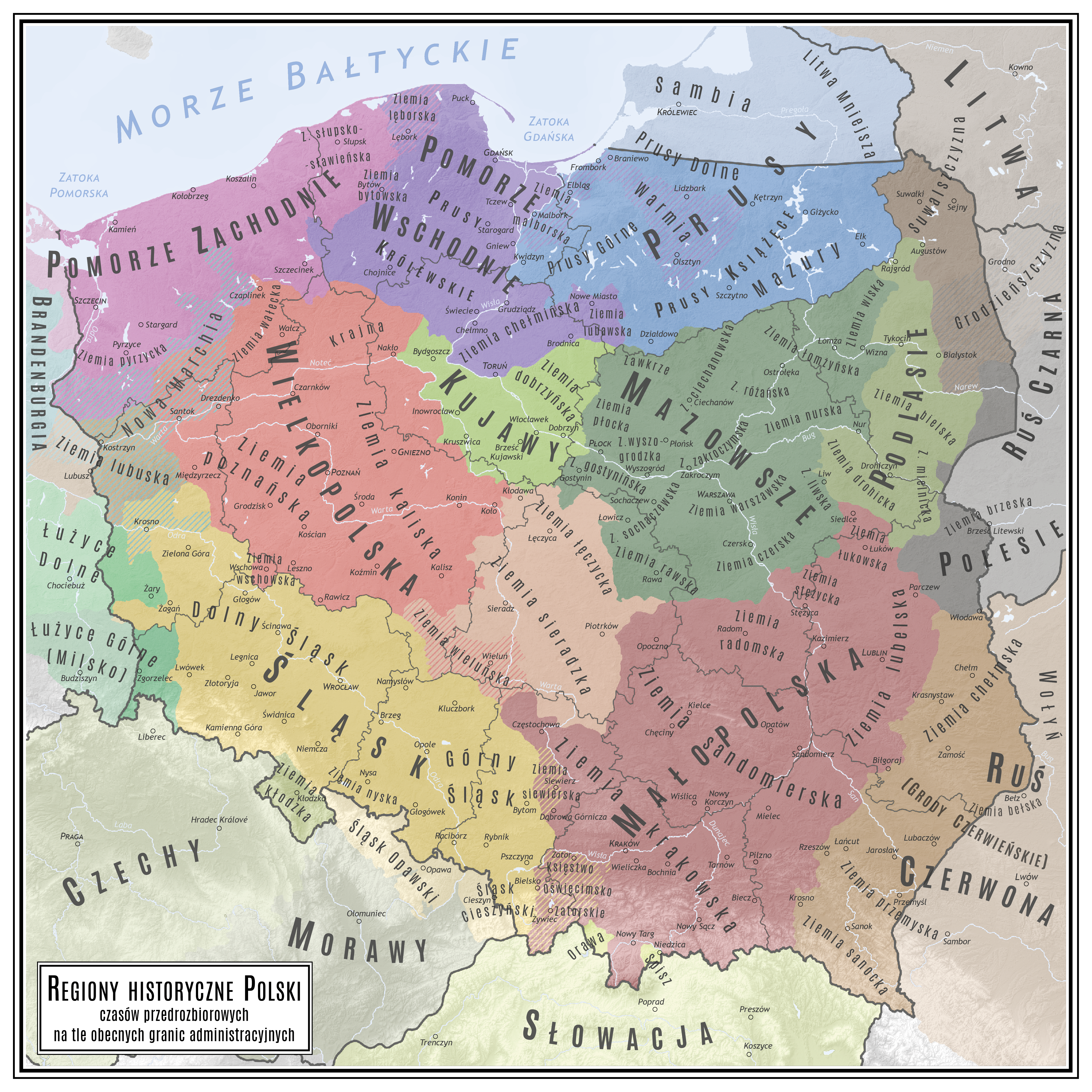
Bydgoszcz, Kujawy i inne krainy historyczne Polski na tle współczesnych granic administracyjnych

Bydgoszcz (łac. Bidgostia, niem. Bromberg) – miasto na prawach powiatu w północnej Polsce, siedziba wojewody i jednostek mu podporządkowanych oraz największe miasto województwa kujawsko-pomorskiego.
Stolica Księstwa bydgosko-wyszogrodzkiego, Obwodu Nadnoteckiego, Departamentu, Rejencji oraz województw: pomorskiego, bydgoskiego i ponownie bydgoskiego. Położone na styku czterech makroregionów Pojezierzy Południowobałtyckich, nad rzeką Brdą, Kanałem Bydgoskim i Wisłą, która poprzez Przełom Fordoński zwraca się ku Morzu Bałtyckiemu. Miasto położone jest częściowo w pradolinie rzeki Brdy. Ciągnie się od Łąk Nadnoteckich aż po Wisłę, gdzie Brda ma swoje ujście. Od strony południowej i północnej usytuowane są pasma wysoczyzn.
Bydgoszcz zajmuje 9. miejsce w Polsce pod względem liczby ludności (324 043 osoby według danych Głównego Urzędu Statystycznego z 31 grudnia 2024 roku).
Duży ośrodek przemysłu, handlu i logistyki oraz węzeł drogowy, kolejowy i żeglugi śródlądowej. Na terenie miasta jest zlokalizowany Międzynarodowy Port Lotniczy im. Ignacego Jana Paderewskiego oraz port rzeczny. Bydgoszcz jest jednym z głównych krajowych ośrodków branży informatycznej oraz usług dla biznesu Business Process Outsourcing/Shared Service Center. W Bydgoskim Parku Przemysłowo-Technologicznym działa Pomorska Specjalna Strefa Ekonomiczna.
Bydgoszcz to także ośrodek akademicki, naukowy i kulturalny. W 15 szkołach wyższych studiuje ok. 35 tys. osób. Działają m.in.: opera, filharmonia, teatry, kina, muzea, galerie sztuki, orkiestry i zespoły muzyczne, rocznie odbywa się ok. 100 przeglądów i festiwali kulturalnych. Atrakcyjność turystyczną Bydgoszczy oprócz zabytków podkreśla oryginalne nabrzeże od strony rzek i kanałów, Wyspa Młyńska oraz bogactwo architektury z okresu belle epoque. Od 2010 światowe witryny turystyczne polecają Bydgoszcz wśród grona 10 najlepszych celów podróży w Polsce. W mieście zlokalizowany jest duży garnizon wojskowy oraz siedziby większości instytucji NATO obecnych w Polsce. Bydgoszcz jest także siedzibą diecezji kościoła rzymskokatolickiego, członkiem Unii Metropolii Polskich, Eurocities, Stowarzyszenia Miast Króla Kazimierza Wielkiego, siedzibą 9 konsulatów honorowych.
Bydgoszcz wraz z powiatem bydgoskim i otaczającymi gminami tworzy aglomerację (Bydgoski Obszar Funkcjonalny), zamieszkałą przez ok. 600 tys. osób. Miasto wyróżniają m.in. Bydgoski Węzeł Wodny oraz największy w Polsce Leśny Park Kultury i Wypoczynku „Myślęcinek”. Otaczają je duże kompleksy leśne: Puszcza Bydgoska od południa i Bory Tucholskie od północy. Z uwagi na dogodne warunki naturalne i szkoleniowe (Brda, tor regatowy, infrastruktura wodna, Bydgostia i inne kluby) miasto uchodzi za „stolicę polskiego wioślarstwa” Od 1928 sportowcy bydgoscy (głównie wioślarze i kajakarze) zdobyli 32 medale, co stanowi 10% wszystkich medali zdobytych na letnich olimpiadach przez Polaków. Od 1999 odbywa się w Bydgoszczy szereg międzynarodowych imprez sportowych, których bazę stanowią m.in. stadion im. Zdzisława Krzyszkowiaka oraz hala sportowo-widowiskowa Łuczniczka.
Miasto królewskie lokowane w 1346 roku położone było w XVI wieku w województwie inowrocławskim. W XIX wieku Bydgoszcz była siedzibą władz departamentu bydgoskiego, rejencji bydgoskiej, a od 1945 województwa bydgoskiego. Patronami miasta są biskupi: św. Marcin i św. Mikołaj. Świętem miasta jest 19 kwietnia, dla upamiętnienia nadania Bydgoszczy praw miejskich przez Kazimierza Wielkiego w 1346. Historyczne centrum miasta (Stary Rynek) znajduje się dokładnie na 18. południku długości geograficznej wschodniej.

## Etymologia
Nazwa miejscowości wywodzi się od słowiańskiego imienia Bydgost, które składa się z dwóch części byd jako wariant bud- (budzić) wywodzące się z prasłowiańskiego *bъd- (staroruskie vъzbydati = pobudzać, prasłowiańskie bъděti/bъd'ǫ = nie spać, czuwać) oraz popularnego słowiańskiego członu -goszcz/gost – oznaczającego „-gościnę”. Nazwa ta utworzona została z zastosowaniem przymiotnikowego formantu przyrostkowego „-jь”, za pomocą którego tworzono nazwy miejscowości od imion założycieli lub właścicieli, np. Przemyśl od Przemysła, Poznań od Poznana, Radom od Radoma lub Radomiła itp.. Nazwa Bydgoszcz jest rodzaju żeńskiego; do Bydgoszczy, w Bydgoszczy.
Nazwy z końcówką -goszcz charakterystyczne są dla Słowian i wywodzą się bezpośrednio ze słowiańskiego *gost-jь oznaczającej w słowiańskich imionach „gościnę” lub „goszczenie”. Dowodzą one słowiańskiego osadnictwa grodowego i charakterystyczne są dla słowiańskich i polskich nazw dzierżawczych i miejscowych z tą końcówką jak np. Małogoszcz, Skorogoszcz. Nazwy takie występują także w Niemczech na terenach Germania Slavica, gdzie w średniowieczu Słowianie połabscy zakładali również swoje osady. Przykładami mogą być: gród pełniący rolę głównego ośrodka politycznego Redarów oraz centrum kultu boga Radogosta – Radogoszcz, *Trěbigost-jь, niemieckie Trebgast na terenie zasiedlonej przez Słowian tzw. Bawarii Slavica wywodzący się od słowiańskiego imienia Trzebiegost, wymienianie w 1028 r. po łacinie jako Trebegast, *Radogost-jь, niemieckie Raabs w Austrii, wymieniane w 1112 r. jako Ratgoz i wywodzące się od słowiańskiego imienia Radogosta.
Jeden z pierwszych zachowanych dokumentów z nazwą miasta w języku polskim zanotował w 1429 Marcin z Międzyrzecza, który wymienił w nim czestnika bydgoskiego i starostę nakielskiego Tomka z Pakości – w org. „Thomekspakosczy czestnik bidgosczky ystarosta nakelsky”. „Bidgosczanyn” – polskie określenie na mieszkańca Bydgoszczy zapisał w 1523 w swoim słowniku polsko-łacińskim Bartłomiej z Bydgoszczy. Nazwa miejscowości ma bardzo bogatą dokumentację historyczną:
- 1239, Bidgosciam
- 1242, castrum quod Budegosta vulgariter nuncupatur („gród, który potocznie nazywa się Bydgoszcza”)
- 1279, Bidgoscha
- 1280, Bidgostia, wymieniona w łacińskim dokumencie wydanym w Gnieźnie sygnowanym przez księcia polskiego Przemysła II[26].
- 1281, Bydgost, wymieniona w łacińskim dokumencie wydanym w Lubinie w 1281 sygnowanym przez księcia pomorskiego Mściwoja II[27].
- 1346, Kunigesburg (czyli Królewiec, nigdy jednak się nie przyjęła), nazwa z miejskiego aktu lokacyjnego Kazimierza III Wielkiego na prawie magdeburskim (zasadźcy: Jan Kiesselhuth i Konrad)
- 1558, Bydgoszcza, czyli do XVI w. Bydgoszcza „osada rybacka ewentualnie stanica przynależna do Bydgosta”
- 1835, Topograficzny słownik Prus Mullera notuje miasto pod obecną, polską nazwą Bydgoszcz, a także niemiecką Bromberg[28].

Niektórzy identyfikują nazwę miejscowości z Ptolemeuszowskim BUDOrgis z II w., wyszczególnionym obok miejscowości Calisia, na szlaku bursztynowym.

## Środowisko naturalne

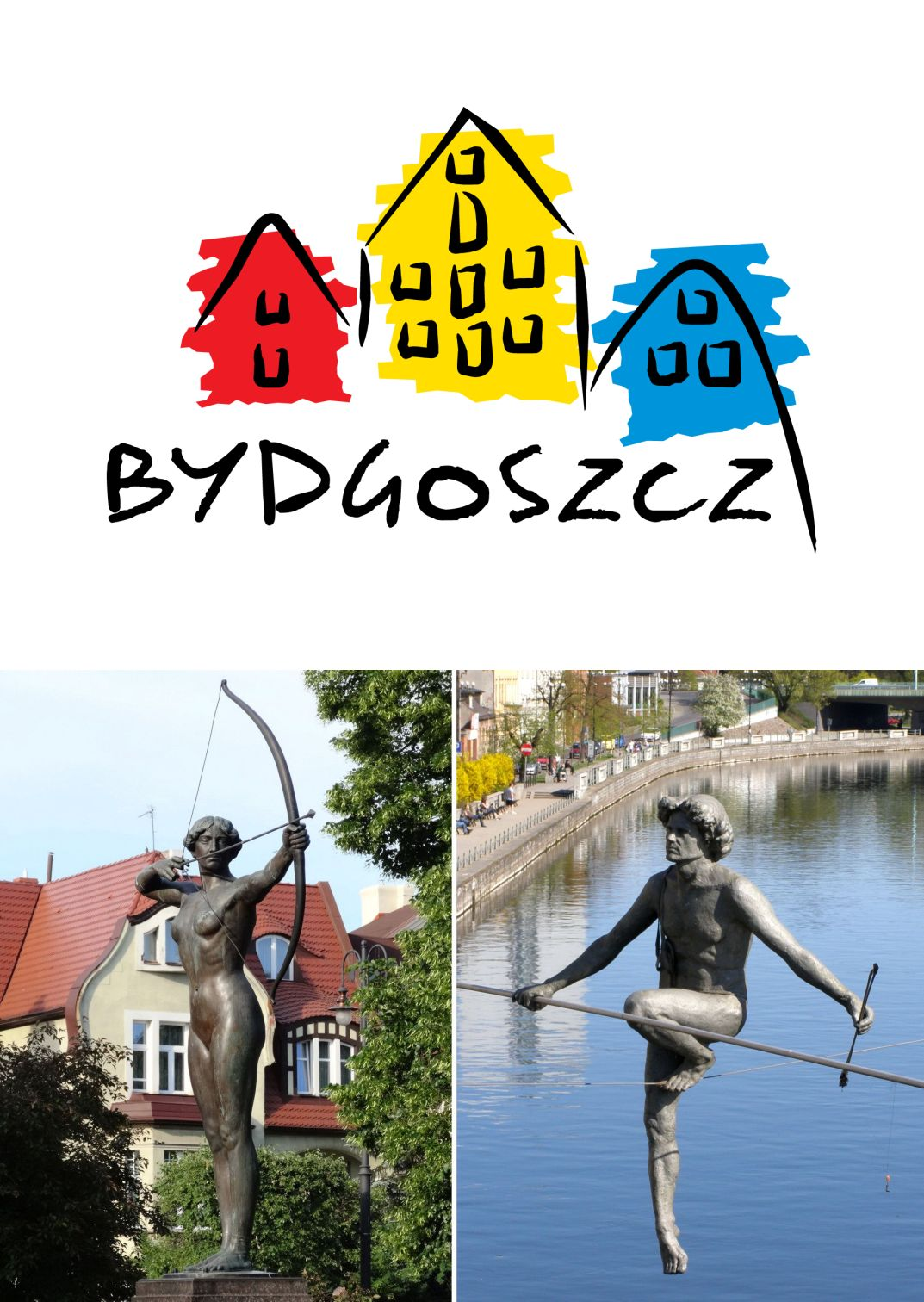
Symbole Bydgoszczy. Oficjalny logotyp nawiązujący do spichrzy nad Brdą oraz Łuczniczka i Przechodzący przez rzekę

### Położenie

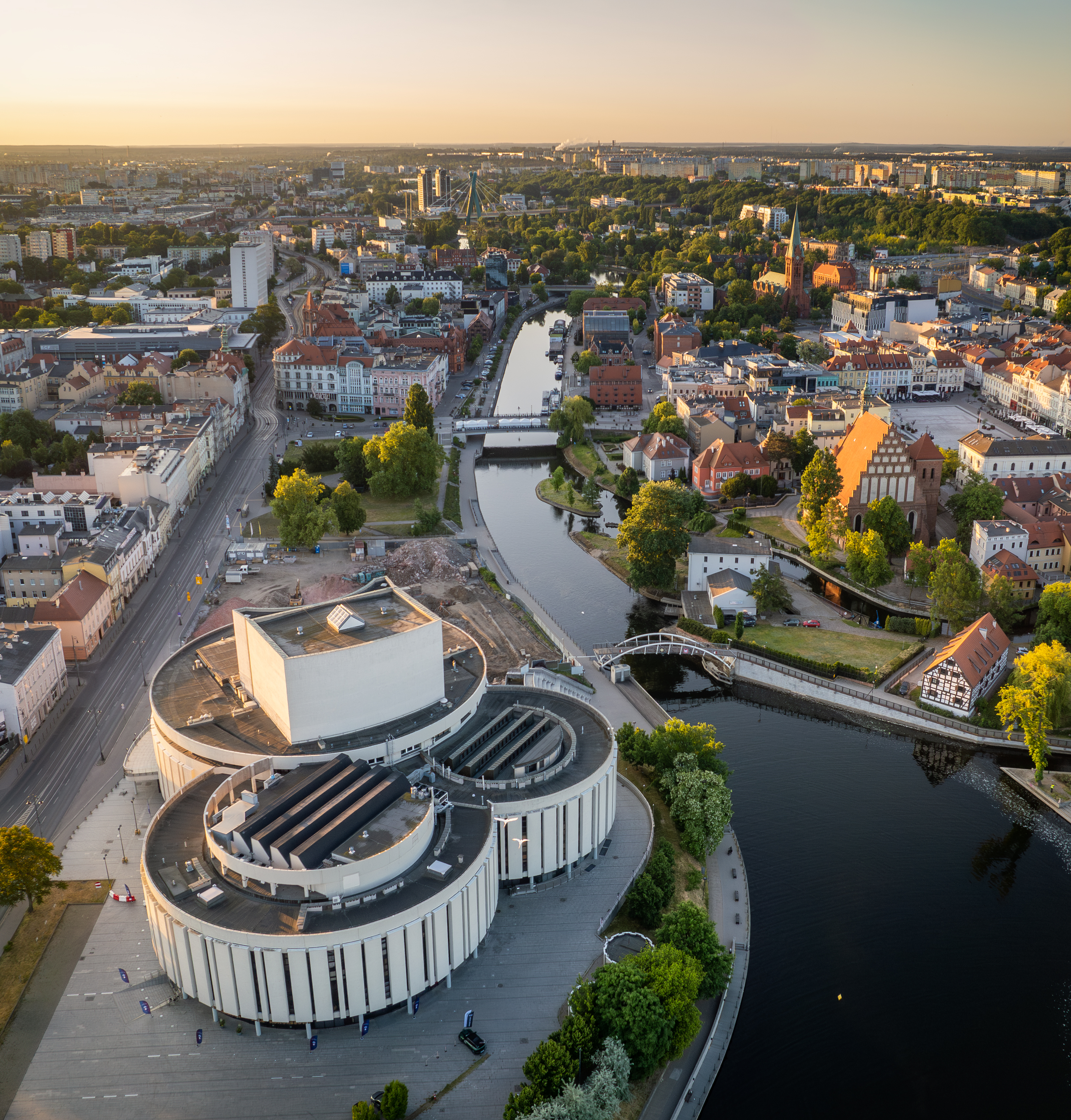
Bydgoszcz z lotu ptaka

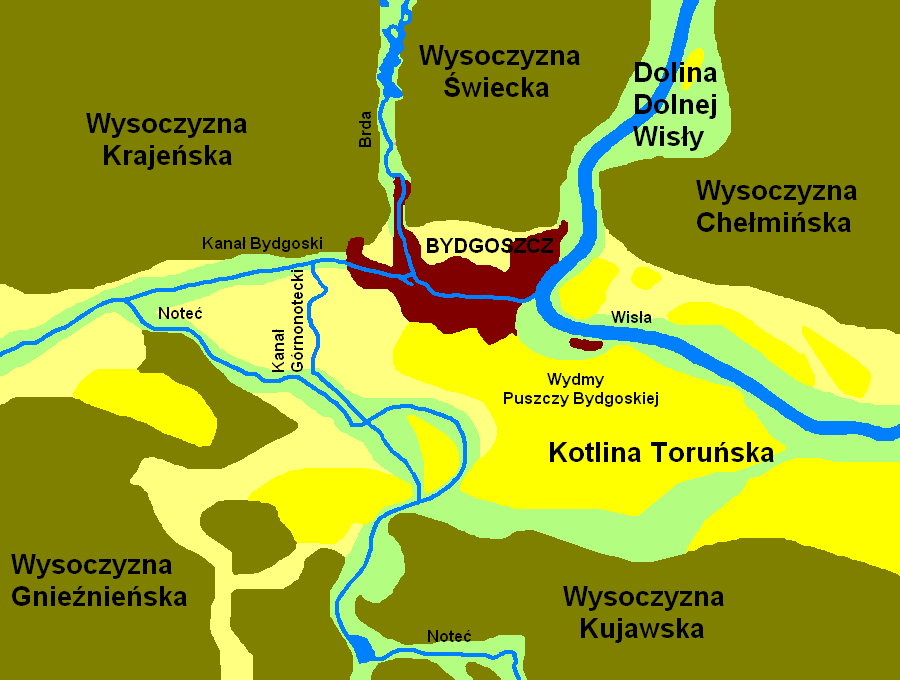
Położenie Bydgoszczy wśród krain geograficznych

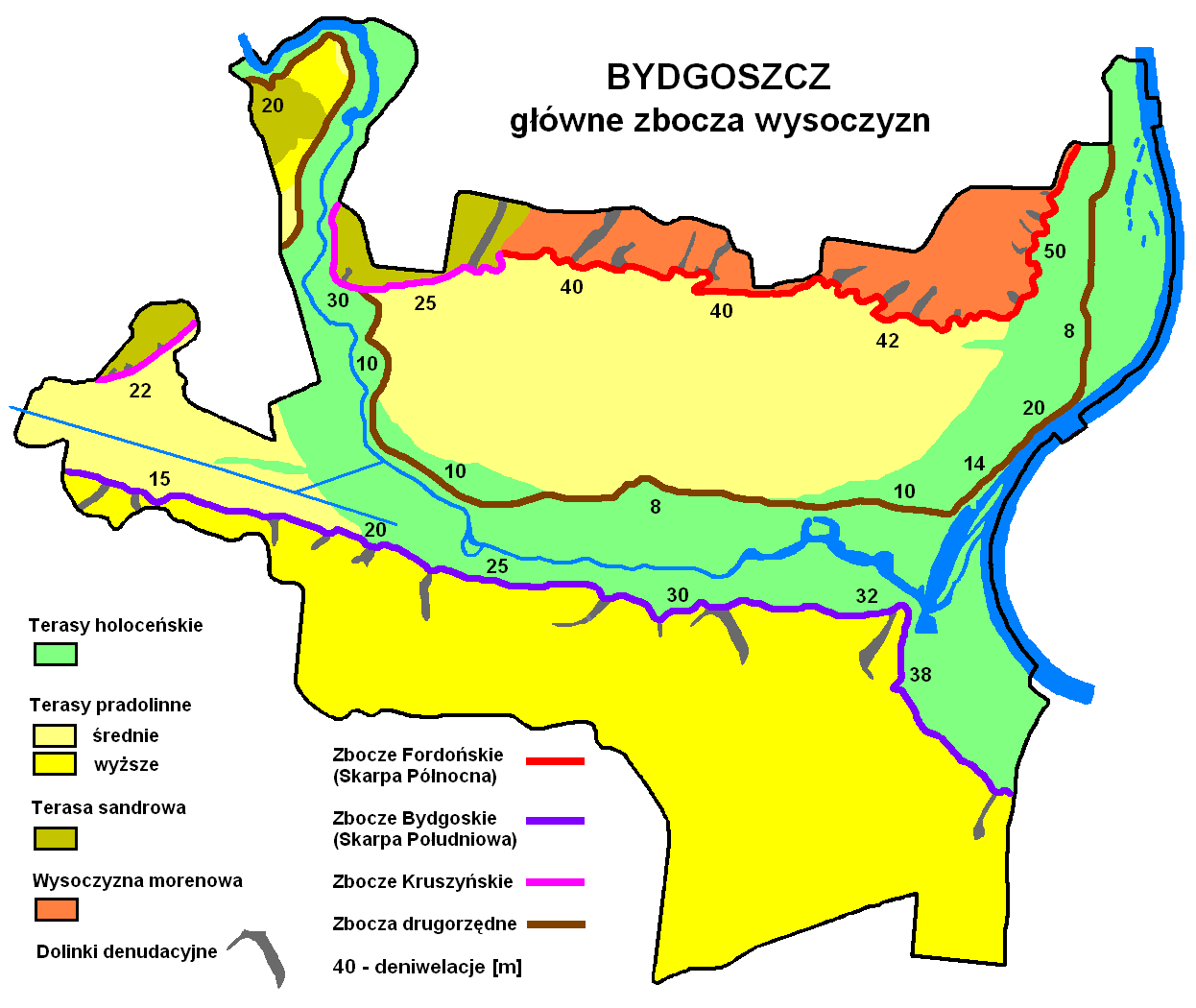
Schemat głównych zboczy teras i wysoczyzn w Bydgoszczy

Bydgoszcz znajduje się w północnej części Polski w charakterystycznym miejscu, gdzie Wisła wykonuje gwałtowny zwrot na północ. Obszar administracyjny miasta ma kształt wydłużony i rozciąga się wzdłuż Kanału Bydgoskiego w części zachodniej, Brdy w części centralnej, aż do Wisły, która stanowi granicę wschodnią. Z zachodu na wschód: od krańców osiedla Osowa Góra do Wisły poniżej Starego Fordonu miasto ma rozpiętość 22 km. Podobna odległość występuje po przekątnej z północnego zachodu (os. Smukała) na południowy wschód (os. Żółwin-Wypaleniska). Natomiast w najwęższym miejscu, z północy (os. Myślęcinek) na południe (Lotnisko) obszar miasta rozciąga się na długości 10 km.
Okolice miasta charakteryzują się rzeźbą młodoglacjalną ukształtowaną podczas zlodowacenia bałtyckiego, ok. 15–10 tys. lat temu. Miasto położone jest na styku wielkich dolin, którymi uchodziły pierwotnie wody roztopowe lądolodu, a później zostały wykorzystane przez rzeki. Bydgoszcz jest jednym z nielicznych miast, w obrębie którego występują cztery makroregiony fizycznogeograficzne: Pradolina Toruńsko-Eberswaldzka, Pojezierze Południowopomorskie, Dolina Dolnej Wisły i Pojezierze Chełmińsko-Dobrzyńskie wraz z licznymi mezoregionami (6) i mikroregionami (ok. 20). W związku z tym widoczne jest znaczne zróżnicowanie geomorfologiczne na terenie miasta i jego najbliższej okolicy. Przemieszczenie się z Bydgoszczy w którymkolwiek z kierunków świata przynosi ze sobą odmienne krajobrazy, a także regiony geobotaniczne i etnograficzne.
Na południe od miasta rozciągają się pola wydm śródlądowych, porośnięte Puszczą Bydgoską, na północy wysoczyzny pomorskie z jeziorami, na wschodzie wielkie zakole Wisły oraz Dolina Dolnej Wisły, na zachodzie pradolina bydgosko-nakielska z rozległymi łąkami. Terytorium miasta leży w obrębie trzech wielkich dolin rzecznych (Brdy, Wisły i pradoliny Noteci-Warty), co jest przyczyną występowania licznych poziomów tarasowych, obszarów wysoczyznowych oraz szczególnie eksponowanych w krajobrazie miasta – stref krawędziowych wysoczyzn (do 62 m wysokości względnej), rozczłonowanych przez dolinki i parowy denudacyjne. Do głównych stref krawędziowych w rejonie Bydgoszczy należą Zbocza: Fordońskie, Bydgoskie, Kruszyńskie, Mariańskie i Łęgnowskie.
Według podziału S. Jarosza (1956) Bydgoszcz leży na obszarze siedmiu krain geobotaniczno-krajobrazowych. Natomiast według podziału fizycznogeograficznego J. Kondrackiego (1978) Bydgoszcz leży na następujących mezoregionach:
- Kotlina Toruńska (obejmuje większość terytorium miasta, 11 teras wydmowych i zalewowych, kilkanaście mikroregionów)
- Dolina Fordońska (przełom Doliny Dolnej Wisły)
- Dolina Brdy
- Wysoczyzna Świecka
- Pojezierze Krajeńskie
- Pojezierze Chełmińskie.

Region obejmujący Bydgoszcz i okolicę nazywany bywa Kujawami Północnymi, a historycznie związany jest z Kujawami oraz Wielkopolską, co nie wyklucza oczywiście bogatych w przeszłości i teraźniejszości kontaktów z Pomorzem i Gdańskiem.
Pod względem etnograficznym znajduje się na granicy:
- Kujaw (południe i południowy wschód)
- Krajny (zachód i północny zachód)
- Pałuk (południowy zachód)
- Pomorza Nadwiślańskiego – Bory Tucholskie i Kociewie (północ)
- ziemi chełmińskiej (wschód)

W latach 1945–1998 miasto administracyjnie było stolicą województwa bydgoskiego.

### Poziomy miasta i punkty widokowe

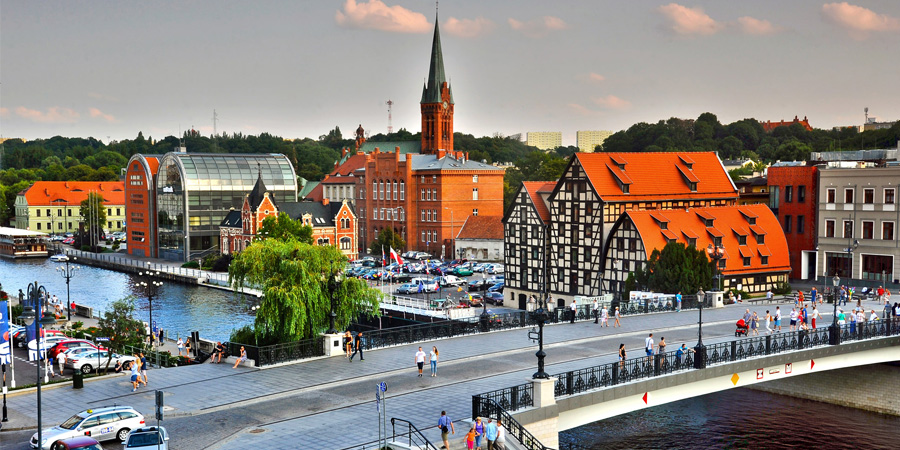
Stare Miasto w Bydgoszczy

Na terytorium Bydgoszczy znajduje się kilkanaście stref krawędziowych, będących granicami teras pradolinnych oraz wysoczyzn. Wszystkie te utwory powstały ok. 10 tys. lat temu wskutek erozji bocznej i wgłębnej wód płynących. Większość terenu miasta znajduje się w obrębie teras: wysokiej (Górny Taras [Bydgoszcz]) i średniej (Dolny Taras [Bydgoszcz] i Fordon [Bydgoszcz]) powstałych podczas kształtowania się Pradoliny Toruńsko-Eberswaldzkiej. Północne obrzeża miasta leżą w obrębie wysoczyzny morenowej, a północno-zachodnie na terasie sandrowej związanej z odpływem wód z północy. Na południowych obrzeżach miasta i dalej na terenie Puszczy Bydgoskiej występuje jedno z większych w Polsce pól wydm śródlądowych, które tworzy mozaikę pagórków, kotlin i dolinek.
Najniżej położonym miejscem w Bydgoszczy jest brzeg Wisły – 28 m n.p.m. Poziom wody w Brdzie na odcinku od jazu Czersko Polskie do centrum miasta wynosi około 32 m n.p.m., zaś Kanału Bydgoskiego na zachodnich rubieżach miasta dochodzi do 58 m n.p.m. Najwyższym punktem topograficznym w mieście jest Góra Myślęcińska 107 m n.p.m., gdzie zimą funkcjonuje stok narciarski im. Stefana Kulmatyckiego.
Krawędzie oddzielające poszczególne poziomy zwiększają swą wysokość względną ku wschodowi. Nad doliną Wisły osiągają największe wartości: 68 m w Fordonie i 40 m w Łęgnowie. Strefy przyskarpowe (zwłaszcza Zbocze Bydgoskie) już w XIX wieku przeznaczono na główne promenady miasta z punktami widokowymi i obiektami o funkcji ogólnomiejskiej. W 1900 r. wzniesiono m.in. wieżę ciśnień z galerią widokową, a od 1890 r. rozpoczęto budowę Alei Górskiej. Na eksponowanych stanowiskach znajdują się liczne punkty widokowe. Na Zboczu Bydgoskim są to m.in. Wzgórze Henryka Dąbrowskiego, Wzgórza Szwederowskie, Wzgórze Bolesława Krzywoustego, a na Zboczu Fordońskim m.in. Góra Myślęcińska, Góra Szybowników, grodzisko Zamczysko. Na wiślanym klifie usytuowane jest grodzisko Wyszogród – dawny gród książęcy odnotowany w kronice Galla Anonima.

### Klimat

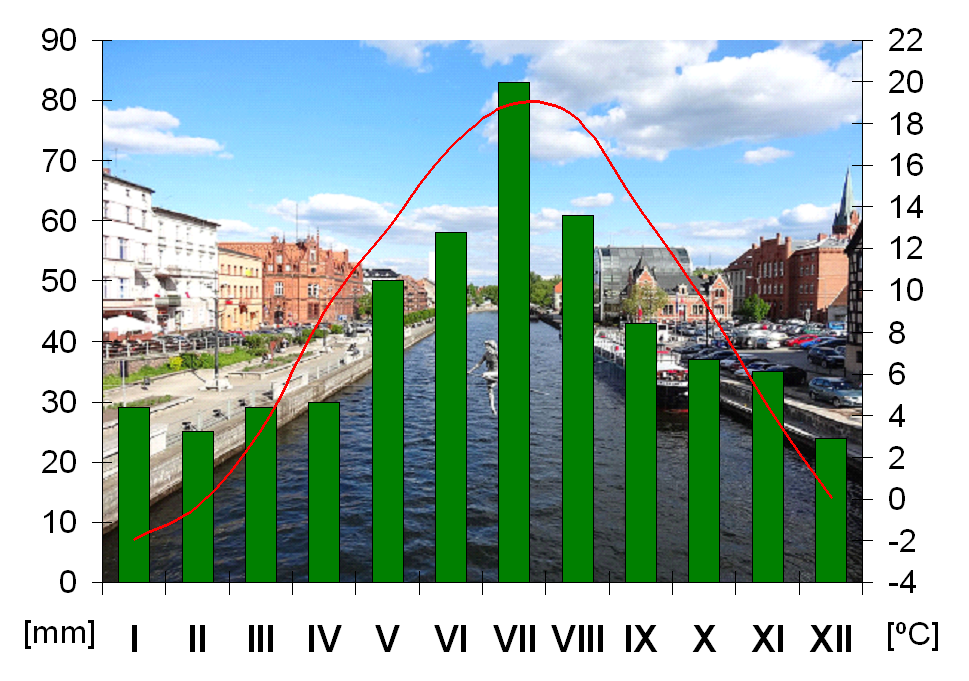
Klimatogram Bydgoszczy

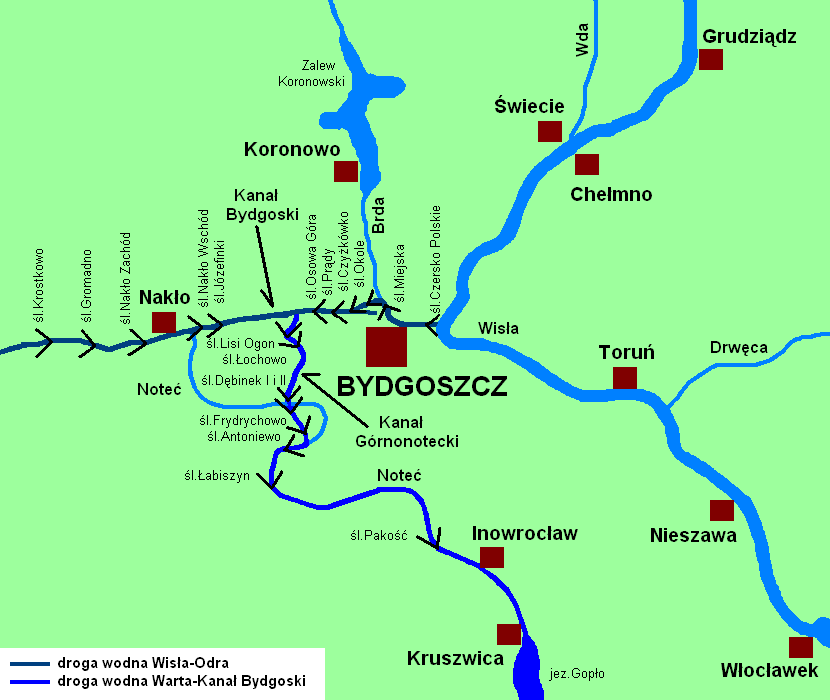
Schemat dróg wodnych w okolicy Bydgoszczy

Średnia roczna temperatura powietrza w okresie 1945–1994 wynosiła +8,4 °C. Najcieplejszym miesiącem jest lipiec, ze średnią temperatur +19,0 °C, najzimniejszym styczeń –1,9 °C. Absolutne rekordy temperatury w Bydgoszczy to: –26,9 °C (1 lutego 1956 r.) i +38,0 °C (31 lipca 1994 r.). Dominują wiatry o kierunku zachodnim (18%) i południowo-zachodnim (15%). W 24% dni występuje cisza, co jest efektem położenia miasta w dolinie otoczonej lasami. Średnia roczna suma opadów w okresie 1945–1994 wynosiła 512 mm, a w 1993–2002 – 533 mm, przy czym jest silnie zróżnicowana rocznie: od 269 mm (1989 r.) do 719 mm (1912 r.) Opad w sezonie wegetacyjnym wynosi średnio 318 mm, z maksimum w lipcu (83 mm), sierpniu (61 mm) i czerwcu (58 mm). W latach średnich i suchych występuje niedobór wody opadowej dla roślinności, co pogłębia na ogół lekki charakter gleb w okolicy. Usłonecznienie w rejonie Bydgoszczy wynosi 1509 godzin i jest wyższe od średniej w kraju, zwłaszcza w miesiącach wiosennych (marzec-maj). W ciągu roku notuje się 35 dni z mrozem, 100 dni z przymrozkami, ok. 50 dni z pokrywą śnieżną i 26–30 dni gorących z temperaturą maksymalną powyżej 25 °C.

### Bydgoski Węzeł Wodny
Najcenniejszym zasobem środowiska Bydgoszczy jest Węzeł Wodny, na który składają się trzy główne cieki o łącznej długości nabrzeży 100 km. W Bydgoskim Węźle Wodnym łączą się dwie międzynarodowe śródlądowe drogi wodne: (E40 Morze Bałtyckie – Morze Czarne i E70 Ocean Atlantycki – Morze Bałtyckie), spinając dorzecza Europy Zachodniej i Wschodniej.
Przez miasto, na odcinku 28 km, przepływa rzeka Brda, która uchodzi do Wisły w Brdyujściu. Wody tej rzeki na części miejskiego odcinka mają II klasę czystości. Wschodnia granica miasta na odcinku 14 km przebiega na Wiśle (w dzielnicach Fordon, Brdyujście i Łęgnowo). Przez zachodnią część miasta na odcinku 6,5 km przepływa Kanał Bydgoski, którym dotrzeć można do Noteci i dalej poprzez Wartę – do Odry.
Godna odnotowania jest obecność na terenie miasta licznych budowli hydrotechnicznych związanych z Kanałem oraz drogą wodną Wisła-Odra: sześć czynnych śluz i cztery nieczynne (zabytkowe), trzy jazy, port rzeczny, zapora wodna, przepławki, upusty i budowle regulacyjne. W wyniku spiętrzenia Brdy w centrum miasta istnieje Wyspa Młyńska, którą opływa rzeka Młynówka, a przecina urządzony w formie wodnej kaskady kanał Międzywodzie.
Na obszarze miasta znajdują się także mniejsze cieki, m.in. Flis, który syfonem przekracza Kanał Bydgoski, Struga Młyńska, czy też Struga Prądy. Na Skarpie Południowej i Zboczu Fordońskim znajduje się kilkanaście strumieni, źródła i wysięki wodne. W wyniku zabudowania Brdy stopniami piętrzącymi, śluzami i obiektami hydroenergetycznymi, powstały w Bydgoszczy dwa zalewy:
- Tor Regatowy (60 ha, podniesienie poziomu wody względem stanu naturalnego sięga os. Kapuściska) zbud. w 1879, powiększony w 1906, odbywają się na nim krajowe i międzynarodowe zawody wioślarskie i kajakowe.
- Zalew Smukalski (96 ha) – powstał po budowie tamy na Brdzie w 1906, odbudowanej w 1952 po zniszczeniu w czasie II wojny światowej. W 2009 działały na obszarze miasta trzy elektrownie wodne na Brdzie, które wytwarzały łącznie 4,5 MW energii elektrycznej[39].

Na terenie Bydgoszczy znajduje się ponadto około 50 zbiorników wodnych. Większość z nich to niewielkie stawy i starorzecza. Największe obiekty to jezioro zwane Balaton, położone na os. Bartodzieje, dwa rozległe stawy w Fordonie, na Okolu oraz staw parkowy w Myślęcinku.

### Ochrona przyrody

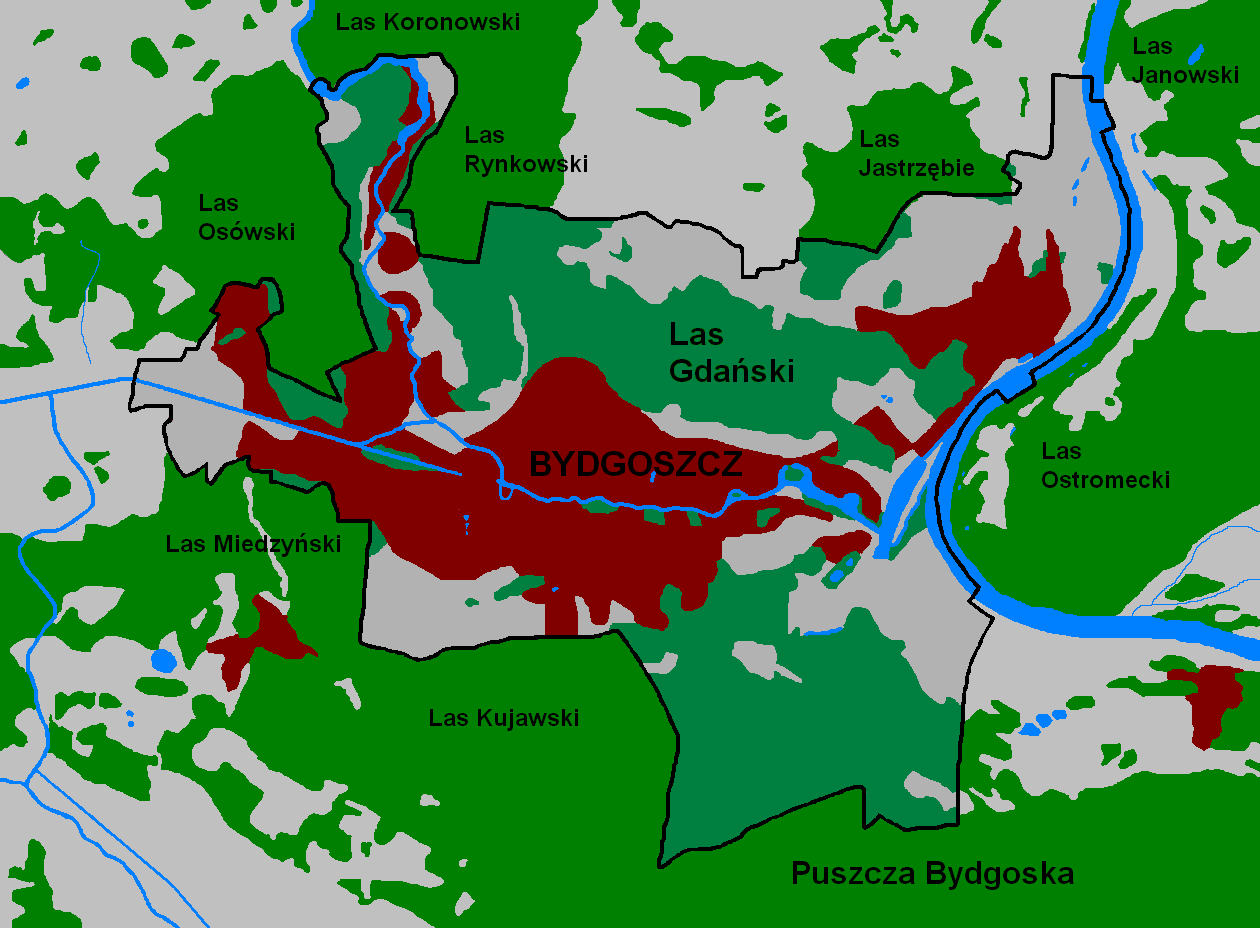
Pierścień lasów wokół Bydgoszczy

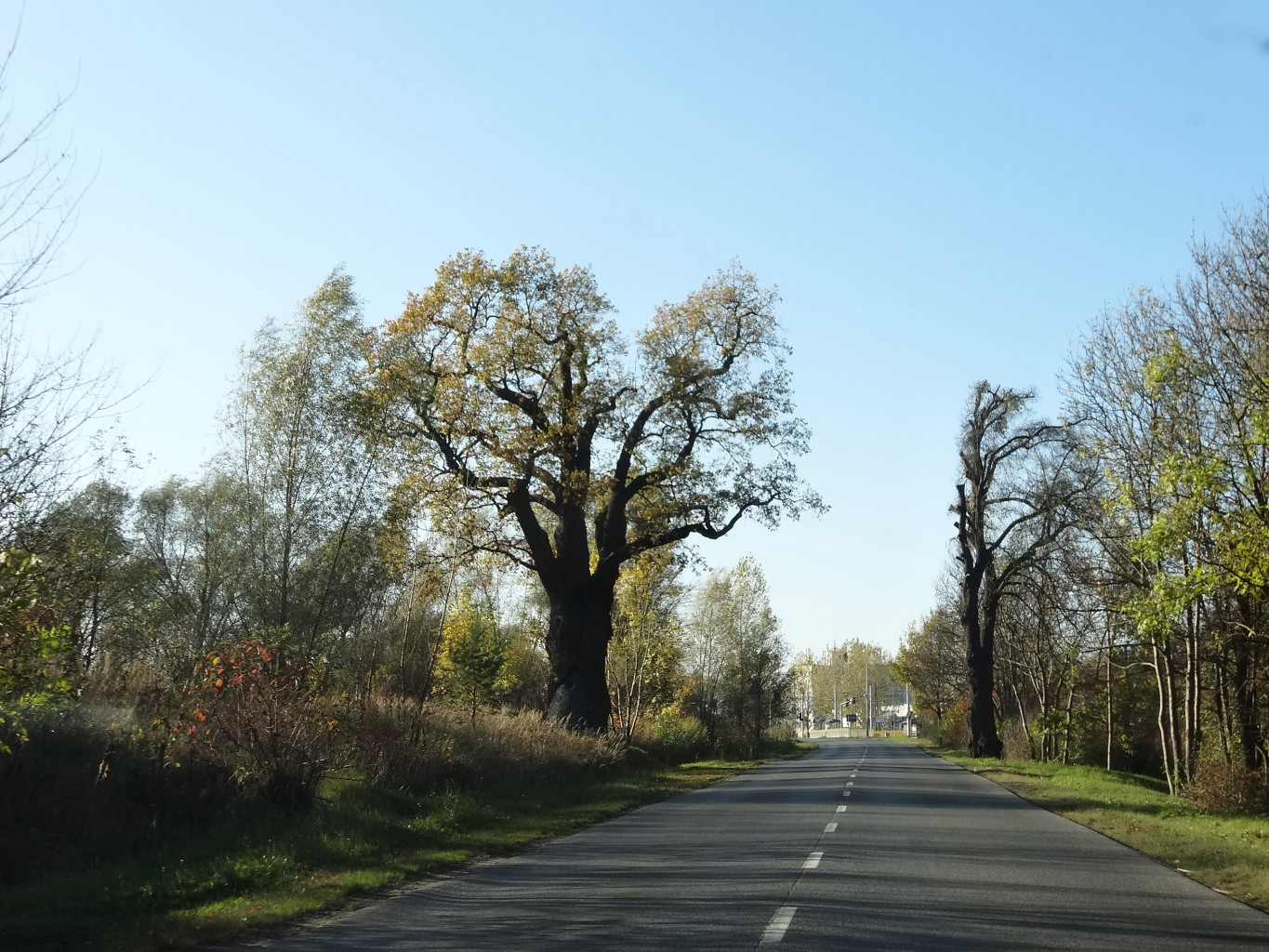
500-letni dąb „Bartek” o obwodzie 625 cm – najstarsze drzewo w Bydgoszczy (2014)

Z uwagi na uwarunkowania przyrodnicze, 35% terytorium Bydgoszczy znajduje się w strefie krajobrazu chronionego, zaś 9% zajmuje Park Krajobrazowy Doliny Dolnej Wisły (na północy i północnym wschodzie miasta).
Z miastem graniczą trzy rezerwaty przyrody (Wielka Kępa Ostromecka, Las Mariański, Mała Kępa), zaś w promieniu 20 km znajduje się kolejnych 16 rezerwatów należących do czterech różnych jednostek przyrodniczo-geograficznych: (nadwiślańskie, nadnoteckie, Puszczy Bydgoskiej, wysoczyzny świeckiej).
W okolicy Bydgoszczy znajduje się osiem obszarów krajobrazu chronionego, które obejmują zarówno pola wydmowe (porośnięte lasem), jak również strefy krawędziowe dolin rzecznych, jeziora oraz łąki nadnoteckie. Północna część Bydgoszczy objęta jest strefą krajobrazu chronionego pod nazwą Północny Pas Rekreacyjny Bydgoszczy (2640 ha) oraz Krajobrazu Zalewu Koronowskiego (890 ha), natomiast południowe krańce miasta – strefą Krajobrazu Wydm Kotliny Toruńsko-Bydgoskiej. Około 6% powierzchni miasta zajmują cztery obszary Natura 2000.
Na obszarze miasta znajduje się 95 pomników przyrody, zaś w dzielnicy Osowa Góra – użytek ekologiczny w celu ochrony torfowiska mszarnego.
Z uwagi na położenie Bydgoszczy na styku krain fizycznogeograficznych i geobotanicznych, krzyżują się tu trzy korytarze ekologiczne, w tym dwa o znaczeniu międzynarodowym (Pradolina Toruńsko-Eberswaldzka, Dolina Dolnej Wisły oraz Sandr Brdy łączący ww. węzły z Borami Tucholskimi). Dolina Dolnej Wisły wraz z bydgoskim zakolem tej rzeki znajduje się w sieci Natura 2000. Drugim obszarem w sieci jest graniczący z miastem od zachodu obszar pod nazwą: Dolina Środkowej Noteci i Kanału Bydgoskiego.

### Parki
Bydgoszcz należy do miast o największej liczbie (31 parków o powierzchni powyżej 2 ha) i powierzchni parków w Polsce (879 ha, drugie miejsce po Warszawie). W północnej części miasta znajduje się największy park miejski w Polsce – Leśny Park Kultury i Wypoczynku „Myślęcinek” – o powierzchni 830 ha. W centrum miasta znajduje się słynąca z „zielonego klimatu” Wyspa Młyńska, zaś Śródmieście w części zostało zbudowane na założeniach urbanistycznych miasta-ogrodu, w związku z czym istnieją tam liczne parki, skwery i kwietniki.
Głównym założeniem przestrzennym terenów zielonych są cieki Bydgoskiego Węzła Wodnego: Kanał Bydgoski, Brda i Wisła. Każdy z nich posiada odmienny charakter krajobrazowy, co sprawia, że parki są znacznie zróżnicowane, oferując odmienne wrażenia estetyczne i rekreacyjne. Głównym parkiem zachodniej części miasta są Planty nad Kanałem Bydgoskim, w części centralnej Planty nad Brdą i park centralny, a w Fordonie park dzielnicowy „Wisła”. Innymi tworami natury, wzdłuż których urządzono tereny zielone są zbocza teras i wysoczyzn. Zbocza: Bydgoskie, Fordońskie i Kruszyńskie rozciągające się w kierunku wschód-zachód, od zachodnich granic miasta po Wisłę, stanowią potencjalne ciągi spacerowe, z których można obserwować panoramę miasta. Najstarsza trasa spacerowa (1890) prowadzi wzdłuż krawędzi górnego tarasu miasta, łącząc poszczególne parki oddzielone dolinkami erozyjnymi: Dolinę Pięciu Stawów, park im. Henryka Dąbrowskiego, Aleję Górską i park na Wzgórzu Wolności. Do najatrakcyjniejszych krajobrazowo tras w Bydgoszczy i okolicy należy spacer wzdłuż Zbocza Fordońskiego, które łączy Leśny Park Kultury i Wypoczynku z Fordonem. Oferuje ono kilometry tras spacerowych, położonych w bardzo urozmaiconym topograficznie terenie (doliny, wąwozy, parowy, kotliny, źródliska, strumienie, wzgórza z widokiem Przełomu Dolnej Wisły). Kulminacjami w jego obrębie są m.in.: Góra Myślęcińska z wyciągiem narciarskim, grodzisko Zamczysko, pomnik w Dolinie Śmierci, Góra Szybowników, skąd w latach 1933–1963 dokonywano wzlotów na szybowcach.
Na terenie miasta znajdują się trzy ogrody botaniczne. Najstarszy z nich (zał. 1930 r.) jest w całości uznany na pomnik przyrody – arboretum, zaś nowszy założony w latach 1979–1983 jest drugim co do obszaru w Polsce (60 ha), malowniczo położony wśród dolin i wzgórz Leśnego Parku Kultury i Wypoczynku „Myślęcinek”. Dodatkowo na północ od niego znajduje się Ogród Botaniczny IHAR, w którym prowadzone są badania naukowe. Od 1978 r. w Bydgoszczy znajduje się Ogród Fauny Polskiej Zoo o pow. 14 ha. Można w nim zobaczyć oprócz fauny krajowej zwierzęta ze wszystkich kontynentów, terrarium oraz Wisłarium

### Lasy
Bydgoszcz jest jednym z nielicznych dużych miast w Polsce otoczonych ze wszystkich stron lasami. Zajmują one 27,6% (2021) powierzchni miasta. W większości są to lasy ochronne. Dominują bory sosnowe i mieszane, ale na północnych wysoczyznach znajdują się lasy mieszane oraz enklawy lasów liściastych, np. w okolicy Miedzynia, Osowej Góry, Opławca, Rynkowa, Fordonu.
W dolinach Wisły i Brdy występują lasy łęgowe. Największy kompleks bogatych przyrodniczo lasów tego typu na obszarze całej dolnej Wisły znajduje się w bydgoskim zakolu Wisły graniczącym z miastem od wschodu.

## Demografia

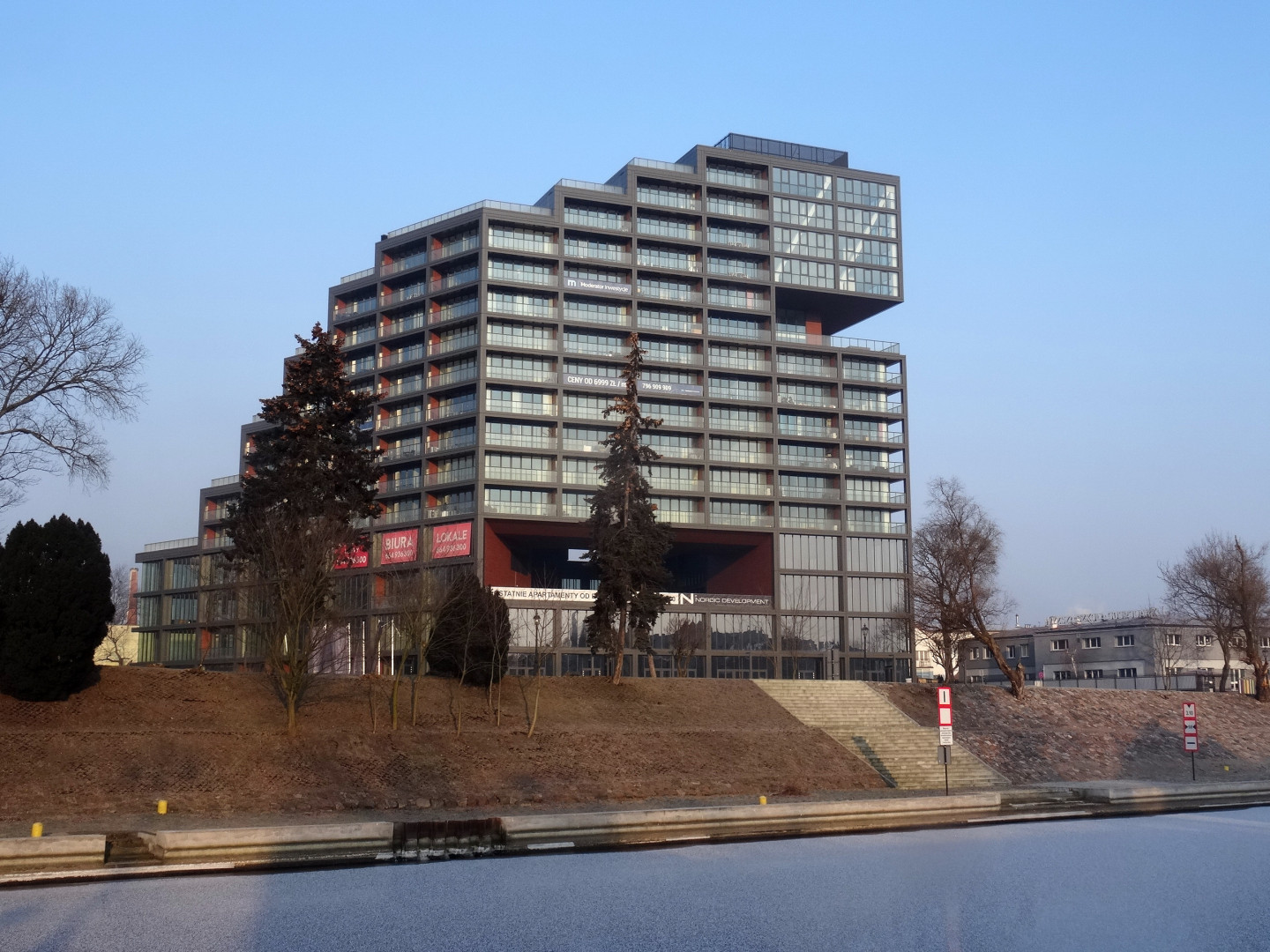
Apartamentowiec Nordic Haven (2016)

Bydgoszcz liczy 330 038 mieszkańców (dane z 31 grudnia 2022 roku). Populację miasta w 46,75% stanowią mężczyźni, a 53,25% kobiety. W ostatnich kilkunastu latach występuje stała tendencja wyludniania się miasta, spowodowana starzeniem się społeczeństwa i wyprowadzaniem się poza miasto do gmin ościennych oraz rzadziej poza region. Znaczną liczbę migracji mieszkańców stanowi emigracja zarobkowa do Wielkiej Brytanii, Irlandii i Holandii.

### Rozwój demograficzny miasta
Piramida wieku mieszkańców Bydgoszczy w 2014.

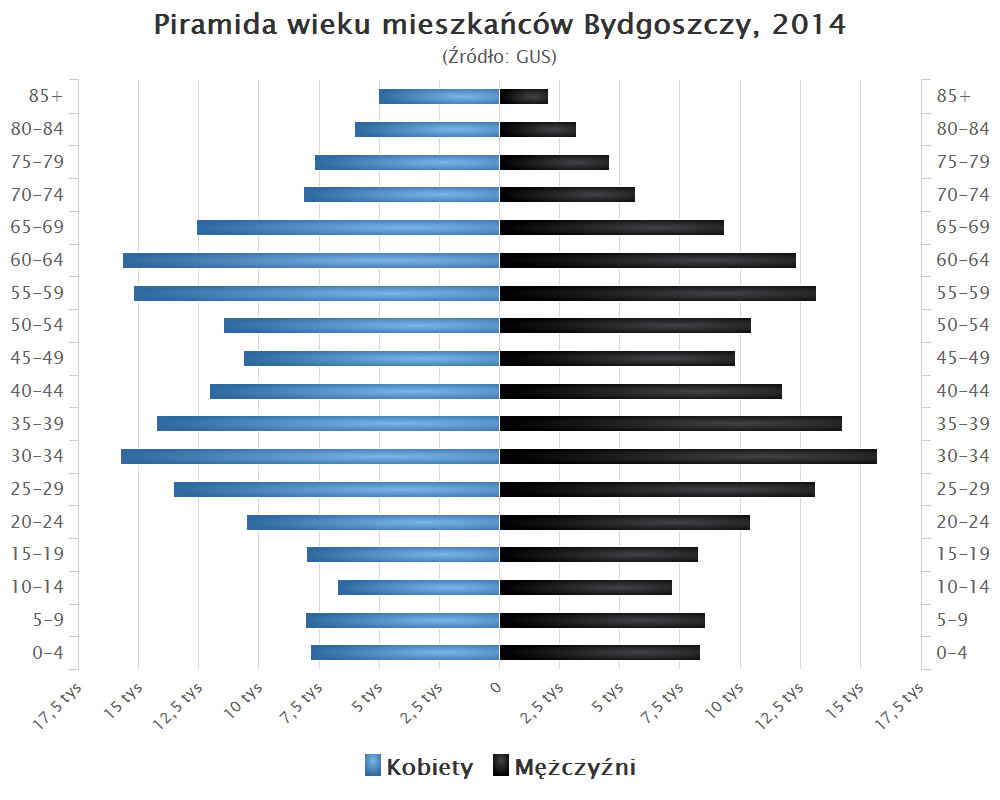

Liczba ludności miasta Bydgoszcz na przestrzeni 4 ostatnich stuleci:
Największą populację Bydgoszcz odnotowała w 1998 – według danych GUS 386 855 mieszkańców.

## Podział administracyjny

### Osiedla i dzielnice

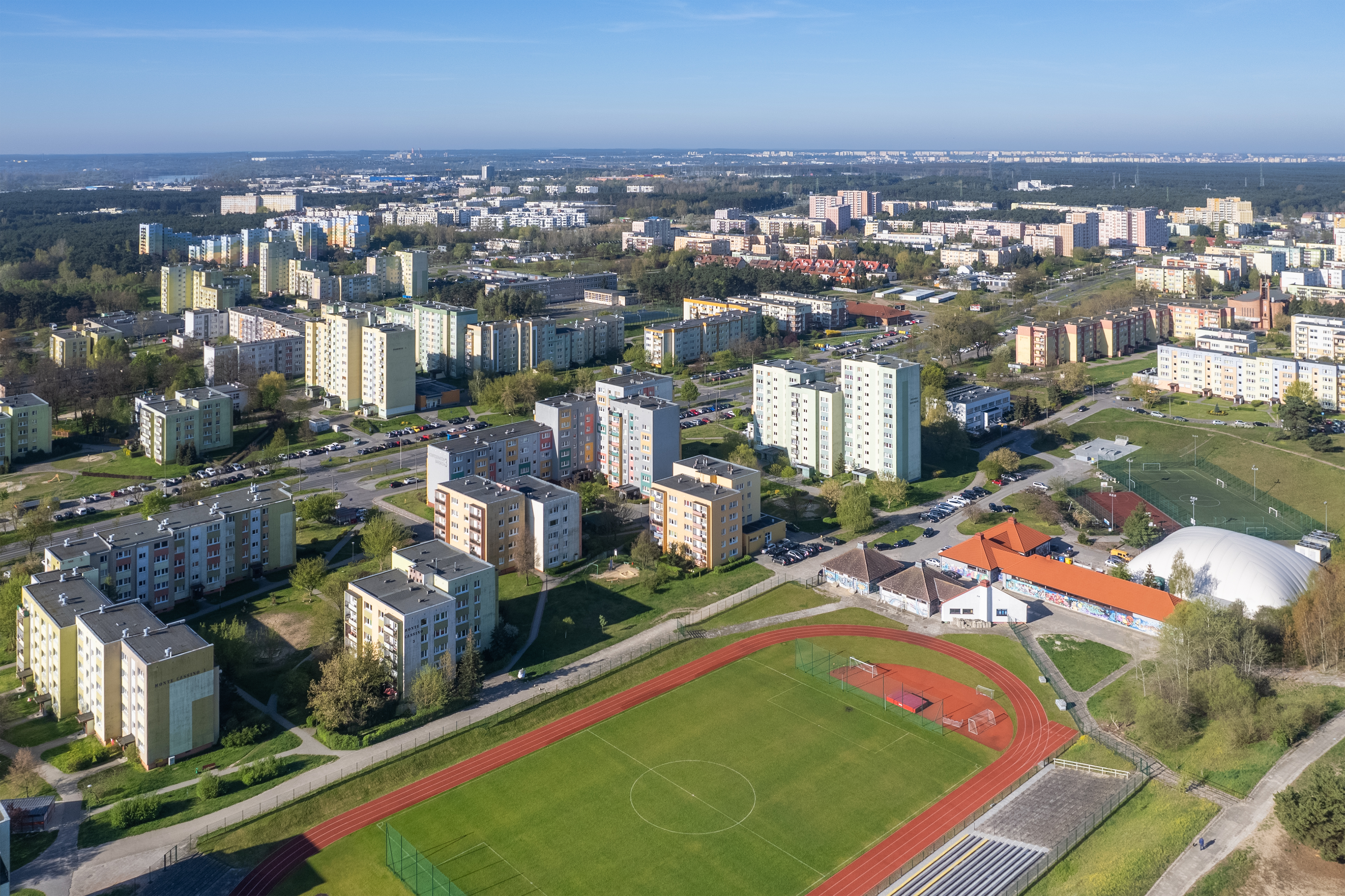
Dzielnica Fordon – widok ze Zbocza Fordońskiego

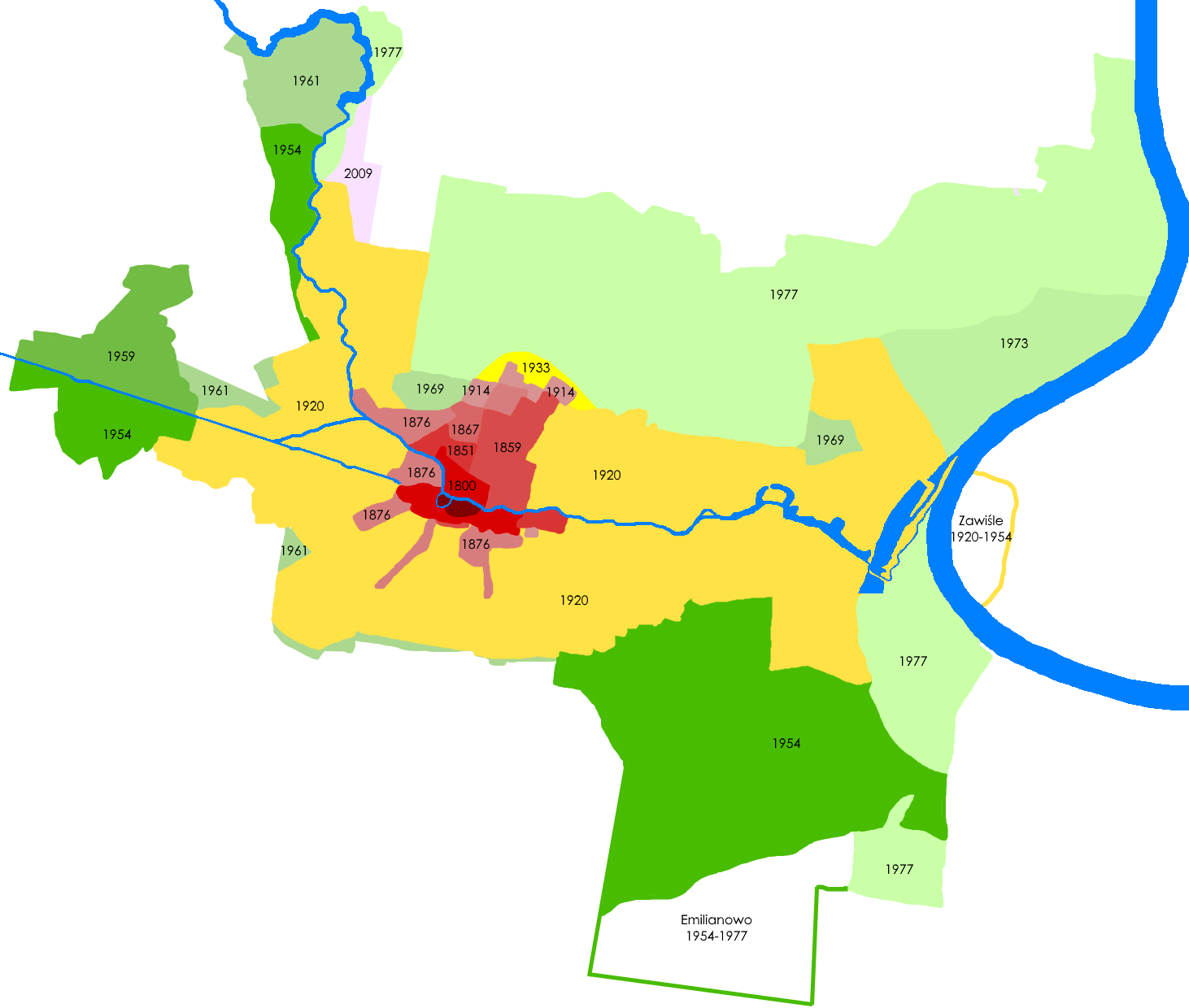
Rozwój terytorialny Bydgoszczy w ujęciu historycznym

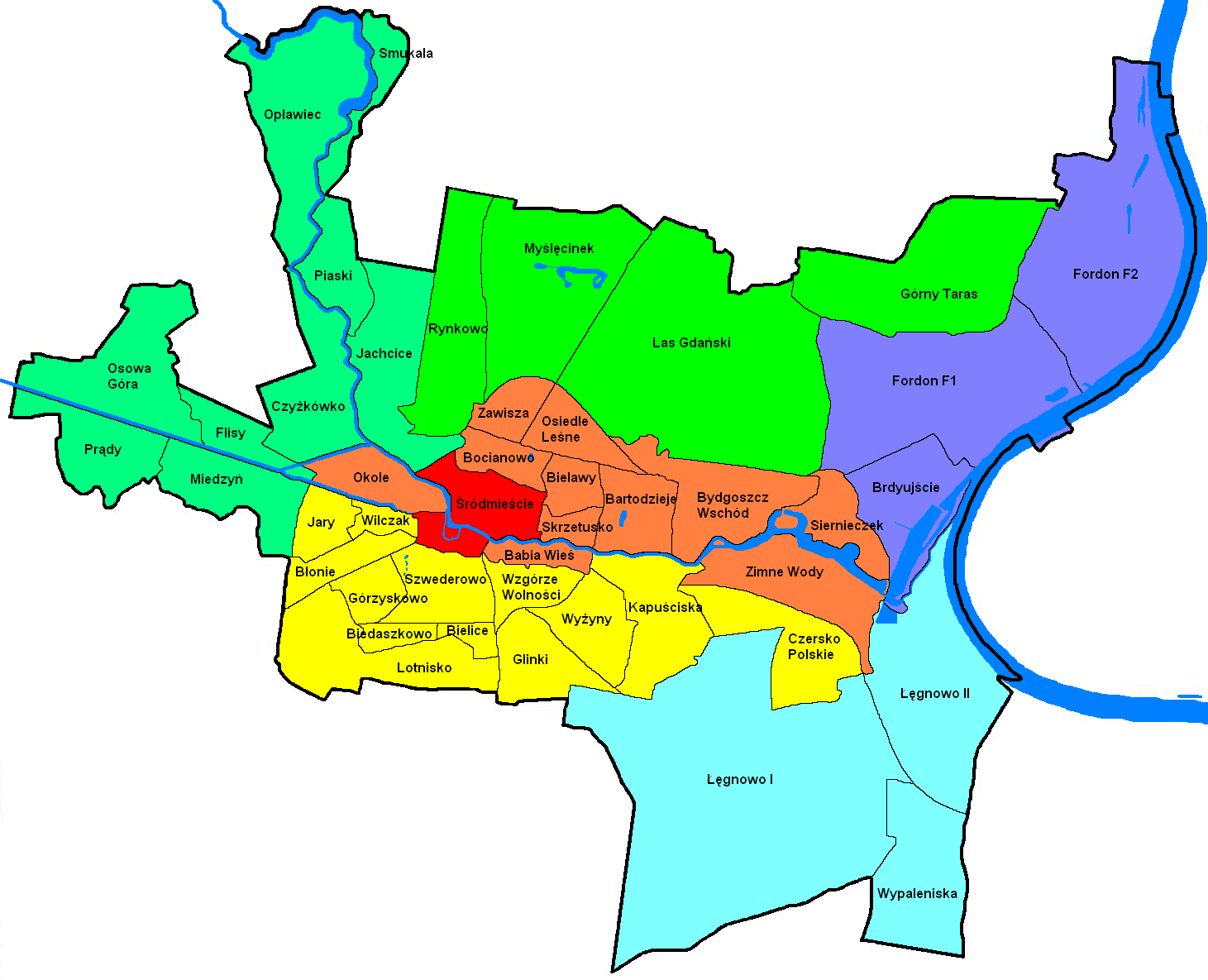
Podział na jednostki urbanistyczne według Studium Uwarunkowań i Kierunków Zagospodarowania Przestrzennego Miasta Bydgoszczy – 2009

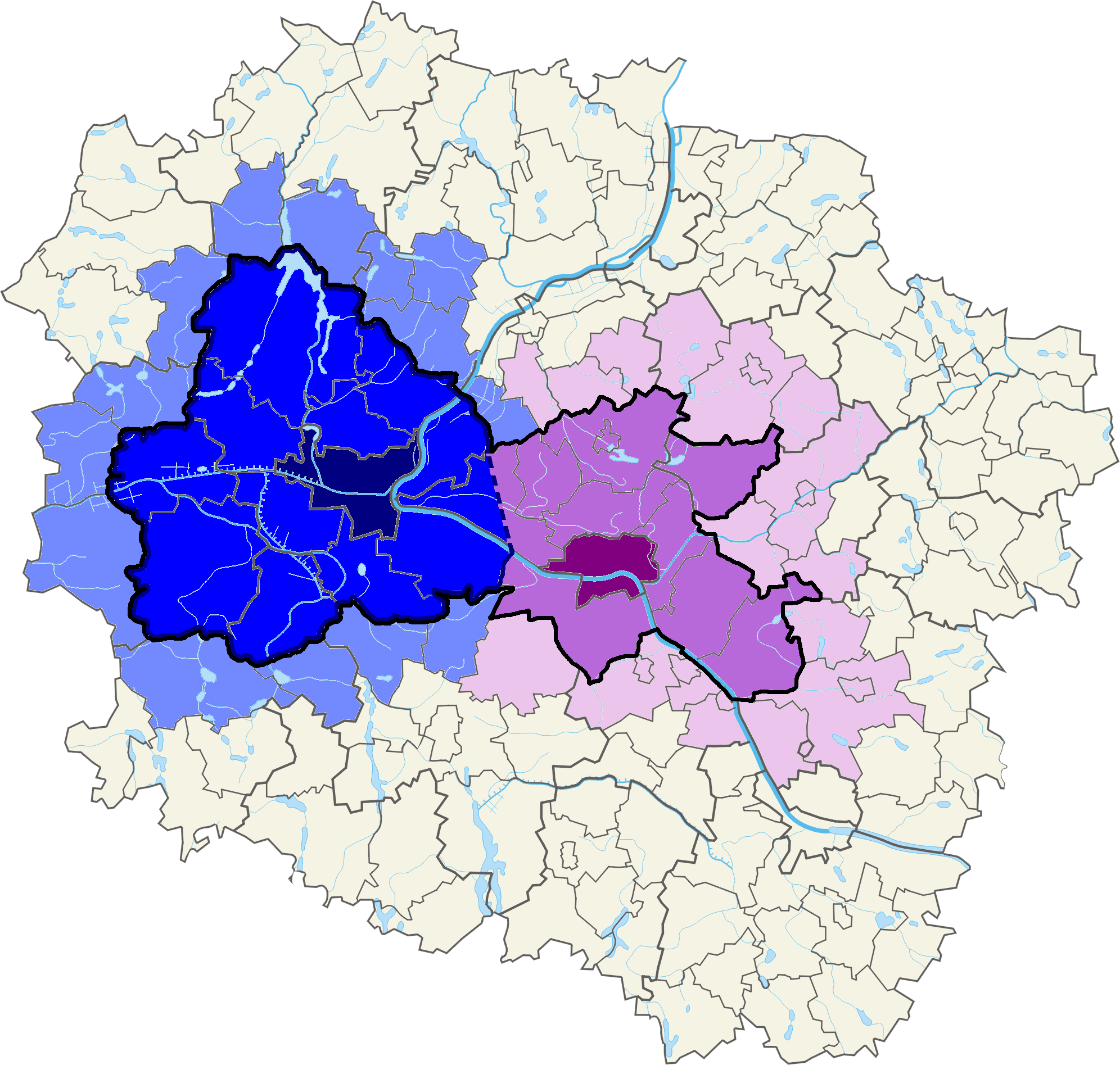
Bydgosko-Toruński Obszar Funkcjonalny wyznaczony na podstawie porozumienia z 8 kwietnia 2014. Zaznaczono również gminy powiązane z Bydgoszczą, nie włączone w skład BTOF.

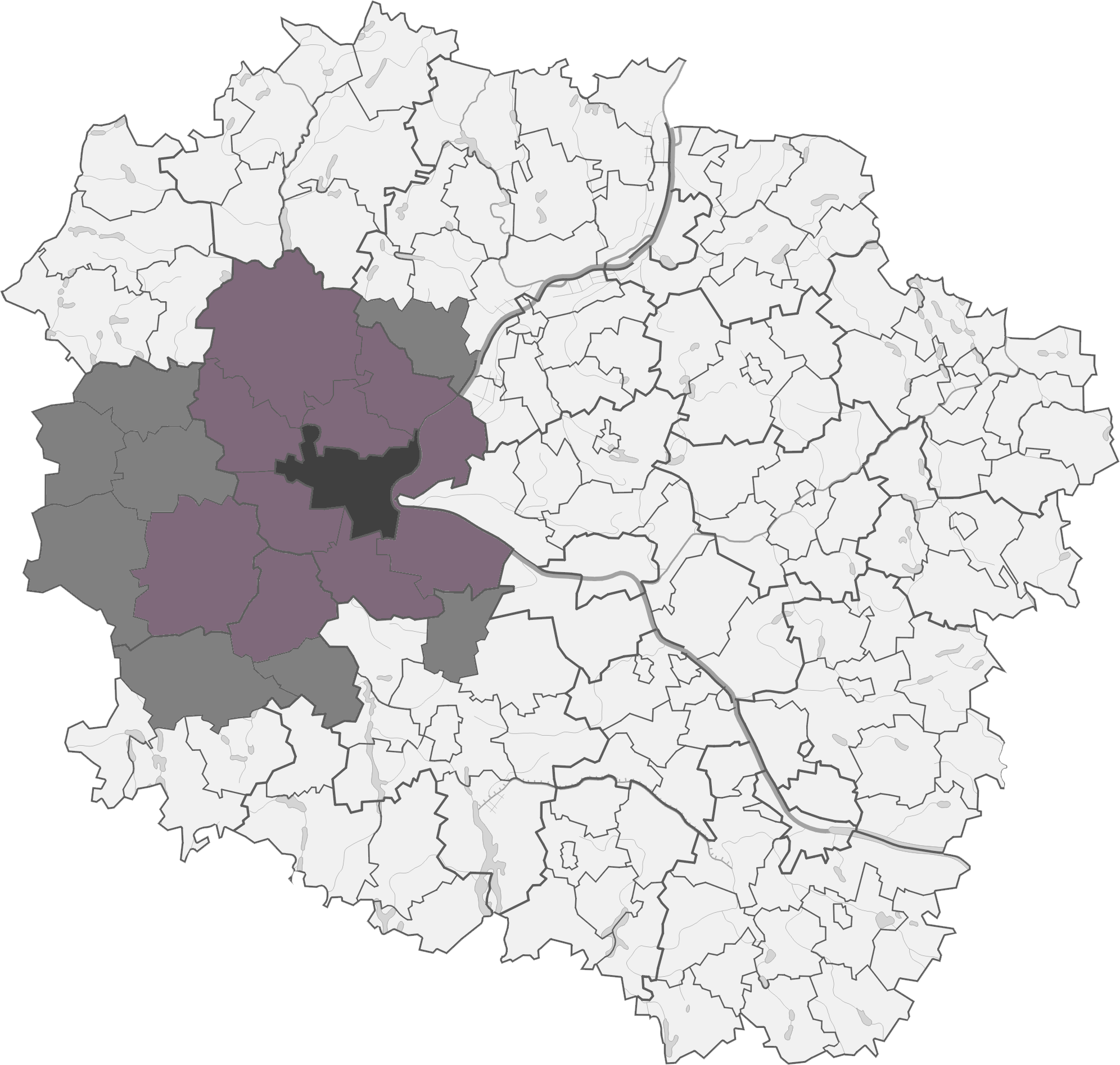
Bydgoski Obszar Funkcjonalny oraz gminy będące członkami Stowarzyszenia Metropolia Bydgoszcz

Do początku XIX wieku Bydgoszcz obejmowała miasto lokacyjne w obrębie murów miejskich oraz trzy przedmieścia: Gdańskie, Kujawskie i Poznańskie. Od czasów Księstwa Warszawskiego (pocz. XIX w.) zaludniło się kolejne przedmieście: Okole, gdzie zbudowano Kanał Bydgoski. Pierwsze administracyjne poszerzenie granic miasta nastąpiło w 1851 i związane było z urbanizacją terenów przylegających do dworca kolejowego. Kolejnego poszerzenia dokonano w 1867, a na włączonym wówczas terenie powstało nowe centrum administracyjno-oświatowo-kulturalne miasta. Do 1907 obszar miasta wzrósł pięciokrotnie (względem stanu z 1800 r.), obejmując głównie obszary położone na północ od Starego Miasta. Na obszarze tym rozbudowało się dzisiejsze eklektyczne Śródmieście. Kolejne, ośmiokrotne, powiększenie terytorium miasta nastąpiło w 1920, kiedy to włączono większość ówczesnych gmin podmiejskich. Granice miasta oparły się wówczas, a nawet przekroczyły Wisłę (Zawiśle w latach 1920–1954). W okresie międzywojennym Bydgoszcz zaliczała się do siedmiu miast polskich o największej powierzchni i liczbie ludności. Po II wojnie światowej, w 1954, w obręb miasta włączono m.in. Prądy, Opławiec oraz położone w Puszczy Bydgoskiej tereny DAG Fabrik Bromberg (fabryki amunicji z czasów wojny). Kolejne korekty granic miały miejsce w latach: 1959 (Osowa Góra) i 1961 (Janowo, okolice ul. Grunwaldzkiej i Szubińskiej). W latach 60. XX wieku, wobec kurczących się obszarów budownictwa mieszkaniowego i ograniczeń stwarzanych przez sąsiadujące z Bydgoszczą lasy, zdecydowano o poszerzeniu miasta na wschód w kierunku Wisły. W 1973 przyłączono ponad 800 ha terenów wraz z miastem Fordon, a cztery lata później większość terenów łączących macierzysty rdzeń miasta z Fordonem. Fordon z około 8-tysięcznego miasteczka rozwinął się w ciągu 35 lat w prawie 70-tysięczną dzielnicę mieszkaniową, charakteryzującą się pewną odrębnością przestrzenno-krajobrazową względem obszaru macierzystego miasta. W 1977 w obręb miasta wcielono również Łęgnowo i Wypaleniska w zamierzeniu ulokowania tamże miejskich obiektów komunalnych (oczyszczalnia ścieków, wysypisko śmieci).
Bydgoszcz podzielić można na następujące dzielnice:
- Dolny Taras (osiedla położone na niższym tarasie w północnej części miasta, ok. 40 m n.p.m.)
- Górny Taras (osiedla położone na wysokim tarasie pradoliny w południowej części miasta, ok. 70 m n.p.m.)
- Zachodnie osiedla willowe położone wzdłuż Kanału Bydgoskiego (zachód) i rzeki Brdy (północny zachód)
- Wschodnia dzielnica oparta o Stary Fordon oraz Wisłę
- Północny Pas Rekreacyjny Bydgoszczy obejmujący m.in. Leśny Park Kultury i Wypoczynku, Las Gdański, Zbocze Fordońskie i obszary chronione w Parku Krajobrazowym Doliny Dolnej Wisły i strefach krajobrazu chronionego.

### Aglomeracja bydgoska
Bydgoszcz razem z otoczeniem tworzy zespół miejski – aglomerację, w której mieszka ponad 530 tys. osób. Z tego jedną trzecią stanowi ludność mieszkająca na obszarach wiejskich otaczających miasto, lecz w odczuwalny sposób związanych z Bydgoszczą. Dwie gminy podmiejskie: Białe Błota i Osielsko mają charakter sypialni dla ludności, która w dużej mierze pracuje w Bydgoszczy i korzysta z oferty edukacyjnej, kulturalnej i rozrywkowej, o czym świadczą wskaźniki społeczno-gospodarcze. Parametry przedsiębiorczości, dochodów, aktywności zawodowej tych gmin są typowe dla ludności miejskiej. Dynamika budownictwa mieszkaniowego i wzrost demograficzny od 1990 są najwyższe w województwie kujawsko-pomorskim i wyróżniające się w kraju. W kolejnych gminach podmiejskich: Nowa Wieś Wielka, Sicienko, Solec Kujawski obszary enklaw miejskich łączą się z lasami i obszarami wiejskimi. Wskaźniki budownictwa mieszkaniowego są na poziomie miasta lub lepsze. Migracja jest wyraźnie dodatnia. Przedsiębiorczość wyższa, a bezrobocie niższe od średniej. Dynamizujący wpływ miasta Bydgoszczy wpływający na wyniki migracji, budownictwa mieszkaniowego, dochody i rynek pracy odczuwają także pozostałe gminy powiatu bydgoskiego: Dobrcz, Dąbrowa Chełmińska, Koronowo, a także poza powiatem: gminy: Szubin, Łabiszyn, Nakło, Pruszcz, Unisław, Żnin i Barcin. Większość tych gmin razem z Bydgoszczą tworzy Bydgoski Obszar Funkcjonalny.
Z bliskości Bydgoszczy korzysta także ludność znajdująca się na znacznie większym obszarze położonym dalej od miasta. Rola Bydgoszczy wyraża się głównie w udostępnianiu miejsc pracy (w 2006 r. 20 tys. osób dojeżdżających do pracy z zewnątrz), obsłudze zdrowotnej, ofercie edukacyjnej, kulturalnej, handlowej, rozrywkowej. Razem otoczenie Bydgoszczy, w którym obserwuje się dynamizujący wpływ miasta liczy ok. 180 tys. osób i sąsiaduje na wschodzie (linia Zławieś Wielka – Przyłubie) ze strefą oddziaływania Torunia (110 tys. osób). Razem oba ośrodki generują obszar podwyższonego rozwoju społeczno-gospodarczego, który stanowi strefę metropolitarną regionu kujawsko-pomorskiego (Bydgosko-Toruński Obszar Funkcjonalny) o potencjale 850 tys. osób (z czego 63% przypada na Bydgoszcz i okoliczne gminy – BOF, a 37% na Toruń z gminami – TOF).

### Potencjał regionalny Bydgoszczy
Wąsko rozumiana aglomeracja Bydgoszczy (powiat grodzki i ziemski) posiada następujący względny potencjał w regionie kujawsko-pomorskim:
- 23% ludności województwa
- ok. 30% podmiotów gospodarczych[59], osób pracujących[60], środków trwałych w przedsiębiorstwach[61], nowych mieszkań oddanych do użytku (lata 1995–2013)[62]
- ok. 40% podmiotów z udziałem kapitału zagranicznego[63], środków trwałych w przedsiębiorstwach usługowych[64]
- ok. 50% i więcej potencjału szkolnictwa wyższego (nauczyciele akademiccy, studenci)[65], wydawnictw prasowych, służby zdrowia (szpitale, lecznictwo specjalistyczne itd.), kultury muzycznej.

### Stowarzyszenie Metropolia Bydgoszcz
23 listopada 2016 zarejestrowano Stowarzyszenie Metropolia Bydgoszcz, skupiające 19 gmin (619 tys. mieszkańców, w tym 10 miast) leżących w strefie oddziaływania aglomeracji Bydgoszczy, będące formą współpracy samorządów, wstępem do budowy bydgoskiego związku metropolitalnego. Celem SMB jest budowanie wspólnej tożsamości, wspieranie rozwoju społeczno-gospodarczego obszaru stowarzyszenia, jego promocja i dbanie o wspólne interesy zrzeszonych samorządów.

### Związki i organizacje
Bydgoszcz należy do krajowych i międzynarodowych związków i organizacji, m.in.:
- Związek Miast Polskich, od 1990
- Unia Metropolii Polskich, od 1997 – fundacja zrzeszająca 12 polskich miast metropolitarnych
- Stowarzyszenie Eurocities, od 2005 – stowarzyszenie dużych miast europejskich, w tym 12 polskich
- Kujawsko-Pomorska Organizacja Turystyczna (biuro; siedziba w Toruniu, pl. Teatralny 2), od 2005
- Bydgoska lokalna organizacja turystyczna, od 2006
- Stowarzyszenie Agencji Demokracji Lokalnej ALDA, od 2007
- Stowarzyszenie Miast Króla Kazimierza Wielkiego, od 2009
- Związek Miast Nadwiślańskich (2002–2009)

## Historia

### Średniowiecze

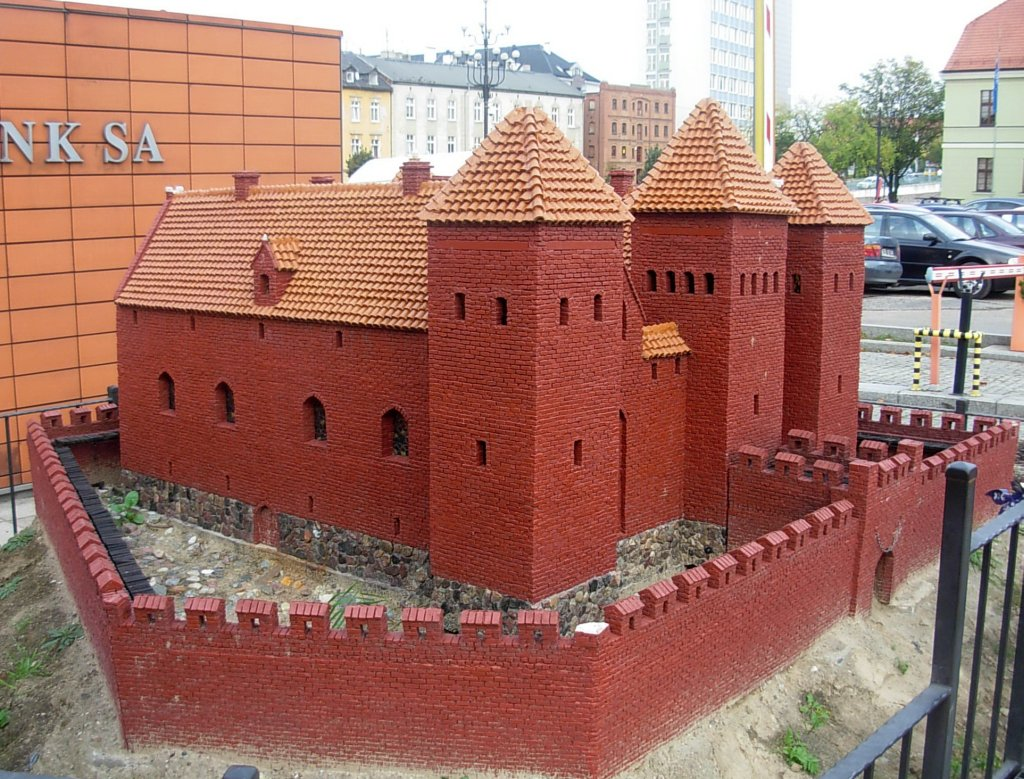
Makieta zamku bydgoskiego, zbudowanego w poł. XIV w. z woli Kazimierza Wielkiego, zniszczonego przez Szwedów w 1656, rozebranego w 1895

Znajdujące się w obrębie dzisiejszej Bydgoszczy osady były zasiedlone na stałe od epoki brązu. Znaczny rozwój osadnictwa nastąpił w okresie rzymskim, kiedy stwierdzono kontakty handlowe miejscowej ludności z cesarstwem. Dogodne położenie osad i łatwa przeprawa przez Brdę wykorzystywane były wówczas przez kupców podróżujących traktem bursztynowym. W tym miejscu omijano Wisłę, pokonując brodem Brdę. Według najnowszych badań, opartych na metodzie dendrochronologicznej, gród bydgoski, którego relikty odkrywane są do dziś, zbudowano w 1038. Pierwsza wzmianka o kasztelanie bydgoskim Suzzlaus de Budegac pochodzi z 1238. Wcześniejszą genezę ma osada oraz kościoły: pod wezwaniem św. Marii Magdaleny (przed 1198) w Wyszogrodzie (warowni nad Wisłą w obrębie dzisiejszego terytorium Bydgoszczy, której zdobycie przez Bolesława Krzywoustego w 1113 jest opisane w Kronice Galla Anonima) oraz romański kościół pod wezwaniem. św. Idziego. We wczesnym średniowieczu Bydgoszcz była grodem na północnych Kujawach. Książę Kazimierz Kujawski do połowy wieku XIII zbudował w Bydgoszczy stały most przez Brdę, gdzie pobierano cło od towarów przewożonych na Pomorze Gdańskie. Na początku XIV wieku w następstwie podziałów dzielnicowych na Kujawach powstało księstwo bydgosko-wyszogrodzkie.
W latach 1330–1337 bydgoski gród był przejściowo okupowany przez Krzyżaków. 19 kwietnia 1346 Kazimierz III Wielki lokował miasto Bydgoszcz na prawie magdeburskim oraz nadał je niemieckim zasadźcom, Johannowi Kiesselhuth i Konradowi. Na wschód od miasta oddzielony fosą (na miejscu dawnego grodu), król wzniósł okazały zamek, który stał się początkowo siedzibą królewskiego wnuka, księcia słupskiego Kazimierza, a następnie starostów bydgoskich. W latach 1378-1390 Bydgoszcz posiadał jako lenno książę Władysław Opolczyk. Z woli Władysław Jagiełły w latach 1390-1392 roku miasto było w posiadaniu jego brata Wigunta-Aleksandra
Bydgoszcz, z racji swego położenia, była kilkukrotnie oblegana podczas wojen polsko-krzyżackich. W sierpniu 1409 Krzyżacy zdobyli bydgoski zamek, który następnie odbił Władysław Jagiełło i zawarł tu rozejm obowiązujący do 24 czerwca 1410 r. W latach 1411–1454 Bydgoszcz była kilkukrotnie oblegana przez siły krzyżackie, a także kierowano stąd polskie działania zaczepne. Z kolei w czasie wojny trzynastoletniej król Kazimierz Jagiellończyk założył tutaj jedną ze swoich głównych kwater wojennych. Tutaj też w kwietniu 1457 dokonał wykupu z rąk zaciężnych krzyżackich m.in. twierdzy w Malborku – stolicy Zakonu, która do tego czasu nigdy nie została zdobyta. W listopadzie 1520, w czasie ostatniej wojny polsko-krzyżackiej, w Bydgoszczy obradował Sejm, w którym uczestniczyło zebrane na wojnę pospolite ruszenie oraz król Zygmunt Stary. Jeszcze pod koniec średniowiecza, Bydgoszcz stała się siedzibą sądów szlacheckich: ziemskiego i grodzkiego, które funkcjonowały aż do rozbiorów.

### Rzeczpospolita Obojga Narodów

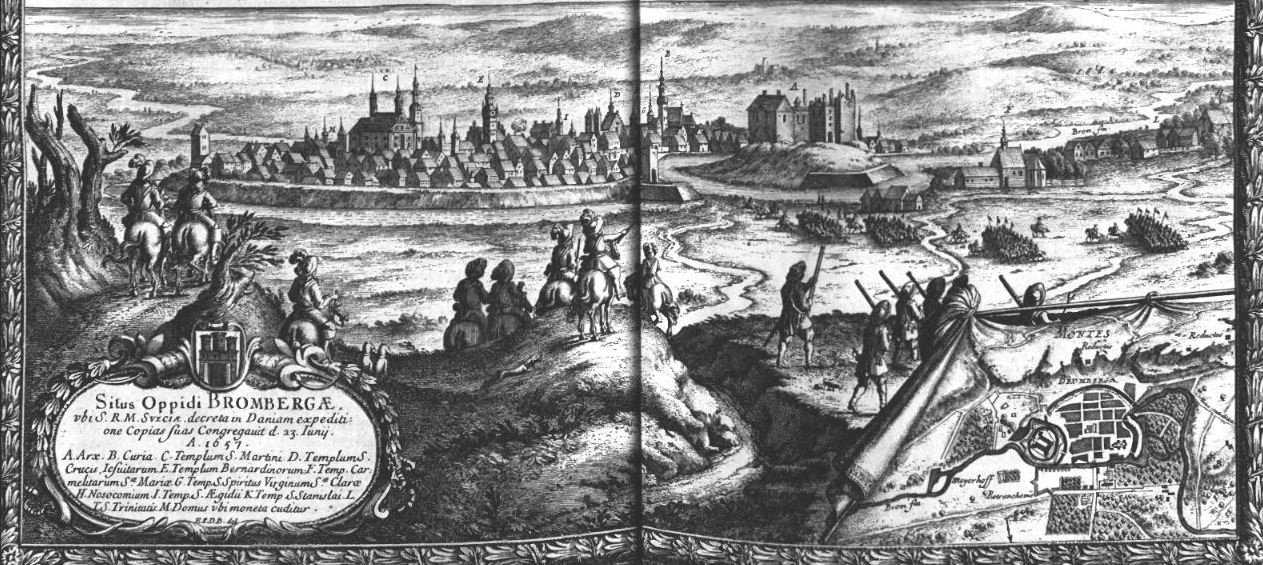
Panorama Bydgoszczy z 1657 na sztychu Erika Dahlberga

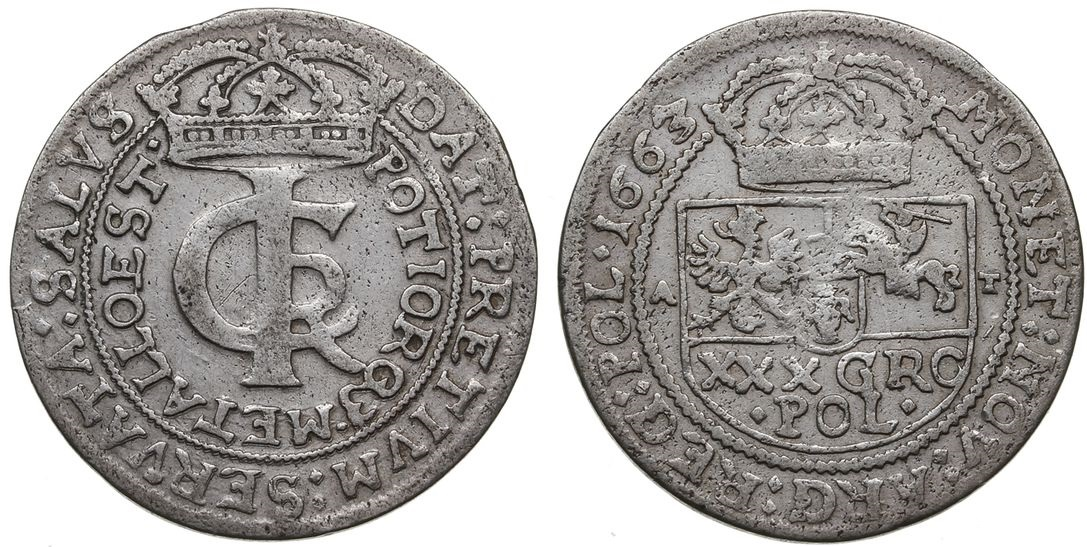
Tymfy Jana Kazimierza Wazy (1663) wybijane w mennicy bydgoskiej

W 1555 roku Bydgoszcz uzyskała przywilej de non tolerandis Judaeis.
W XV i XVI w. miasto znacznie wzbogaciło się na handlu spławnym zbożem, piwem i solą. Bydgoszcz w XVI wieku była jednym z największych miejskich ośrodków handlu zbożowego w Polsce. Wedle zachowanych rejestrów z komory wiślanej w Białej Górze, w 1579 co szósty statek zdążający do Gdańska miał port macierzysty w Bydgoszczy. Miejscowi szyprowie (zrzeszeni w cechu od 1484) transportowali średnio rocznie 2030 łasztów zboża (według zachowanych rejestrów z lat 1564–1573) pochodzącego z Kujaw i Wielkopolski, a z powrotem przywozili towary zamorskie kupowane w Gdańsku. Miasto było również ośrodkiem rzemiosła (21 cechów, 80 zawodów) oraz siedzibą zakładów-manufaktur.
Na szczególną uwagę zasługuje czynna w latach 1594–1688 mennica, w której w 1621 wybito największe złote monety w Europie – 100 dukatów Zygmunta III Wazy. Mennica w latach 1627–1644 była jedyną czynną na obszarze Korony.
Na początku XVII w. zabudowa objęła w całości miejski obszar lokacyjny i rozprzestrzeniła się na czterech przedmieściach. Bydgoszcz osiągnęła wówczas maksymalną liczbę mieszkańców w okresie staropolskim – ok. 5 tysięcy, plasując się w gronie średnich miast Rzeczypospolitej. Miasto otoczone było od południa murem obronnym z czterema basztami i trzema bramami, a z pozostałych stron ciekami wodnymi: fosą miejską, zamkową, rzeką Brdą i Młynówką. Na terenie miasta lokacyjnego zbudowano okazały ratusz, liczne kościoły diecezjalne, zakonne i szpitalne, zabudowania klasztorne oraz kamienice.
W Bydgoszczy istniała szkoła parafialna oraz szkoły klasztorne: karmelitów, klarysek i Bernardyńskie Studium Filozoficzne. Charakter szkoły średniej posiadało kolegium jezuickie (1647–1780). Najsłynniejszym uczonym Bydgoszczy doby staropolskiej był Bartłomiej z Bydgoszczy (1475–1548), który opracował w 1532 pierwszy słownik łacińsko-polski.
W 1620 Bydgoszcz liczyła około 5 tysięcy mieszkańców wraz z przedmieściami. W 1654 roku burmistrzem miasta został Szkot Joachim Meller. Potop szwedzki (1655–1660) przyniósł Bydgoszczy duże zniszczenia. Podczas zażartych walk (miasto kilkukrotnie przechodziło z rąk do rąk) wysadzony w powietrze został zamek oraz zginęła połowa mieszczan. 6 listopada 1657 na Starym Rynku król Jan Kazimierz i elektor Prus Książęcych Fryderyk Wilhelm Hohenzollern podpisali i zaprzysiężyli traktaty welawsko-bydgoskie, które stały się podstawą dla uniezależnienia od Polski Prus Książęcych.
Okres prób odbudowy miasta przerwała III wojna północna (1700–1721). W latach 1700–1760 w wyniku wojen, kontrybucji, zaraz i klęsk nastąpił głęboki upadek gospodarczy i demograficzny miasta. Poprawa koniunktury nadeszła podczas panowania ostatniego polskiego króla Stanisława Augusta Poniatowskiego, choć daleko było miastu do wizerunku dużego ośrodka miejskiego sprzed lat. W 1764 Bydgoszcz wyznaczono na siedzibę (na zmianę z Poznaniem) sądowniczego Trybunału Wielkopolskiego, zaś w 1766 powstał polski projekt Kanału Bydgoskiego.

### Okres pruski (1772-1920)

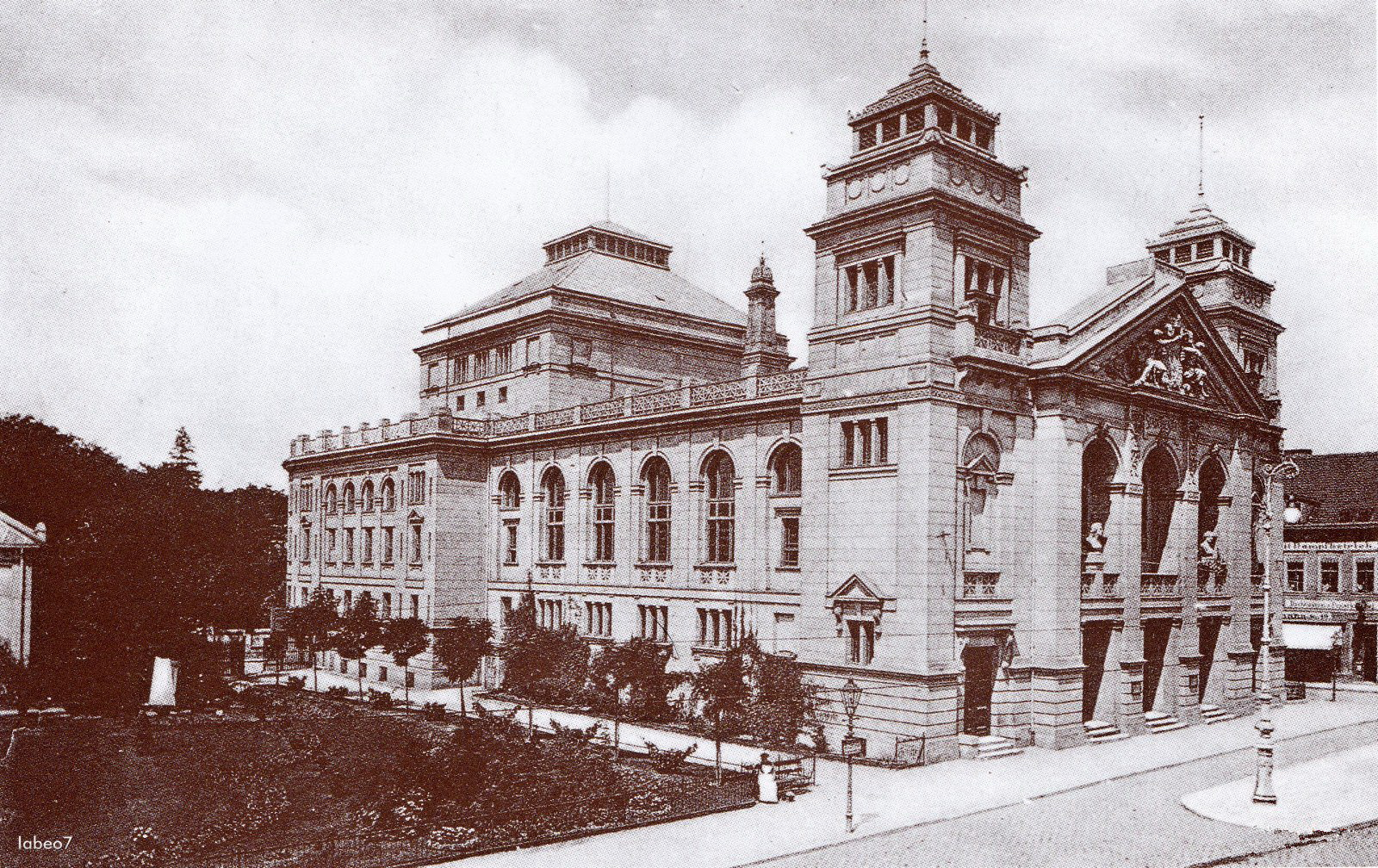
Teatr Miejski w Bydgoszczy (1896, zburzony w 1945)

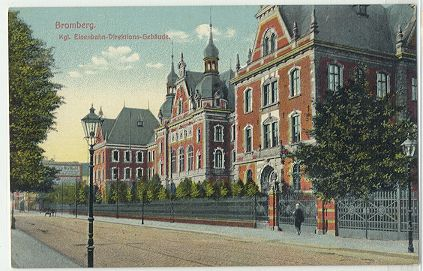
Budynek Dyrekcji Kolei Wschodniej – koniec XIX w.

W 1772 Bydgoszcz została zaanektowana przez państwo Pruskie w ramach I rozbioru Polski. Król Prus Fryderyk II wyznaczył wówczas Bydgoszcz na stolicę nowo utworzonego okręgu administracyjnego – Obwodu Nadnoteckiego, który obejmował wcielone tereny wielkopolskie i kujawskie, nienależące uprzednio do Prus Królewskich. W latach 1773–1774 zrealizowano również budowę Kanału Bydgoskiego, który połączył Brdę z Notecią (a w konsekwencji Wisłę z Odrą). W dniu 2 października 1794, podczas insurekcji kościuszkowskiej, rozegrała się bitwa o Bydgoszcz, którą stoczyło wojsko polskie pod dowództwem gen. Henryka Dąbrowskiego.
W latach 1807–1815 miasto należało do Księstwa Warszawskiego, ustanowione stolicą departamentu bydgoskiego. Po 1815 było z kolei stolicą powiatu bydgoskiego i rejencji bydgoskiej w obrębie Wielkiego Księstwa Poznańskiego (od 1848 Prowincji Poznańskiej). W 1875 zostało wydzielone z powiatu ziemskiego tworząc odrębny powiat grodzki (Stadtkreis).
W XIX wieku miasto przeżyło znaczny rozwój gospodarczy związany z rozwojem Węzła Wodnego, budową węzła kolejowego (Pruska Kolej Wschodnia – 1851, Kolej Warszawsko-Bydgoska – 1862, Kolej Poznańsko-Bydgoska – 1872 i inne), oraz rozwojem przemysłu metalowego, maszynowego, drzewnego i spożywczego. Bydgoszcz na początku XX wieku była uważana za miasto o charakterze niemieckim (m.in. dzięki sztucznemu administracyjnemu odseparowaniu Śródmieścia od polskich przedmieść), zwana „małym Berlinem” z uwagi na podobne do stolicy Cesarstwa Niemieckiego oblicze architektoniczne oraz wszechobecną zieleń. Władze pruskie dokonały rozbiórki wielu staropolskich budowli, w tym w 1834 gotycko-renesansowego starego ratusza, zaś w 1895 bydgoskiego zamku, który już od XVIII wieku popadał w ruinę. W mieście pobudowano jednak szereg reprezentacyjnych obiektów municypalnych, gmachów administracyjnych, szkół, szpitali, kościołów, mostów, fabryk. W 1895 wybudowano monumentalny gmach teatru, a w 1904 powstały Instytuty Rolnicze w Bydgoszczy – pierwsza placówka naukowa.
Do rozbudowy urbanistycznej miasta przyczyniła się lokalizacja dworca kolejowego na terenie obecnego Bocianowa. W latach 1850–1914 między Starym Miastem a dworcem wzniesiono Nowe Miasto (Śródmieście), we wschodniej części w formie miasta-ogrodu. Stara zabudowa była wymieniana i intensyfikowana, a obszar Śródmieścia nabierał wyglądu wielkomiejskiego. Dynamika rozwoju Bydgoszczy w latach 1850–1914 była bardzo duża, co doprowadziło do tego, że po włączeniu miasta w granice Polski w 1920 stało się ono siódmym co do wielkości ośrodkiem w kraju (88 tys. mieszkańców).

### Powrót do Polski

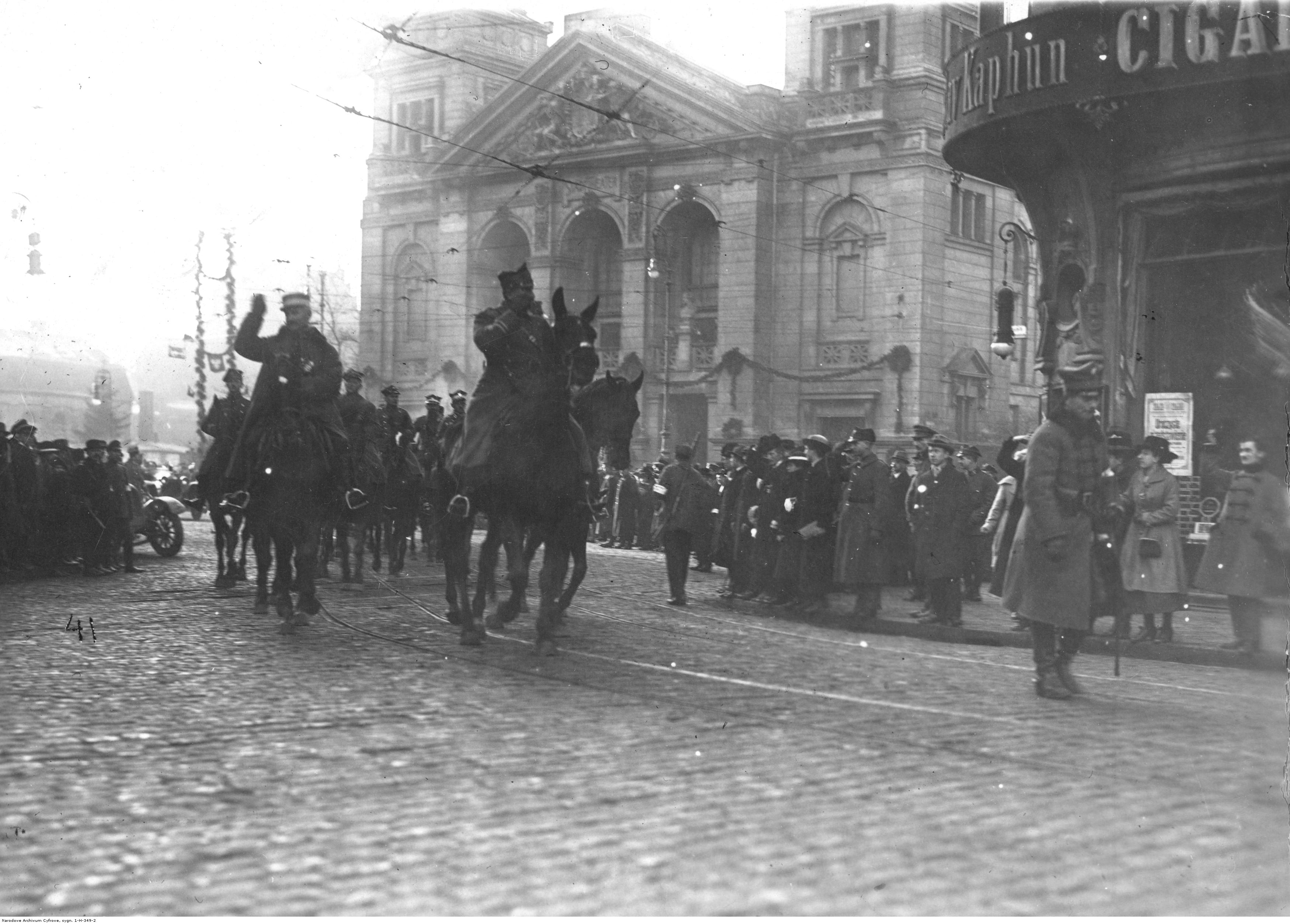
Generał Józef Dowbor-Muśnicki z wojskiem przejeżdza przez plac Teatralny (20 stycznia 1920)

W granice odrodzonej Polski Bydgoszcz wróciła 20 stycznia 1920, przejęta przez wojska wielkopolskie na mocy traktatu wersalskiego. Obecność w mieście silnego garnizonu niemieckiego uniemożliwiła wcześniej wyzwolenie miasta przez powstanie wielkopolskie, którego zasięg w szczytowym okresie walk sięgnął wsi Brzoza Bydgoska, 7 km na południe od granic miasta. Po I wojnie światowej Bydgoszcz uległa bardzo szybkiej repolonizacji i stała się jednym z najbardziej polskich miast (około 1928/1929 Polacy stanowili 92% populacji miasta, natomiast przed repolonizacją, pod zaborami, w 1910 Polaków było około 19% według oficjalnego spisu oraz 28% według korekty Eugeniusza Romera). Na początku lat dwudziestych dochodziło na kolei do licznych ekscesów antysemickich pod postacią bicia i rabowania żydowskich pasażerów. Żydzi obawiali się w szczególności dworca kolejowego w Bydgoszczy. W 1920 ośmiokrotnie powiększono obszar miasta, włączając w nie polskie przedmieścia, a jego granice na wschodzie przekroczyły Wisłę. W dalszym ciągu rozwijał się przemysł, zwłaszcza jego nowoczesne branże: chemiczny i elektrotechniczny. W 1928 Bydgoszcz stała się węzłem oraz siedzibą dyrekcji nowo zbudowanej kolejowej magistrali węglowej Śląsk-Gdynia. W okresie II Rzeczypospolitej Bydgoszcz wchodziła jako miasto na prawach powiatu w skład województwa poznańskiego poprowadzonego według granic pruskiej Prowincji Poznańskiej. Fakt ten wywoływał frustrację miejscowego społeczeństwa, gdyż Bydgoszcz była wówczas 7. miastem pod względem wielkości w Polsce, największym miastem powiatowym, większym m.in. od Lublina i Katowic. W kwietniu 1938 roku znalazła się w województwie pomorskim, licząc na ulokowanie tu władz administracyjnych „Wielkiego Pomorza”, jako usankcjonowanie faktycznej roli gospodarczej i społecznej miasta w tym regionie (Toruń - przekształcony w miasto-twierdzę - był od II połowy XIX wieku miastem dwukrotnie mniejszym od Bydgoszczy, ustanowionym stolicą administracji województwa pomorskiego w 1920, gdy stało się jasne, że Gdańsk nie zostanie włączony do Polski, a w dawnej dzielnicy Prusy Zachodnie jedynym konkurentem Torunia był Grudziądz; Bydgoszczy nie brano wówczas pod uwagę, gdyż znajdowała się w Prowincji Poznańskiej). W międzywojennej Bydgoszczy kontynuowała działalność m.in. Biblioteka Miejska (zał. 1903), powstało Muzeum Miejskie (1923), Miejska Orkiestra Symfoniczna (1936). Centrum sportów wodnych w kraju był tor regatowy w Brdyujściu.

### II wojna światowa

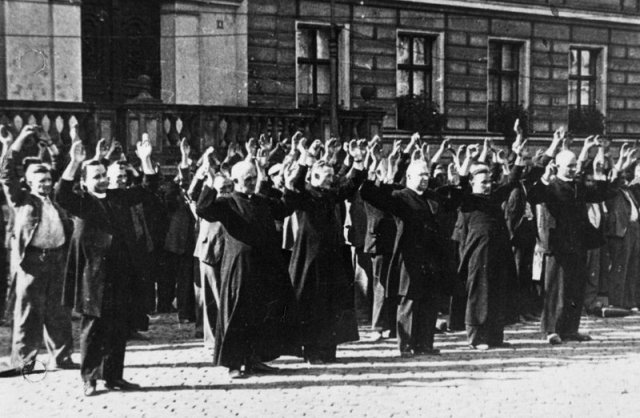
Publiczne egzekucje na Starym Rynku po krwawej niedzieli

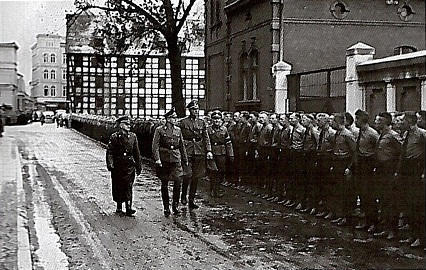
Inspekcja jednostki paramilitarnego Volksdeutscher Selbstschutzu jesienią 1939

3 września 1939 doszło do walk jednostek polskich z niemieckimi dywersantami wspomaganymi przez miejscowych Niemców (m.in. członków Hitlerjugend). Część pojmanych Niemców rozstrzelano. Propaganda nazistowska uwypukliła te wydarzenia (aby udowodnić moralne prawo Niemców do napaści na Polskę) i nadała im nazwę „Bromberger Blutsonntag” (bydgoska „krwawa niedziela”). Po wkroczeniu Wehrmachtu Niemcy rozpoczęli represje na ludności polskiej za udział w „krwawej niedzieli” – egzekucje (na Starym Rynku, w Tryszczynie, w „Dolinie Śmierci” k. Fordonu i in.) i wywózki do obozów koncentracyjnych. W operacji brały udział jednostki Einsatzgruppen SS m.in. Einsatzgruppe IV oraz paramilitarna organizacja mniejszości niemieckiej Volksdeutscher Selbstschutz.
W czasie II wojny światowej Bydgoszcz (jako Bromberg) włączona została do prowincji Gdańsk-Prusy Zachodnie jako siedziba rejencji, choć Ministerstwo Spraw Wewnętrznych III Rzeszy było bardziej przychylne koncepcji powiązania Bydgoszczy z Poznańskiem, według dawnego podziału prowincji i rejencji sprzed 1920, w czasach zaboru pruskiego. W mniemaniu dyrektora ministerialnego Vollerta, ze względu na ważność dróg komunikacyjnych (Kanał Bydgoski, kolej Piła-Bydgoszcz-Toruń), byłoby korzystniej przyłączyć Bydgoszcz do okręgu gdańskiego, lecz ze względu na czynniki kulturalne, powinna stać się częścią Kraju Warty. O ostatecznej przynależności Bydgoszczy do Okręgu Rzeszy Gdańsk-Prusy Zachodnie zadecydowała nieugięta postawa Alberta Forstera, który ok. 23 września 1939 r. interweniował u samego Hitlera. Mianował on własnego nadburmistrza miasta Wernera Kampe i nie dopuścił do obsadzenia urzędów w rejonie bydgoskim przez Ministerstwo Spraw Wewnętrznych III Rzeszy. Nowy nadburmistrz Bydgoszczy, Werner Kampe zarządził przebudowę centrum miasta na modłę narodowosocjalistyczną. Doprowadził on do realizacji pomysłu wyburzenia zachodniej pierzei Starego Rynku, wschodniej pierzei ul. Mostowej oraz synagogi, by centrum miasta stało się neue deutsche Bromberg. Zlikwidowano stojący w pobliżu gmachu starostwa przy ul. Słowackiego pomnik Henryka Sienkiewicza oraz monument Nieznanego Powstańca Wielkopolskiego przy ul. Bernardyńskiej, zaś na cele wojenne w styczniu 1943 przetopiono fontannę Potop.
W latach 1939–1945 śmierć poniosło 10 tysięcy mieszkańców miasta.
22 stycznia 1945 radziecki 9 Korpus Pancerny Gwardii sforsował Noteć, a w dniu następnym wdarł się do Bydgoszczy. Nie wdawał się jednak w walki uliczne i przekazał zdobyte pozycje 2 Korpusowi Kawalerii sam udając się na zachód. 23 stycznia wojska 47 Armii generała majora Pierchorowicza oraz 2 Korpusu Kawalerii Gwardii zajęły południową część miasta. Niemcy bronili się w północnej części. 25 stycznia do walk dołączył 8 pułk piechoty 3 Dywizji Piechoty im. Romualda Traugutta. Walczyły tu też oddziały 1 Warszawskiej Brygady Kawalerii, 1 zmotoryzowany batalion rozpoznawczy i 7 samodzielny dywizjon artylerii pancernej. Walki trwały do 27 stycznia, kiedy to miasto zostało ostatecznie zdobyte. Podczas walk o miasto został trafiony pociskami Teatr Miejski, rozebrany w 1946.

### Polska Ludowa

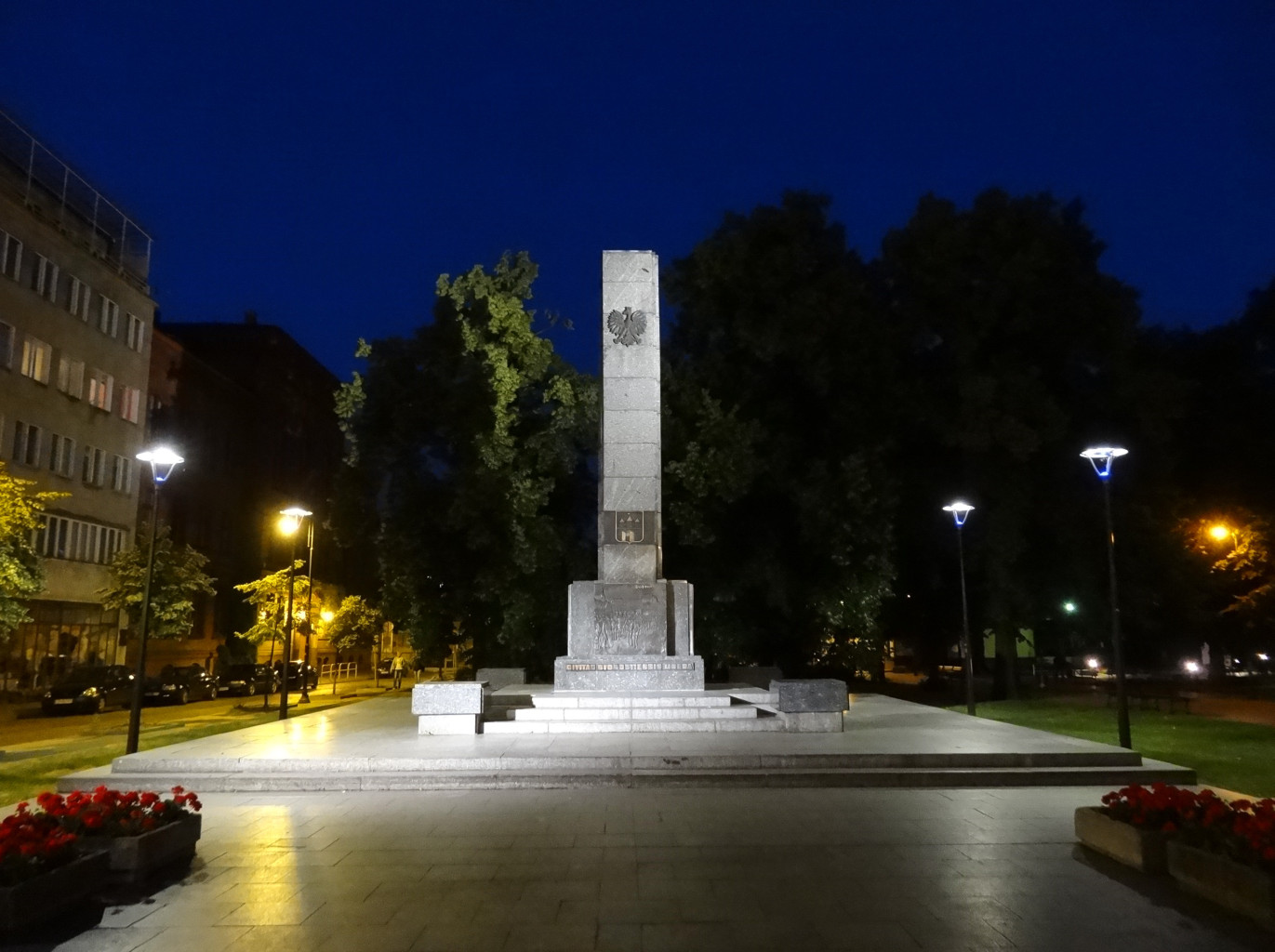
Wzniesiony w 1945 Pomnik Wdzięczności Żołnierzom Armii Czerwonej (od 1990 pomnik Wolności) autorstwa Jana Kossowskiego

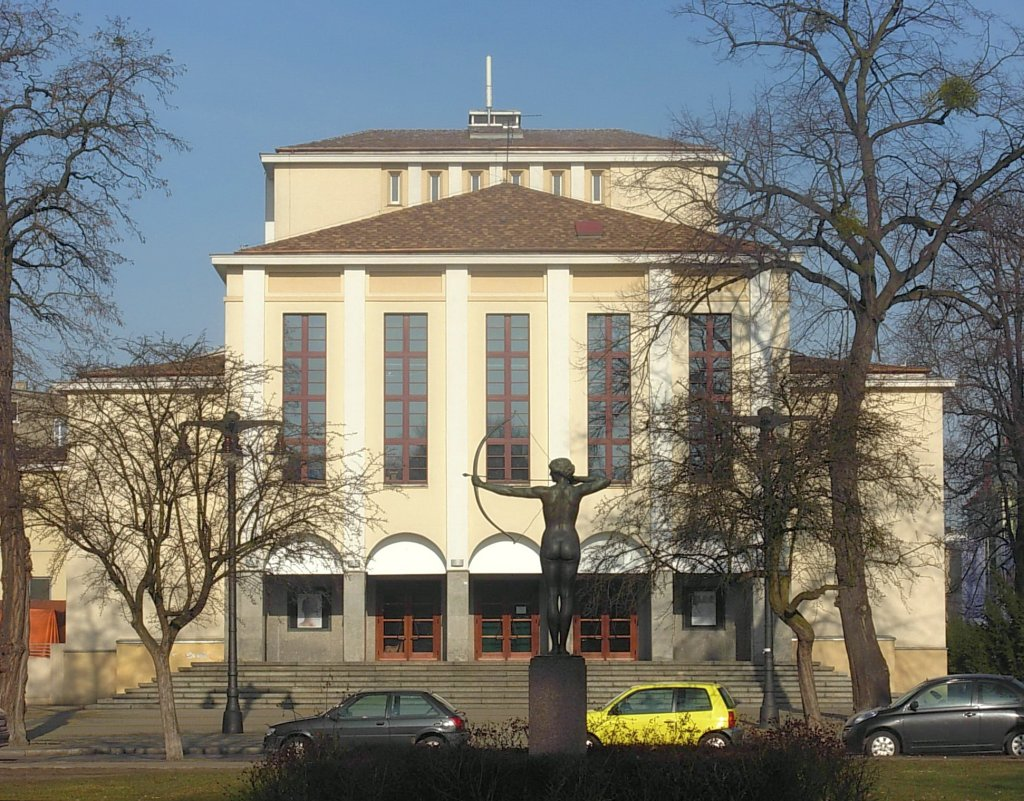
Teatr Polski w Bydgoszczy wzniesiony w latach 1947–1949 według projektu Alfonsa Licznerskiego

24 stycznia Roman Borowski (pełniący funkcję prezydenta miasta od 28 stycznia do 24 lutego 1945), oficer Ludowego Wojska Polskiego, razem z gronem obywateli zorganizował Tymczasowy Komitet Obywatelski, który przejął władzę w mieście.
W marcu 1945, po zainicjowaniu tworzenia polskiej administracji państwowej, w Bydgoszczy ulokowano stolicę województwa pomorskiego, nie zaś w Toruniu, argumentując to oddaniem władzy klasie robotniczej, która przeważała w Bydgoszczy. Uwzględniono przy tym również argumenty o rodowodzie przedwojennym, tzn. potencjał gospodarczy i dostępność komunikacyjną.
Na podstawie dekretu PKWN z 31 sierpnia 1944 zostały utworzone miejsca odosobnienia, więzienia i ośrodki pracy przymusowej dla „niemieckich zbrodniarzy oraz zdrajców narodu polskiego”. Obozy pracy nr 11, 134 i 203 Ministerstwo Bezpieczeństwa Publicznego utworzyło w Bydgoszczy.
Część miejscowych Niemców nie ewakuowała się przed inwazją sowiecką – zostali oni skierowani do obozu w Zimnych Wodach położonego w dzielnicy Glinki. Obóz podlegał Wydziałowi Więzień i Obozów Ministerstwa Bezpieczeństwa Publicznego. Straż obozową stanowili funkcjonariusze wywodzący się z spontanicznie powstałej Milicji Obywatelskiej, a również z byłych członków AK. Na terenie obozu panowało niedożywienie, choroby wirusowe, dochodziło również do maltretowania więźniów i morderstw. Ocenia się, że w okresie od połowy lutego do połowy czerwca 1945 r. życie straciło ok. 500 więźniów. Obóz istniał do czasu skierowania części uwięzionych do prac przymusowych na terenie powiatu, innych skoncentrowano w obozie w Potulicach, gdzie wielu z nich nie doczekawszy się przesiedlenia poniosło śmierć.
W latach 40. i 50. XX w. Bydgoszcz stała się dużym ośrodkiem wojskowym i garnizonowym (m.in. w 1946 przeniesiono z Koszalina dowództwo Pomorskiego Okręgu Wojskowego).
Po wojnie Bydgoszcz stała się istotnym ośrodkiem kulturalnym (rozpoczyna działalność Bydgoski Antykwariat Naukowy – 1952, budowa Teatru Polskiego – 1948, Filharmonii Pomorskiej – 1956 i Opery Nova – 1973–2006). W 1974 roku zostaje oddana do użytku siedziba Pałacu Młodzieży – Młodzieżowy Dom Kultury, Techniki i Sportu. Od 1975 roku działała przy rynku Galeria Sztuki Współczesnej Pracowni Sztuk Plastycznych.
Na szczególną uwagę zasługuje rozwój w Polsce Ludowej kultury muzycznej: w 1945 istniały dwie orkiestry symfoniczne (Miejska i Polskiego Radia), od 1953 Filharmonia Pomorska, od 1956 Teatr Muzyczny Opery i Operetki, od 1963 roku Reprezentacyjny Zespół Ziemi Bydgoskiej, od 1974 Akademia Muzyczna im. Feliksa Nowowiejskiego w Bydgoszczy. Organizowano prestiżowe festiwale muzyczne: Międzynarodowy Konkurs Pianistyczny im. Ignacego Jana Paderewskiego (od 1961), Bydgoski Festiwal Muzyczny (od 1962), Musica Antiqua Europae Orientalis (od 1966), a w latach 70. powstała dzielnica muzyczna z galerią pomników kompozytorów i wirtuozów. Od 1978 roku Pałac Młodzieży organizował Bydgoskie Impresje Muzyczne – międzynarodowe spotkania młodzieży muzykującej

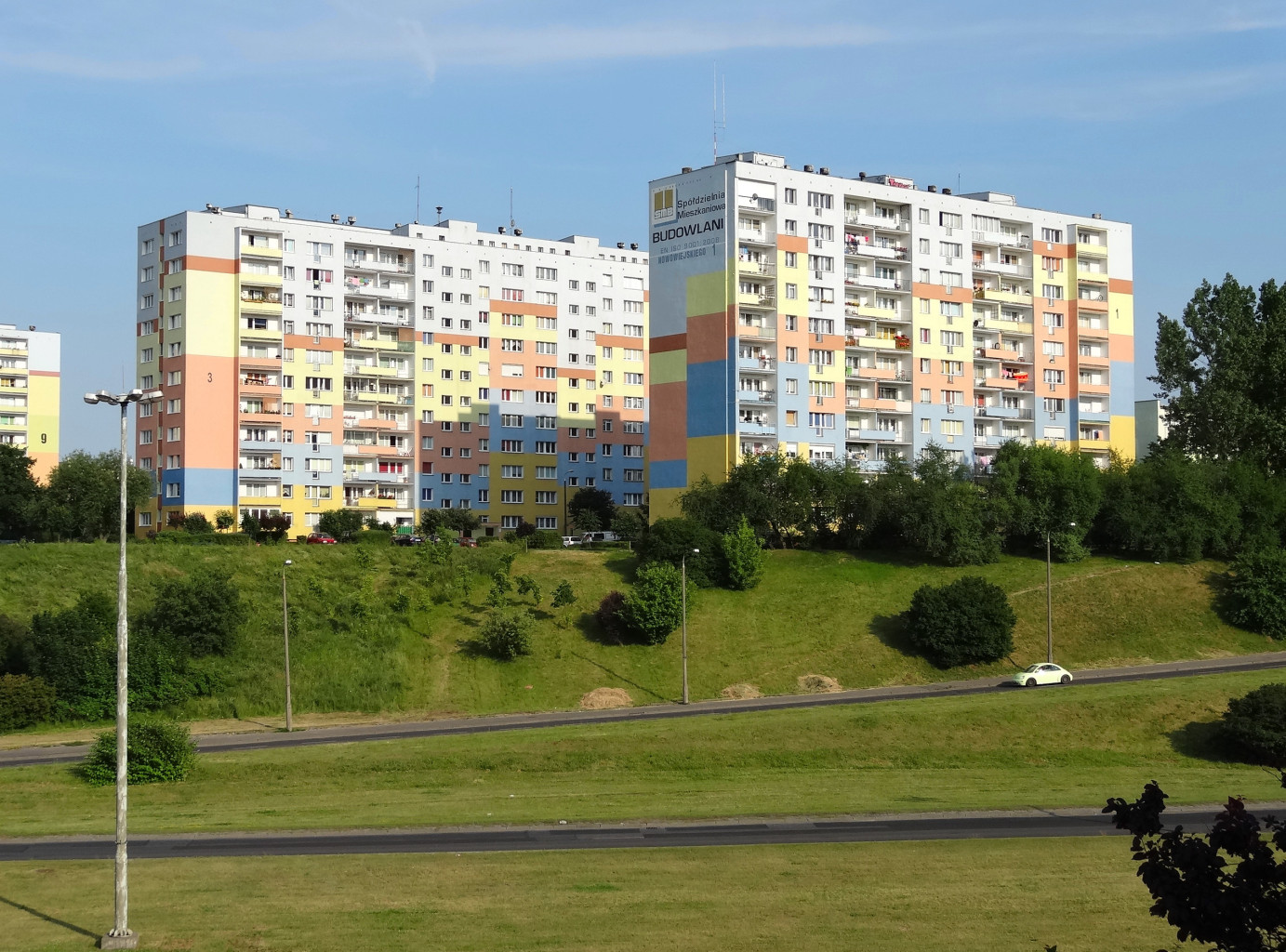
Budowane w latach 70. osiedle Wyżyny

W Polsce Ludowej Bydgoszcz stała się również ośrodkiem naukowym (cztery powojenne publiczne uczelnie wyższe). We wrześniu 1951 roku powołano Wieczorową Szkołę Inżynierską, która po licznych przekształceniach staje się w 1974 roku Akademią Techniczno-Rolniczą z prawem prowadzenia studiów doktoranckich. W 1969 roku powołano Wyższą Szkołę Nauczycielską, którą w 1975 roku przekształcono w Wyższą Szkołę Pedagogiczną. W tym roku również utworzono Wydział Lekarski Akademii Medycznej w Łodzi. Rok wcześniej powstała w mieście filia Państwowej Wyższej Szkoły Muzycznej w Łodzi. W 1974 roku oddano też do użytku Dom Technika (siedziba oddziału Wojewódzkiego Naczelnej Organizacji Technicznej). W 1959 roku powstało również Bydgoskie Towarzystwo Naukowe.
W 1946 w mieście gościła Pomorska Wystawa Rzemiosła, Przemysłu i Handlu w ramach obchodów 600-lecia miasta. Odziedziczony po poprzednich okresach wielobranżowy przemysł został przez nowe władze rozbudowany, nie wybudowano natomiast od podstaw żadnej nowej wielkiej inwestycji przemysłowej, jak to miało miejsce w miastach sąsiednich (Płock, Świecie, Toruń, Janikowo itd.) Do ważniejszych rozbudowanych zakładów należały m.in.: Zakłady Rowerowe Romet”, Zakłady Chemiczne „Zachem”, Zakłady Naprawcze Taboru Kolejowego, Zakłady Radiowe „Eltra”, Pomorskie Zakłady Przemysłu Skórzanego „Kobra”, Bydgoskie Zakłady Przemysłu Gumowego „Stomil”, Pomorskie Zakłady Budowy Maszyn „Makrum”, Zakłady Teleelektroniczne „Telfa”, Bydgoska Fabryka Kabli.
Po wojnie rozwinięto infrastrukturę miejską oraz mieszkalnictwo. W latach 1945–1977 wybudowano w mieście ok. 175 tys. nowych mieszkań, co wtedy stanowiło 60% zasobów mieszkaniowych miasta. Od 1950 budowano nowe osiedla mieszkaniowe na Dolnym i Górnym Tarasie miasta (Kapuściska, Leśne), a od lat 60. osiedla z wielkiej płyty (Błonie, Skrzetusko, Wyżyny, Bartodzieje, Szwederowo Północ i Południe, Wzgórze Wolności), zaś w zachodniej części miasta – osiedla domów jednorodzinnych. Na zachodzie (Osowa Góra) i wschodzie miasta (Bydgoszcz Wschód, Zimne Wody, Siernieczek, Brdyujście) powstały dzielnice składowo-przemysłowe. W 1961 roku oddano do użytkowania Most Staromiejski. 1971 zasypano część Starego Kanału Bydgoskiego wraz z dwoma śluzami i mostem ze względu na poszerzenie arterii komunikacyjnej. W latach 70. zbudowano trasę przelotową wschód-zachód, a w latach 80. trasę północ-południe. W 1974 roku stworzono rozwiązanie przestrzenne ronda Fordońskiego i alei Kardynała Wyszyńskiego (projekt architekta S. Klejbora). W 1975 roku stworzono deptak między Starym Rynkiem a ul. Grodzką. W 1975 zapoczątkowano także budowę Leśnego Parku Kultury i Wypoczynku na podobieństwo parku śląskiego oraz zakończono budowę miejskiego dworca PKS. W 1976 roku przebito ul. Grudziądzką w kierunku Nowego Rynku co pozwoliło na eliminację ruchu kołowego z ul. Długiej oraz przebudowano ul. Wały Jagiellońskie.
W 1977 r. miasto zyskało tor kartingowy.
We wrześniu 1969 roku w 30 rocznicę pierwszych egzekucji hitlerowskich w mieście odsłonięto na rynku założenie pomnikowe Pomnik Walki i Męczeństwa Ziemi Bydgoskiej. Za pomnikiem autorstwa Franciszka Masiaka znalazł się szaniec 3,5 m wysoki i 30 m długi wykonany z piaskowca na którym wyryto 146 nazw miejscowości województwa bydgoskiego, w których doszło do mordów dokonanych przez okupanta.
W 1973 włączono do Bydgoszczy położone nad Wisłą miasto Fordon, gdzie w 1980 rozpoczęto budowę dużej dzielnicy na ok. 70 tys. mieszkańców.
W 1979 roku przystąpiono do zabezpieczenia i przekształcenia w ośrodek rekreacyjno-muzealny Wyspy Młyńskiej.

### Po 1989 roku
W 1991 i 1993 35% powierzchni miasta włączono do stref krajobrazu chronionego, m.in. do Nadwiślańskiego Parku Krajobrazowego. W latach 90. przekształceniu uległ system gospodarczy, kilka zakładów po okresie PRL upadło, a większa część została przekształcona w oddziały globalnych i krajowych koncernów i grup kapitałowych (Unilever, Telefonika, Atlas, Mlekpol, Enea, Alcatel-Lucent, Asseco itd.) Firmą o dużym potencjale rozwojowym stały się Pojazdy Szynowe Pesa Bydgoszcz. W latach 90. reaktywowano regularne loty pasażerskie z portu lotniczego oraz uruchomiono oddział Telewizji Polskiej TVP3 Bydgoszcz.

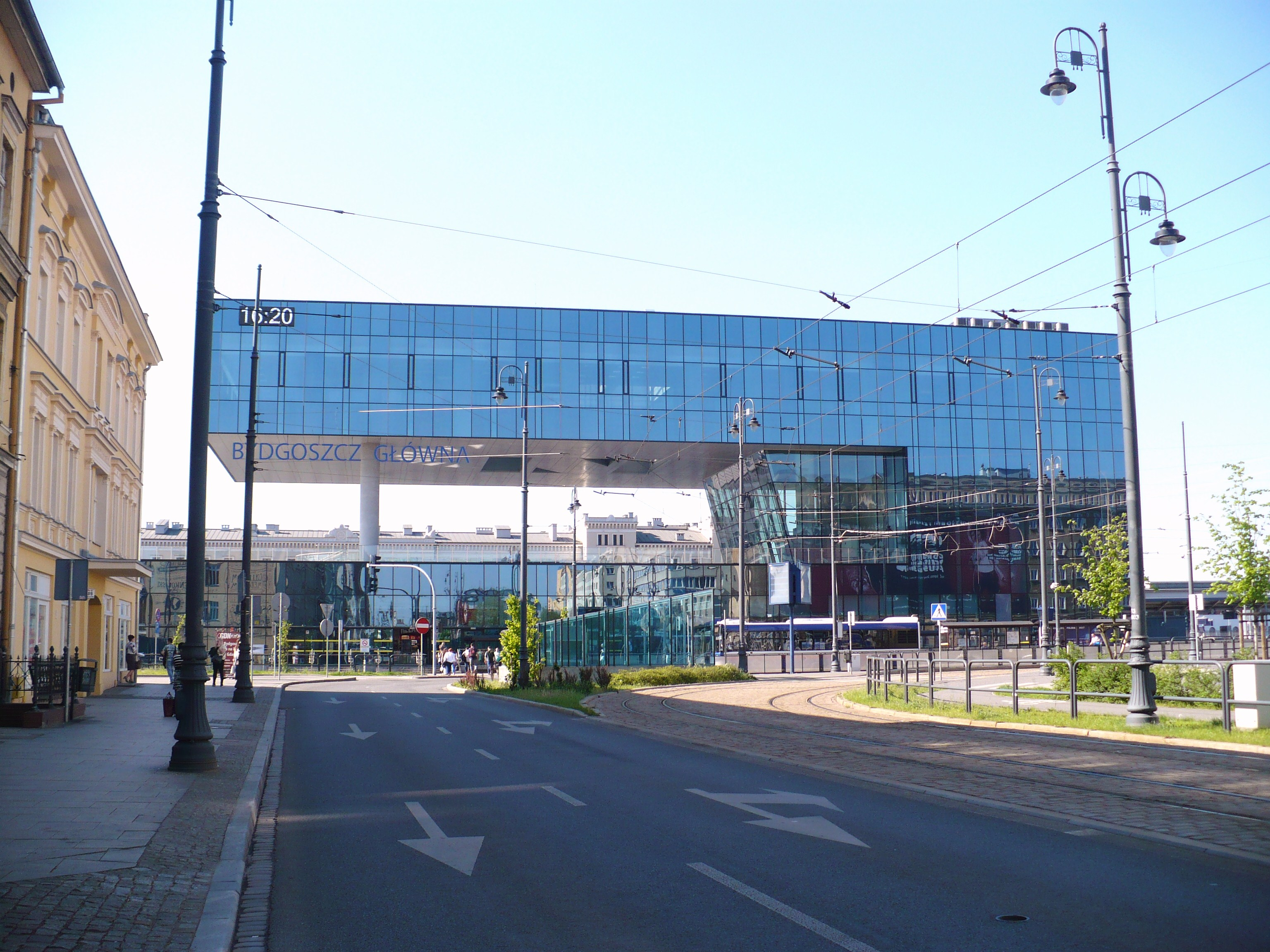
Nowy terminal dworca Bydgoszcz Główna (2015)

Liczba mieszkańców sięgnęła 386 tys. w 1998, po czym, zaczęła powoli spadać w wyniku zmniejszenia przyrostu naturalnego i suburbanizacji na rzecz gmin podmiejskich.
Od 1 stycznia 1999 miasto jest siedzibą wojewody kujawsko-pomorskiego i rządowej administracji wojewódzkiej. Po 2000 powstało kilka nowych uczelni niepublicznych, a publiczne zostały przekształcone w uniwersytety, powstało kilkanaście muzeów, centrów handlowych, mostów, zapoczątkowano budowę nowej trasy W-Z. Bydgoszcz pozostała dużym ośrodkiem wojskowym: w 2004 zlokalizowano w mieście Centrum Szkolenia Sił Połączonych NATO, a w 2007 Inspektorat Wsparcia Sił Zbrojnych. Od lat 90. rozbudowie uległ Leśny Park Kultury i Wypoczynku o nowe obiekty służące rekreacji: Ogród Botaniczny z alpinarium, pole golfowe, stok narciarski, park miniatur, park jurajski, zoo z terrarium itp. W latach 2005–2012 zrewitalizowano Wyspę Młyńską, eksponując jej wartości kulturowo-rekreacyjne i przenosząc na jej teren kilka oddziałów Muzeum Okręgowego. W 2009 Bydgoszcz startowała w konkursie o tytuł Europejskiej Stolicy Kultury. W latach 2004–2016 dokonano wielu inwestycji, m.in. przebudowano system wodociągowo-kanalizacyjny, oczyszczalnie ścieków i renaturalizowano rzekę Brdę (ok. 1 mld zł), doprowadzono linie tramwajowe do dworca Bydgoszcz Główna (82 mln zł) i do Fordonu (290 mln zł), zbudowano Trasę Uniwersytecką z pylonami w kształcie podków (212 mln zł), Inteligentne systemy transportowe (58 mln zł), Bydgoski Park Przemysłowo-Technologiczny z Zakładem Termicznego Przekształcania Odpadów Komunalnych (522 mln zł), rozbudowano port lotniczy Bydgoszcz-Szwederowo (130 mln zł), szpitale (ok. 400 mln zł), zrewitalizowano Stare Miasto i część Śródmieścia, dworce kolejowe, w tym Bydgoszcz Główna (197 mln zł), zmodernizowano bulwary nad Brdą na długości ok. 3 km. Na Brdzie powstały nowe przystanki Bydgoskiego Tramwaju Wodnego, kaskada Międzywodzie, wypożyczalnie rowerów wodnych i motorówek turystycznych. Wskutek rewitalizacji, ekspozycji Bydgoskiego Węzła Wodnego, rozwoju sieci hoteli, imprez kulturalnych miasto znacznie poprawiło swoją markę turystyczną. Od 2010 Bydgoszcz stała się jedynym z krajowych liderów dla nowych lokalizacji centrów usług wspólnych i Business Process Outsourcing, a w 2015 w zajęła pierwsze miejsce wśród miast polskich w rankingu „Doing Business in Poland 2015” stworzonym przez Bank Światowy. Od 1999 w Bydgoszczy odbyło się wiele międzynarodowych imprez sportowych, m.in.: na stadionie Zawiszy Mistrzostwa Europy (2003) i Świata (2008) Juniorów w Lekkoatletyce, w hali Łuczniczka Mistrzostwa Europy Kobiet w Siatkówce (2009), Mistrzostwa Świata Mężczyzn w Koszykówce (2009) i Siatkówce (2014), a w Myślęcinku Mistrzostwa Świata w Biegach Przełajowych (2011 i 2013). W 2016 Bydgoszcz była gospodarzem Mistrzostw Świata Juniorów w Lekkoatletyce, a w 2017 jednym z 6 miast gospodarzy Mistrzostw Europy U-21 w Piłce Nożnej 2017.

## Administracja

### Status Bydgoszczy
| Okres     |            | Państwo                                 | Zwierzchność                            | Jednostka administracyjna                                       | Status miasta                                                          |
| --------- | ---------- | --------------------------------------- | --------------------------------------- | --------------------------------------------------------------- | ---------------------------------------------------------------------- |
| 1038–1238 |            | Polska wczesnopiastowska                | Polska wczesnopiastowska                |                                                                 | gród bydgoski                                                          |
| 1238–1314 |            | Polska w okresie rozbicia dzielnicowego | Polska w okresie rozbicia dzielnicowego | księstwo kujawskie                                              | gród bydgoski (siedziba kasztelana)                                    |
| 1314–1320 |            | Polska w okresie rozbicia dzielnicowego | Polska w okresie rozbicia dzielnicowego | księstwo bydgosko-wyszogrodzkie                                 | gród bydgoski (siedziba kasztelana i urzędników ziemskich)             |
| 1346–1569 |            | Zjednoczone Królestwo Polskie           | Zjednoczone Królestwo Polskie           | województwo inowrocławskie, powiat bydgoski                     | miasto królewskie Bydgoszcz (siedziba kasztelana i starosty grodowego) |
| 1569–1772 |            | Rzeczpospolita Obojga Narodów           | Rzeczpospolita Obojga Narodów           | województwo inowrocławskie, powiat bydgoski                     | miasto królewskie Bydgoszcz (siedziba kasztelana i starosty grodowego) |
| 1772–1807 |            | Królestwo Prus                          | Królestwo Prus                          | Obwód Nadnotecki, landratura bydgoska                           | miasto Bromberg                                                        |
| 1807–1815 |            | Księstwo Warszawskie                    | Cesarstwo Francuskie                    | Departament bydgoski, powiat bydgoski                           | miasto Bydgoszcz                                                       |
| 1815–1848 |            | Królestwo Prus                          | Królestwo Prus                          | Wielkie Księstwo Poznańskie, rejencja bydgoska, powiat Bromberg | miasto Bromberg                                                        |
| 1848–1871 |            | Królestwo Prus                          | Królestwo Prus                          | Prowincja Poznańska, rejencja bydgoska, powiat Bromberg         | miasto Bromberg                                                        |
| 1871–1887 |            | Królestwo Prus                          | Cesarstwo Niemieckie                    | Prowincja Poznańska, rejencja bydgoska, powiat Bromberg         | miasto Bromberg                                                        |
| 1887–1919 |            | Królestwo Prus                          | Cesarstwo Niemieckie                    | Prowincja Poznańska, rejencja bydgoska, powiat Bromberg         | Bromberg (powiat grodzki)                                              |
| 1919–1938 | Polska     | II Rzeczpospolita                       | II Rzeczpospolita                       | województwo poznańskie, powiat bydgoski                         | Bydgoszcz (powiat grodzki)                                             |
| 1938–1939 | Polska     | II Rzeczpospolita                       | II Rzeczpospolita                       | województwo pomorskie, powiat bydgoski                          | Bydgoszcz (powiat grodzki)                                             |
| 1939–1945 | III Rzesza | III Rzesza                              | III Rzesza                              | Gdańsk-Prusy Zachodnie, rejencja bydgoska, powiat Bromberg      | Bromberg (powiat grodzki)                                              |
| 1945–1952 | Polska     | Rzeczpospolita Polska                   | Rzeczpospolita Polska                   | województwo pomorskie, powiat bydgoski                          | Bydgoszcz (powiat grodzki)                                             |
| 1950–1975 | Polska     | Polska Rzeczpospolita Ludowa            | Polska Rzeczpospolita Ludowa            | województwo bydgoskie, powiat bydgoski                          | Bydgoszcz (powiat grodzki)                                             |
| 1975–1989 | Polska     | Polska Rzeczpospolita Ludowa            | Polska Rzeczpospolita Ludowa            | województwo bydgoskie                                           | Bydgoszcz (gmina miejska)                                              |
| 1989–1998 | Polska     | III Rzeczpospolita                      | III Rzeczpospolita                      | województwo bydgoskie                                           | Bydgoszcz (gmina miejska)                                              |
| od 1999   | Polska     | III Rzeczpospolita                      | III Rzeczpospolita                      | województwo kujawsko-pomorskie, powiat bydgoski                 | Bydgoszcz (miasto na prawach powiatu)                                  |

### Tradycje administracyjne

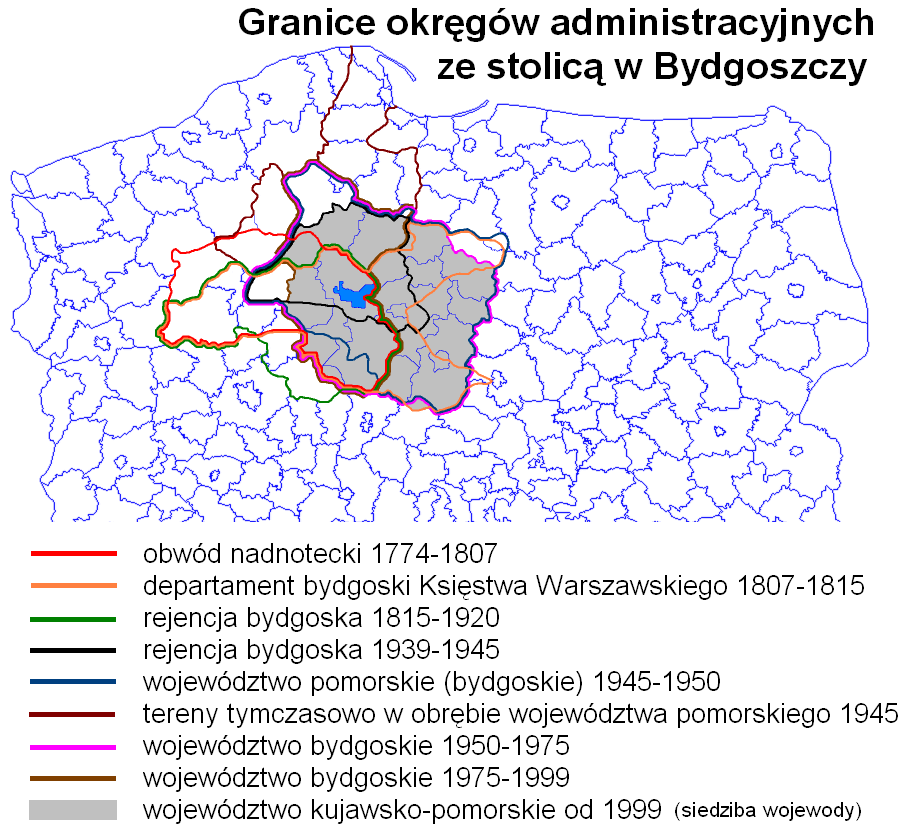
Granice okręgów administracyjnych ze stolicą w Bydgoszczy w przekroju historycznym

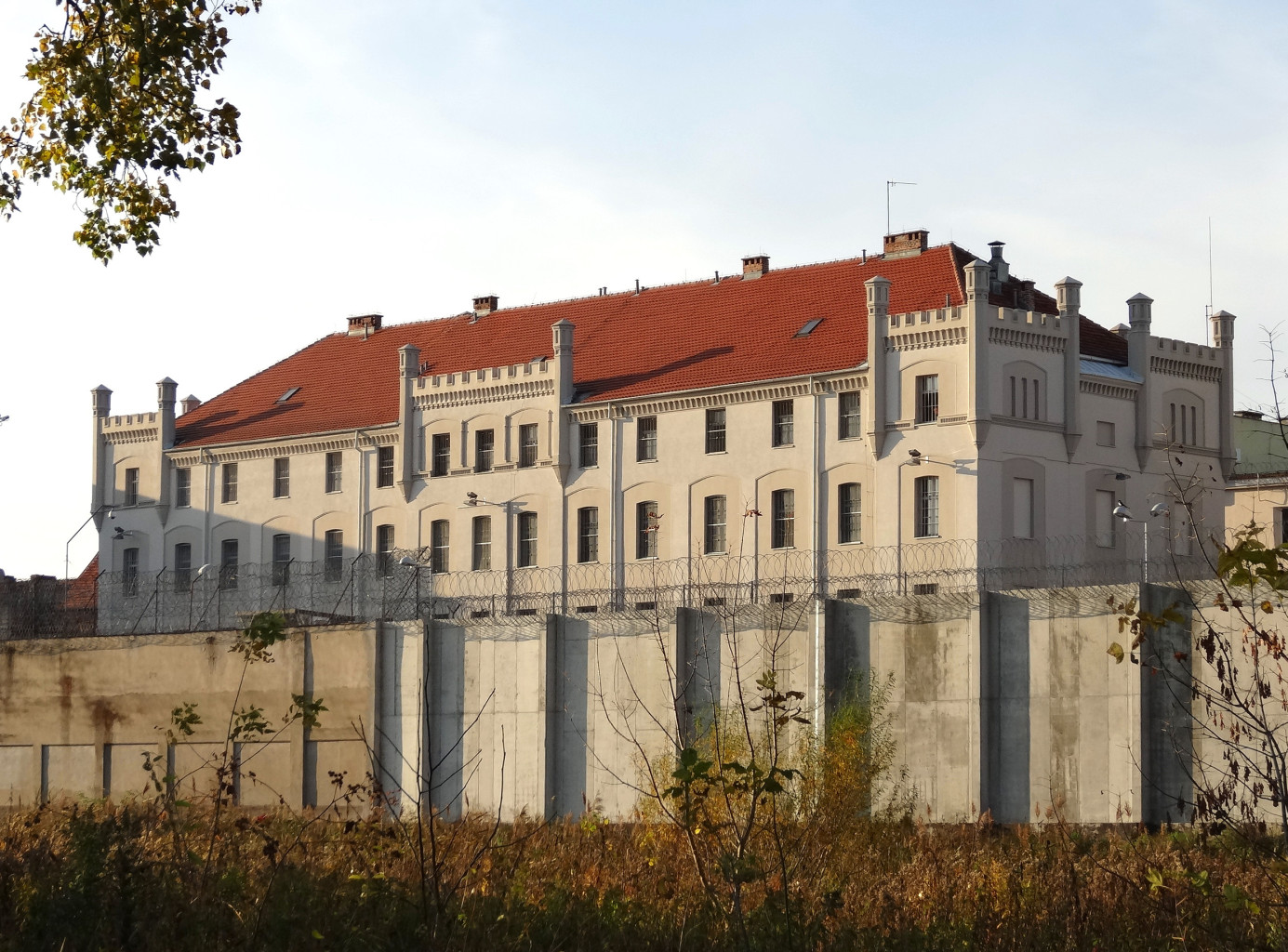
Zakład Karny Bydgoszcz-Fordon zał. w 1853, położony nad Wisłą

W okresie staropolskim Bydgoszcz wchodziła w skład Prowincji Wielkopolskiej Korony Królestwa Polskiego. Pierwszym ziemskim urzędem bydgoskim była kasztelania, powołana do istnienia w latach 20. XIII wieku. W XIV wieku nastąpił rozwój średnich i niższych urzędów ziemskich (bydgoscy urzędnicy ziemscy), które związane były z wyodrębnieniem księstwa bydgosko-wyszogrodzkiego (1314–1325) oraz rządami lennika Kazimierza Słupskiego (1370–1392). Jurysdykcja starostwa bydgoskiego obejmowała królewskie miasto Bydgoszcz i ziemski powiat bydgoski. W latach późniejszych Bydgoszcz była stolicą jednostek podziału administracyjnego I i II stopnia:
- I stopnia – odpowiednik stolicy województwa, regionu: obwodu nadnoteckiego (1772–1806), departamentu bydgoskiego (1806–1815), województwa pomorskiego (1945–1950), województwa bydgoskiego (1950–1975), województwa bydgoskiego (1975–1998) i wraz z Toruniem kujawsko-pomorskiego (od 1999)
- II stopnia – stolica jednostki o statusie niższym niż województwo i wyższym niż powiat: rejencji bydgoskiej (1815–1920, w Prowincji Poznańskiej), rejencji bydgoskiej (1939–1945, w prowincji Gdańsk-Prusy Zachodnie)
- III stopnia – stolica powiatu ziemskiego nieprzerwanie od 1358 i grodzkiego od 1887.

### Sądownictwo i więziennictwo w Bydgoszczy

#### Tradycje sądownictwa
W okresie staropolskim administracją i sądownictwem na terenie Bydgoszczy zajmował się kasztelan (od 1230), potem sąd ziemski bydgosko-inowrocławski, wójt, rada miejska oraz starosta (od 1358). Bydgoscy starostowie mieszkali na zamku bydgoskim, w którym posiadali rezydencję, kancelarię i kaplicę. Wielokrotnie gościli w swoich murach królów polskich, niekiedy przez całe miesiące (np. Kazimierz Jagiellończyk – 1457–1466, Zygmunt Stary – 1520, Stefan Batory – 1577). Początkowo od wyroków sądów bydgoskich odwoływano się do władz Inowrocławia, od 1505 do Poznania, a od 1570 do sądu starościńskiego i królewskiego. Od 1764 Bydgoszcz stała się siedzibą Trybunału Koronnego dla Wielkopolski i Prus Królewskich, czyli najwyższego sądu apelacyjnego Korony Królestwa Polskiego dla prawa ziemskiego (szlacheckiego).
W tym czasie aplikaturę sądowniczą w Bydgoszczy odbywał przyszły generał, organizator władz Księstwa Warszawskiego i twórca hymnu narodowego Józef Wybicki. Wtedy właśnie poznał swoją przyszłą żonę, Kunegundę Drwęską, a 2 października 1794 razem z gen. Henrykiem Dąbrowskim brał udział w zwycięskiej bitwie o Bydgoszcz. Wybicki napisał przyszły Hymn Polski w 1797 we Włoszech w miasteczku Reggio nell’Emilia, z którym do dzisiaj władze Bydgoszczy utrzymują stosunki partnerskie.
Od 1781 w Bydgoszczy w nowym budynku na Starym Rynku miał siedzibę Zachodnio-Pruski Sąd Nadworny będący sądem apelacyjnym dla Obwodu Nadnoteckiego, z filiami w Pile i Chojnicach. W okresie Księstwa Warszawskiego organem sądowym był Trybunał Cywilny Departamentu Bydgoskiego, który nadal spełniał rolę sądu apelacyjnego. Od 1815 w Bydgoszczy znajdował się Sąd Ziemski, od którego można było odwołać się do wyższego Sądu Apelacyjnego w Poznaniu. W 1870 wzniesiono przy ul. Wały Jagiellońskie 4 nową siedzibę Sądu Ziemskiego, a w 1906 nową siedzibę Sądu Okręgowego. W dwudziestoleciu międzywojennym funkcjonował Sąd Grodzki oraz Prokuratura w gmachu przy Wałach Jagiellońskich. Po II wojnie światowej, od 1949, funkcjonował w Bydgoszczy Sąd Apelacyjny dla województwa pomorskiego, przemianowany w 1951 na Wojewódzki, a w 1999 na Okręgowy.

#### Stan obecny

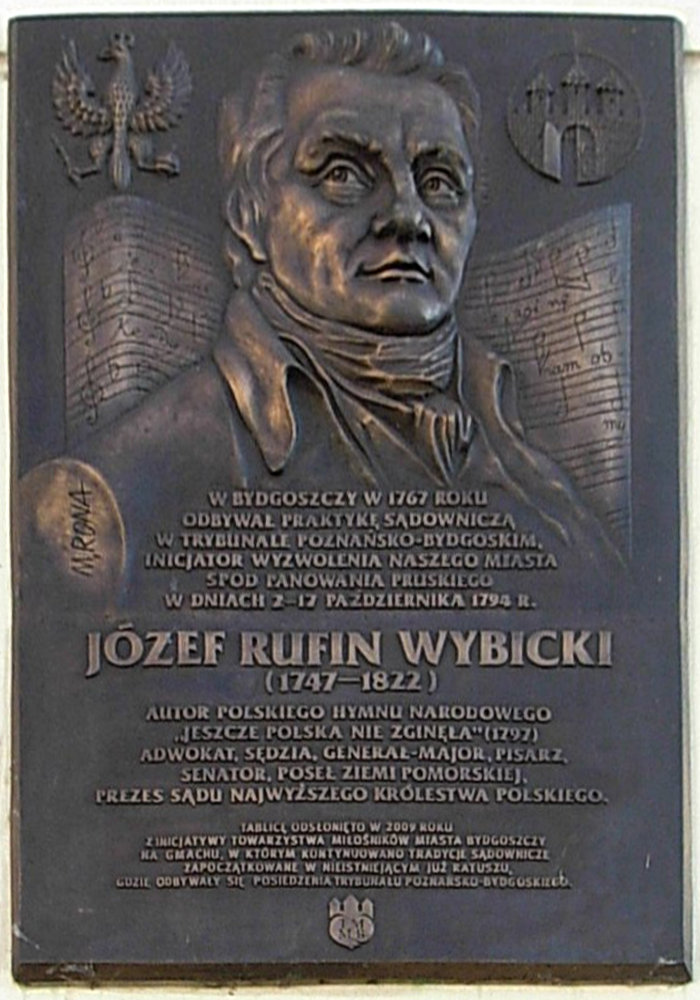
Tablica pamiątkowa Józefa Wybickiego na ścianie budynku Biblioteki Miejskiej w Bydgoszczy, gdzie pracował m.in. w Trybunale Koronnym

W 2015 w Bydgoszczy istniały następujące jednostki i organizacje związane z sądownictwem:
- Wojewódzki Sąd Administracyjny (od 2002 r., Jana Kazimierza 5) – sąd najwyższej instancji w województwie kujawsko-pomorskim;
- Sąd Okręgowy (Wały Jagiellońskie 2) – jeden z 45 w Polsce i 3 w województwie, jego jurysdykcja obejmuje zachodnią część województwa;
- Sąd Rejonowy – poszczególne wydziały znajdują się w kilku budynkach na terenie miasta, m.in. Wały Jagiellońskie 2 i 4, Grudziądzka 45, Toruńska 64a, Nowy Rynek 10, Piotrowskiego 7, Grunwaldzka 30;
- Stały Polubowny Sąd Konsumencki (Jagiellońska 10), z filiami w Toruniu i Włocławku;
- Samorządowe kolegium odwoławcze (Jagiellońska 3) – jedno z 3 w województwie, obejmuje jego zachodnią połowę;
- Prokuratura Okręgowa w Bydgoszczy (Okrzei 10) – jedna z 40 w Polsce, obejmuje zachodnią część województwa;
- Prokuratury Rejonowe: Bydgoszcz Północ (Przyrzecze 2-4) i Bydgoszcz Południe (Nowy Rynek 10);
- Instytut Pamięci Narodowej – delegatura w Bydgoszczy (Grudziądzka 9-15)
- Bydgoska Okręgowa Rada Adwokacka – jedna z 24 w Polsce, obejmuje zachodnią część województwa;
- Bydgoska Okręgowa Izba Radców Prawnych; – jedna z 19 w Polsce, obejmuje zachodnią część województwa;
- Krajowa Izba Biegłych Rewidentów – jeden z 27 oddziałów w Polsce.

Pięcioletnie jednolite studia magisterskie na kierunku prawo w Bydgoszczy można odbyć na Kujawsko-Pomorskiej Szkole Wyższej.
Od około 2000 roku lokalne środowisko prawnicze, władze miasta i parlamentarzyści starają się o zlokalizowanie w Bydgoszczy Sądu Apelacyjnego do obsługi województwa kujawsko-pomorskiego. Tradycje sądu tej instancji w mieście sięgają 1764 i okresów 1781–1815, 1949–1975, a od 2005 Bydgoszcz jest największym polskim miastem bez własnego sądu apelacyjnego.

#### Więziennictwo
W Bydgoszczy mieści się Okręgowy Inspektorat Służby Więziennej (jeden z 16 w kraju), któremu podlega 10 jednostek organizacyjnych, w tym 3 areszty śledcze (Bydgoszcz, Toruń, Chojnice) i 7 zakładów karnych (Bydgoszcz, Grudziądz 2x, Inowrocław, Koronowo, Potulice, Włocławek). W Bydgoszczy znajduje się areszt śledczy (Wały Jagiellońskie 4) oraz Zakład Karny Bydgoszcz-Fordon (1853–1984 dla kobiet, 1984-2021 dla mężczyzn, od grudnia 2021 jako Oddział Zewnętrzny w Bydgoszczy-Fordonie Aresztu Śledczego w Bydgoszczy).

## Turystyka
Bydgoszcz jest miastem o historycznej metryce, której specyfika wyraża się przede wszystkim w symbiozie Starówki z rzeką oraz powszechności XIX-wiecznej zabudowy z okresu „belle epoque”. Spuściznę architektury staropolskiej stanowią trzy gotyckie kościoły, byłe kolegium jezuickie, kilka szachulcowych spichlerzy z XVIII w. oraz kilkanaście budynków i kamienic z XVII–XVIII w. Bogata jest natomiast zabudowa architektoniczna z okresu 1850–1914. Podstawowym i oryginalnym walorem Bydgoszczy jest jednak woda: rzeki, kanały, budowle hydrotechniczne, bulwary, nabrzeża, kaskady oraz elewacja zabudowy miasta od strony rzeki.
Na uwagę zasługuje Stare Miasto położone w meandrach rzeki Brdy (drugim obszarem staromiejskim jest Stary Fordon nad Wisłą), Wyspa Młyńska, Wenecja Bydgoska oraz Śródmieście z wielkomiejską zabudową secesyjną. Unikatowym zabytkiem jest najstarsza, czynna w Polsce sztuczna droga wodna – Kanał Bydgoski (1774 r.) z systemem śluz.
Produktem turystycznym jest Stare Miasto i Śródmieście ze swym historycznym rozplanowaniem i zabytkami architektury: kościołami, spichrzami, gmachami użyteczności publicznej, ulicami zabudowanymi zdobionymi kamienicami. W wojewódzkim rejestrze zabytków znajduje się 245 obiektów z Bydgoszczy, w tym przestrzenny zespół Starego Miasta, pozostałości murów miejskich, Wyspa Młyńska (w całości), Stary Kanał Bydgoski (w całości wraz ze śluzami i jazami), Śluza Miejska, 16 kościołów, synagoga, 7 cmentarzy, 10 starych spichlerzy, dawna wieża ciśnień, ok. 35 obiektów użyteczności publicznej, ponad 100 kamienic i willi. Gminna ewidencja zabytków obejmuje natomiast około 2800 obiektów, z czego ponad 2 tys. (75%) znajduje się w obszarze zwartej zabudowy Śródmieścia wraz z Bocianowem, Bielawami, Okolem i Wilczakiem.
W mieście warto zobaczyć zabytkowe kościoły, zwłaszcza katedrę – sanktuarium maryjne Matki Bożej Pięknej Miłości, bazylikę św. Wincentego à Paulo oraz pozostałe trzy miejskie sanktuaria. W mieście znajduje się kilkanaście muzeów oraz obiekty kulturalne, które przyciągają publiczność ze względu na swój repertuar, jak również z powodu imprez i festiwali. W mieście tworzony jest również kulturowy Szlak Wody, Przemysłu i Rzemiosła TeH2O, na którym ustanowiono 16 przystanków oraz Bydgoski Szlak Kulinarny.
Wielkim atutem Bydgoszczy jest również przyroda. Miasto rozczłonkowane jest dolinami trzech wielkich cieków. W związku z tym istnieje w Bydgoszczy wiele miejsc, skąd można zobaczyć panoramę miasta. Kolejne dzielnice, z zachodu na wschód można podziwiać idąc ścieżką spacerową wzdłuż Zbocza Bydgoskiego – krawędzi górnego tarasu Bydgoszczy o wysokości względnej 20–40 m.
W mieście nie brakuje parków, w tym wielu założonych w wieku XIX. Godne polecenia są przede wszystkim: Leśny Park Kultury i Wypoczynku, Planty nad Kanałem Bydgoskim oraz szereg parków w obrębie Śródmieścia.

### Waterfront Bydgoszczy
Cechą charakterystyczną Bydgoszczy jest ekspozycja zabudowy od strony rzek i kanałów. W ciągu wieków w pobliżu rzeki budowano kościoły, spichlerze, kamienice, mosty. Nad Brdą i Kanałem Bydgoskim mają miejsce wszystkie ważniejsze wydarzenia miasta. Wokół niej tworzy się specyficzny salon miasta – z Wyspą Młyńską jako jego centrum. Atrakcyjność Bydgoszczy związanej z wodą jest podkreślana przez iluminację zabytków, miejsc i zieleni oraz wzbogacana przez małe formy architektoniczne np. rzeźbę „Przechodzący przez rzekę”. Dodatkowego uroku dodają jazy oraz kaskady Międzywodzia. W gazetach opisujących miasto spotyka się stwierdzenia, że Bydgoszcz jest polskim Amsterdamem.
Na obszarze staromiejskim w Brdzie odbijają swe wizerunki:
- bydgoskie zabytki (np. katedra, spichrze, Pałac Lloyda i inne),
- budynki municypalne (np. Poczta Główna, była Dyrekcja Kolei Wschodniej),
- budynki poprzemysłowe (np. młyny Rothera, garbarnia Buchholza, obecny gmach PZU), młyny Kentzera,
- budowle nowoczesne (Opera Nova, „nowe spichrze” i inne),
- kamienice nad Brdą, Młynówką oraz Kanałem Bydgoskim (Wenecja Bydgoska, ul. Przyrzecze, ul. Stary Port, kamienice na Wyspie Kanałowej).

Unikalnym zabytkiem Bydgoszczy jest najstarszy w Polsce Kanał Bydgoski (1774) – śródlądowy łącznik pomiędzy Europą Zachodnią a Wschodnią. Na terenie miasta znajduje się dziesięć śluz i trzy jazy. Cztery śluzy są nieczynne, odrestaurowane i udostępnione do zwiedzania w parku nad Kanałem (3) oraz w Brdyujściu (1). Centrum Bydgoskiego Węzła Wodnego na terenie staromiejskim jest Wyspa Młyńska wraz z Wenecją Bydgoską. Wobec zlokalizowania w jej obrębie szeregu obiektów wystawienniczych Muzeum Okręgowego, posiada duże znaczenie kulturalne.
Jednym z podstawowych szlaków spacerowo-turystycznych Bydgoszczy są bulwary wzdłuż Brdy (5 km) oraz Kanału Bydgoskiego (3 km). Wzdłuż Kanału można podziwiać odrestaurowane, zabytkowe śluzy, natomiast wzdłuż Brdy oprócz budowli hydrotechnicznych – zabytkowe gmachy architektury. Niektóre z nadrzecznych budowli są traktowane jako symbol miasta: zespół spichrzy nad Brdą, „nowe spichrze”, czy też np. Opera Nova. Od 2015 r. projektowana jest również budowa bulwaru nad Wisłą w Starym Fordonie. Do tej pory trasę spacerową nad Wisłą stanowi korona wału przeciwpowodziowego o długości ok. 4,5 km.
Na Brdzie kursują trzy tramwaje wodne (w tym 2 statki solarne), których kurs (8 przystanków) uwzględnia również śluzowanie na śluzie miejskiej i innych.

### Miasto lokacyjne
Bydgoskie Stare Miasto położone na zakolu Brdy zachowało średniowieczne rozplanowanie. Zachowały się tu relikty architektury sprzed 1800 r.:
- gotyckie świątynie: katedra św. św. Marcina i Mikołaja, kościół pobernardyński oraz kościół klarysek,
- gmach byłego kolegium jezuickiego z XVII w.,
- fragmenty murów obronnych,
- kilkanaście kamienic i spichlerze z XVIII w.

Większość zabudowy Starówki pochodzi jednak z 1. i 2. połowy XIX wieku. Centralnym punktem miasta jest Stary Rynek. W jednej z kamienic wschodniej pierzei Rynku dwa razy dziennie ukazuje się postać Pana Twardowskiego, która prezentuje krótki spektakl widowiskowo-muzyczny.
Na terenie miasta lokacyjnego wraz z Wyspą Młyńską znajdują się historyczne ulice i place miejskie. Znajduje się tu ponad 50 obiektów wpisanych do wojewódzkiego rejestru zabytków i kilkaset zabytków z rejestru gminnego. Do nowszych obiektów zalicza się monumentalny pomnik Kazimierza Wielkiego – dawcy praw miejskich dla Bydgoszczy i budowniczego zamku.

### Śródmieście
Śródmieście Bydgoszczy zostało niemal w całości zbudowane w latach 1850–1914 na fali korzystnej koniunktury z okresu pruskiego. Ówczesne powiązania gospodarcze i mentalne z Berlinem zdecydowały, że stolica Cesarstwa Niemieckiego stała się dla Bydgoszczy wzorcem, punktem odniesienia. W owym czasie nazywano Bydgoszcz „Małym Berlinem”, z uwagi na podobieństwo urbanistyczne: stawiania na pierwszym planie terenów zielonych: parków, skwerów, ogrodów, relacji do rzek i kanałów oraz autorstwo nowej zabudowy według projektów architektów berlińskich lub miejscowych, kształconych na berlińskich uczelniach. Największy wkład w zabudowę w okresie pruskim wnieśli m.in. architekci: Józef Święcicki, Fritz Weidner, Karl Bergner, Paul Böhm, Rudolf Kern, Erich Lindenburger, Carl Rose, Alfred Schleusener, Paul Sellner, Heinrich Seeling oraz miejscy radcy budowlani: Heinrich Grüder (1871–1877), Wilhelm Lincke (1878–1886), Carl Meyer (1886–1912), Heinrich Metzger (1912–1920), a w okresie międzywojennym m.in.: Jan Kossowski, Bogdan Raczkowski, Kazimierz Ulatowski i inni.
Rozległe Śródmieście słynie przede wszystkim z XIX i XX-wiecznej zabudowy, w stylach historyzujących (eklektyzm, neorenesans, neobarok, neogotyk, historyzm malowniczy, secesja i modernizm). Wschodnia część Śródmieścia została zbudowana na założeniach miasta-ogrodu, wobec czego zabudowa przeplata się tutaj z zielenią parków. Właśnie w tym rejonie jest zlokalizowana dzielnica muzyczna, gdzie zbudowano szereg obiektów kulturalnych i oświatowych.
Na terenie Śródmieścia znajduje się większość zabytkowych gmachów użyteczności publicznej: administracyjnych, oświatowych, kulturalnych, neogotyckie i neobarokowe kościoły oraz pierzeje wielkomiejskich kamienic wzdłuż najważniejszych traktów miejskich: ul. Gdańskiej, Dworcowej, Cieszkowskiego, Alei Mickiewicza i innych. Bogate w detale, sztukaterie i ornamenty kamienice i wille są wielkim walorem zabytkowej i współczesnej architektury miasta. Kilka obiektów ze Śródmieścia jest traktowanych jako symbole miasta np. pomnik Łuczniczki z 1910 r., monumentalna Fontanna Potop z 1904 r. (odbudowywana), czy też neobarokowy hotel „Pod Orłem”. Istnieją także fontanny i nowe pomniki, m.in. „Ławeczka” z pogromcą Enigmy, bydgoszczaninem Marianem Rejewskim.

### Zabytkowe kościoły
Bydgoszcz posiada kilkanaście zabytkowych obiektów sakralnych, w tym cztery sanktuaria, późnogotyckie kościoły z okresu przełomu średniowiecza i renesansu oraz neogotyckie i neobarokowe z czasów historyzmu. Warte zwiedzenia są przede wszystkim: katedra św. św. Marcina i Mikołaja z 1466 r. – sanktuarium Matki Bożej Pięknej Miłości, kościół pobernardyński zbudowany latach 1552–1557, kościół klarysek, z którego wieży codziennie w południe grany jest hejnał Bydgoszczy. Bazylika Mniejsza pw. św. Wincentego à Paulo jest jednym z najciekawszych w Polsce przykładów nawiązania do Panteonu w Rzymie.
Wśród kościołów architektury historyzującej najbardziej okazałe są: kościół Świętych Apostołów Piotra i Pawła, św. Andrzeja Boboli, Najświętszego Serca Pana Jezusa, Trójcy Świętej, św. Mikołaja.

### Muzea, turystyka festiwalowa
W Bydgoszczy znajduje się regionalne Muzeum Okręgowe mieszczące się w kilku budynkach rozsianych po starówce (zwłaszcza na Wyspie Młyńskiej), Muzeum Wojsk Lądowych oraz jedyne w Polsce działające w czynnej aptece Muzeum Farmacji. Istnieje również Muzeum Mydła i Historii Brudu, Muzeum Kanału Bydgoskiego, Muzeum Dyplomacji i Uchodźstwa Polskiego, Muzeum Wolności i Solidarności, Muzeum Fotografii, Muzeum Oświaty, Izba Tradycji Bydgoskich Dróg Żelaznych, Muzeum Misyjne duchaczy i inne.
Bydgoszcz słynie również z kilkunastu festiwali, które przyciągają widzów także spoza miasta. Działają tu znane sceny muzyczne Filharmonii Pomorskiej, Opery Nova oraz scena Teatru Polskiego. Filharmonia organizuje festiwale: „Bydgoski Festiwal Muzyczny” i „Musica Antiqua Europae Orientalis”, opera „Bydgoski Festiwal Operowy”, zaś teatr „Festiwal Prapremier”. Sporą publiczność zyskują również koncerty oraz imprezy plenerowe typu „Ster na Bydgoszcz”.
Oddzielną kwestią jest duża różnorodność imprez sportowych, w tym wielu klasy międzynarodowej, a wręcz światowej, które przyciągają kibiców z całej Polski.

### Turystyka kongresowa i biznesowa
W Bydgoszczy znajduje się duże Centrum Kongresowe, które zajmuje jeden z kręgów Opery Nova (gmach ma formę trójlistnej koniczyny, dwa kręgi zajmuje opera). W 2023 rozpoczęto budowę 4 kręgu Opery. W 24 września 2015 r. otwarto Bydgoskie Centrum Targowo-Wystawiennicze znajdujące się na ul. Gdańskiej przy granicy z Osielskiem.
W 2009 r. według Katalogu Usług Konferencyjnych, wydawanego przez Meetings Management bydgoskie centrum znalazło się w czołówce największych tego typu obiektów w kraju. Miasto jako duży ośrodek gospodarczy jest poza tym miejscem szkoleń oraz turystyki biznesowej.

### Stary Fordon

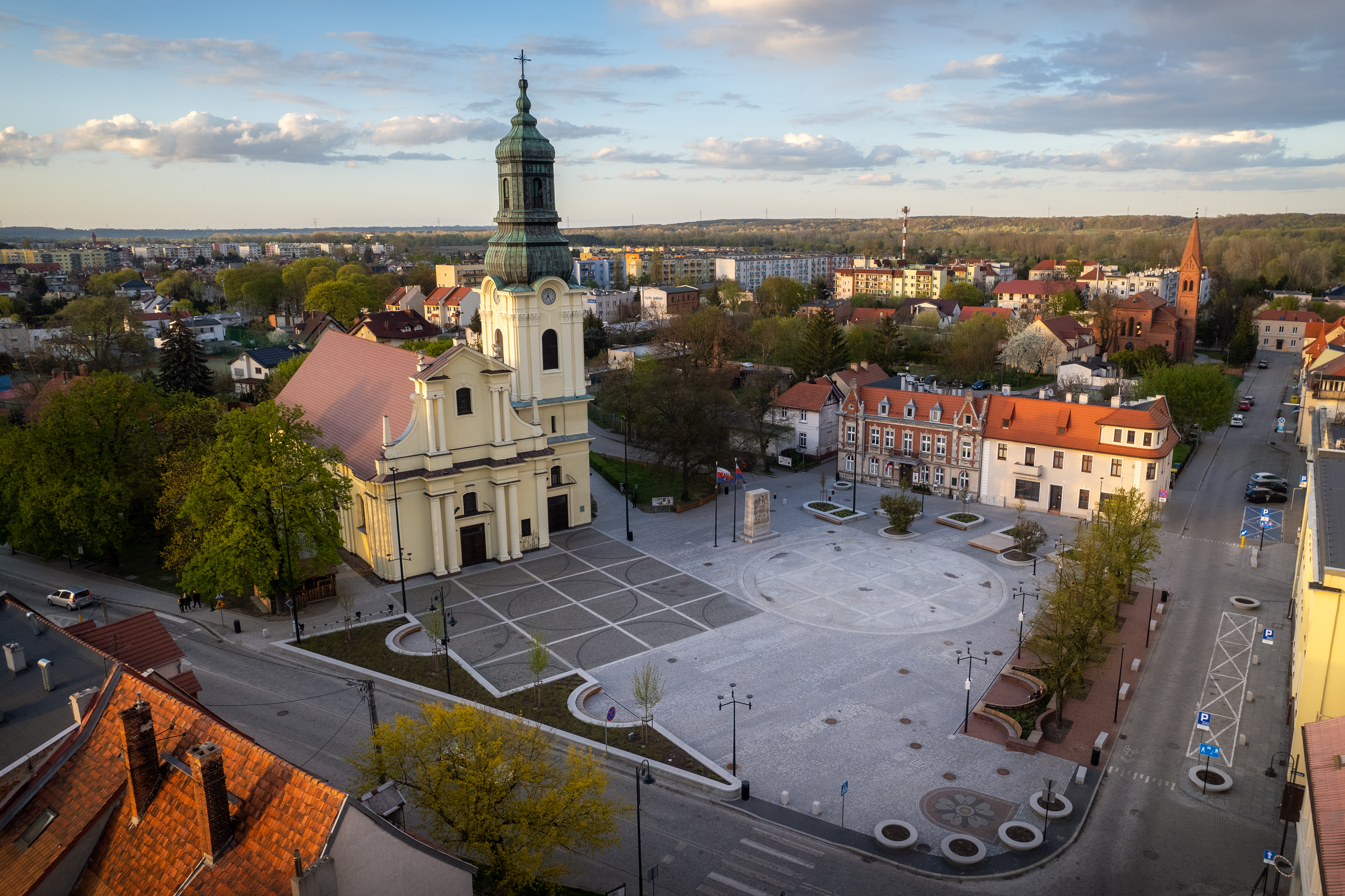
Rynek Starego Fordonu

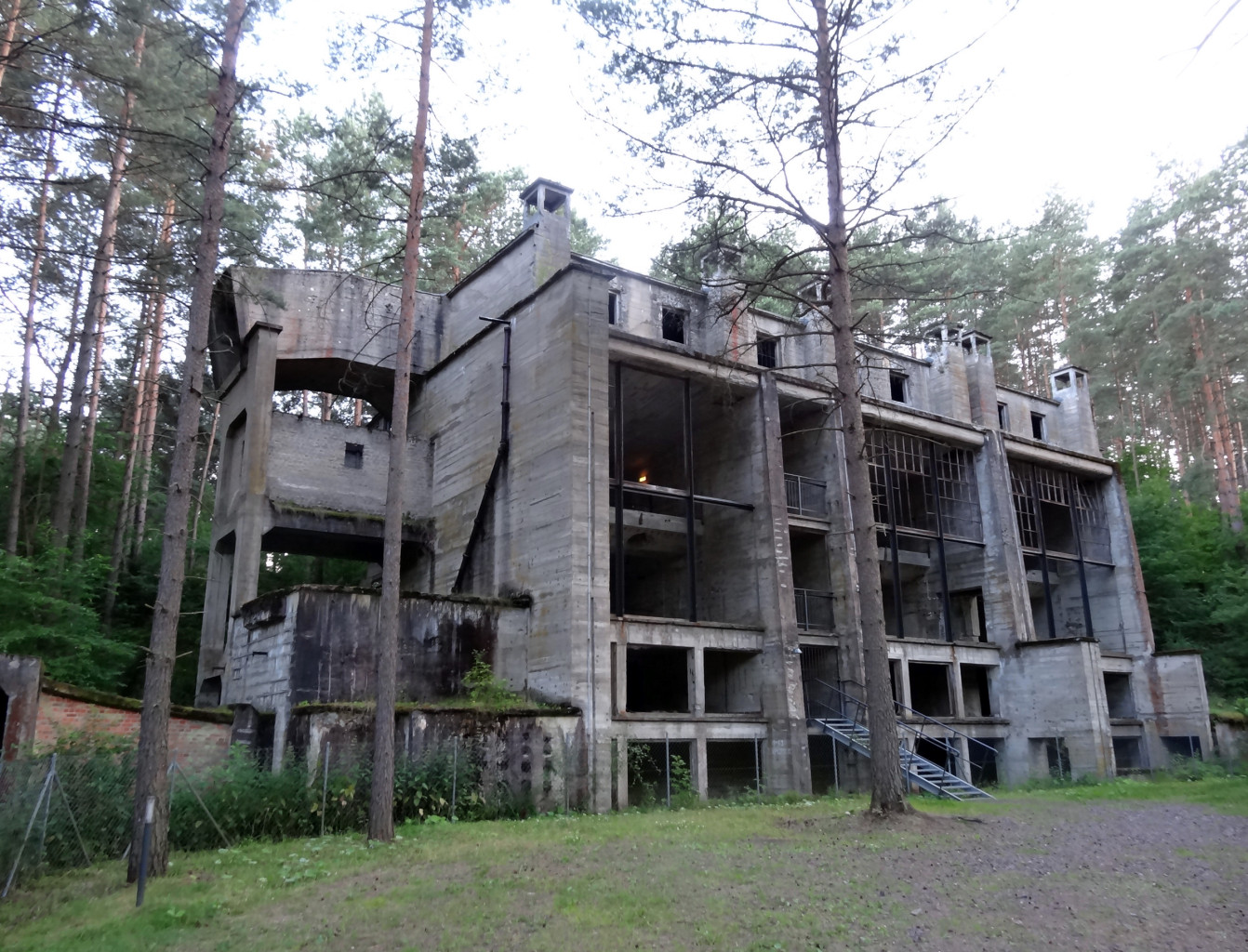
Dawny budynek DAG Fabrik Bromberg, dzisiaj fragment Exploseum

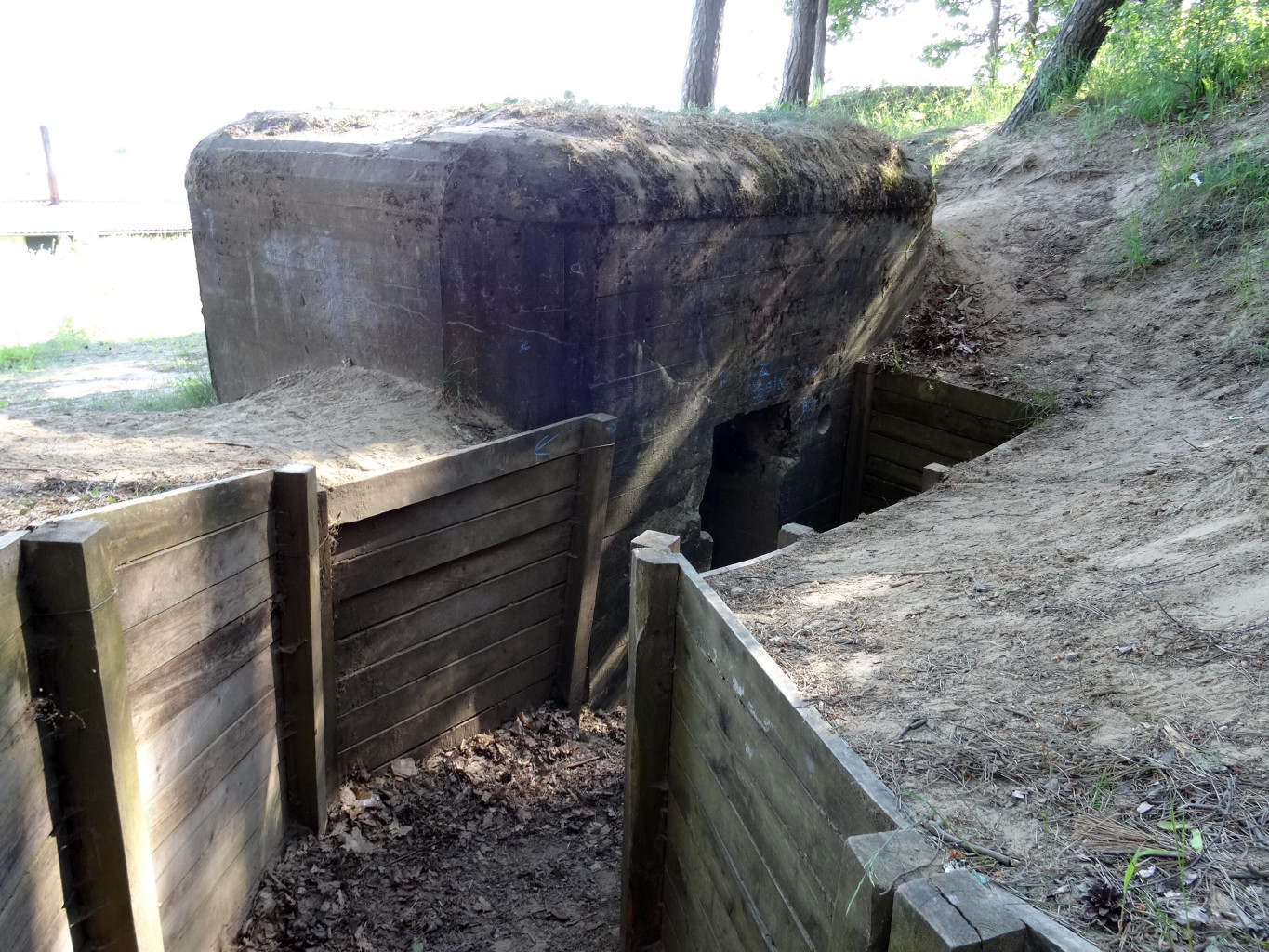
Skansen przy schronie nr 5 Przedmościa Bydgoskiego, użytym w kampanii wrześniowej 1939

Na terenie administracyjnym Bydgoszczy znajduje się dawne miasteczko Fordon, lokowane w średniowieczu, które posiada własny rynek staromiejski oraz kilka zabytków. Fordon posiada układ przestrzenny z XV wieku, natomiast obecna zabudowa pochodzi z XIX i XX wieku. Na uwagę zasługuje położenie Fordonu, którego rynek jest oddalony od Wisły zaledwie o 200 m., a z mostu przez Wisłę prezentuje się klasyczna nadwiślańska panorama byłego miasteczka. W 2023 otwarto nowe nabrzeże nad Wisłą, a w trakcie jest realizacja terenu rekreacyjnego w jego otoczeniu oraz promenady wzdłuż Wisły.
Nad starym Fordonem dominują wieże trzech świątyń, które były niegdyś różnych wyznań: katolicka, ewangelicka i żydowska. W XVIII wieku Fordon zamieszkiwali w większości Żydzi, a nad Wisłą znajdowała się królewska komora celna ustanowiona tutaj przez króla Zygmunta III Wazę.

### Zabytki militarne
II wojna światowa pozostawiła w Bydgoszczy i okolicy atrakcje dla miłośników militariów. W lasach na terenie Zakładów Chemicznych „Zachem” w południowo-wschodniej części miasta, znajdują się tajemnicze obiekty hitlerowskiej fabryki materiałów wybuchowych i elaboracji amunicji DAG Fabrik Bromberg, która zaliczała się do największych pod względem areału fabryk zbrojeniowych wzniesionych na obszarach okupowanych przez hitlerowskie Niemcy. Do dziś na tym obszarze pozostały kilkanaście kilometrów dróg-betonówek, bocznic kolejowych i kilkadziesiąt zamaskowanych w lesie budynków, a także kilka kilometrów tuneli. W 2011 r. w 8 obiektach strefy produkcji nitrogliceryny (1% powierzchni całej fabryki, która obejmowała obszar 23 km²) otwarto Exploseum – skansen architektury przemysłowej III Rzeszy wraz z podziemną trasą turystyczną.
Poza tym w podbydgoskich lasach znajdują się liczne schrony i obiekty powojskowe. Strona polska pozostawiła po sobie linię obrony Wojska Polskiego (zwaną Przedmościem Bydgoskim) w Kruszynie-Osówcu, gdzie siłami członków i sympatyków Bydgoskiego Stowarzyszenia Miłośników Zabytków „Bunkier” urządzono skansen.

### Turystyczne nagrody i wyróżnienia
Wraz z postępem rewitalizacji terenów nadrzecznych, parkowych i zabytkowej architektury, Bydgoszcz zyskuje coraz większą markę turystyczną w kraju i na świecie. W rankingach organizowanych przez fachowe media Bydgoszcz niejednokrotnie znajduje się w gronie miast polskich uchodzących za topowe turystycznie. Np. twórcy rankingu Poland Sotheby’s International Realty podkreślają, że:

Miasto coraz bardziej przypomina Amsterdam nie tylko ze względu na przecinające ją kanały. Piękna, unikalna architektura, ciekawe wydarzenia artystyczne i rozległe tereny rekreacyjne sprawiają, że w tym mieście po prostu chce się żyć

Po 2010 Bydgoszcz otrzymała szereg nagród i wyróżnień w zakresie turystyki, m.in.:
- Tytuł Wydarzenie Muzealne Roku Sybilla 2011 w kategorii wystawy techniki dla Exploseum Centrum Techniki Wojennej DAG Fabrik Bromberg przyznany przez Ministerstwo Kultury i Dziedzictwa Narodowego[126];
- Certyfikat Najlepszy Produkt Turystyczny 2012 dla Wyspy Młyńskiej nadany przez Polską Organizację Turystyczną[127];
- Bydgoszcz wśród 10 najlepszych celów podróży w Polsce w 2013 według największej na świecie witryny turystycznej Tripadvisor[9];
- Nominacja do 7 nowych Cudów Polski 2013 dla Muzeum Mydła i Historii Brudu w Bydgoszczy – miesięcznik National Geographic Traveler[128];
- Certyfikat „Gmina Przyjazna Turystom” przyznany w 2014 Bydgoszczy przez Pismo Samorządu Terytorialnego „Wspólnota” wraz z PTTK[129];
- Bydgoszcz uznana za 5 najpiękniejsze miasto w Polsce w 2014 roku według rankingu Poland Sotheby’s International Realty – platformy dla agencji pośredniczących w handlu nieruchomościami o statusie luksusowych na całym świecie[10].
- W 2015 roku Exploseum w Bydgoszczy zostało włączone do Europejskiego Szlaku Dziedzictwa Przemysłowego, zyskując rangę tzw. punktu kotwicznego, jednego z 6 w Polsce i 77 w Europie – miejsca industrialne o ponadregionalnym znaczeniu dla przemysłowej historii Europy i o dużym potencjale turystycznym[130]
- Bydgoszcz 8 najlepszym celem podróży w Polsce w 2015 według Tripadvisor[11] (najwyżej ocenione miejsce w regionie kujawsko-pomorskim);
- Muzeum Mydła i Historii Brudu w Bydgoszczy ulokowane w 2015 przez National Geographic Traveler na pierwszym miejscu wśród pięciu najciekawszych muzeów w Polsce[131]
- Szlak Wody, Przemysłu i Rzemiosła TeH2O w Bydgoszczy zdobywa prestiżową nagrodę w konkursie Tourism Trends Awards 2016 oraz nominację w konkursie World Travel Awards 2016[132]
- Bydgoszcz 5 najlepszym celem podróży w Polsce w 2017 według Tripadvisor[133] (najwyżej ocenione miejsce w regionie kujawsko-pomorskim, m.in. przed Poznaniem, Toruniem);
- Muzeum Mydła i Historii Brudu w Bydgoszczy otrzymuje w 2017 Certyfikat Najlepszy Produkt Turystyczny Polskiej Organizacji Turystycznej, wcześniej to wyróżnienie otrzymały Exploseum, Wyspa Młyńska oraz Festiwal Filmowy Camerimage[134].

### Szlaki turystyczne i otoczenie
Atrakcyjność krajobrazowo-przyrodnicza oraz silne zalesienie okolic Bydgoszczy sprawia, że wytyczono na obszarze podmiejskim kilkadziesiąt znakowanych szlaków turystycznych. Zagęszczenie szlaków w okolicy Bydgoszczy jest największe w regionie i większe niż w wielu innych dużych miastach. Spośród szlaków pieszych można wyróżnić:
- szlaki Brdy (9) – prowadzą one na północ od Bydgoszczy głównie terenami leśnymi wzdłuż Brdy i Zalewu Koronowskiego,
- szlaki Wisły (14) – obejmują cztery krainy: Dolinę Dolnej Wisły, dorzecze dolnej Wdy, zachodnią część Pojezierza Chełmińskiego i północne krańce Puszczy Bydgoskiej,
- szlaki Noteci (12) – prowadzą dorzeczem Noteci, obejmując część etnicznych terenów Kujaw i Pałuk, przez Bydgoskie Łąki Nadnoteckie oraz Puszczą Bydgoską krzyżując się w okolicy Jeziora Jezuickiego.

Przez Bydgoszcz przebiega najdłuższa w Europie Międzynarodowa Trasa Rowerowa R-1 oraz kilka innych: po Dolinie Dolnej Wisły, dookoła Doliny Fordońskiej, Rowerowy Szlak Przyjaźni Bydgoszcz-Toruń i inne. Przez Bydgoszcz zaplanowany jest również przebieg trasy rowerowej Eurovelo nr 9.
Na obszarze miasta i w najbliższym jego otoczeniu znajdują się cztery grodziska słowiańskie z VI-XI w.: Wyszogród, Zamczysko, Pawłówek i Strzelce Dolne. Miasto słynie również z turystyki wodnej, za sprawą spływów kajakowych na Brdzie oraz żeglugi barkami turystycznymi na szlakach żeglugowych: Wielkiej Pętli Wielkopolski, Pętli Toruńskiej, Pętli Kujawskiej, na Wiśle i Noteci. W dzielnicy Opławiec znajduje się ośrodek wypoczynkowy (Janowo) oraz sanatorium (wybudowane w 1904). W promieniu 20 km znajduje się ok. 10 kąpielisk nad jeziorami. Najbliższe są w Pieckach i Chmielnikach nad Jeziorem Jezuickim oraz w Borównie nad jeziorem Borówno. Stan czystości wody w Brdzie (II klasa) umożliwia kąpiel w rzece na jej odcinku górnym.

W najbliższym otoczeniu miasta znajduje się zespół pałacowo-parkowy w Ostromecku, zwany „bydgoskim Wilanowem”, Puszcza Bydgoska, zyskująca coraz bardziej na turystycznej marce Dolina Dolnej Wisły, a w odległości ok. 20 km Zalew Koronowski, atrakcyjny dla żeglarzy i wodniaków. Miasto jest dobrym punktem wypadowym w Bory Tucholskie, na Ziemię Chełmińską (zabytki pokrzyżackie) oraz na Kujawy i Pałuki, gdzie wytyczono Szlak Piastowski. W 2008 w Solcu Kujawskim, 15 km od Bydgoszczy powstał park jurajski, zaś w 2012 podobny obiekt w Leśnym Parku Kultury i Wypoczynku.

### Noclegi
W Bydgoszczy znajduje się jeden hotel pięciogwiazdkowy (Bohema) oraz pięć czterogwiazdkowych: City, Holiday Inn, Pod Orłem, Słoneczny Młyn oraz Sepia. Oprócz nich znajduje się ok. 20 obiektów niższej klasy. Według danych GUS w 2013 r. w Bydgoszczy funkcjonowało 25 turystycznych obiektów noclegowych (w tym 18 hoteli), dysponujących 3 tys. miejsc. Udzielono 238 tys. noclegów, w tym 90% w hotelach. Oferowanych jest także 105 miejsc w schronisku młodzieżowym oraz kilkaset w obiektach oferujących pokoje gościnne.

## Gospodarka

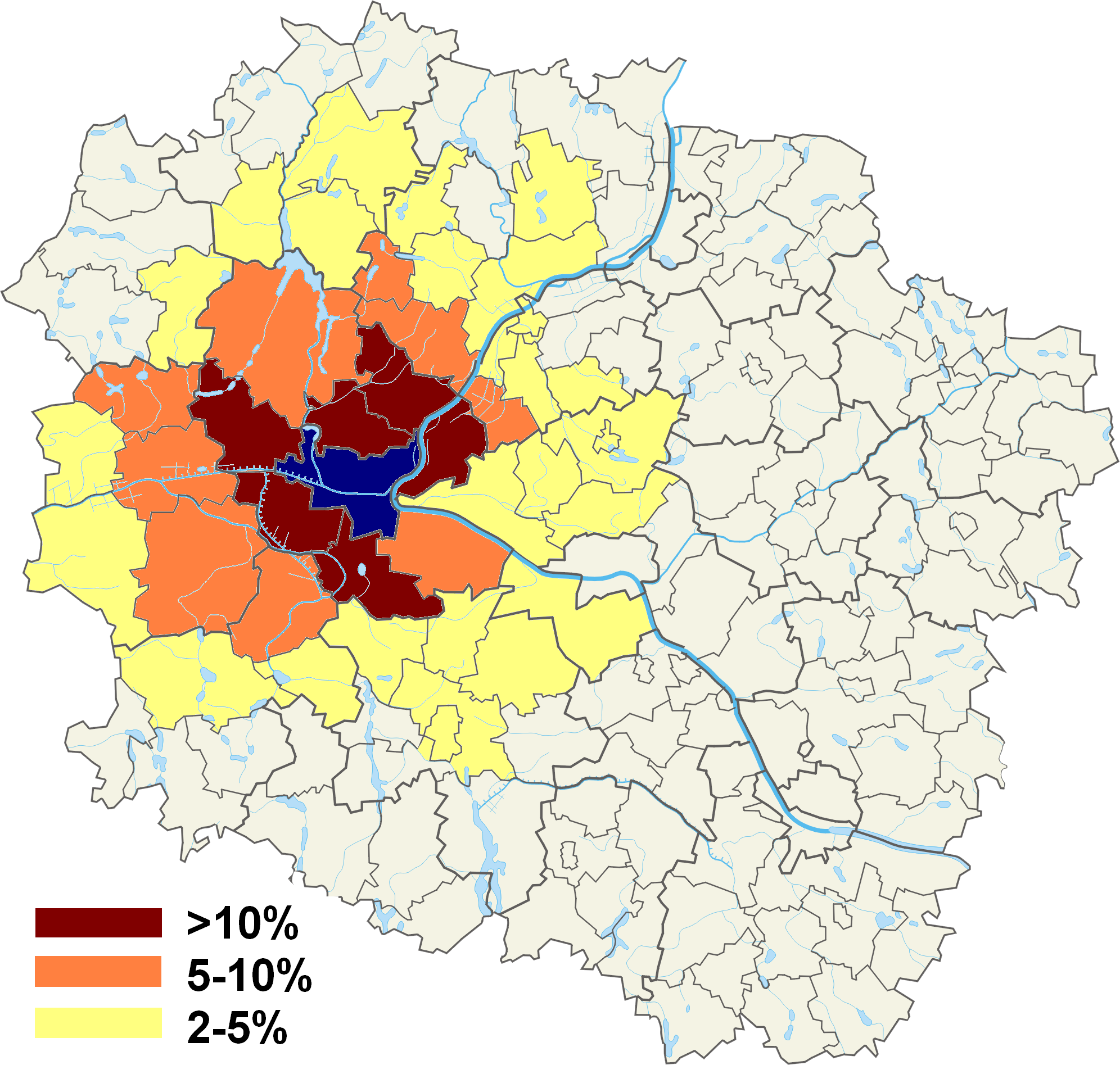
Dojazdy do pracy do Bydgoszczy według Narodowego Spisu Powszechnego 2011. Liczba osób zatrudnionych w Bydgoszczy w stosunku do liczby ludności w wieku produkcyjnym w gminach (%)

Bydgoszcz jest ósmym pod względem wielkości w kraju i największym w regionie kujawsko-pomorskim ośrodkiem gospodarczym. Jest również czwartym w Polsce północnej miejscem pracy najemnej, którego zasięg oddziaływania wykracza poza województwo kujawsko-pomorskie. Zatrudnienie w sektorze przedsiębiorstw wynosiło 56 tys. osób (7. miejsce w kraju), z czego 90% przypadało na sektor prywatny.
Pierwszoplanowe znaczenie w gospodarce miasta mają usługi i przemysł. Jego struktura jest zdywersyfikowana, lecz najważniejsze znaczenie mają branże:
- chemiczna, w tym przetwórstwa tworzyw sztucznych, skupione w ramach Bydgoskiego Klastra Przemysłowego,
- informatyczna i nowoczesnych usług dla biznesu Business Process Outsourcing (BPO) / Shared Service Center (SSC), skupione w ramach Bydgoskiego Klastra Informatycznego,
- elektromaszynowa, w tym produkcji taboru kolejowego i tramwajowego skoncentrowana wokół firmy PESA jej poddostawców,
- spożywcza.

Wizytówką gospodarczą miasta i największym miejscowym przedsiębiorstwem są Pojazdy Szynowe Pesa Bydgoszcz, produkujące tabor kolejowy i tramwajowy. W mieście obecnych jest wiele grup kapitałowych, koncernów i korporacji międzynarodowych. W Bydgoszczy znajduje się około 25% kujawsko-pomorskich firm eksportujących swoje wyroby za granicę. Duże znaczenie posiada rozwinięte otoczenie biznesu – banki, usługi finansowe, instytucje ubezpieczeniowe, obsługa nieruchomości i firm, targi, klastry przemysłowe, organizacje gospodarcze, baza hotelowa klasy prestiż, połączenia lotnicze (w tym towarowe).
Specyfikę gospodarczą Bydgoszczy dopełnia otoczenie, powiat bydgoski, a zwłaszcza najbliżej położone i rozwinięte gminy: Białe Błota, Osielsko, Nowa Wieś Wielka i Solec Kujawski, których parametry gospodarcze są wyraźnie lepsze niż przeciętne obszary wiejskie. Aglomeracja Bydgoszczy grupuje 30% podmiotów gospodarczych w województwie kujawsko-pomorskim, w tym ponad 50% podmiotów dużych, zatrudniających ponad 1000 osób. Aktywność zawodowa w Bydgoszczy jest najwyższa w regionie, natomiast stopa bezrobocia – najniższa. Dodatkowo Bydgoszcz stanowi miejsce pracy dla 30 tys. osób dojeżdżających z zewnątrz (dane z 2011). Saldo dojazdów daje Bydgoszczy 4. miejsce w Polsce północnej, po Warszawie, Poznaniu i Gdańsku.

### Miasto w rankingach gospodarczych
Specyfika bydgoskiej gospodarki wyraża się m.in. w skromnej obecności w rankingach przedsiębiorstw o największych przychodach (np. 500 Polityki), gdyż to nie przedsiębiorstwa handlowe, wykazujące duży obrót decydują o obrazie gospodarczym miasta, lecz m.in. branża przetwórcza (przychody – 7. miejsce w kraju). Należy podkreślić, że największe przedsiębiorstwa bydgoskie są często filiami, względnie oddziałami ogólnopolskich lub globalnych grup kapitałowych, a jednocześnie ponad połowa kujawsko-pomorskich firm o największym zatrudnieniu znajduje się właśnie w Bydgoszczy. Firmy bydgoskie są szeroko reprezentowane w rankingach promujących jakość wyrobów i usług (Teraz Polska, Dobre bo Polskie, Medal Europejski itp), wskaźniki rozwoju (Gazele Biznesu, Złota Setka itp.) lub etykę prowadzenia działalności gospodarczej (Firmy Fair Play). W 2015 spośród 121 firm z kujawsko-pomorskiego wyróżnionych jako Diamenty Forbesa jedna trzecia to firmy z Bydgoszczy (28) i powiatu (10). Na uwagę zasługują lokalne udogodnienia w prowadzeniu i rozwoju biznesu. W 2015 Bydgoszcz zajęła pierwsze miejsce wśród miast polskich w rankingu Doing Business in Poland 2015 przygotowanym przez Bank Światowy.

### Rys historyczny

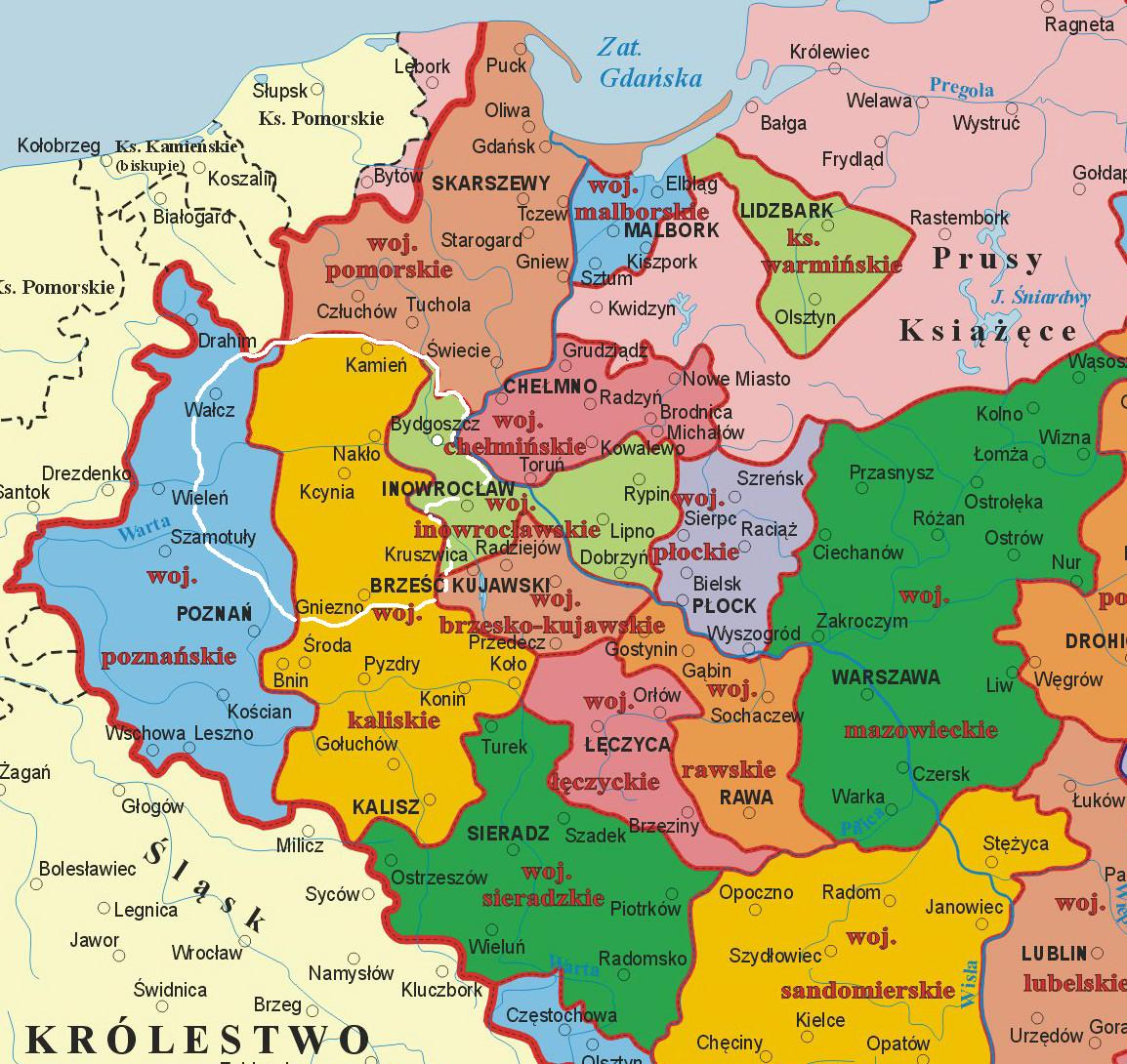
Bydgoski rynek zbożowy w XVI i XVII wieku – obszar, skąd zwożono zboże z majątków królewskich, szlacheckich i kościelnych do Bydgoszczy w celu sprzedaży i spławu Wisłą do portu w Gdańsku

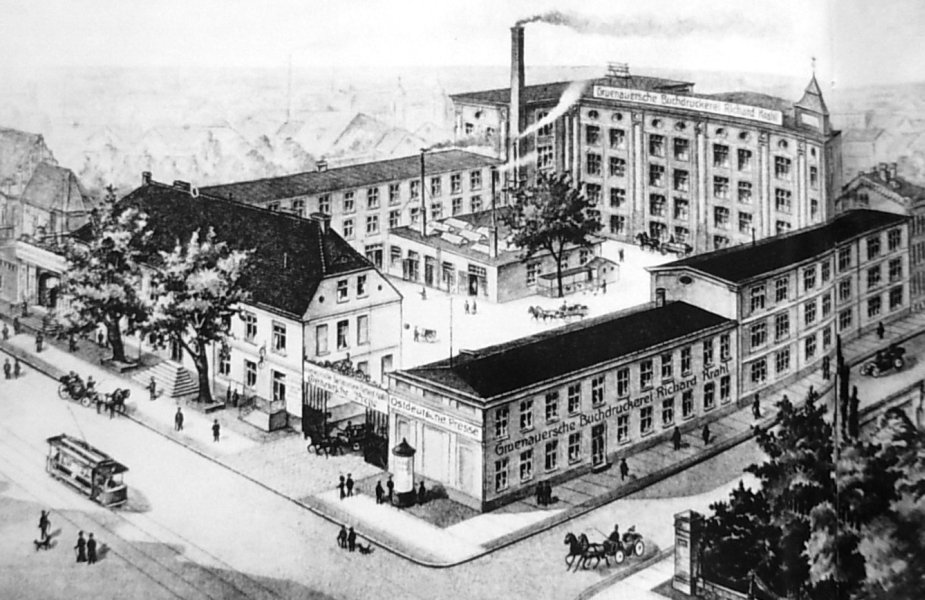
Drukarnia Gruenauera (1912)

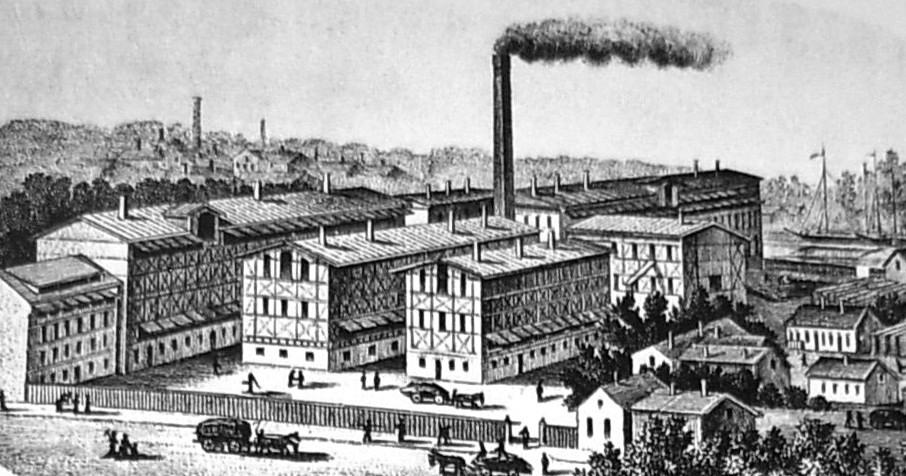
Garbarnia Buchholza ok. 1875

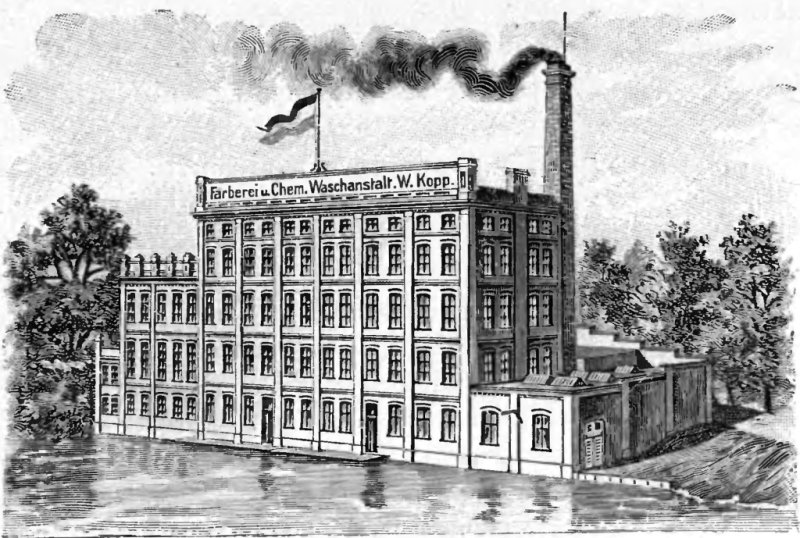
Farbiarnia Wilhelma Koppa w Bydgoszczy ok. 1905

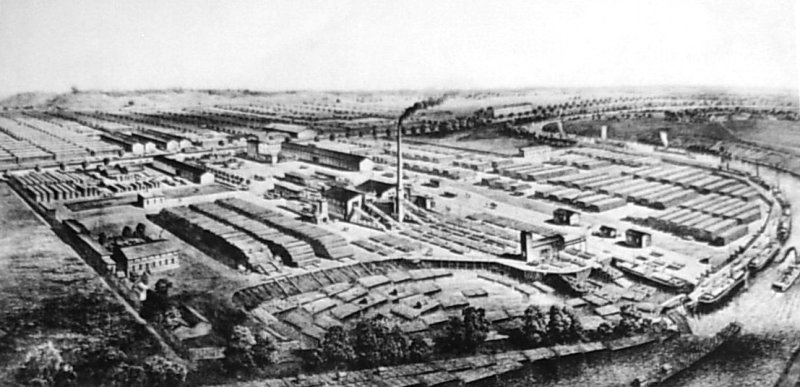
Tartak Salomona Seliga (1891-1920)

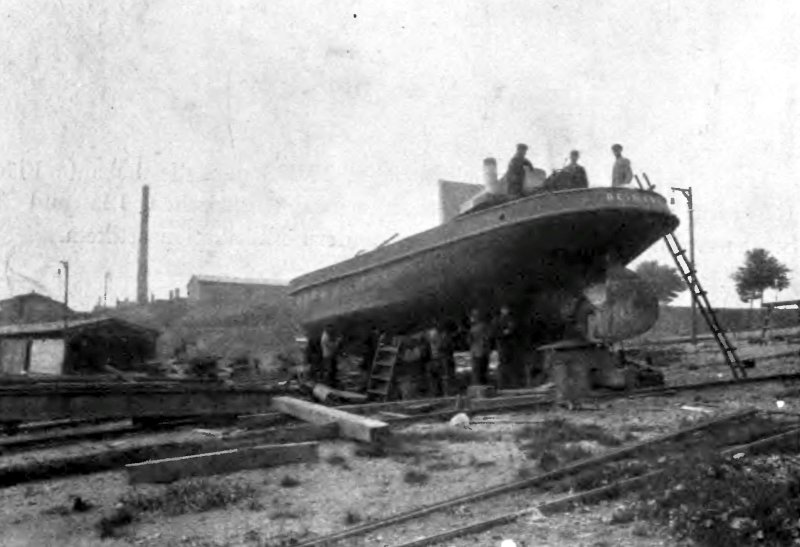
Statek w budowie w stoczni Lloyda Bydgoskiego ok. 1905

Bydgoszcz posiada bogate tradycje handlowe i przemysłowe. Tradycja handlu sięga średniowiecza, natomiast przemysłu początku XIX wieku. Rozwój Bydgoszczy opierał się na przesłankach wynikających z jej położenia na styku działów wodnych (Bydgoski Węzeł Wodny) i szlaków komunikacyjnych (szlak bursztynowy). Począwszy od XV wieku Bydgoszcz stała się centrum handlu zbożowego dla północnej Wielkopolski, a w wieku XVI miasto należało do największych ośrodków handlu spławnego w Rzeczypospolitej. W okresie staropolskim Bydgoszcz była także sporym ośrodkiem produkcji rzemieślniczej, gdzie funkcjonowało kilkanaście cechów. Na terenie Rzeczypospolitej znane były piwo bydgoskie oraz wyroby garncarskie, odnotowane m.in. w dziele Flis, to jest Spuszczanie statków Wisłą i inszymi rzekami do niej przypadającymi (1595).
W XVI wieku piwo bydgoskie obok czterech innych było zatwierdzone przez Sejm jako piwo eksportowe Rzeczypospolitej. Podpiętrzona w jazie miejskim Brda była źródłem energii dla napędu różnorodnych manufaktur, m.in. młynów wodnych, tartaków, garbarni. W mieście znajdowała się m.in. żupa solna (1522) i warzelnia soli (1579), mennica królewska (1594–1688) oraz papiernia (1648). Bydgoszczanie aż do końca XVII wieku posiadali monopol na handel solą na terenie Wielkopolski. Od połowy XVII wieku handel i gospodarka miejska przeżywała kryzys wskutek wojen szwedzkich, ale nawet wtedy miasto wyróżniało się pod względem spławu towarów. W życiu gospodarczym miasta ważną rolę odgrywały także targi oraz sześciokrotnie w roku jarmarki, na które mieszczanie otrzymali przywileje królewskie.
Duże znaczenie dla rozwoju przemysłu i handlu ukierunkowanego na Europę Zachodnią miała budowa Kanału Bydgoskiego w 1774 W końcu XVIII w. przepływało nim ok. 1000 łodzi i tratew rocznie, a w połowie XIX wieku już osiem razy więcej. Bydgoszcz była pośrednikiem w dostawie drewna i zboża z Królestwa Kongresowego oraz maszyn i wyrobów przemysłowych z Niemiec. Z kolei włączenie miasta do sieci kolejowej w 1851 zadecydowało o zaistnieniu w Bydgoszczy rewolucji przemysłowej, która całkowicie zmieniła jego oblicze w II połowie XIX w. i doprowadziła do metropolizacji Bydgoszczy. Ranga kolei w Bydgoszczy była bardzo duża. Tutaj znajdowała się Dyrekcja Kolei Wschodniej zarządzająca siecią od Berlina po Kłajpedę oraz siedziba warsztatów kolejowych, największych we wschodnich prowincjach Niemiec. W XIX wieku Bydgoszcz dzięki rozwojowi komunikacji wodnej, kolejowej i przemysłu rozwijała się najszybciej spośród miast zaboru pruskiego. Przez cały XIX wiek szczególne znaczenie miał w Bydgoszczy przemysł maszyn i urządzeń do obróbki drewna i maszyn rolniczych oraz przemysł spożywczy. Wiele powstałych wtedy przedsiębiorstw istnieje do dziś np. Bydgoska Fabryka Narzędzi „Befana” (1852), Zakład Sygnałów Kolejowych Fiebrandta (1864), Fabryka Obrabiarek do Drewna (1865), Fabryka Maszyn Löhnerta (1868), Fabryka Mebli Ottona Pfefferkorna (1884), Rzeźnia Miejska (1890) i wiele innych.
Na szczególną uwagę zasługuje rozwój od lat 70. XIX w. przemysłu drzewnego. Wielkie ilości drewna spławiane z Królestwa Kongresowego Wisłą do Gdańska i Kanałem Bydgoskim do centralnych Niemiec sprzyjały powstaniu w Bydgoszczy w latach 90. XIX w. zespołu przedsiębiorstw (tartaków, stolarni, fabryk mebli, sklejek, opakowań drewnianych) położonych wzdłuż nabrzeży dolnej Brdy, które zapoczątkowały wschodnią dzielnicę przemysłową. Rozwojowi tej dziedziny gospodarki sprzyjała regulacja Brdy (1879) i budowa portu drzewnego w Brdyujściu, regulacja Wisły (1880–1892), a w 1890 powstanie przedsiębiorstwa Żegluga Bydgoska.
Po 1920 bydgoski ośrodek przemysłowy rozwijał się w dalszym ciągu, m.in. w latach 1920–1939 trzykrotnie szybciej przybywało pracowników, niż w okresie pruskim (1860–1914). Od podstaw rozwinęły się wtedy nowe gałęzie przemysłu, które mają wydatny udział w gospodarce Bydgoszczy do dziś: przede wszystkim przemysł chemiczny i elektrotechniczny. Poza tym nadal rozwijał się przemysł metalowy i precyzyjny, większe niż dotąd znaczenie miał przemysł lekki, zwłaszcza skórzany i włókienniczy. Przemysł spożywczy utrzymał wysoką pozycję. Zmniejszył się natomiast udział przemysłu maszynowego i drzewnego, wskutek utraty rynków zbytu w Niemczech. Do nowych zakładów założonych w okresie międzywojennym należały m.in.: Fabryka Wyrobów Gumowych „Kauczuk” (1920), Polska Spółka Akcyjna Persil (1930), Kabel Polski Towarzystwo Akcyjne (1923), Fabryka Artykułów Elektrotechnicznych S. Ciszewskiego (1923), Fabryka Rowerów „Tornedo”, Fabryka Pasmanterii, Taśm i Pasów „Pasamon” (1922), Fabryka Wyrobów Czekoladowych i Cukierniczych „Lukullus”. W bydgoskich zakładach skonstruowano pierwszą w Polsce maszynę do pisania, istniał tu jedyny w przedwojennej Polsce zakład produkcji kabli izolowanych, pierwsza fabryka w Polsce produkująca płyty, błony i papier fotograficzny, czy też jedyny zakład produkujący pianina i fortepiany (Fabryka Pianin i Fortepianów Brunona Sommerfelda).
Istotny wpływ na rozwój bydgoskiego przemysłu miała rozbudowa Gdyni oraz budowa magistrali węglowej Śląsk-Gdynia, której węzeł i dyrekcja zlokalizowana była w Bydgoszczy. Bydgoszcz wyróżniała się gospodarczo w regionie „Wielkiego Pomorza”. W 1930 r. wartość wykupionych świadectw przemysłowych była dwa razy większa, niż w Toruniu, Grudziądzu i Włocławku razem wziętych. W dwudziestoleciu międzywojennym istotnym działem gospodarki Bydgoszczy był także handel, prowadzony zarówno wodą (Kanał Bydgoski, Wisła), jak i koleją (magistrala węglowa). W 1925 otwarto w Bydgoszczy Giełdę Drzewną jedyną w kraju, a w 1933 r. Giełdę Zbożowo-Towarową, której obroty stawiały ją na trzecim miejscu w kraju (po Poznaniu i Lwowie, a przed giełdą warszawską).
W czasie II wojny światowej Niemcy zbudowali pod miastem w Puszczy Bydgoskiej zakład produkcji materiałów wybuchowych i elaboracji amunicji DAG Fabrik Bromberg, którego powierzchnia sięgała 23 km². W 1946 w uznaniu bohaterskiej postawy mieszkańców podczas II wojny światowej miasto odznaczono Orderem Krzyża Grunwaldu III klasy. W okresie powojennym w PRL przemysł został odbudowany i w mieście działało wiele zakładów przemysłowych. W latach 50. XX w. wykorzystano infrastrukturę niemieckiej fabryki do uruchomienia w tym miejscu Zakładów Chemicznych (Zachem i Nitrochem) wytwarzających produkty chemii organicznej i nieorganicznej oraz materiały wybuchowe dla wojska. Od tego czasu był to największy zakład w mieście dystansujący Warsztaty Kolejowe. Ponadto funkcjonowały w mieście inne przedsiębiorstwa wojskowe: Zakłady Elektromechaniczne „Belma” produkujące miny i zapalniki oraz Wojskowe Zakłady Lotnicze nr 2 specjalizujące się w remoncie i modernizacji samolotów bojowych. Charakterystyczną cechą industrializacji miasta w latach powojennych było opieranie się na istniejących i posiadających dobre tradycje przemysłach i zakładach pracy: chemicznym, elektrotechnicznym, elektromaszynowym, odzieżowym, skórzanym, drzewnym, spożywczym. Miasto stało się centrum produkcji rowerów w Polsce. Specyfiką polityki gospodarczej państwa prowadzonej w Bydgoszczy była rozbudowa i modernizacja istniejących zakładów o wieloletnich tradycjach, nie zaś jak w wielu ośrodkach w kraju budowa od podstaw nowych wielkich zakładów przemysłowych, tzw. „budów socjalizmu”. Rozpoczęto również proces dyslokacji zakładów z centrum miasta do dzielnic składowo-przemysłowych: Osowej Góry na zachodzie oraz Bydgoszcz Wschód, Siernieczek i Zimne Wody na wschodzie miasta. Jednym z ważniejszych osiągnięć przemysłu bydgoskiego było wyprodukowanie w 1958 przez Zakłady Radiowe Unitra-Eltra pierwszego w Polsce miniaturowego odbiornika radiowego, w którym tradycyjne lampy zostały zastąpione tranzystorami. W latach 70. największymi producentami na rynek i eksport, niejako wizytówkami miasta były m.in.: Zakłady Rowerowe Romet, Zachem, Eltra, Telfa, Pollena, Modus, Kobra. W mieście istniały także Zakłady Naprawcze Taboru Kolejowego, Pomorskie Zakłady Budowy Maszyn „Zremb-Makrum”, Stomil Bydgoszcz oraz Zakłady Wydawnictw Szkolnych i Pedagogicznych.
Po 1989 kilka dużych przedsiębiorstw bydgoskich upadło (Zakłady Rowerowe Romet, Kobra, Foton, Zachem). Natomiast w wyniku procesów prywatyzacyjnych kilkanaście dużych firm bydgoskich zostało wchłoniętych przez korporacje krajowe i międzynarodowe: Unilever, Nokia, Canpack, Tele-Fonika Kable, Grupa Atlas, Enea, Mlekpol, Colian, IKEA Grene, Tyco, Globalmalt itd. Przykładami lokalnych firm, które utworzyły własną markę wchodząc na rynek globalny są m.in. Pojazdy Szynowe Pesa Bydgoszcz, Oponeo.pl, czy też Grupa kapitałowa Immobile.

### Gospodarka Bydgoszczy w statystyce
W 2013 w Bydgoszczy zatrudnionych było 117 tys. osób, co stanowiło 27% zatrudnionych w województwie kujawsko-pomorskim. Stopa bezrobocia wynosiła 8,8%, wobec 13,4% w kraju i 18,1% w regionie. W 2013 co trzecia oferta pracy w województwie dotyczyła pracodawcy z Bydgoszczy. W mieście funkcjonowało 43,4 tys. podmiotów gospodarczych, z tego jedynie 2% w sektorze publicznym. Najwięcej w sekcji handel i naprawy (26%), budownictwo (10%), działalność naukowo-techniczna (10%) i przetwórstwo przemysłowe (9%).
Według sekcji PKD 2007 w Bydgoszczy prowadziło działalność 31 tys. osób fizycznych, 12,4 tys. osób prawnych, 350 jednostek samorządowych. W podziale na formy prawne funkcjonowały 3 przedsiębiorstwa państwowe, 115 spółdzielni, 1085 fundacji, stowarzyszeń i organizacji społecznych oraz 4,4 tys. spółek handlowych, w tym 563 z udziałem kapitału zagranicznego. 96% podmiotów gospodarczych to mikroprzedsiębiorstwa zatrudniające mniej niż 10 osób. Prawie 2 tys. firm zatrudniało od 10 do 250 osób, 53 – w zakresie 250-1000 osób, a 14 – powyżej 1000 osób. W 2013 przychody ze sprzedaży produktów i usług (bez sekcji handel i naprawy) wynosiły w Bydgoszczy 12,4 mld zł, z czego 70% wartości przypadało na przemysł, a 10% – budownictwo. W strukturze produkcji sprzedanej przemysłu największy udział mają wyroby z tworzyw sztucznych i gumy (17%), artykuły spożywcze (12%), wyroby z metali (11%), papier i wyroby z papieru (7%), maszyny i urządzenia (5%) oraz meble (4%).

### Lokalne przedsiębiorstwa

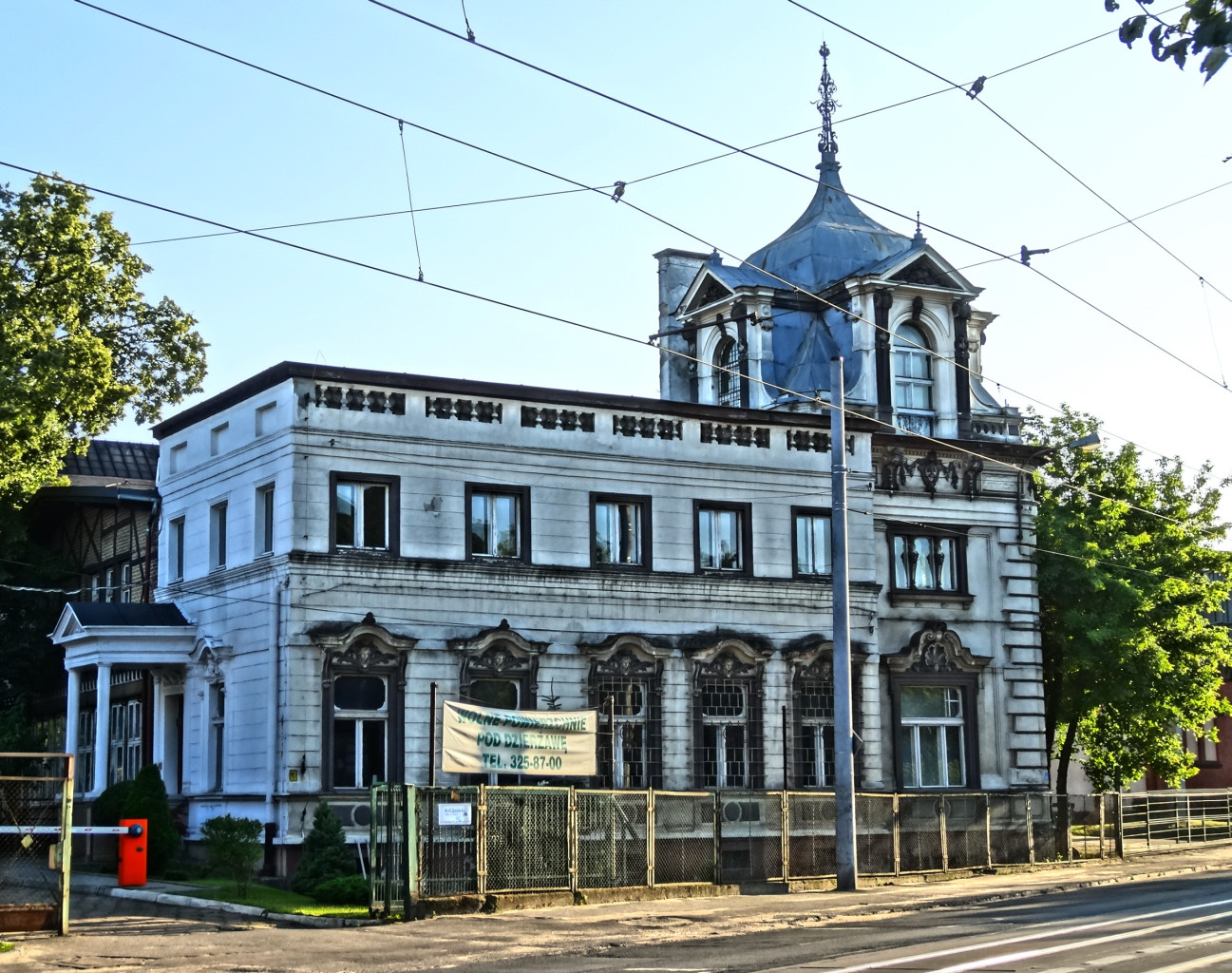
Willa fabrykanta Carla Blumwe – Fabryka Obrabiarek do Drewna (1865)

Największymi pracodawcami w Bydgoszczy w 2014 były m.in.: Pojazdy Szynowe PESA Bydgoszcz (3300 osób), Atos IT Services (1500), Poczta Polska (1500, Centralny Ośrodek Rozliczeniowy i regionalne centrum logistyczne w Lisim Ogonie), iQor Global Services (1400), PKP Cargo (1400), Enea (1400), MZK Bydgoszcz (1300), Stomil Bydgoszcz (1000), IMS Sofa (1000), Alcatel-Lucent (1000), Wojskowe Zakłady Lotnicze nr 2 (1000), Bank Pocztowy (950), Tyco Electronics (930) i inne. Dużymi pracodawcami są również podmioty sfery społecznej, np. szpitale, szkoły, uczelnie oraz urzędy.
Największymi płatnikami podatku CIT za rok 2013 były przedsiębiorstwa: Bank Pocztowy, NeuPack Polska (należące od 1995 do austriackiego koncernu Mayr-Melnhof Bydgoskie Zakłady Opakowań Drukowanych), Miejskie Wodociągi i Kanalizacja, Miejskie Zakłady Komunikacyjne, Wojskowe Zakłady Lotnicze nr 2, Frosta, Supravis Group (wywodząca się z firmy PPH Gąsior), Polmass, ZETO oraz PESA.
W Bydgoszczy czynnych jest nadal szereg przedsiębiorstw z tradycjami, sięgającymi XIX wieku oraz dwudziestolecia międzywojennego, m.in.:
- Hotel Pod Orłem w Bydgoszczy – 1800[188]
- Pojazdy Szynowe PESA Bydgoszcz – 1851[189]
- Bydgoska Fabryka Narzędzi „Befana” – 1852[190]
- Gazownia w Bydgoszczy – 1859[191]
- Fabryka Obrabiarek do Drewna – 1865[192]
- BZE Belma – 1868[193]
- Makrum – 1868[194]
- Prasowe Zakłady Graficzne – 1869[195]
- Hotel Ratuszowy w Bydgoszczy – 1881[188]
- Bydgoskie Fabryki Mebli – 1884[196]
- Miejskie Zakłady Komunikacyjne w Bydgoszczy – 1888[191]
- Bydgoskie Zakłady Mięsne – 1890[197]
- Żegluga Bydgoska – 1891[165]
- Zakład Energetyczny Bydgoszcz – 1896[191]
- Zieleń Miejska (Deputacja Ogrodów Miejskich) – 1898[191]
- Miejskie Wodociągi i Kanalizacja – 1900[191]
- Bydgoskie Zakłady Sklejek – 1914[198]
- Bydgoskie Zakłady Przemysłu Gumowego „Stomil” – 1920[199]
- Tele-Fonika Kable (Bydgoska Fabryka Kabli) – 1920[200]
- Kolejowe Zakłady Łączności – 1920[201]
- Poczta Polska Centralny Ośrodek Rozliczeniowy – 1920[202]
- Jutrzenka – 1922[203]
- Eltra – 1923[204]
- Pasamon – 1924[205]
- Alcatel-Lucent (Telfa) – 1928[206]
- Unilever (Bydgoszcz) (Bydgoskie Zakłady Chemii Gospodarczej Pollena) – 1932[207].

Na uwagę zasługuje rozwijający się sektor nowoczesnych usług, do których zalicza się przede wszystkim: finanse i księgowość, usługi informatyczne, obsługę klienta, zarządzanie zasobami ludzkimi, zarządzanie zaopatrzeniem, dokumentacją, dostawami, badania i rozwój, usługi prawne. W Bydgoszczy znajduje się szereg międzynarodowych przedsiębiorstw typu Business Process Outsourcing (BPO) oraz Shared Service Center (SSC), będących liderami tej branży w kujawsko-pomorskim. Według opracowania Kujawsko-Pomorskiego Centrum Obsługi Inwestora są to m.in.:
Atos Origin, Alcatel-Lucent, JPMorgan Chase, Teleplan Polska, Jabil Global Services, Mobica Limited, Genesys, Asseco Poland, Sunrise System, Bazy i Systemy Bankowe, TELDAT, Postadata i inne.
W mieście funkcjonują również centra rozliczeniowo-finansowe, np. Livingston International, Centrum Operacyjne Grupy Banku Pocztowego, Centralny Ośrodek Rozliczeniowy Poczty Polskiej. W 2014 w sektorze BPO/SSC w Bydgoszczy pracowało ponad 7 tys. osób, z czego ponad 70% w szeroko rozumianej branży informatycznej. Do tego należy doliczyć ponad 1 tys. pracowników w dziedzinie finansów i rachunkowości oraz niespełna 0,5 tys. pracowników call center.

### Marki gospodarcze

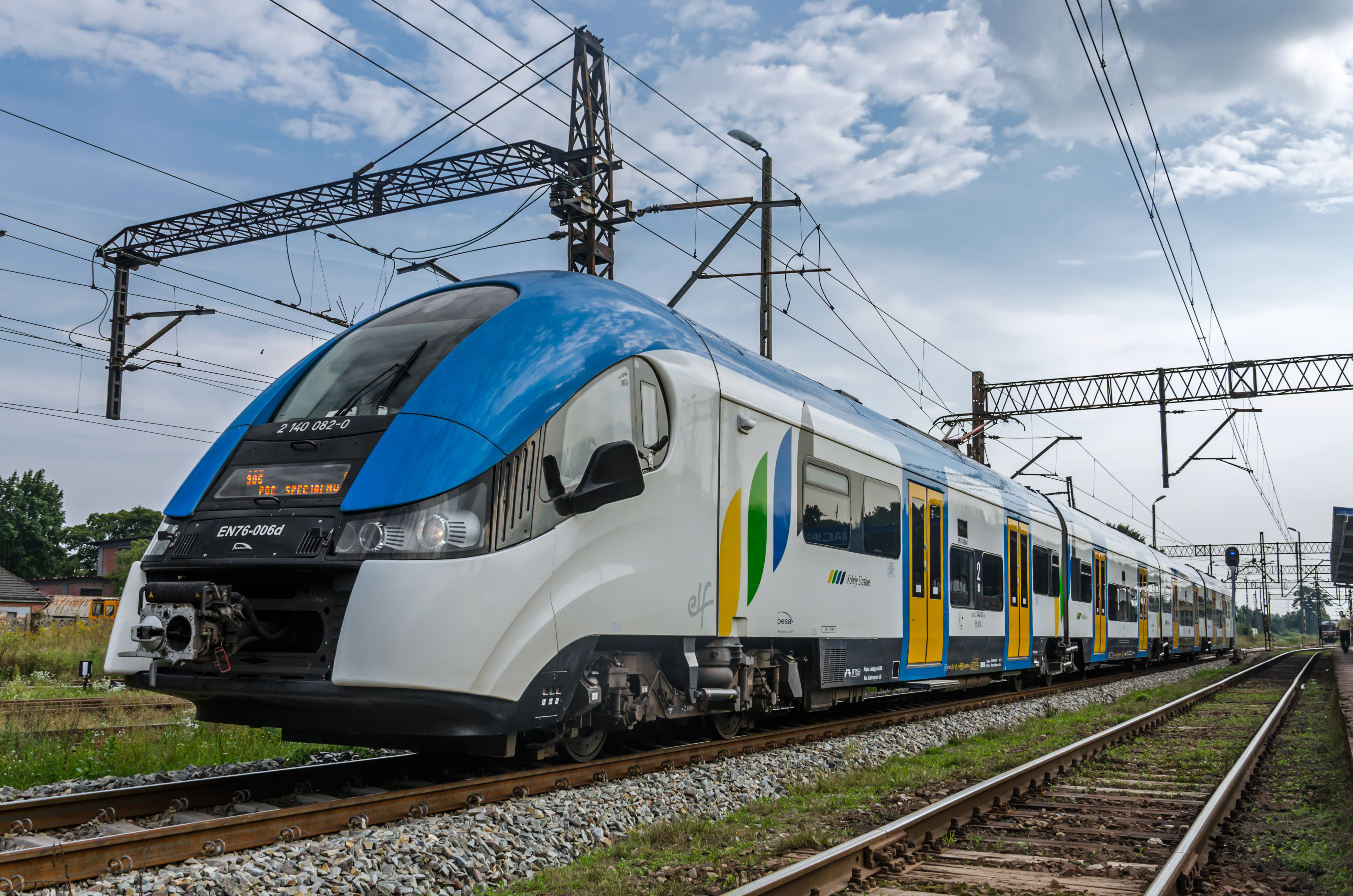
Produkt bydgoskiej PESY

Do rozpoznawalnych produktów wytwarzanych w przedsiębiorstwach bydgoskich należą m.in.:
- składy kolejowe, autobusy szynowe i tramwaje (PESA) obecne w wielu regionach i miastach polskich i zagranicznych (Warszawa, Łódź, Gdańsk, Elbląg, Toruń, Bydgoszcz, Segedyn, Sofia, Królewiec, Moskwa)[211],
- pasty do zębów (Signal, Amodent), szampony i odżywki do włosów (Timotei, Sunsilk, Andrelon), płyny do kąpieli (Dove), kostki toaletowe (Domestos)[212],
- słodycze marki Jutrzenka m.in. bakalie w czekoladzie, batony Alibi i Apetit, ciastka Jeżyki, Elitki, Petit Beurre, wafle Familijne, Grześki[213],
- paluszki rybne i mrożonki (Frosta)[214],

Natomiast przykładami lokalnych marek gospodarczych oprócz tramwajów PESA i słodyczy Jutrzenka są m.in. wyroby cukiernicze Sowa znane w kraju i w Europie, marka handlowa Oponeo.pl znana ze sprzedaży opon na rynku polskim i europejskim, Bydgoskie Meble – marka obecna w Polsce i Niemczech od końca XIX wieku, wielokrotnie nagradzana, marka odzieży Quiosque znana na terenie całego kraju, Vivid Games – marka gier mobilnych znana na świecie.

### Przedsiębiorstwa
W Bydgoszczy funkcjonuje ponad 550 spółek z udziałem kapitału zagranicznego, co stanowi ok. 30% potencjału regionu, a licząc z powiatem – blisko 40%. Swoje przedsiębiorstwa posiadają tutaj korporacje produkcyjne, m.in.: Unilever, Tele-Fonika Kable, Grupa Atlas, Mlekpol, IMS Group, Grupa Pilkington, Tyco, Lexel A/S, Schieder, MMP Neupack, Prettl, Bierbaum, Frosta, Helvetia Furniture, SPX, OKT, Global Malt, East Pack, Wentworth, jak i usługowe: Grupa Energetyczna Enea, Schenker, Polska Grupa Farmaceutyczna, Nokia, Atos IT Services, Livingston International, Teleplan, Jabil, Mobica, Sunrise System, Metro AG, Grene, Cogifer, Asseco, Dräger Medical i wiele innych.
Przykładami lokalnych firm, wykazującymi ekspansję krajową i globalną są m.in. Pojazdy Szynowe PESA Bydgoszcz, Oponeo.pl, Makrum, Abramczyk, Drozapol-Profil, Dadelo i inne.

### Parki przemysłowe i centra biznesowe

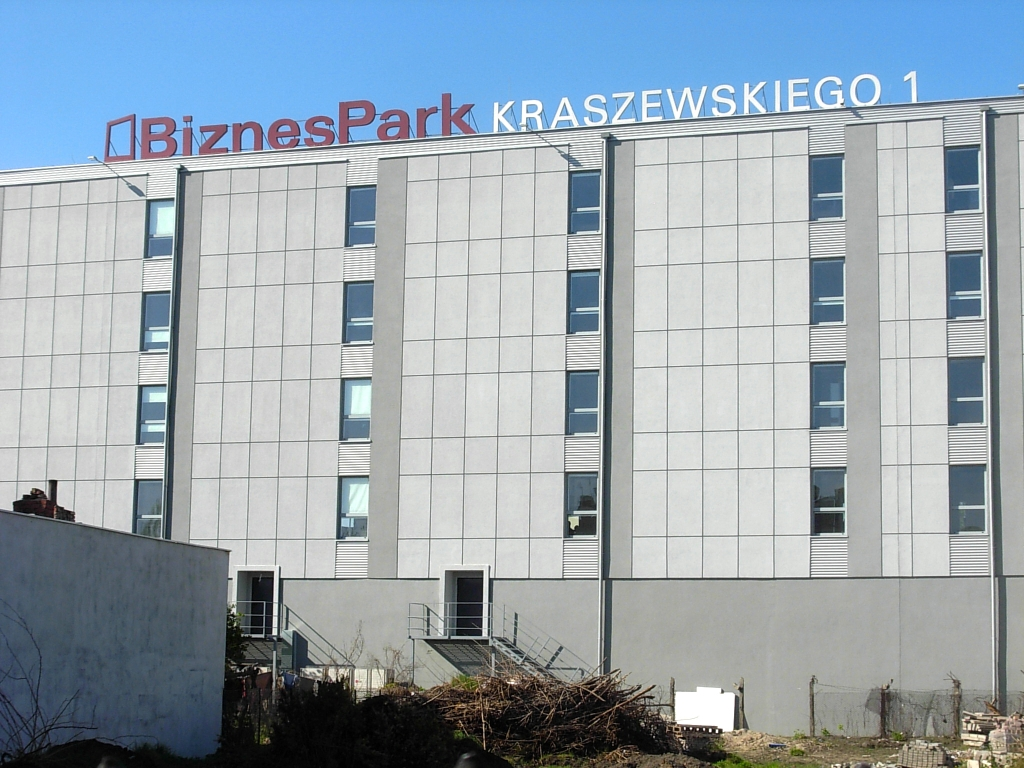
Biznes Park przy ul. Kraszewskiego

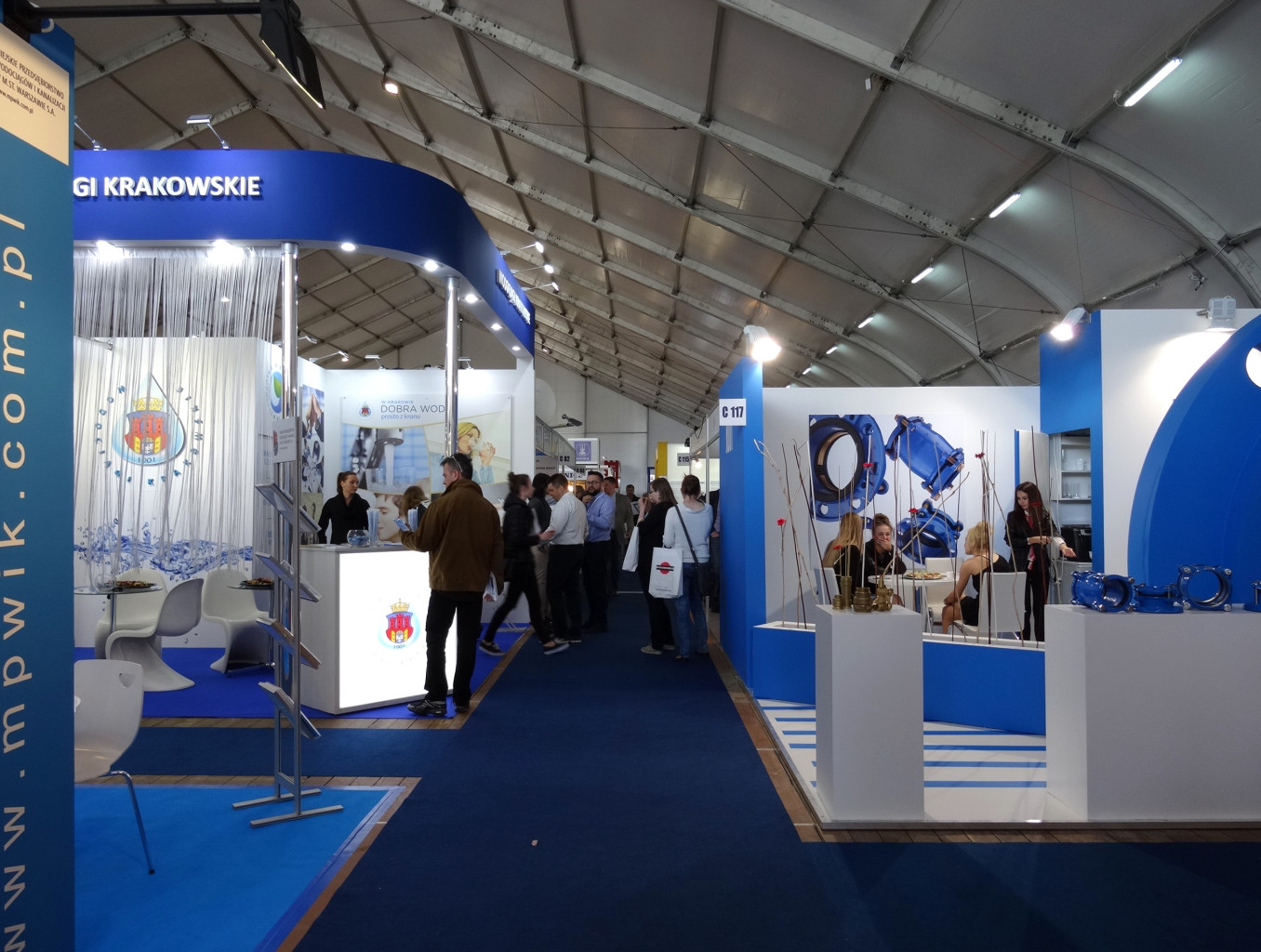
XXIII Targi Wod-Kan (2015) organizowane przez Izbę Gospodarczą Wodociągi Polskie z siedzibą w Bydgoszczy

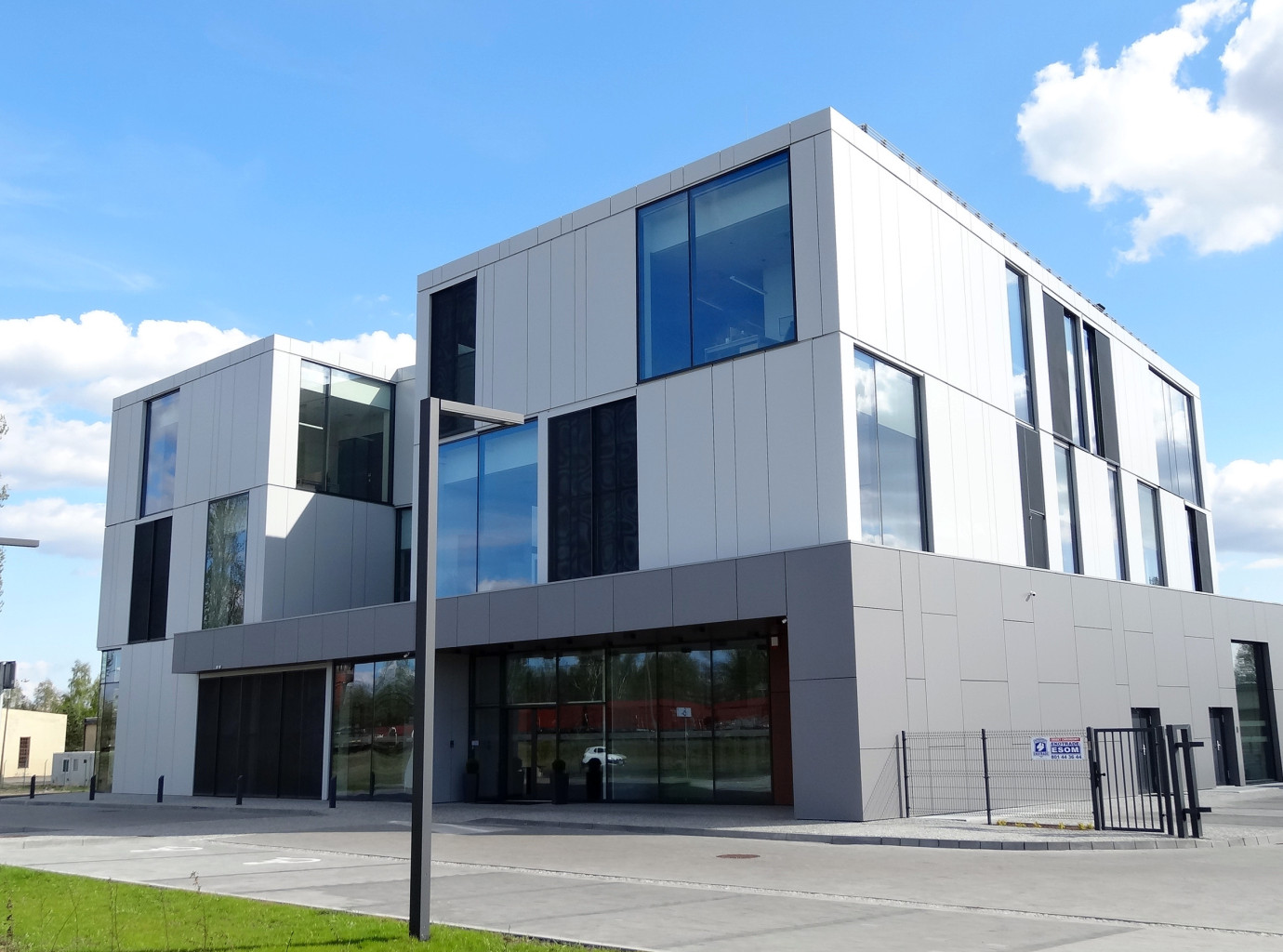
Urząd Dozoru Technicznego przy ul. Kamiennej

Od 2004 w Bydgoszczy funkcjonuje Bydgoski Park Przemysłowo-Technologiczny o powierzchni 283 ha. Jest to przestrzeń atrakcyjna dla prowadzenia działalności gospodarczej z uwagi na ulgi w podatkach, ochronę, dostępne media i tereny, bliskość szlaków komunikacyjnych: kolejowej magistrali węglowej, DK5, DK10, portu lotniczego z terminalem cargo i rejsami lotniczymi do portów przesiadkowych. W BPPT na terenie 46 ha utworzona została podstrefa Pomorskiej Specjalnej Strefy Ekonomicznej. W ramach przyjaznej inwestorom polityki władz miejskich, w Bydgoszczy obowiązuje zwolnienie z podatku od nieruchomości dla nowych inwestycji, w których utworzono nowe miejsca pracy. W 2015 w BPPT funkcjonowało 61 przedsiębiorstw zatrudniających ok. 2 tys. osób.
Oddzielnym zagadnieniem jest rozwój centrów biurowo-biznesowych wykorzystywanych przez przedsiębiorstwa z branży informatycznej i firmy rozliczeniowo-finansowe. Nowe centra biurowe, rozwijające się po 2010, to: Biznes Park Kraszewskiego 1, Bydgoskie Centrum Biznesu, SCANPARK Business Center, Your Office, ML Office, F262.

### Otoczenie biznesu
W Bydgoszczy funkcjonuje szereg instytucji tzw. otoczenia biznesu, wspierających rozwój przedsiębiorczości oraz zrzeszających przedsiębiorców. W 2013 w Bydgoszczy funkcjonowało szereg instytucji finansowych o zasięgu regionalnym, 230 kancelarii prawnych, 21 firm leasingowych, 13 domów maklerskich, 247 biur rachunkowych, 17 wypożyczalni samochodów osobowych, 24 izb i organizacji gospodarczych, 10 instytucji targowych z 14 imprezami targowymi.
W Bydgoszczy mają siedzibę regionalne instytucje administracji państwowej i samorządowej, m.in. Najwyższa Izba Kontroli, Agencja Nieruchomości Rolnych, Agencja Rynku Rolnego, Wojewódzkie Biuro Geodezji i Terenów Rolnych, Inspektoraty podległe Wojewodzie Kujawsko-Pomorskiemu (Jakości Handlowej Artykułów Rolno-Spożywczych, Farmaceutyczny, Ochrony Roślin i Nasiennictwa, Weterynarii, Nadzoru Budowlanego, Inspekcja Ochrony Środowiska, Inspekcja Handlowa, Inspekcja Transportu Drogowego, Inspekcja Geodezyjna i Kartograficzna, Sanepid). Mają tu siedziby oddziały regionalne rozlicznych urzędów m.in.: Generalnej Dyrekcji Dróg i Autostrad, Głównego Urzędu Statystycznego, Głównego Urzędu Miar, Probierczego, Dozoru Technicznego, Ochrony Konkurencji i Konsumentów, Komunikacji Elektronicznej, Inspektorat Wsparcia Sił Zbrojnych i inne. W 2015 r. zdecydowano o ulokowaniu w Bydgoszczy Zarządu Dorzecza Wisły, administrującego większością wód śródlądowych w Polsce.
Przedsiębiorczość w mieście i regionie wspierają liczne instytucje i stowarzyszenia gospodarcze, m.in.: Bydgoska Agencja Rozwoju Regionalnego, akademickie i miejskie inkubatory przedsiębiorczości, kilkanaście izb gospodarczych, w tym kilka ogólnopolskich (Izba Gospodarcza „Wodociągi Polskie”, Polska Izba Gospodarcza Elektrotechniki i inne), regionalne izby branżowe urbanistów, architektów, inżynierów, radców prawnych, związki i zrzeszenia gospodarcze, fundusze pożyczkowe, Sieć aniołów biznesu, centra i kluby eksportera, Business Centre Club, Rotary International. Wśród instytucji zajmujących się wdrażaniem osiągnięć nauki w działalność przemysłową wyróżnia się Regionalne Centrum Innowacyjności w Bydgoszczy oraz centrum rozwoju holdingu PESA.

### Klastry gospodarcze
W 2007 utworzono Bydgoski Klaster Przemysłowy skupiający firmy z branży narzędziowej i przetwórstwa tworzyw sztucznych oraz szereg instytucji okołobiznesowych. W 2013 kilkanaście bydgoskich firm sektora informatycznego, Uniwersytet Technologiczno-Przyrodniczy oraz miasto Bydgoszcz zawarło umowę o współpracy w ramach Bydgoskiego Klastra Informatycznego, natomiast w 2014 powołano Bydgoski Klaster Lotniczy, którego jednostką wiodącą są Wojskowe Zakłady Lotnicze nr 2. Istnieje poza tym szereg innych klastrów, skupiających m.in. agrobiznes, branże chemiczną, turystyczną, medyczną, rzemiosło i inne. Klastry przyczyniają się do rozwoju innowacji i zastosowaniu nauki w przemyśle.

### Targi
W Bydgoszczy odbywa się rocznie około 14 imprez targowych i wystawienniczych. Największe to: Międzynarodowe Targi Maszyn i Urządzeń dla Wodociągów i Kanalizacji „Wod-Kan” (400 wystawców z Polski i Europy) organizowane przez Izbę Gospodarczą „Wodociągi Polskie”. Na terenie Leśnego Parku Kultury i Wypoczynku Myślęcinek w 2012 r. powstało Centrum Targowo-Wystawiennicze, dla którego w 2015 wzniesiono nową halę wystawienniczą w Myślęcinku.

### Instytucje finansowe w Bydgoszczy

#### Tradycje

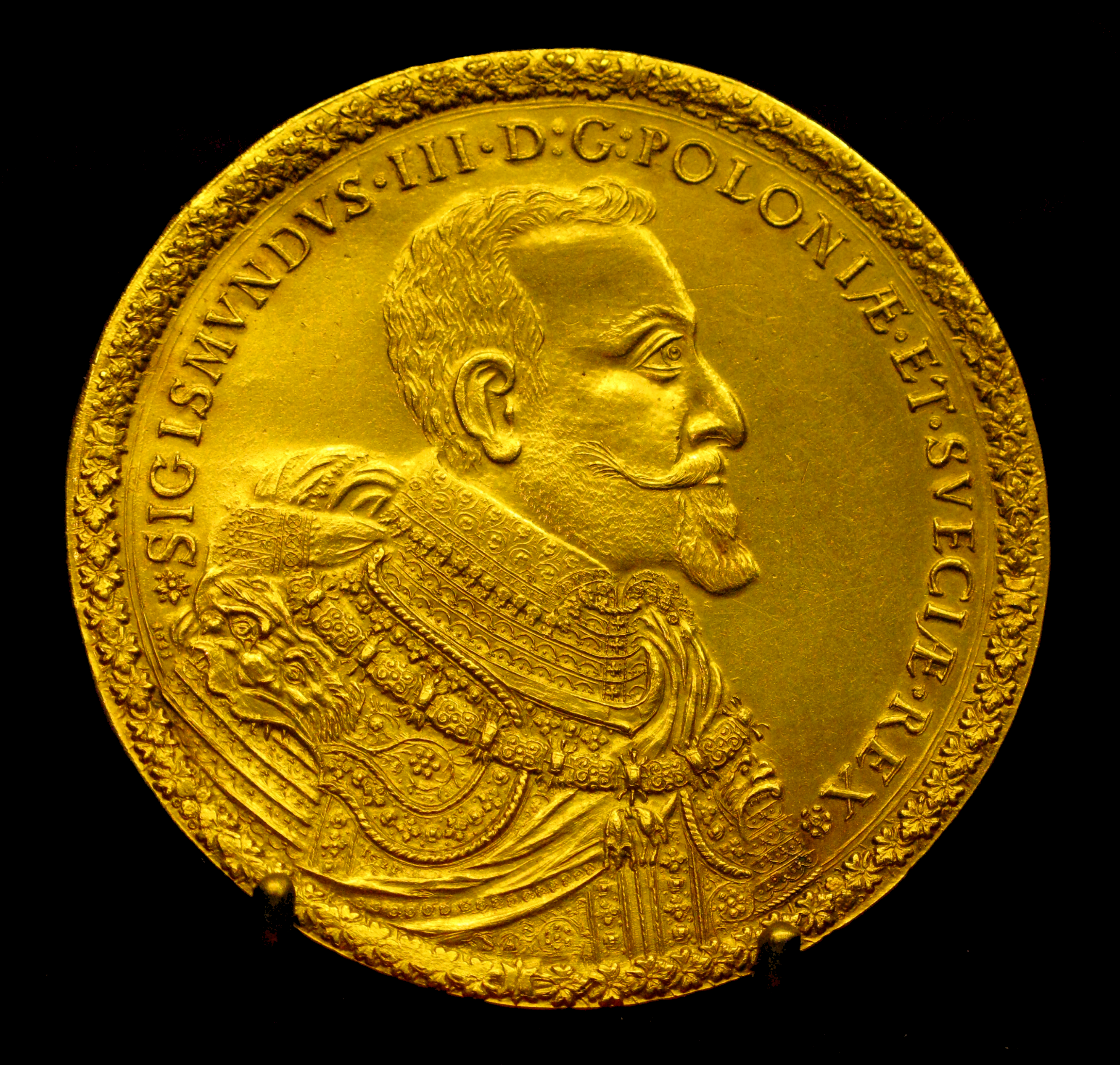
40 dukatów Zygmunta III Wazy wybite w mennicy bydgoskiej (1621, złoto)

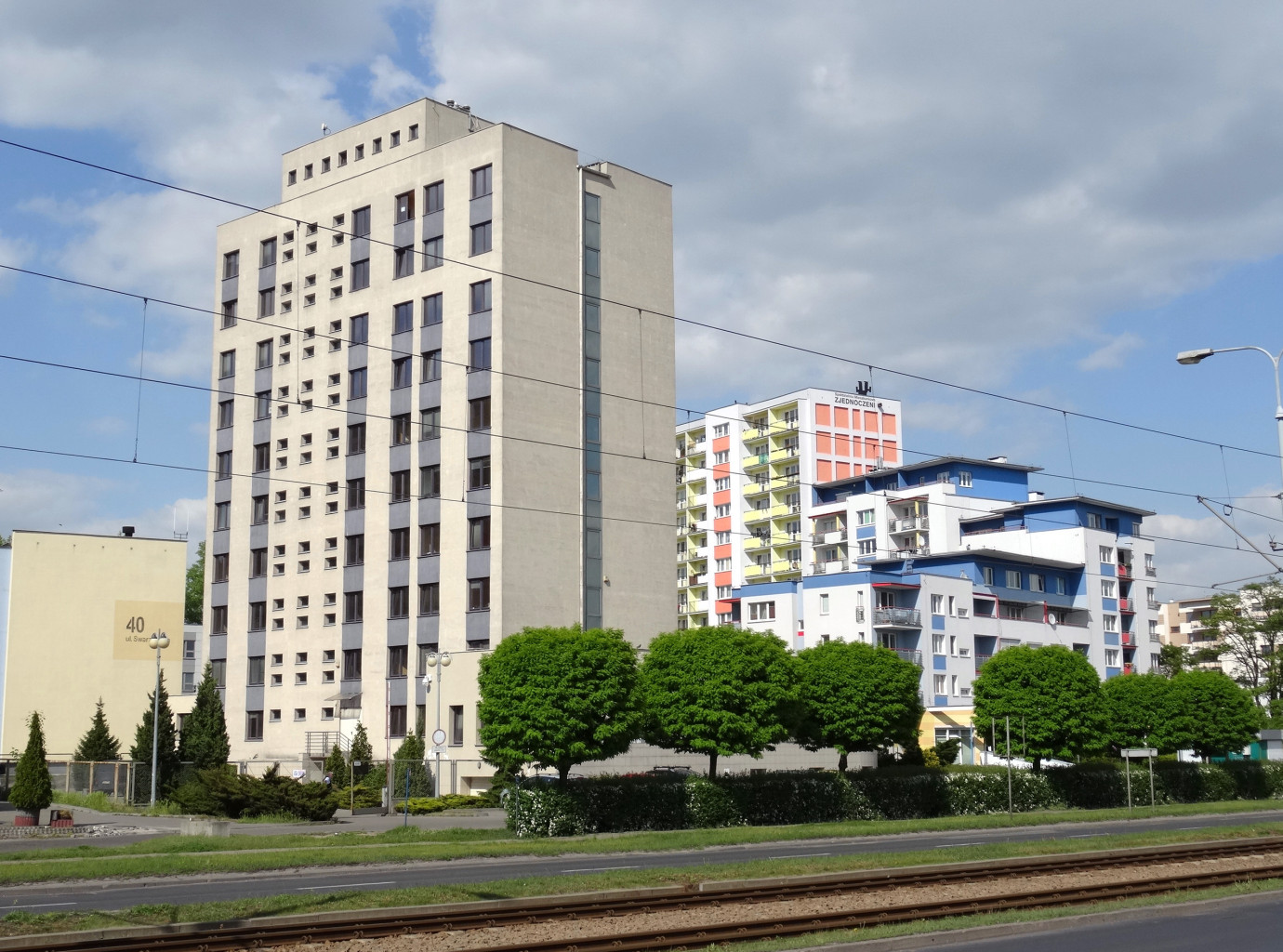
Pierwszy Urząd Skarbowy w Bydgoszczy

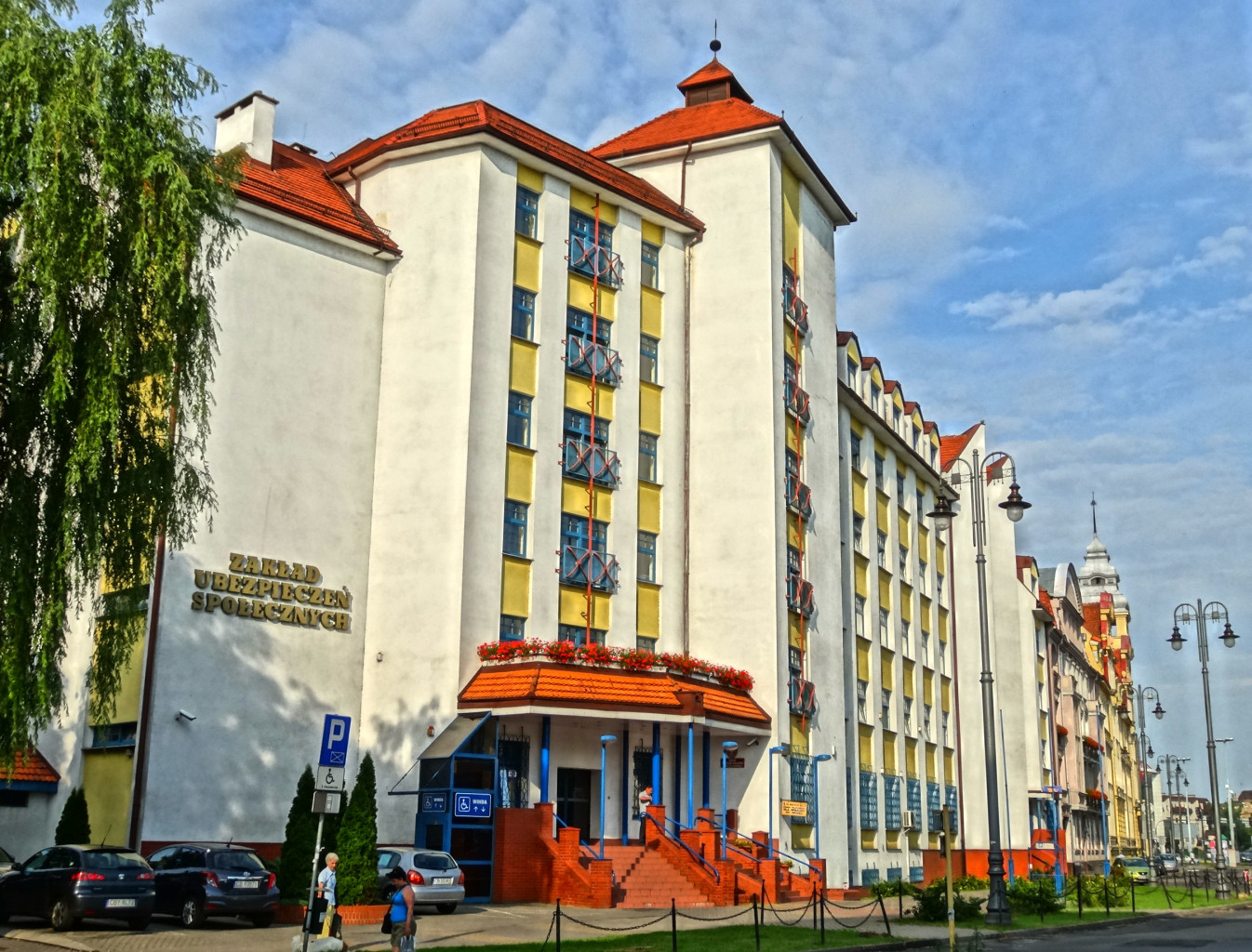
Bydgoski oddział ZUS

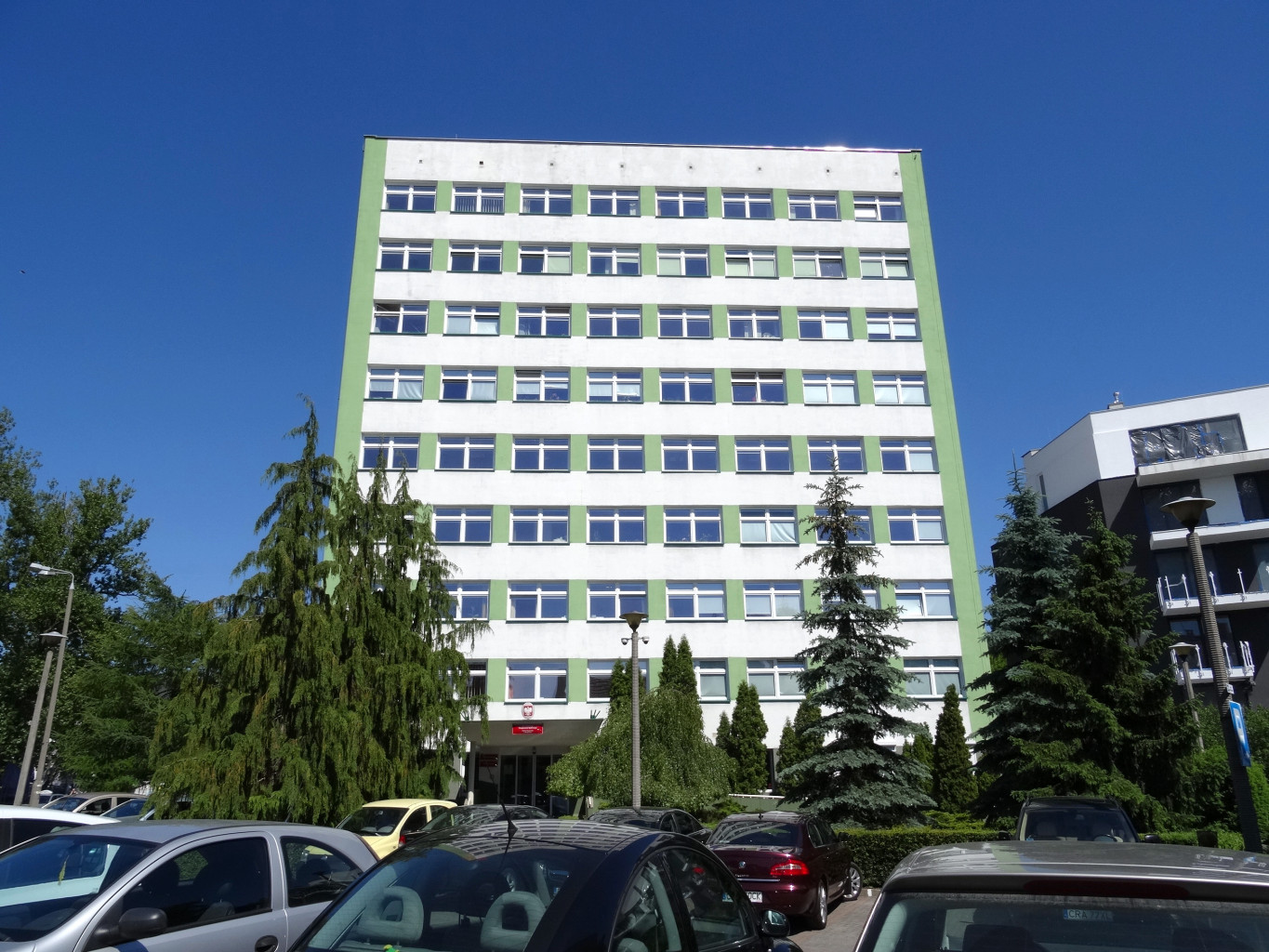
Regionalny oddział KRUS

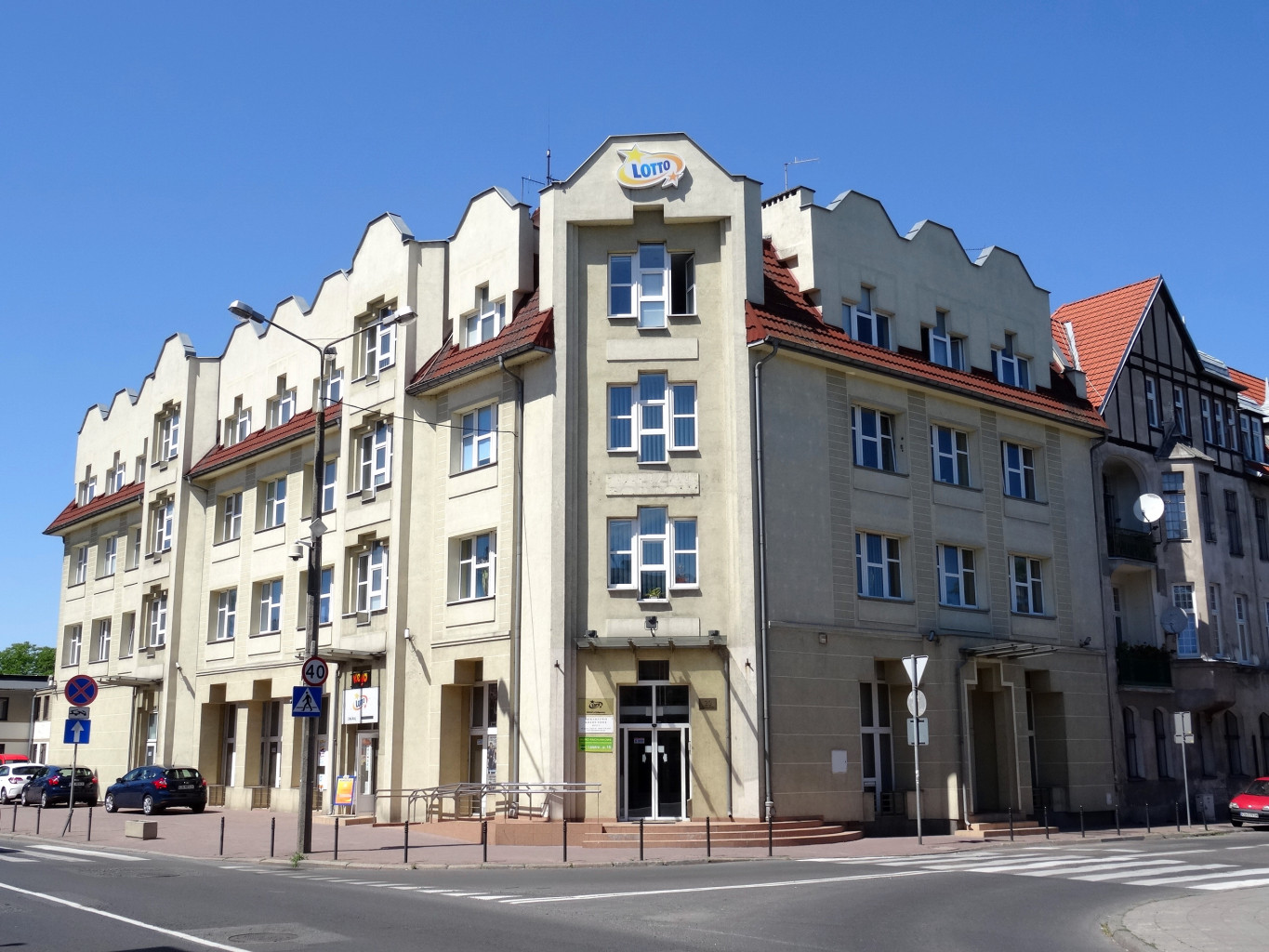
Siedziba oddziału Totalizatora Sportowego w Bydgoszczy

Najstarszą placówką w Bydgoszczy związaną z szeroko pojętymi finansami była mennica (1594–1688), która od 1627 do 1644 była jedynym tego typu czynnym zakładem w Koronie Polskiej. Do napędu urządzeń bydgoskiej mennicy szeroko wykorzystywano wodną siłę napędową nurtu rzeki Młynówki, co na równi z dogodnym położeniem Bydgoszczy przy wodnym szlaku komunikacyjnym (Brda, Wisła) przyczyniło się do rozwoju zakładu. Do 1601 mennica działała jako prywatny zakład Stanisława Cikowskiego, podkomorzego krakowskiego i generalnego administratora ceł koronnych. Od 1613 była już mennicą królewską Zygmunta III Wazy (jedną z czterech obok mennic w Olkuszu, Gdańsku i Warszawie). W 1632 zakład przekształcono w mennicę koronną, zarządzaną przez podskarbiego koronnego. Po potopie szwedzkim w bydgoskiej mennicy wybijano masowo pierwsze monety polskie nazywane złotówkami – tymfy Jana Kazimierza (1663–1666), których różnica między wartością nominalną, a faktyczną miała służyć finansowaniu skarbu królewskiego. W tym samym czasie w podobny sposób wybijano również masowo szelągi miedziane (boratynki). W XVII wieku mennica bydgoska była porównywalna z najlepszymi zakładami europejskimi. W 1621 wybito w niej największe do dzisiaj złote monety w Europie – 100 dukatów Zygmunta III Wazy.
Natomiast pierwsza instytucja o charakterze banku została założona w Bydgoszczy w 1787 r.
W połowie XIX wieku w Bydgoszczy istniała m.in. filia pruskiego Banku Królewskiego w Berlinie z siedzibą przy ul. Długiej 52. W latach 1863–1866 dla tej instytucji zbudowano neorenesansowy budynek w administracyjnej części miasta przy ul. Jagiellońskiej według proj. arch. Hermanna Cuno. W XIX i początku XX wieku na Pomorzu i w Wielkopolsce dominowały banki niemieckie, w tym Ostbank für Handel und Gewerbe z siedzibą w Bydgoszczy. Funkcjonowało także 5 banków polskich.
W okresie międzywojennym liczba banków w Bydgoszczy kształtowała się w granicach 17-26 (w tym 4-6 niemieckich). Wśród banków miejscowych wyróżniały się Bank Dyskontowy Towarzystwo Akcyjne, Bank Bydgoski (do 1929 – Komunalna Kasa Oszczędności) oraz Niemiecki Bank Ludowy. Natomiast siedzibę dawnego Banku Królewskiego w Berlinie przy ul. Jagiellońskiej zaadaptowano dla Banku Polskiego w Warszawie. W 1925 r. gmach rozbudowano według proj. arch. Z. Mączyńskiego z Warszawy.
Po wojnie w budynku zlokalizowano oddział Narodowego Banku Polskiego. W 1954 r. były już w Bydgoszczy trzy oddziały NBP, które zajmowały m.in. budynki przy ul. Jagiellońskiej 4 i 8. Po reformie bankowości przeprowadzonej w 1969 r. I oddziałowi NBP w Bydgoszczy przypadła rola kontroli i finansowania (w skali krajowej) drobnego handlu, przemysłu, gospodarki komunalnej i mieszkaniowej. W 1974 r. NBP założył w Bydgoszczy przedsiębiorstwo informatyczne Bazy i Systemy Bankowe, producenta kompleksowych rozwiązań informatycznych dla instytucji Skarbu Państwa oraz administracji publicznej.
Po 1989 NBP pozostał w roli banku centralnego, podczas gdy otwarto rynek dla banków komercyjnych. W latach 90. XX w. w Bydgoszczy zaistniał „boom bankowy”, który charakteryzował się otwarciem kilkudziesięciu oddziałów banków komercyjnych i powstaniem kilku rodzimych. Nowo wzniesiona siedziba mBanku w Bydgoszczy w formie „nowych spichrzy” uzyskała tytuł najpiękniejszego budynku użyteczności publicznej w Polsce lat 90. XX wieku.

#### Współczesność
W Bydgoszczy mają siedzibę regionalne instytucje finansowe, m.in.
- Narodowy Bank Polski Oddział Okręgowy, Jagiellońska 8 – wojewódzki oddział polskiego banku centralnego
- Izba skarbowa, Warmińskiego 18 – podlega jej 23 urzędów skarbowych w województwie
- Urząd Kontroli Skarbowej, Marcinkowskiego 7
- Regionalna Izba Obrachunkowa, Świętej Trójcy 35
- Kujawsko-Pomorski Urząd Skarbowy, Grunwaldzka 50 – obsługuje duże podmioty gospodarcze z całego województwa, istnieją także 3 miejskie oddziały urzędu skarbowego
- ZUS, Świętej Trójcy 33 – oddział w Bydgoszczy, z inspektoratami w Bydgoszczy, Inowrocławiu, Nakle, Sępólnie, Świeciu, Tucholi, Żninie
- KRUS, Wyczółkowskiego 22 – Oddział Regionalny w Bydgoszczy, z placówkami terenowymi w całym województwie plus powiat chojnicki
- Bazy i Systemy Bankowe – przedsiębiorstwo informatyczne należące do NBP, stowarzyszone ze Związkiem Banków Polskich
- Regionalne Centrum Sprzedaży KIR – oferujące sprzedaż kwalifikowanych podpisów elektronicznych[237]
- 34 banków ze 167 placówkami, w tym jedyny ogólnopolski bank z centralą w regionie kujawsko-pomorskim (Bank Pocztowy), 13 Spółdzielczych Kas Oszczędnościowo-Kredytowych, 59 firm konsultingowych, 156 agencji reklamowych, 211 firm ubezpieczeniowych[208]
- ogólnopolskie centra rozliczeniowe: Poczty Polskiej, Banku Pocztowego, PKP Cargo, Banku BPH
- PZU – oddział i regionalne centrum ubezpieczeń komunikacyjnych
- Totalizator Sportowy – oddział wojewódzki

### Centra handlowe

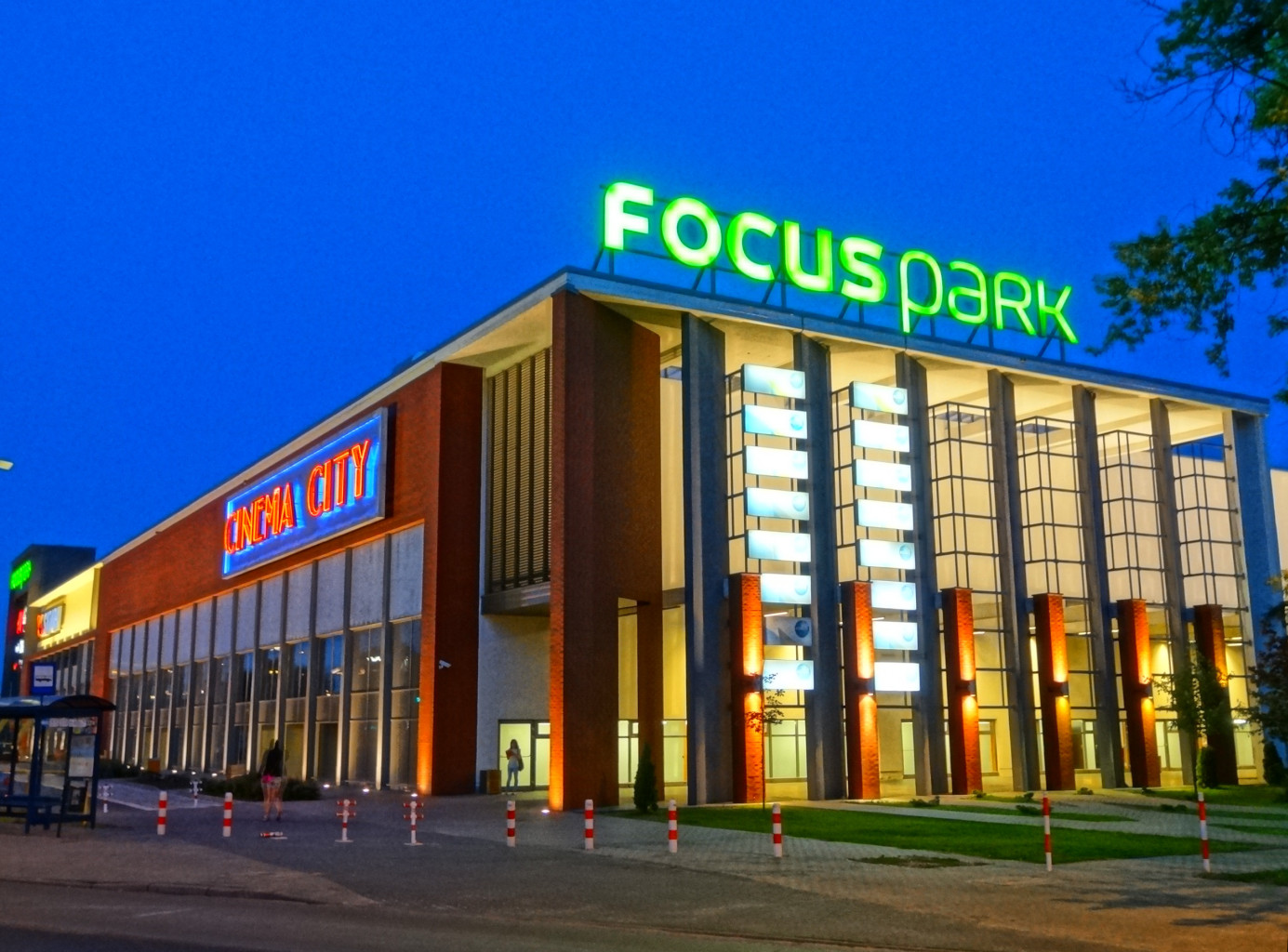
Focus Mall w Bydgoszczy

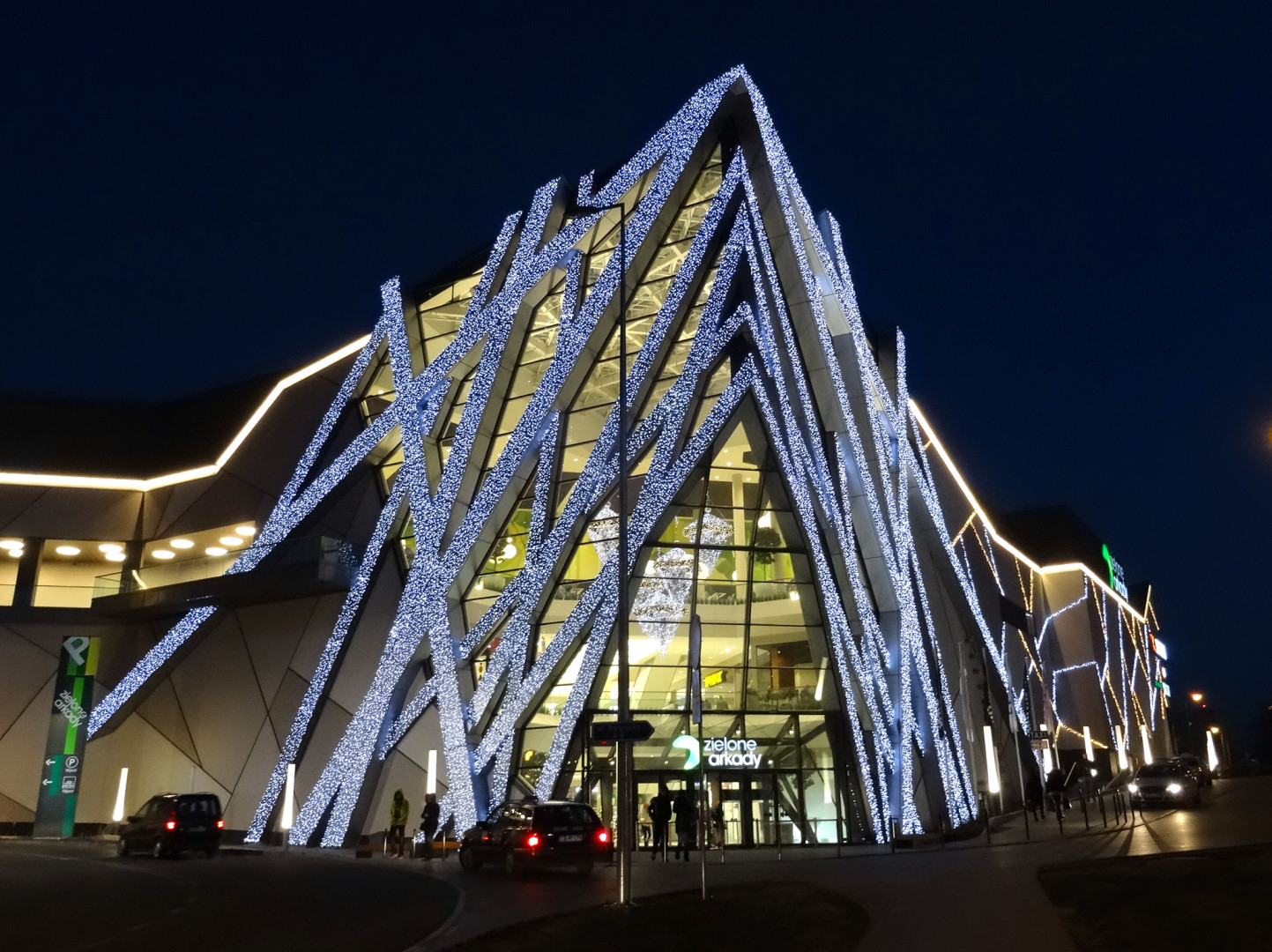
Zielone Arkady

Najstarszym domem towarowym w Bydgoszczy (1911), który pełni swą funkcję częściowo do dziś jest Jedynak przy ulicy Gdańskiej w centrum miasta. Rozwój sieci hiper- i supermarketów nastąpił od 1996. Według danych GUS w 2014 w Bydgoszczy znajdowało się 12 hipermarketów (3x Carrefour, 2x Auchan, Tesco, E.Leclerc, Makro, Castorama, OBI, Leroy Merlin [od 2002], IKEA i inne) i 72 supermarkety. Na osiedlach funkcjonowało 15 targowisk oraz ponad 5 tys. sklepów drobnodetalicznych. W 2014 miasto dysponowało 4 dużymi (powyżej 50 tys. m²) galeriami handlowo-rozrywkowymi oraz 4 mniejszymi:
- Centrum Handlowe Rondo (1998) – 60 tys. m², w tym hala hipermarketu ok. 8 tys. m², trzypoziomowa galeria z parkingiem podziemnym i hipermarketem Auchan oraz 46 butikami z częścią gastronomiczną (m.in. McDonald’s)[240]
- Centrum Handlowe Tesco (2000) – hala sprzedaży ok. 10 tys. m², butiki, jedyne w Bydgoszczy otwarte 24 h[241]
- Centrum Handlowe Auchan (2001) – 17,6 tys. m² (hipermarket 11,5 tys. m² – największa powierzchnia w Bydgoszczy, galeria handlowa 6,1 tys. m² – 46 butików), parking naziemny, w pobliżu Leroy Merlin, Decathlon i Ikea[242]
- Galeria Pomorska (2003, rozbudowa 2014) – 76 tys. m², w tym 8 tys. m² to hala sprzedaży Carrefour; dwupoziomowa galeria liczy około 150 butików, kręgielnię, multipleks Helios, część restauracyjną i rozrywkową oraz parking naziemny i wielopoziomowy[243]
- Centrum Handlowe Glinki (2006) – mieści salę sprzedaży Carrefour oraz ok. 20 butików[244]
- Focus Mall (2006) – czteropoziomowa galeria handlowa (90 tys. m²) ze 150 butikami, multipleksem Cinema City i dwupoziomowym parkingiem na dachu[245]
- Dom Mody Drukarnia (2007) – sześciokondygnacyjna galeria handlowa (w tym 3 kondygnacje handlowe, 3 to parkingi) o powierzchni 25 tys. m² w centrum miasta przy ul. Gdańskiej[246]
- Galeria Fordon (2008) – czterokondygnacyjna galeria handlowa o pow. 7 tys. m² i ok. 18 butikami[247]
- Centrum Handlowe Zielone Arkady (2015) – czteropoziomowa galeria handlowa największa w województwie (115 tys. m²) z 200 butikami, częścią rozrywkową i 6-kondygnacyjnym parkingiem[248]

Tradycyjną rolę handlową spełnia także centrum miasta z ulicami handlowymi: Gdańską, Dworcową, Długą, Śniadeckich, lecz po 2000 r. ich rolę przejmują w coraz większym stopniu galerie handlowe.

## Transport

### Bydgoszcz jako węzeł komunikacyjny – rys historyczny

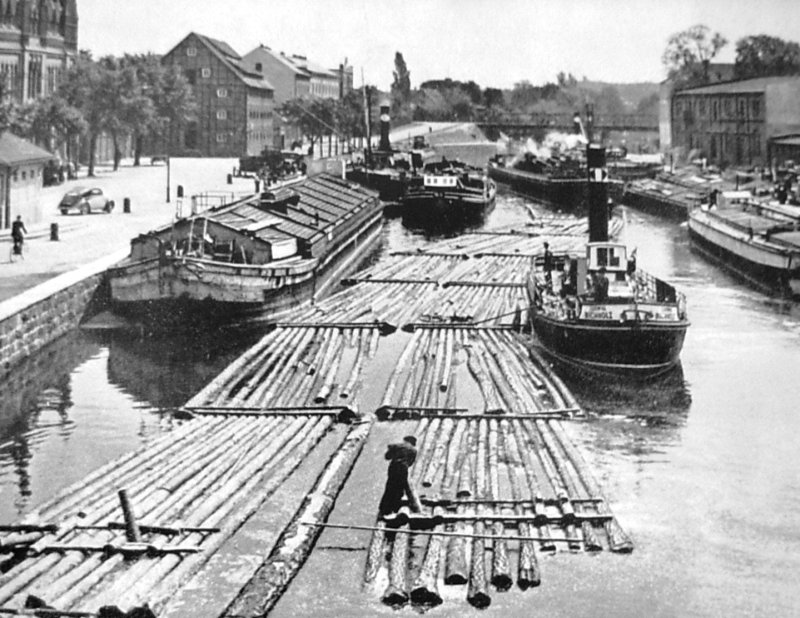
Zdjęcie z lat 30. XX wieku – berlinki, holowniki i tratwy w Starym Porcie w Bydgoszczy

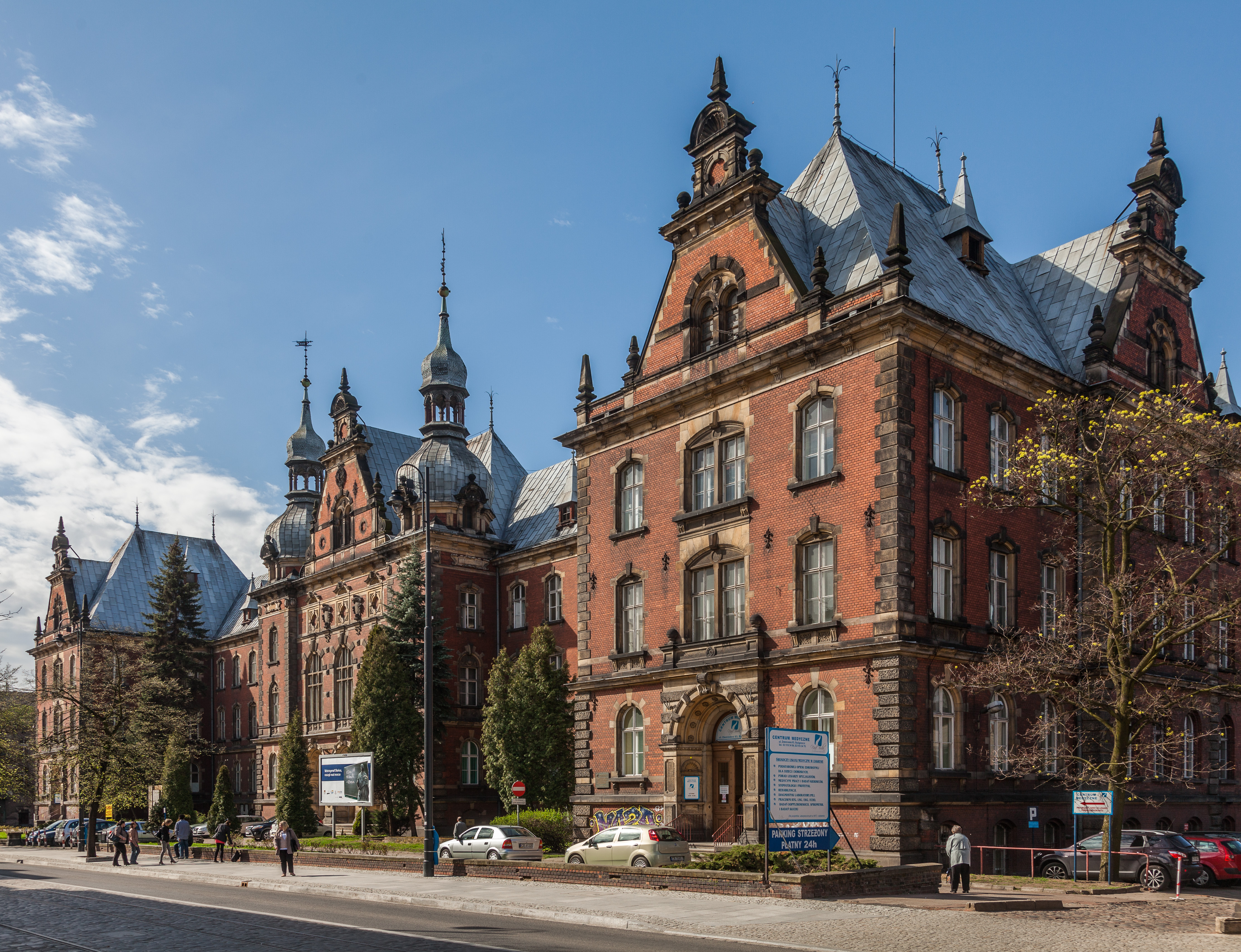
Budynek Dyrekcji Kolei (1889), zarządzającej i budującej sieć kolejową od Berlina po Kłajpedę (1851–1895)

Rozwój historyczny Bydgoszczy ściśle związany jest z jej korzystnym położeniem na skrzyżowaniu szlaków komunikacyjnych. W okresie prehistorycznym i staropolskim najważniejsze znaczenie miał kierunek południkowy. Rozwój osady umożliwiło położenie na szlaku bursztynowym, a później na lądowym szlaku śląsko-pomorskim. Wyrazem dużego znaczenia komunikacyjnego grodu bydgoskiego była budowa przed 1250 stałego mostu przez Brdę, gdzie pobierano opłaty celne. W wiekach XIV–XVII kluczowym czynnikiem miastotwórczym Bydgoszczy był rozwój handlu zbożem i drewnem na wodnym szlaku Wisły do Gdańska. Wiąże się z tym budowa licznych spichlerzy w mieście, powstanie najstarszego na terenie Korony cechu szyprów oraz wzrost liczby mieszkańców.
Po zagarnięciu miasta przez Prusy w 1772 i budowie Kanału Bydgoskiego (1774) większego znaczenia nabrał kierunek równoleżnikowy. Śródlądowa droga wodna Wisła-Odra stała się konkurencją dla transportu morskiego przez Gdańsk. Przez cały wiek XIX i początek XX w. przewóz towarów rzekami osiągał w Bydgoszczy swoje apogeum. Na początku XX w. przez Kanał Bydgoski przechodziła jedna trzecia całego dowozu drewna do Niemiec, a nad Brdą powstał port rzeczny ze stocznią oraz jeden z największych w Niemczech portów drzewnych. Od 1851 nowym czynnikiem miastotwórczym stała się dla Bydgoszczy kolej, z uwagi na lokalizację węzła Pruskiej Kolei Wschodniej. W 1862 zbudowano Kolej Warszawsko-Bydgoską, która do 1877 (otwarcia Kolei Nadwiślańskiej) stanowiła jedyne połączenie północnych Niemiec z Rosją. Przez 20 lat do lat 70. XIX wieku Bydgoszcz była między Poznaniem a Gdańskiem jedynym tak dużym węzłem kolejowym, przez który przechodził w całości tranzyt z Królestwa Kongresowego, Rosji, Królewca i Gdańska do Berlina.
W 1849 zlokalizowano w mieście pierwszą w Europie i na świecie państwową Dyrekcję Kolei, która stała się najbardziej prestiżową instytucją, jaka została zlokalizowana w Bydgoszczy w XIX wieku. Do 1895 dyrekcja zarządzała Pruską Koleją Wschodnią, obejmując swym zasięgiem prowincje: Prusy Zachodnie, Prusy Wschodnie, Poznańskie i Pomorze Zachodnie. Dodatni wpływ kolei dotyczył zarówno rozwoju przemysłu i handlu w Bydgoszczy w okresie rewolucji przemysłowej (m.in. powstały najstarsze w Polsce Warsztaty Naprawy Kolei, dziś holding Pesa), jak również rozwoju budownictwa mieszkaniowego (Śródmieście). Do 1914 wzniesiono w Bydgoszczy 10 mostów na Brdzie i Kanale Bydgoskim oraz najdłuższy w Niemczech kratownicowy most przez Wisłę o długości 1,35 km. Po powrocie Bydgoszczy do Polski w 1920 ponownego znaczenia nabrał południkowy kierunek komunikacyjny. W 1933 Bydgoszcz stała się węzłem i siedzibą dyrekcji magistrali węglowej Śląsk-Gdynia – największej inwestycji transportowej II Rzeczypospolitej. Oprócz tego nadal duże znaczenie miał transport wodny, a także podjęto przewozy lotnicze (loty cywilne do Warszawy, Lwowa i Wilna).
W okresie powojennym korzystne położenie komunikacyjne nadal przyczyniało się do rozwoju miasta. Jednakże w nowym układzie granic Polski, osłabiona została rola Bydgoszczy jako bezpośredniego zaplecza komunikacyjnego Gdyni i Gdańska. W konsekwencji w latach 70. planowaną autostradę A1 odsunięto od Bydgoszczy na rzecz Torunia, mimo że wymagało to budowy dwóch przepraw przez Wisłę w odległości zaledwie 50 km. W latach 60. powstała południowa obwodnica drogowa miasta, zmodernizowano linie kolejowe oraz miejski układ komunikacyjny. Kolejowa magistrala węglowa nadal spełniała funkcję głównej tranzytowej linii towarowej służącej do zaopatrywania portów Trójmiasta. Mimo że spadło znaczenie gospodarcze drogi wodnej Wisła-Odra, w Bydgoszczy istniało jedno z większych w Polsce przedsiębiorstw żeglugowych „Żegluga Bydgoska”. Przez cały okres powojenny prowadzono połączenia lotnicze z Gdańskiem i Warszawą, a w 2000 r. wprowadzono połączenia międzynarodowe.

### Transport drogowy

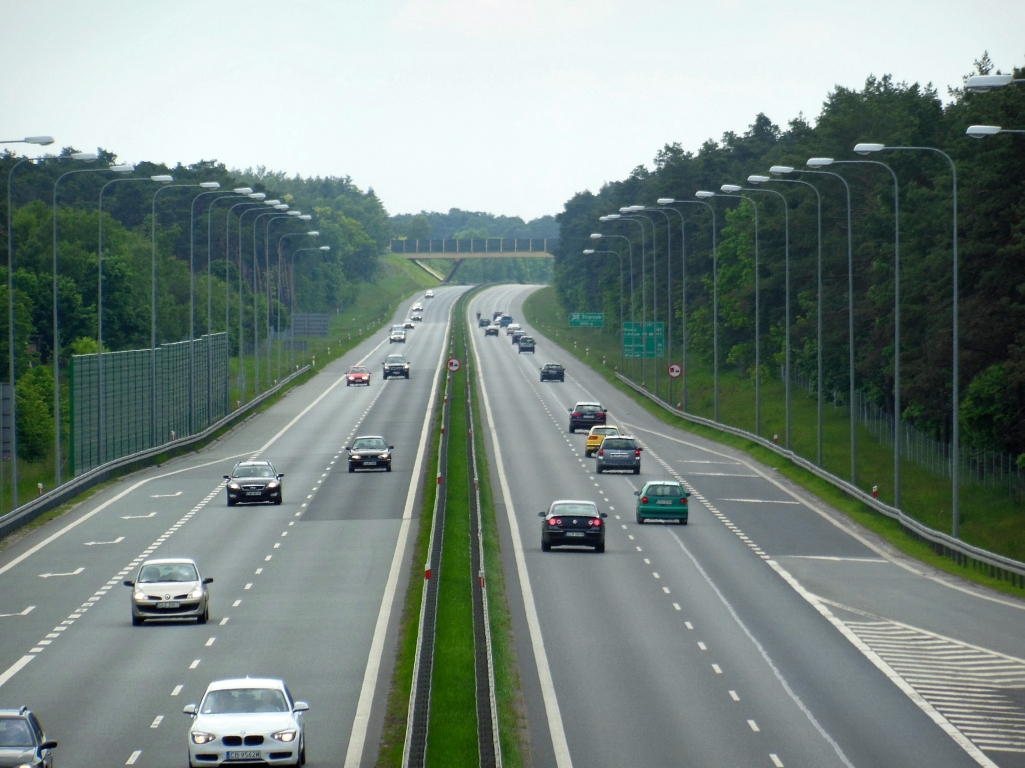
Droga ekspresowa S5 na odcinku Węzeł Lotnisko – Węzeł Bydgoszcz Południe, wjazd do Bydgoszczy od południa

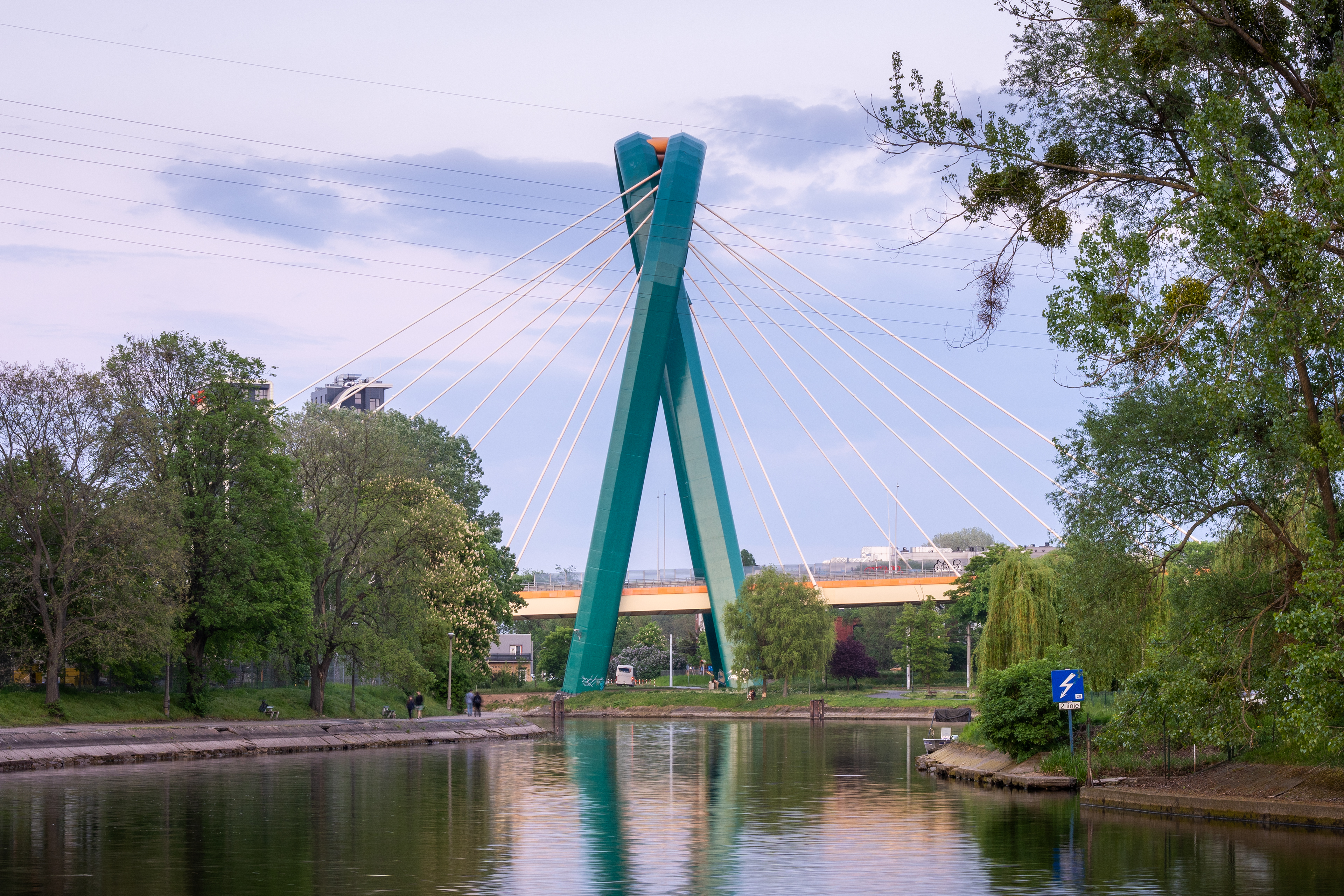
Trasa Uniwersytecka łącząca górny i dolny taras miasta

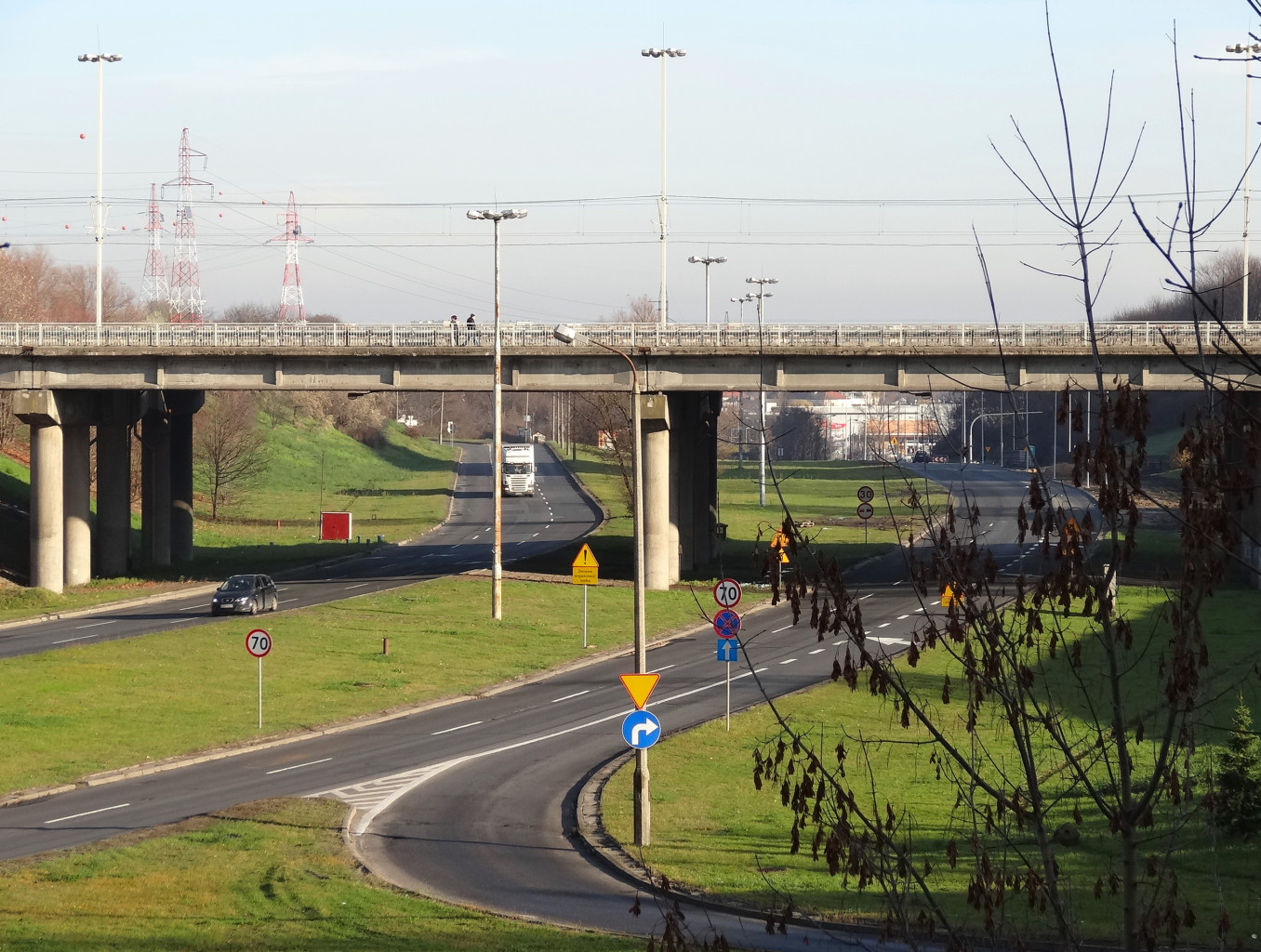
Wiadukt nad al. Jana Pawła II

Bydgoszcz położona jest na trasie paneuropejskiego korytarza transportowego VIa, którym przebiega trasa europejska E261. W Rozporządzeniu Rady Ministrów w sprawie sieci autostrad i dróg ekspresowych przewiduje się poprowadzenie przez Bydgoszcz dwóch dróg ruchu szybkiego. Przez miasto przebiegają:
- drogi ekspresowe:

S5E261  – oddany do użytku w 2020 r. odcinek jest zachodnią obwodnicą Bydgoszczy i prowadzi od węzła „Bydgoszcz Błonie” do węzła „Bydgoszcz Północ”. Tym samym wyprowadza on ruch tranzytowy z centrum miasta i usprawnia ruch do Poznania i Wrocławia w ramach trasy europejskiej E261 (odcinek od węzła „Bydgoszcz Błonie” do węzła „Bydgoszcz Zachód” ma wspólny przebieg z drogą ekspresową S10)
S10 – od 2008 istnieje odcinek na południowej i zachodniej obwodnicy miasta od węzła „Bydgoszcz Południe” do węzła „Bydgoszcz Zachód” (odcinek od węzła „Bydgoszcz Błonie” do węzła „Bydgoszcz Zachód” ma wspólny przebieg z drogą ekspresową S5)
- drogi krajowe:

25 – z Bobolic do Sokołowic k. Oleśnicy, łączy Bydgoszcz z Koninem i Kaliszem, oraz pośrednio z Koszalinem (odcinek od węzła „Bydgoszcz Opławiec” do węzła „Bydgoszcz Południe” ma wspólny przebieg z drogami ekspresowymi S5 oraz S10)
80 – z Pawłówka (węzeł Bydgoszcz Zachód) do Lubicza (węzeł Lubicz), wzdłuż północnego brzegu Wisły łączy Bydgoszcz z Toruniem;
- drogi wojewódzkie:

223 – 7-kilometrowy odcinek łączący drogę ekspresową S5 oraz S10 w Białych Błotach z drogą krajową nr 80 w Bydgoszczy,
232 – 3-kilometrowy odcinek łączący drogę krajową nr 80 z alejami Jana Pawła II, przebiega w całości przez miasto,
256 – 16-kilometrowy odcinek łączący drogę krajową nr 5 w Trzeciewcu z drogą krajową nr 80 w Bydgoszczy (Fordonie),
244 – Kamieniec – Bożenkowo – Strzelce Dolne, część lokalnej północnej obwodnicy miasta (nie dochodzi do granic miasta),
249 – Czarnowo – Solec Kujawski, obecnie brakuje stałej przeprawy przez Wisłę (nie dochodzi do granic miasta),
394 – Przyłubie – Solec Kujawski – Otorowo, naturalne przedłużenie ulicy Toruńskiej (nie dochodzi do granic miasta)
Natężenie ruchu na wjazdach i wyjazdach z miasta wynosi 98,6 tys. pojazdów na dobę (pomiar ruchu z 2005), w tym 13,5% pojazdów ciężkich. Tranzyt na wylotach wynosi ok. 30% ruchu całkowitego, co znaczy, że większość kierowców znajduje w Bydgoszczy punkt docelowy. Spośród 9 głównych dróg wylotowych z Bydgoszczy, największy ruch dobowy pojazdów stwierdzono na wylocie południowym i północnym (droga krajowa nr 5, 20 tys., pomiar ruchu z 2005)

#### Przebudowy dróg
W latach 2006–2007 dokonano przebudowy do parametrów drogi ekspresowej 5-km odcinka 5 i 25 Bydgoszcz-Stryszek. Powstały dwa bezkolizyjne węzły: „Lotnisko” i „Bydgoszcz Południe”. W latach 2008–2010 powstał 11-km dwujezdniowy odcinek S5 i S10 na południowej obwodnicy miasta wraz z węzłem „Bydgoszcz Błonie”. W 2015 rozstrzygnięto przetarg na budowę S5, łączącej Bydgoszcz z Gnieznem i Poznaniem, a na północy z A1 (E75). W grudniu 2019 oddano do użytku północny odcinek obwodnicy drogi ekspresowej S5 od węzła „Bydgoszcz Północ” do węzła „Bydgoszcz Opławiec”. W roku 2020 oddano do użytku zachodnią obwodnicę miasta w ciągu drogi S5 i S10, dzięki której powstało obejście miasta i wyprowadzenie ruchu tranzytowego w ciągu drogi krajowej nr 5 w ramach Europejskiej trasy E261.

#### Administracja drogowa
W Bydgoszczy znajduje się oddział Generalnej Dyrekcji Dróg Krajowych i Autostrad, zajmujący się budową, remontami i utrzymaniem autostrad, dróg ekspresowych i dróg krajowych na terenie województwa kujawsko-pomorskiego, jak również Zarząd dróg wojewódzkich, spełniający te same zadania w odniesieniu do dróg wojewódzkich. Drogami powiatowymi (powiat bydgoski) zajmuje się Starostwo Powiatowe w Bydgoszczy, a drogami miejskimi w Bydgoszczy – Zarząd Dróg Miejskich i Komunikacji Publicznej. Katedra Inżynierii Drogowej i Transportu na bydgoskim Uniwersytecie Technologiczno-Przyrodniczym zapewnia obsługę studialną, badawczą i planistyczną w zakresie ruchu drogowego i sieci transportowej na terenie regionu. W mieście ma siedzibę także Wojewódzki Inspektorat Transportu Drogowego oraz Wojewódzki ośrodek ruchu drogowego z filią w Inowrocławiu.

### Transport kolejowy

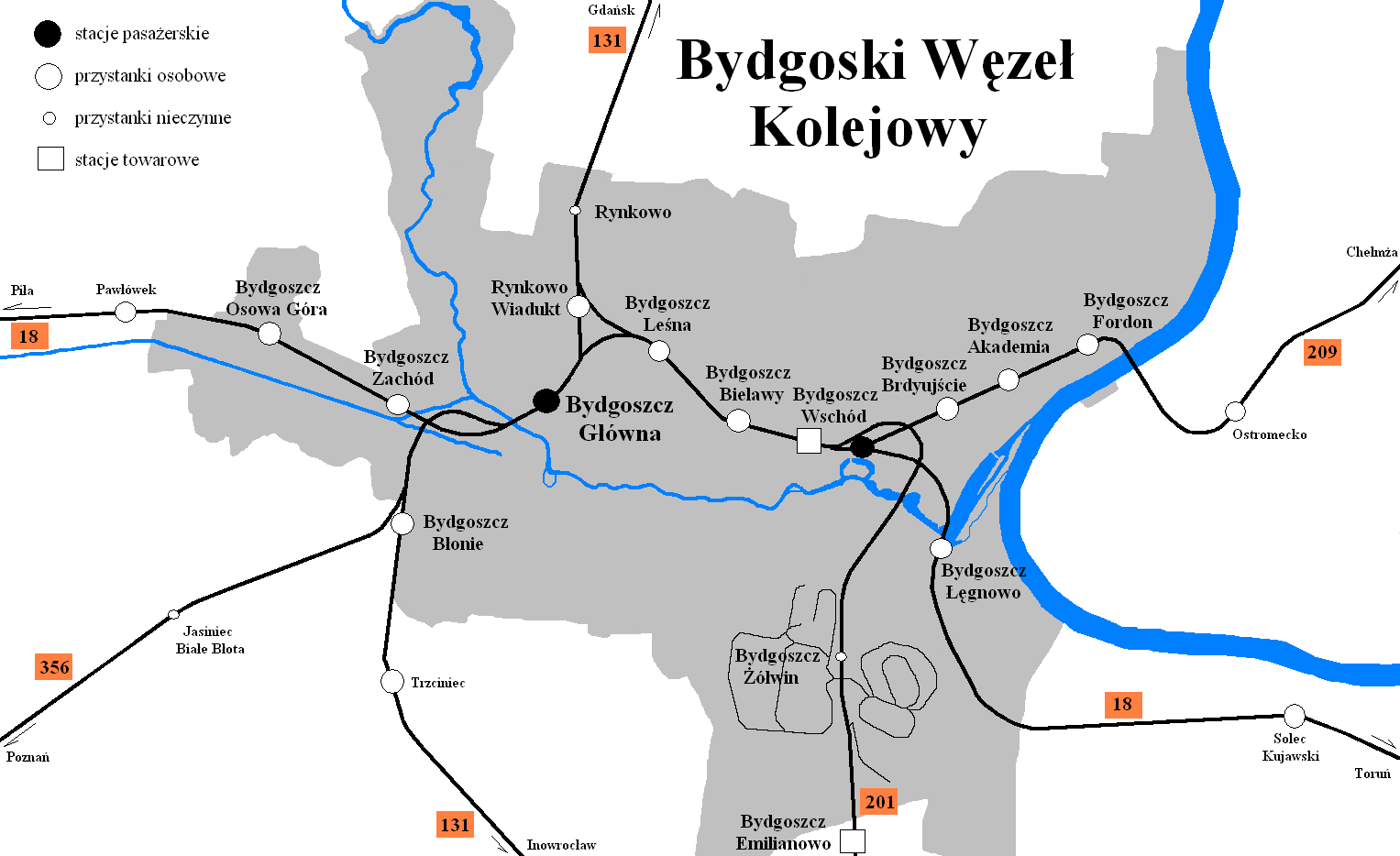
Bydgoski Węzeł Kolejowy

Bydgoski Węzeł Kolejowy na przestrzeni lat

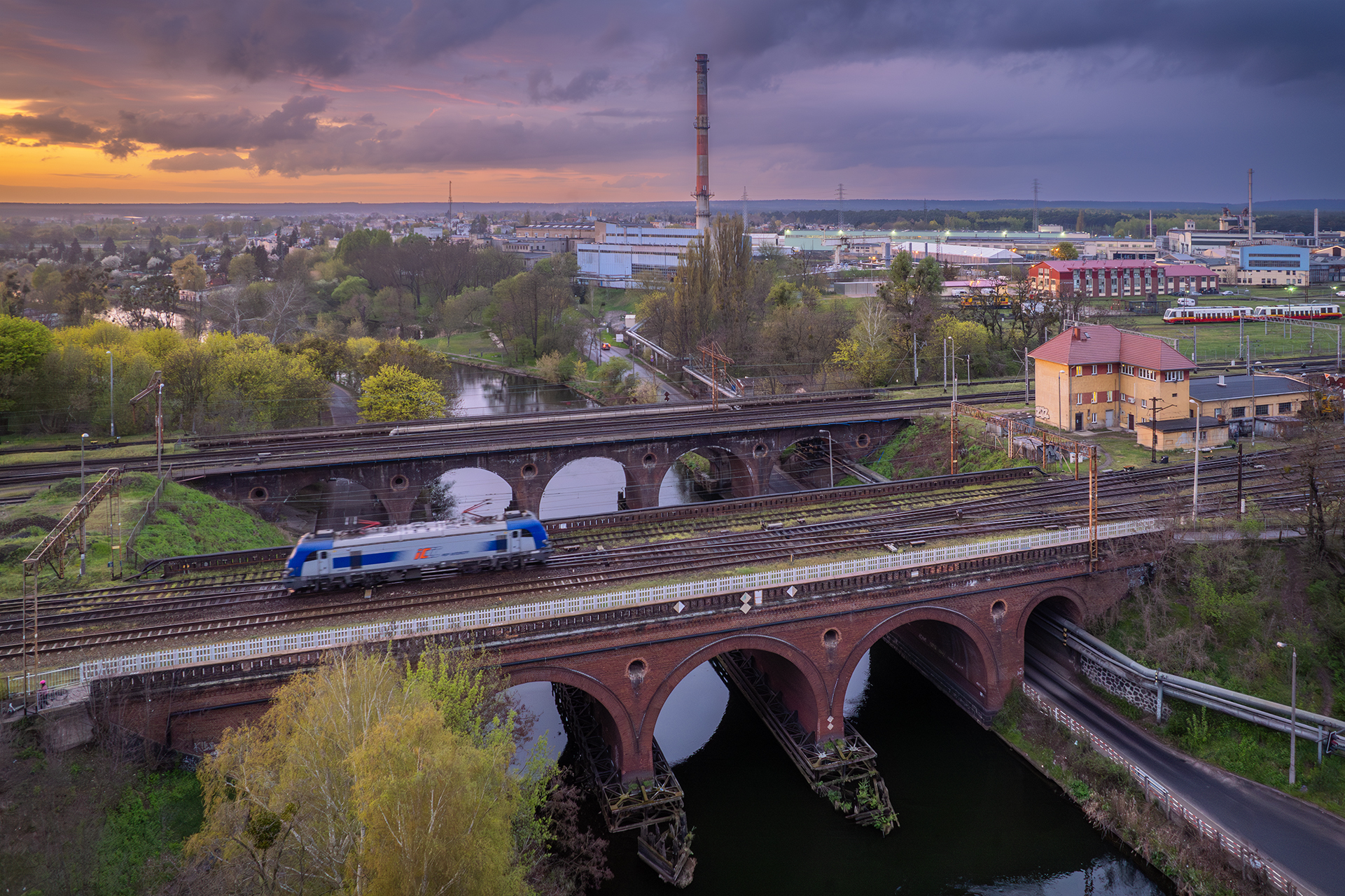
Kolejowe Mosty Dworcowe (1851) – jedne z najstarszych zachowanych w oryginalnej postaci w Polsce

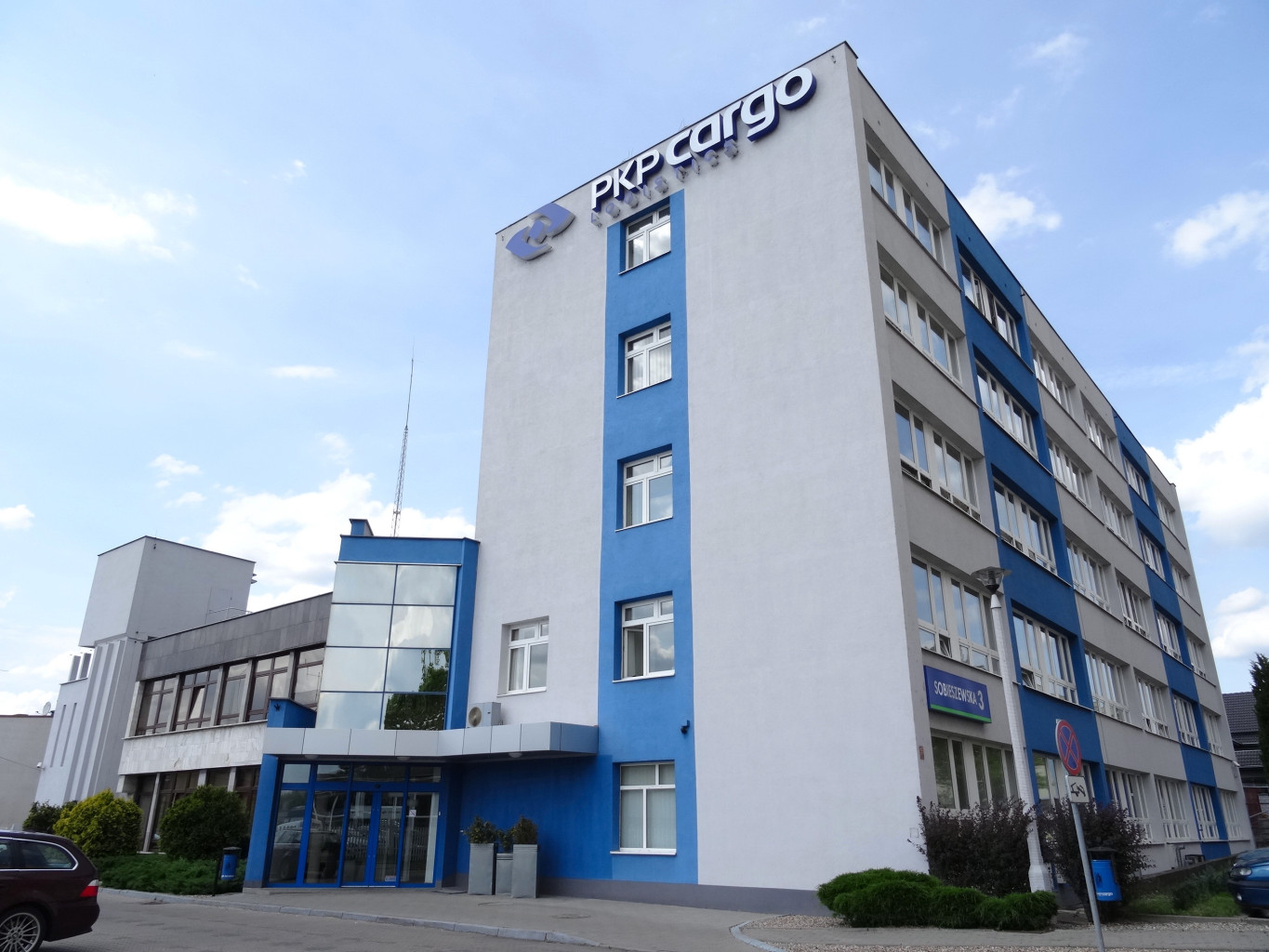
PKP Cargo – Centralne Biuro Rozrachunków w Bydgoszczy

Bydgoski Węzeł Kolejowy tworzą trzy linie kolejowe znaczenia państwowego oraz trzy linie lokalne. Wśród linii znaczenia państwowego znajdują się:
- 131 (linia tranzytu międzynarodowego C-E 65/1) – węglowa magistrala kolejowa Chorzów Batory – Tczew, łącząca Śląsk z portami w Gdańsku i Gdyni. Przebiega ona przez miasto na kierunku południe-północ, umożliwiając połączenie z Trójmiastem i południem kraju;
- 18 (linia magistralna): Piła – Bydgoszcz – Toruń – Włocławek – Kutno (dawna Kolej Warszawsko-Bydgoska). Umożliwia ona połączenie Bydgoszczy z Warszawą oraz pośrednio ze Szczecinem i Berlinem;
- 201 (obwodnica towarowa) na odcinku Nowa Wieś Wielka – Bydgoszcz – Maksymilianowo. Zbudowana w latach 1928–1930, omija stację Bydgoszcz Główna od wschodu.

Linie lokalne w Bydgoszczy to:
- 201 na odcinku Maksymilianowo – Kościerzyna – Gdynia;
- 209: Bydgoszcz – Chełmża – Kowalewo Pomorskie;
- 356: Bydgoszcz – Kcynia – Gołańcz – Poznań.

Linie 131 i 201 znajdują się w VI paneuropejskim korytarzu transportowym oznaczonym numerem C-E65. Są one jedynymi liniami kolejowymi w regionie kujawsko-pomorskim o znaczeniu międzynarodowym, ponieważ ujęto je w umowie europejskiej AGTC o Ważniejszych Międzynarodowych Liniach Tranzytu Kombinowanego i Obiektach Towarzyszących. Koncentrują one ruch pasażerski (nr 131) i towarowy (nr 201) w kierunku północ-południe. Linia nr 18 umożliwia natomiast transport w kierunku wschód-zachód-południe. Wszystkie linie na terenie miasta są zelektryfikowane, z wyjątkiem linii nr 209 i 356.
Linia kolejowa z Bydgoszczy do Poznania przez Inowrocław oraz z Bydgoszczy do Gdańska przez Tczew została wyremontowana i obecnie pociągi poruszają się po tej linii z prędkością 120 km/h. Od czerwca 2013 część trasy Poznań – Gdańsk jest przystosowana do prędkości 140–160 km/h (odcinki Bydgoszcz-Laskowice Pomorskie – Tczew i Poznań – Gniezno-Bydgoszcz). Docelowy czas jazdy dla najszybszych pociągów z Bydgoszczy do Gdańska będzie wynosił 1 h 20 min, a do Poznania 1 h 24 min. A z Gdańska do Poznania w 2 h 45 min.
W granicach administracyjnych miasta znajduje się pięć dworców kolejowych: Główna, Leśna, Wschód, Bydgoszcz Emilianowo (nieczynny) i Bydgoszcz Fordon, a także 9 przystanków kolejowych. Najbardziej obciążona przewozami pasażerskimi jest stacja Bydgoszcz Główna, odprawiająca ok. 90% podróżnych. Stacja ta jako jedyna w województwie kujawsko-pomorskim jest zaliczona, obok 15 innych dworców w Polsce do kategorii Premium.

#### Jednostki i instytucje związane z kolejnictwem
W Bydgoszczy znajdują się wydziały spółek kolejowych, m.in.: PKP Polskie Linie Kolejowe (Zakład Linii Kolejowych i Zakład Maszyn Torowych), PKP Cargo (Zakład Przewozów Towarowych, Kasa Towarowa, Centralne Biuro Rozrachunków – od 1922 r.), PKP Energetyka (Zakład Kujawski), Kujawsko-Pomorski Zakład Przewozów Regionalnych, Komenda Regionalna Straży Ochrony Kolei. Mają tu siedzibę również duże podmioty gospodarcze, zajmujące się produkcją i usługami na rzecz kolei, m.in. Pojazdy Szynowe Pesa Bydgoszcz – producent składów kolejowych, w tym kolei dużych prędkości, Kolejowe Zakłady Łączności w Bydgoszczy (od 2013 r. w grupie PKP Informatyka) – większość polskich dworców kolejowych wyposażona jest w system tablic informacyjnych KZŁ, Kolejowe Zakłady Nawierzchniowe Cogifer Polska i inne. PESA i PKP Cargo należą do największych pracodawców w Bydgoszczy i regionie kujawsko-pomorskim.
W Bydgoszczy mają siedzibę także ogólnopolskie organizacje związane z kolejnictwem: Ogólnopolskie Stowarzyszenie Samorządów na Rzecz Kolei Lokalnych oraz Polska Izba Producentów Urządzeń i Usług na Rzecz Kolei, a także Izba Tradycji Bydgoskich Dróg Żelaznych przy dworcu Bydgoszcz Wschód, prowadzona przez Bydgoskie Towarzystwo Przyjaciół Kolei.
Od 2015 przy Bydgoskiej Szkole Wyższej funkcjonuje jedyne w regionie kujawsko-pomorskim Technikum Kolejowe, które nawiązuje do Technikum Kolejowego im. Mikołaja Kopernika istniejącego w latach 1952–2007 w budynku Copernicanum w Bydgoszczy.

### Transport lotniczy

#### Międzynarodowy port lotniczy

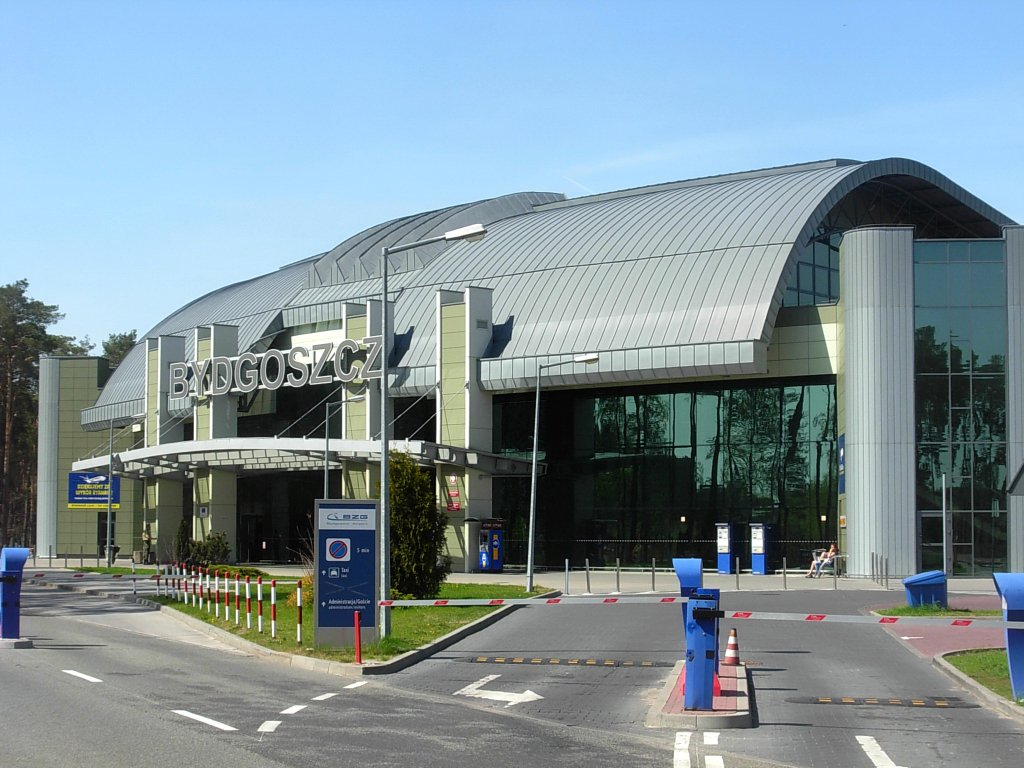
Terminal portu lotniczego Bydgoszcz

Międzynarodowy Port Lotniczy im. Ignacego Jana Paderewskiego Bydgoszcz-Szwederowo (kod ICAO: EPBY), zlokalizowany jest 3,5 km na południe od centrum Bydgoszczy. Jego zaletą oprócz bliskości do centrum, jest powiązanie z siecią dróg ruchu szybkiego (węzeł „Lotnisko” na S5, na wylocie z miasta). Połączenie z miastem zapewnia autobusowa linia nr 80.
Lotnisko w Bydgoszczy zostało zbudowane w czasach I wojny światowej, a weszło do użytku cywilnego w 1929. Posiada utwardzoną drogę startową o wymiarach 2500 × 60 m i jest 9. najruchliwszym portem lotniczym kraju. Od 2004 posiada nowoczesny terminal pasażerski. W 2015 odprawiono w porcie 341 tys. pasażerów, w roku 2019 425 tys. pasażerów. Od 2013 port jest włączony do transeuropejskiej sieci TEN-T.
Port lotniczy obsługują loty rejsowe linii Ryanair, Lufthansa (połączenie z Frankfurtem), WizzAir oraz LOT. Odprawiane są także letnie loty czarterowe (Bułgaria, Chorwacja, Grecja, Turcja), towarowe i loty lotnictwa ogólnego (ang.: general aviation).

#### Lotnisko aeroklubowe
Bydgoszcz posiada również drugie lotnisko, Bydgoszcz-Biedaszkowo (kod ICAO: EPBD), będące w posiadaniu Aeroklubu Bydgoskiego i lotnisko lotnictwa ogólnego. Lotnisko znajduje się w tym samym kompleksie co Międzynarodowy Port Lotniczy, z oddzielnym dojazdem i wejściem głównym od strony Biedaszkowa. Lotnisko posiada nieczynną betonową drogę startową na kierunku 13/31 o wymiarach 1000 × 50 metrów. Używane są oboczne pasy trawiaste o wymiarach 650 × 100, 650 × 100 i 590 × 100 m. Współrzędne geograficzne lotniska (środek nieczynnego betonowego pasa): 53°06′11″N 17°57′20″E/53,103056 17,955556.

#### Lądowiska
W 2015 w Bydgoszczy znajdowały się trzy sanitarne lądowiska:
- im. dr. Antoniego Jurasza na dachu Szpitala Uniwersyteckiego nr 1, przy ul. Skłodowskiej-Curie
- Lądowisko Bydgoszcz-10 Wojskowy Szpital Kliniczny przy. ul. Powstańców Warszawy 5.
- Lądowisko na terenie Szpitala Uniwersyteckiego nr 2 przy ul. Biziela[265]

Ponadto w rejonie węzła drogowego „Bydgoszcz Północ” w miejscowości Niwy znajduje się baza Lotniczego Pogotowia Ratunkowego.

#### Wystawy lotnicze
W maju każdego roku (od 2007) na terenie Wojskowych Zakładów Lotniczych nr 2 odbywają się targi techniki lotniczej Air Fair połączone z wystawą, dotyczącą zarówno lotnictwa cywilnego i turystycznego, wojskowego oraz szybownictwa. Lista wystawców w 2015 r. sięga ok. 120 podmiotów, a jeden dzień przeznaczony jest na bezpłatne zwiedzanie wystaw.

### Transport wodny

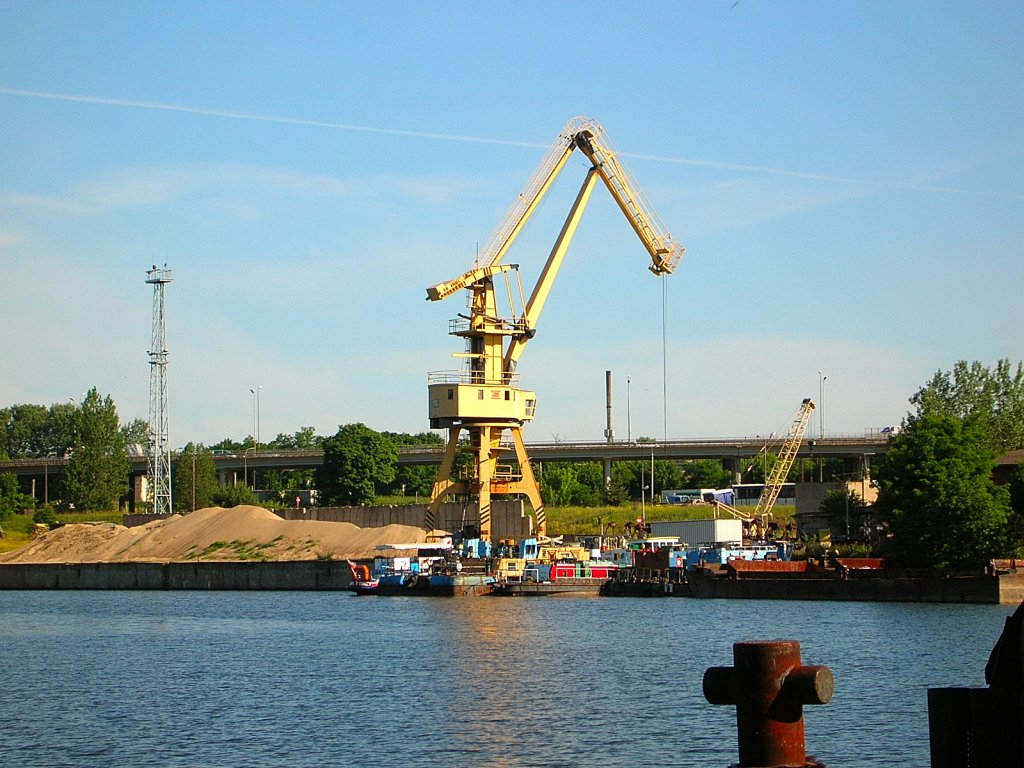
Port rzeczny w Bydgoszczy

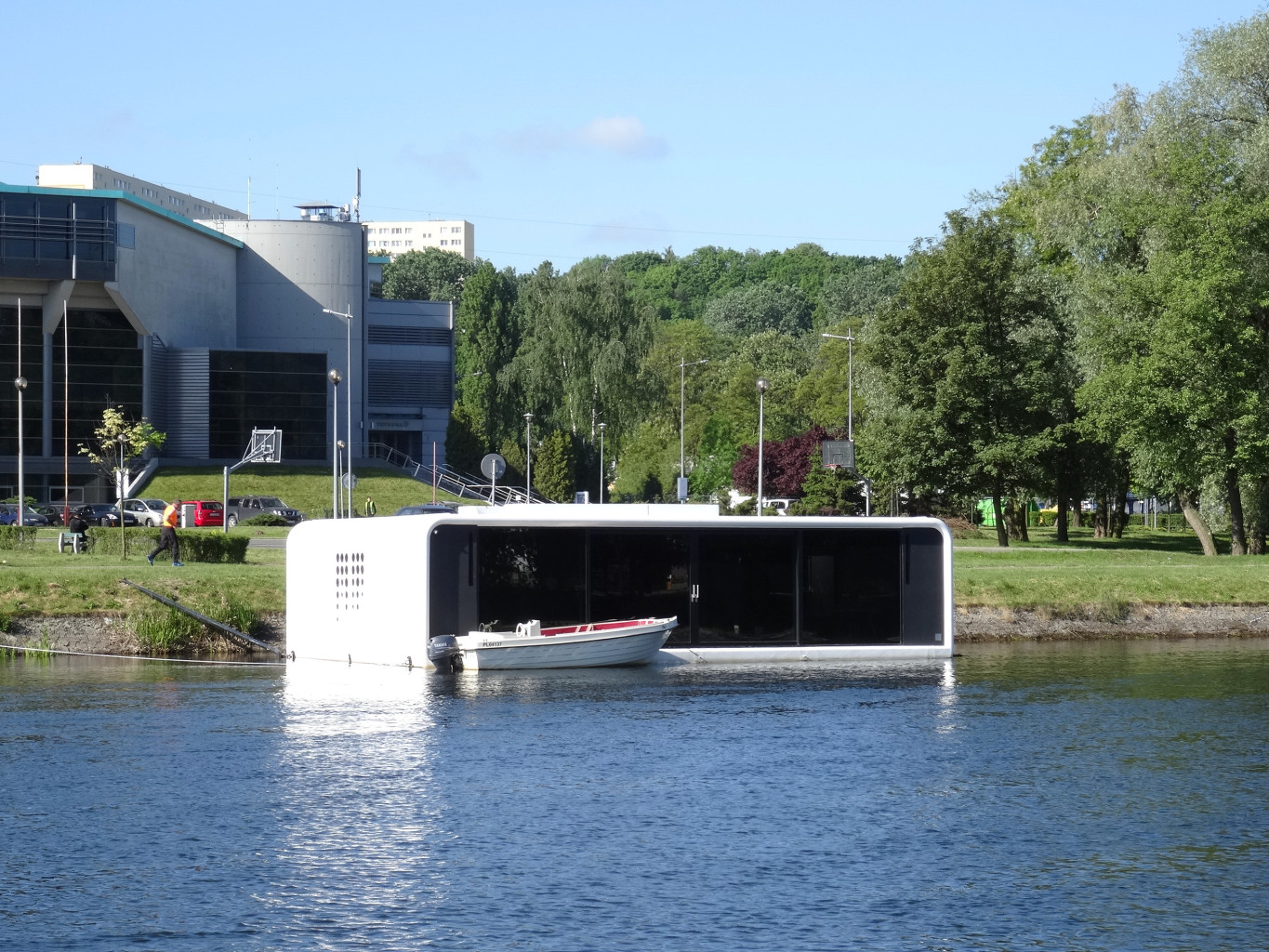
Dom na wodzie (houseboat) przed halą Łuczniczka

W Bydgoszczy krzyżują się korytarze wodne wschodnio- i zachodnioeuropejskiego systemu śródlądowych dróg wodnych. Są to drogi:
- E-40 Dolna Wisła (Morze Bałtyckie-Gdańsk-Bydgoszcz-Warszawa-Bug-Dniepr-Morze Czarne);
- E-70 (Morze Północne-Antwerpia-Berlin-Bydgoszcz-Królewiec-Kłajpeda). Fragmentem tej drogi jest odcinek Odra-Wisła, spławny dzięki Kanałowi Bydgoskiemu.

Przez terytorium miasta przepływają trzy skanalizowane cieki, którymi możliwy jest transport wodny – zarówno o charakterze gospodarczym, jak i turystycznym: Wisła (14,4 km), Brda (skanalizowane 14,4 km) oraz Kanał Bydgoski (6,5 km).

#### Infrastruktura wodna
Bydgoszcz należy do pionierów wśród miast polskich w zakresie rewitalizacji i przywracania mieszkańcom terenów nadrzecznych. Obecne wykorzystanie gospodarcze dróg wodnych w obrębie Bydgoszczy jest niewielkie (na Brdzie istnieje od 1879 port drzewny, a od 1897 port rzeczny, w którym apogeum przeładunków sięgało 2 mln ton towarów rocznie), natomiast co roku wzrasta ich znaczenie turystyczne. Od 2005 na Brdzie kursuje Bydgoski Tramwaj Wodny o charakterze środka komunikacji publicznej (z rozkładem jazdy i biletami ZDMiKP). Oprócz tego dostępne do wynajęcia są jednostki pasażerskie, jachty oraz domy na wodzie (produkowane w Bydgoszczy). Na terenie miasta znajduje się 5 przystani żeglarskich, 6 wioślarskich i 7 kajakarskich – wiele z nich posiada tradycje i architekturę z początku XX w. i dwudziestolecia międzywojennego. Tor regatowy w Brdyujściu jest jednym z krajowych centrów sportów wodnych. W 2009 oddano do użytku marinę Gwiazda na Kanale Bydgoskim, a Przystań Bydgoszcz od 2012 oferuje wynajem kajaków, łodzi, rowerów wodnych i motorówek, którymi można pływać w centrum miasta podziwiając jego waterfront. W Bydgoszczy-Janowie znajduje się stanica PTTK, gdzie kończą się zwyczajowo spływy kajakowe Brdą z Borów Tucholskich. Od 2000 roku realizowane są kolejne programy „Przywracania miastu rzeki Brdy”, „Rewitalizacji i Rozwoju Bydgoskiego Węzła Wodnego”, „Rewitalizacji Wyspy Młyńskiej”, „Rewitalizacji bulwarów i nabrzeży Brdy oraz Kanału Bydgoskiego”, „Rewitalizacji Starego Fordonu wraz z zagospodarowaniem bulwaru nad Wisłą”. Wydane na te cele środki sięgają setek mln zł, a efekty widoczne są dla mieszkańców i turystów w postaci kilometrów przebudowanych nabrzeży, bulwarów, wyremontowanych mostów, śluz, jazów, budowy nowych obiektów hydrotechnicznych np. kaskad Międzywodzia oraz oczyszczonej wody w Brdzie, w której nawet w centrum miasta można swobodnie zażywać kąpieli.

#### Administracja wodna
W Bydgoszczy od 1 stycznia 2018 ma siedzibę regionalny zarząd gospodarki wodnej odpowiedzialny za rejon wodny Noteci (w tym Kanał Bydgoski). Pod RZGW w Bydgoszczy funkcjonują Zarządy Zlewni: w Inowrocławiu i Pile. W Bydgoszczy funkcjonuje również Urząd Żeglugi Śródlądowej (jeden z 8 w kraju), którego rejon działania od 2018 roku obejmuje Wisłę na całym jej odcinku. W ramach nowej struktury urzędy żeglugowe w Warszawie i Krakowie są delegaturami UŻŚ w Bydgoszczy. W mieście zlokalizowany jest również Oddział Rejonowy Kujawsko-Pomorskiego Zarządu Melioracji i Urządzeń Wodnych, który obejmuje większość terenu województwa kujawsko-pomorskiego (po lewej stronie Wisły).

### Komunikacja miejska

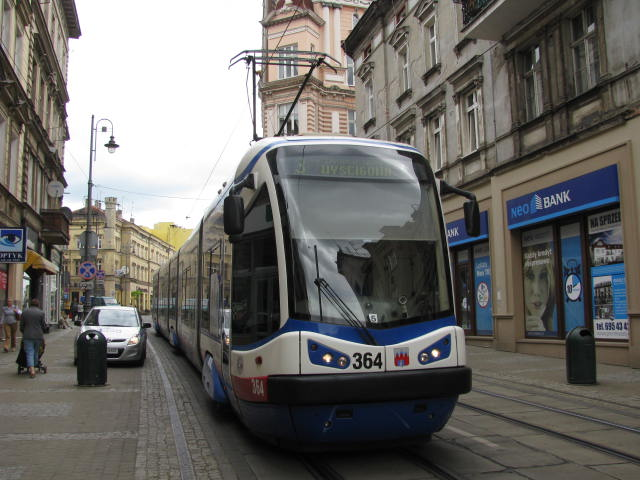
Tramwaj PESA 122N na ul. Gdańskiej

Obsługę transportu zbiorowego w Bydgoszczy, na zlecenie ZDMiKP, świadczy kilka firm. Wiodącym przewoźnikiem są Miejskie Zakłady Komunikacyjne MZK Bydgoszcz. Linie miejskie obsługuje również Mobilis. Pozostali przewoźnicy uruchamiają kilka linii miejskich (mikrobusy) oraz kilkanaście podmiejskich.
W Bydgoszczy w ramach komunikacji miejskiej funkcjonuje 47 linii autobusowych oraz 10 tramwajowych, a także Bydgoski Tramwaj Wodny.
Władze miasta stawiają na rozwój połączeń tramwajowych. W latach 2010–2012 wybudowano linię do Dworca PKP, natomiast od stycznia 2016 funkcjonuje linia do Fordonu. W 2021 otwarto odcinek torowiska na ul. Kujawskiej (łączący Górny Taras z centrum). Trwa budowa mostu tramwajowego Kazimierza Wielkiego. W marcu 2007 z bydgoskich ulic zniknęły autobusy marki Ikarus, zaś w 2008 pojawiły się dwa nowe tramwaje niskopodłogowe z bydgoskich zakładów Pesa. W kolejnych latach zakupiono kilkadziesiąt kolejnych tramwajów PESA Swing.

### Komunikacja rowerowa
W 2015 w Bydgoszczy wyznaczonych i oznakowanych było 81 km dróg dla rowerów. 1 kwietnia 2015 uruchomiono Bydgoski Rower Aglomeracyjny z siecią 36 przystanków, a docelowo uwzględniający również część gmin: Osielsko, Białe Błota i Dąbrowa Chełmińska. System cieszy się bardzo dużą popularnością wśród społeczności bydgoszczan. W 2015 zanotowano 585 395 wypożyczeń, co stawia Bydgoszcz na 3. miejscu w kraju po Warszawie i Wrocławiu, a pod względem częstotliwości wypożyczania roweru (średnio 8 razy dziennie) na 3. miejscu w Europie za Dublinem i Barceloną

### Komunikacja dalekobieżna

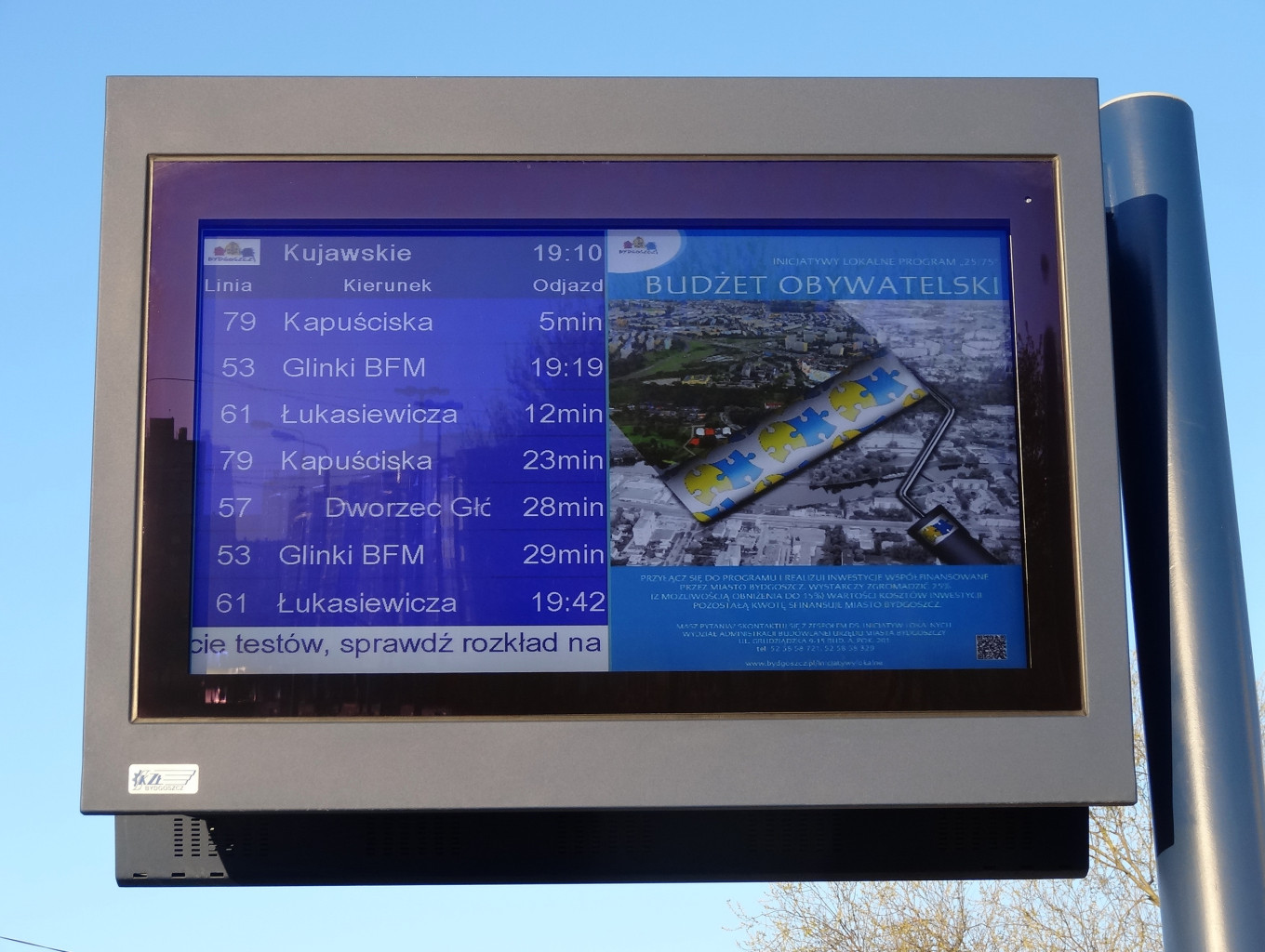
System Informacji Pasażerskiej w Bydgoszczy (tramwaj, autobus)

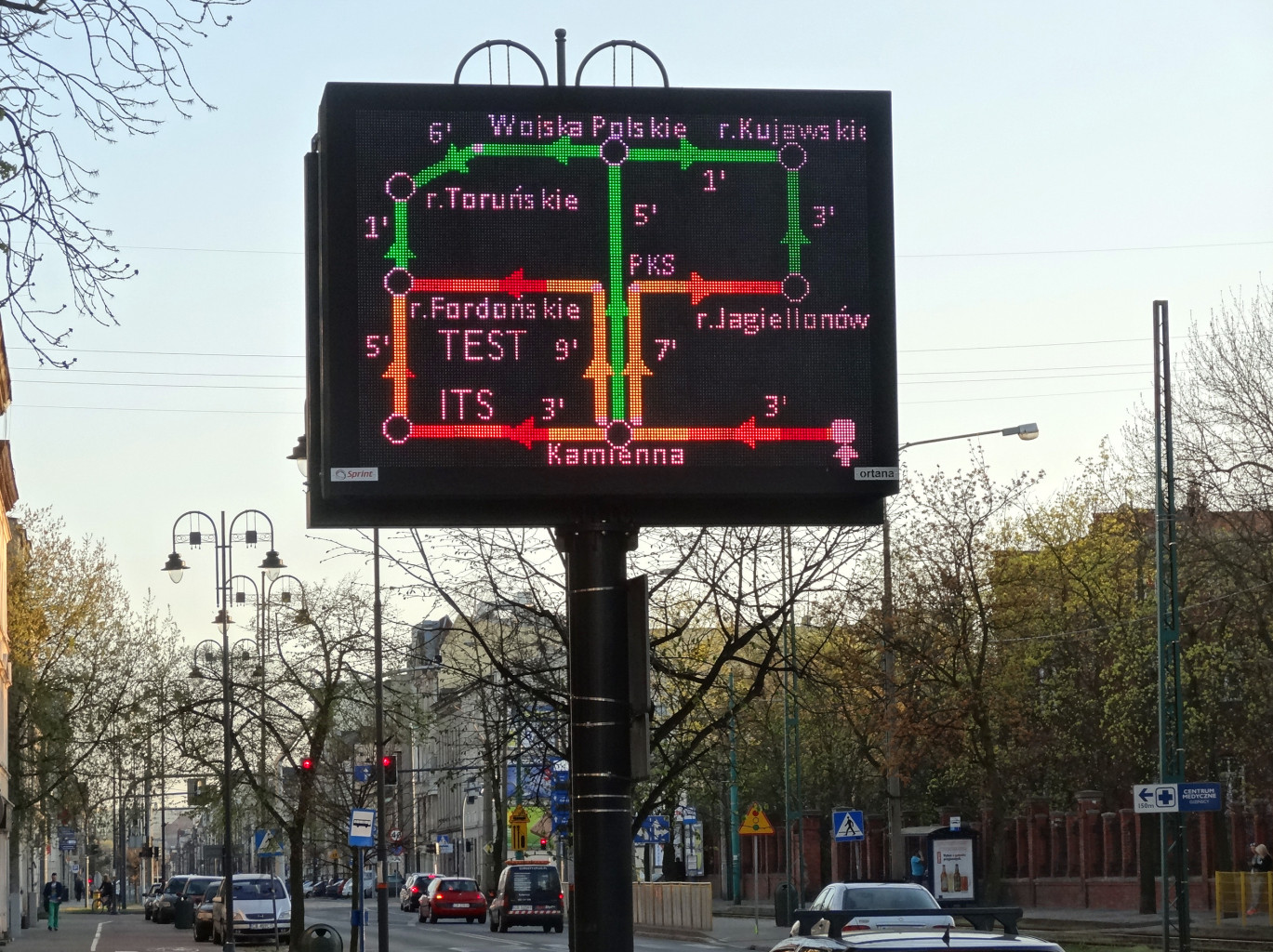
Tablica zmiennej treści Inteligentnego Systemu Transportowego przy ul. Gdańskiej

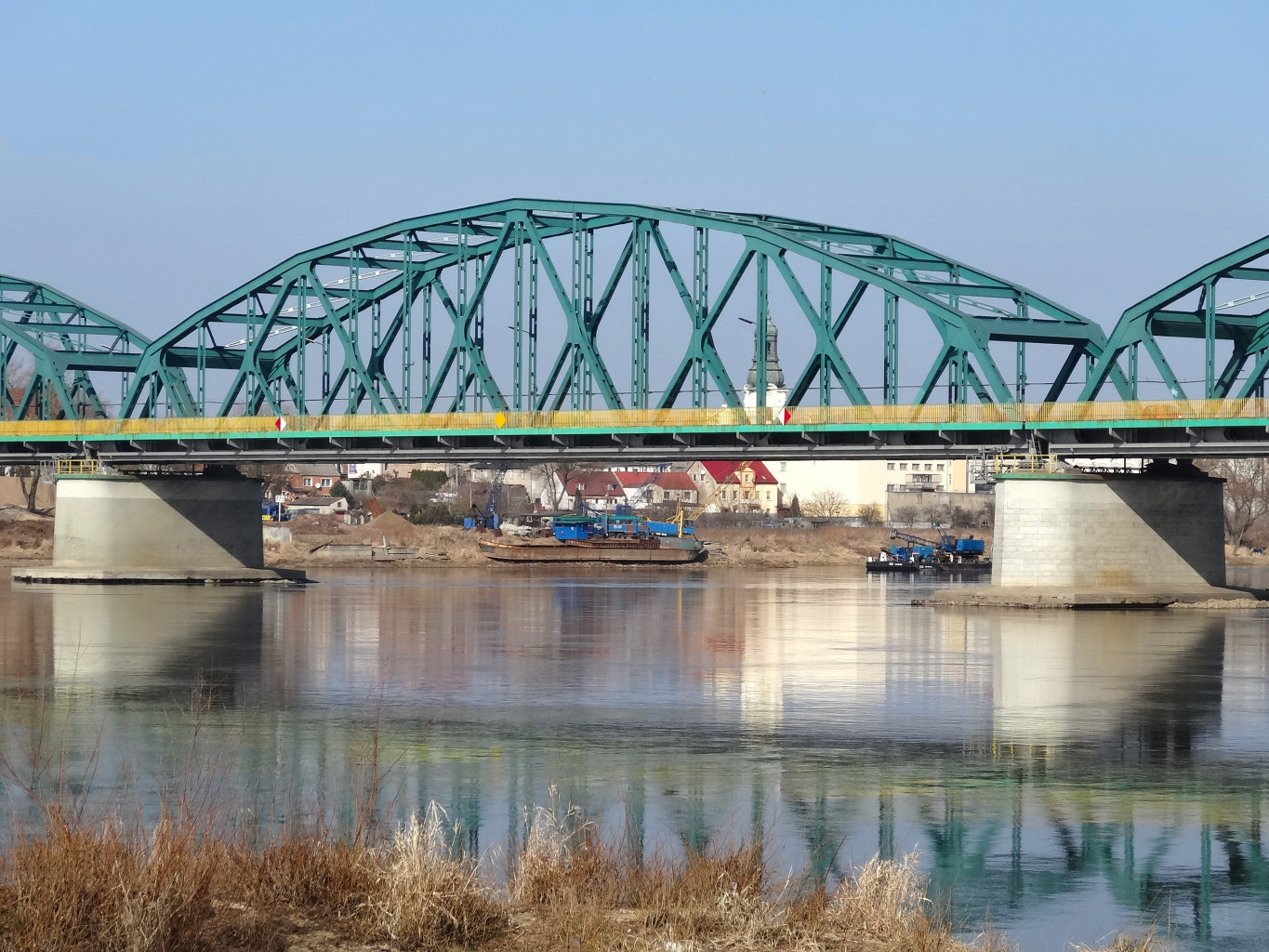
Jedno z 14 przęseł mostu fordońskiego nad Wisłą im. Rudolfa Modrzejewskiego

Bydgoszcz jest ważnym przystankiem dalekobieżnych kursów zbiorowej komunikacji samochodowej. Do kilku miast, m.in. Warszawy, Kołobrzegu, Szczecina, Gorzowa Wielkopolskiego kursują autobusy Komfort Busu. Z kolei PKS utrzymuje komunikację dalekobieżną m.in. do miast: Łódź, Chojnice, Słupsk, Koszalin, Grudziądz, Elbląg, Gniezno, Poznań, Wrocław, Katowice, Płock, Ostrołęka, Białystok, Warszawa, Ustka, Piła, Konin i innych, nie licząc mniejszych miejscowości w regionie bydgoskim. Bydgoszcz znajduje się w siatce połączeń Polskiego Busa – realizowane są bezpośrednie połączenia z Warszawą, Gdańskiem, Poznaniem, Wrocławiem, Berlinem i Pragą.

### Infrastruktura transportowa
W 2013 w Bydgoszczy znajdowało się 748 km dróg, z czego 38 km przypadało na drogi krajowe, 9 km na wojewódzkie, 160 km na powiatowe, a 541 km na gminne. Tranzyt na kierunku wschód-zachód umożliwia południowa Obwodnica miasta: 10, częściowo przebudowana na S10 oraz 80, natomiast przemieszczanie w kierunku – północ-południe przejmuje 5, również częściowo przebudowana na S5. W 2013 roku 67% dróg miejskich posiadało nawierzchnię ulepszoną.

#### Inteligentny System Transportowy
W kwietniu 2015 uruchomiono w Bydgoszczy System ITS (Intelligent Transportation Systems) – jeden z pierwszych w kraju miejskich inteligentnych systemów usprawniających warunki ruchu kołowego. System obejmuje centralną część miasta, gdzie notuje się największe natężenie ruchu drogowego oraz ul. Fordońską, aż do wiaduktów warszawskich. System pozyskuje dane z drogowych urządzeń pomiarowych, optymalizując pracę sterowników sygnalizacji świetlnych, nadając priorytet komunikacji zbiorowej. Udostępnia użytkownikom aktualne informacje na tablicach zmiennej treści i tablicach informacji pasażerskiej. Podaje również wykorzystanie miejsc parkingowych na terenie Śródmieścia oraz naprowadza kierowców na trasy alternatywne. Wartość przedsięwzięcia wyniosła 54 mln zł, z czego 85% uzyskano z funduszy Unii Europejskiej.

#### Obiekty inżynierskie
Na terytorium miasta znajduje się 68 obiektów inżynierskich:
- 26 mostów,
- 23 wiadukty,
- 15 kładek dla pieszych,
- 2 przejścia podziemne,
- 2 tunele dla pieszych.

Największym z obiektów jest most przez Wisłę im. Rudolfa Modrzejewskiego, który ma długość 1 km. Natomiast najstarszym zachowanym obiektem w oryginalnej formie są ceglane, łukowe mosty kolejowe przez Brdę z 1851.

## Oświata i nauka

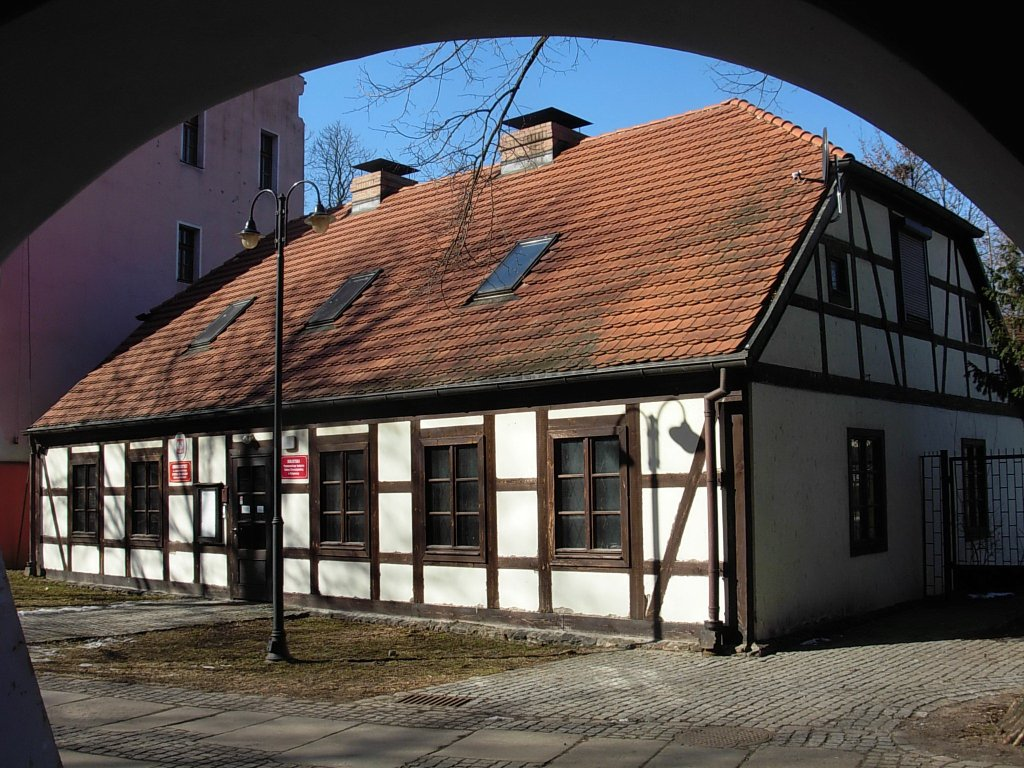
Budynek szkoły parafialnej w Bydgoszczy

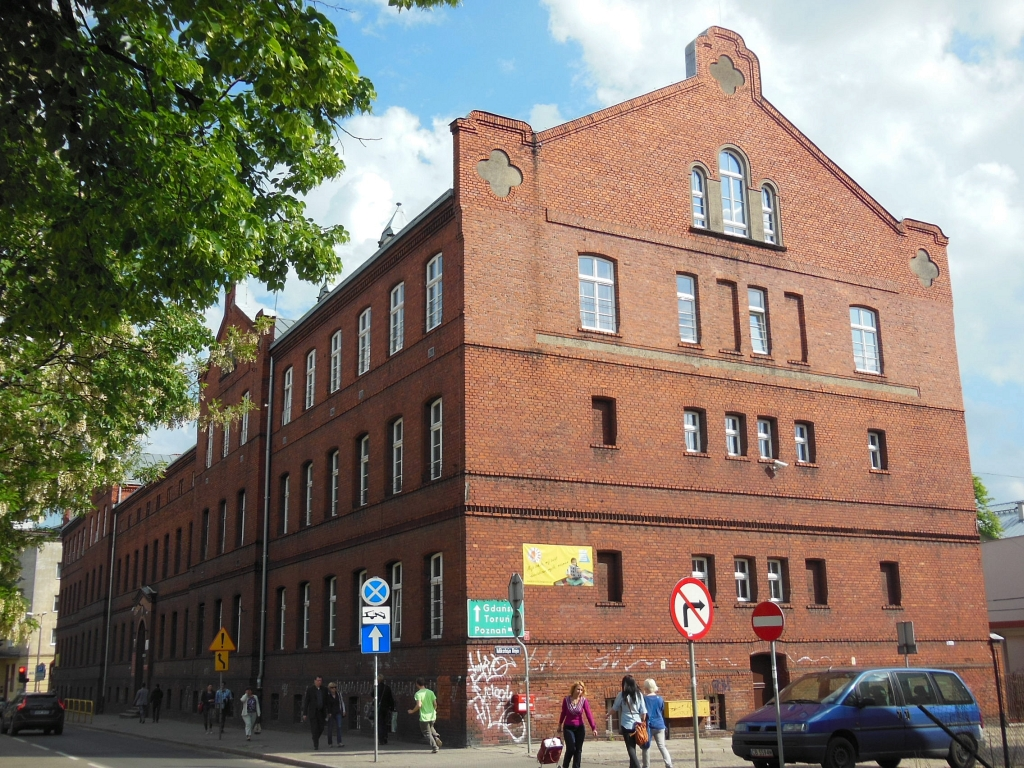
Specjalny Ośrodek Szkolno-Wychowawczy dla Dzieci i Młodzieży Słabo Widzącej i Niewidomej im. L. Braille’a w Bydgoszczy istniejący nieprzerwanie od 1872 r.

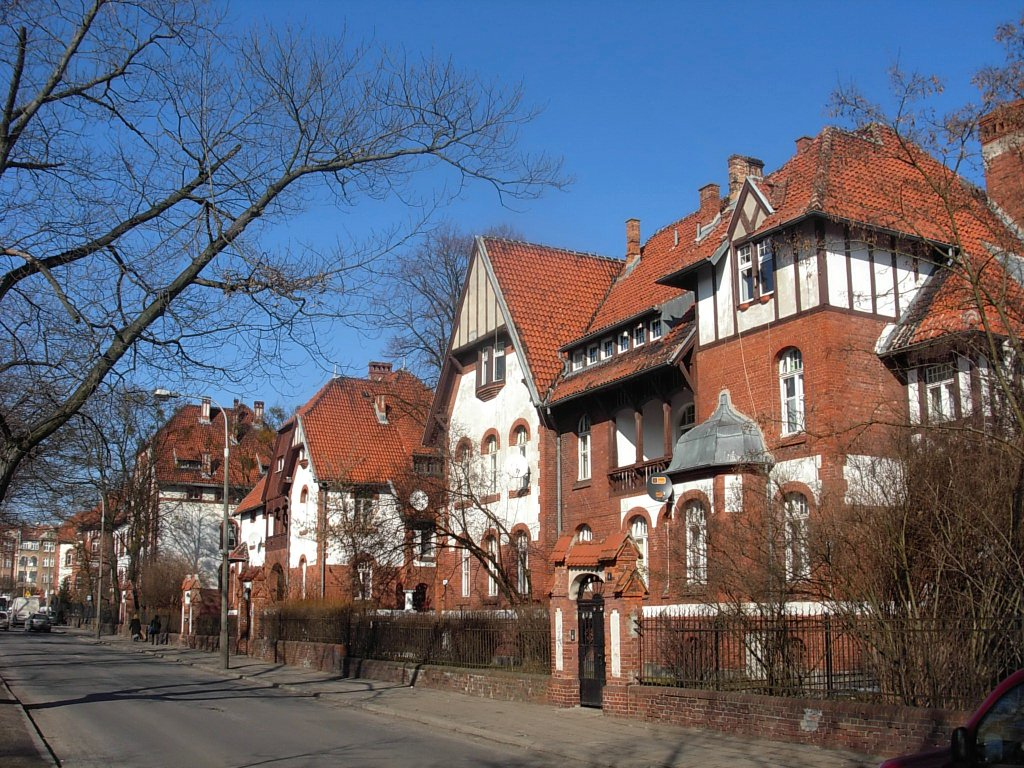
Instytuty Rolnicze w Bydgoszczy (1906) – najstarsza placówka naukowa, powiązana ze szkolnictwem wyższym w Bydgoszczy, powstała jeszcze w okresie pruskim

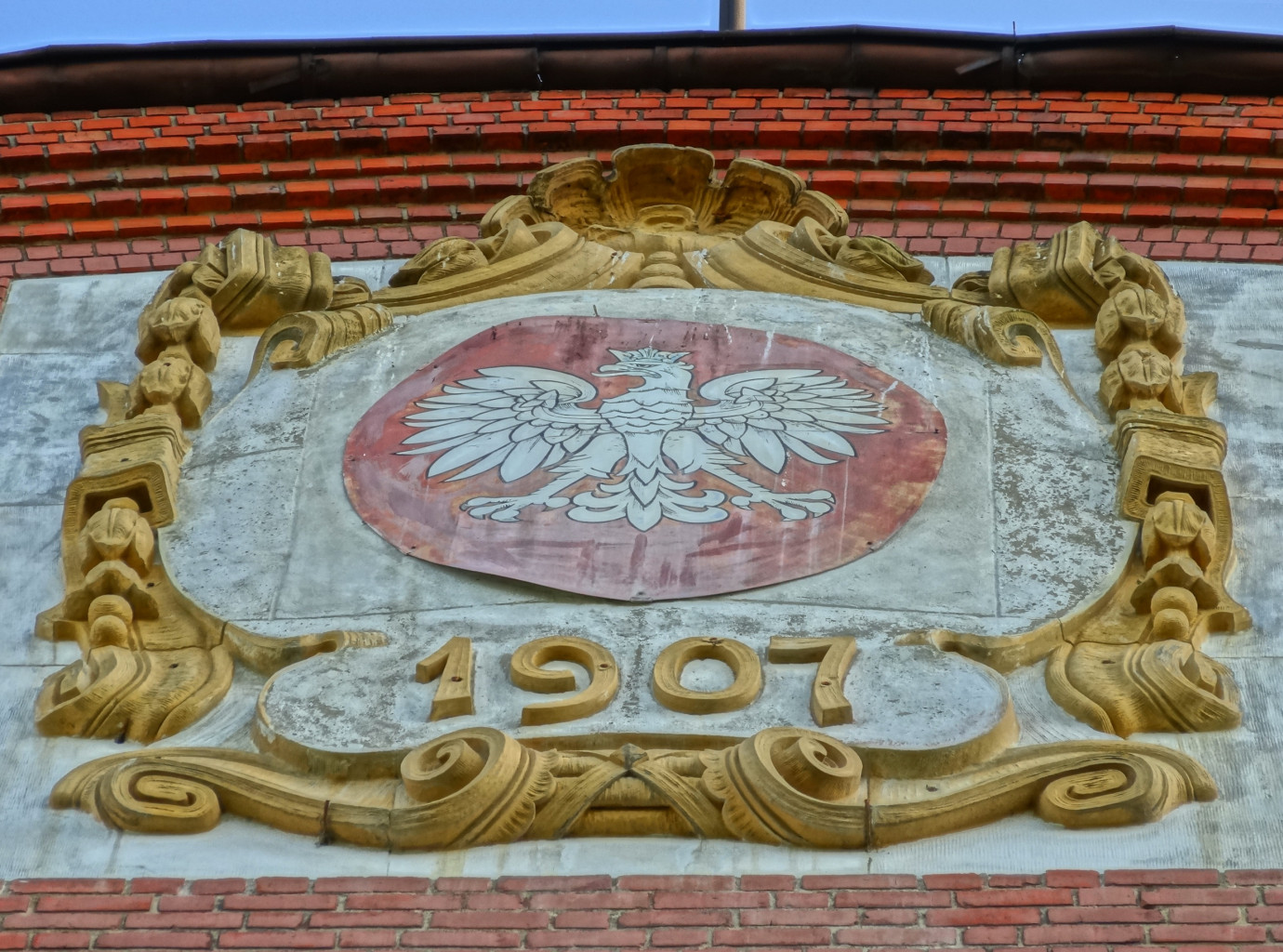
Kartusz na budynku Katolickiego Seminarium Nauczycielskiego przy ul. Seminaryjnej

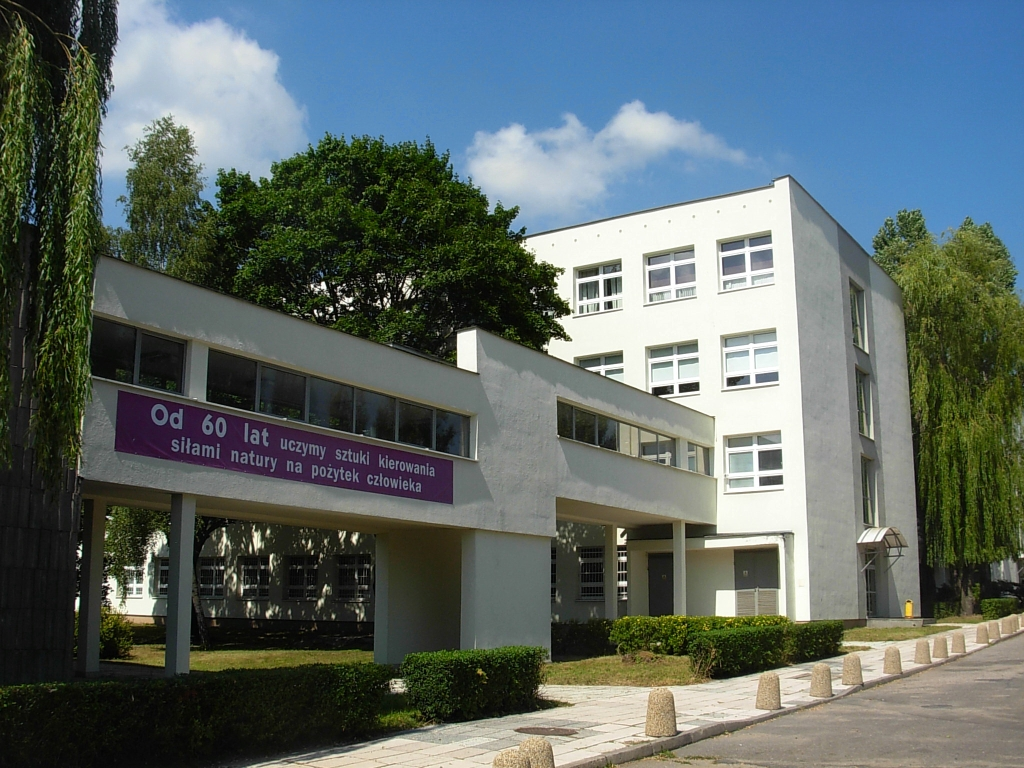
Kampus Politechniki Bydgoskiej w Fordonie

### Tradycje
Od XIV wieku w Bydgoszczy istniała szkoła parafialna, a w latach 1530–1725 trzyletnie Bernardyńskie Studium Filozoficzne, którego jednym z wykładowców był Bartłomiej z Bydgoszczy – autor pierwszego słownika łacińsko-polskiego. Oprócz szkół zakonnych: karmelitów, bernardynów i klarysek od końca XVI wieku istniało w Bydgoszczy gimnazjum, zastąpione w 1637 przez kolegium jezuickie, którego gmach przy Starym Rynku (dzisiejszy ratusz) ufundował kanclerz wielki koronny, starosta bydgoski Jerzy Ossoliński. Po kasacie zakonu w 1780 kolegium przekształcono w szkołę realną, od 1808 szkołę departamentową, a w 1817 podniesiono ją do rangi Królewskiego Gimnazjum Klasycznego. W tym czasie w mieście istniało również ewangelickie seminarium nauczycielskie oraz szkoły prywatne i elementarne. W latach 1846–1914 wybudowano 8 nowych budynków szkolnych, a 2 rozbudowano. Wiele z nich służy do dziś mieszcząc najbardziej renomowane placówki szkolne i wydziały bydgoskich uniwersytetów. W 1914 funkcjonowało w mieście m.in. 14 szkół ludowych i kilkanaście średnich. Do szkół wyższego poziomu zaliczały się m.in.:
- Gimnazjum Klasyczne, od 1877 w budynku przy pl. Wolności 9;
- Ewangelickie Seminarium Nauczycielskie, od 1879 w budynku przy ul. Bernardyńskiej 6;
- Katolickie Seminarium Nauczycielskie, od 1907 w budynku przy ul. Seminaryjnej 3;
- Bydgoskie Konserwatorium Muzyczne (zał. 1904) w kamienicy secesyjnej przy al. Mickiewicza 9;
- Wyższa Szkoła Muzyczna – założona w 1907;
- Szkoła Rzemiosł i Przemysłu Artystycznego (zał. 1911) – jedyna w Prowincji Poznańskiej państwowa szkoła artystyczna w gmachu przy ul. św. Trójcy 37.

Bogate tradycje w Bydgoszczy ma szkolnictwo specjalne przeznaczone dla dzieci niepełnosprawnych. W 1870 wzniesiono budynek Zakładu dla Niewidomych przy ul. Krasińskiego, a w 1902 kolejną placówkę przy ul. Kołłątaja. W 1895 przy ul. Reja otwarto Zakład dla Głuchoniemych.
W okresie międzywojennym najwyżej w hierarchii znajdowały się cztery polskie gimnazja państwowe i miejskie (szkoły średnie):
- Państwowe Gimnazjum Klasyczne (pl. Wolności) męskie, od 1938 I Państwowe Liceum i Gimnazjum im. Józefa Piłsudskiego;
- Państwowe Gimnazjum Humanistyczne (ul. Grodzka) męskie, od 1938 II Państwowe Liceum i Gimnazjum im. Edwarda Śmigłego-Rydza;
- Miejskie Gimnazjum Matematyczno-Przyrodnicze (ul. Kopernika) męskie, od 1934 Miejskie Gimnazjum Męskie im. Mikołaja Kopernika;
- Miejskie Żeńskie Katolickie Gimnazjum Humanistyczne (ul. Staszica), od 1938 Miejskie Katolickie Liceum i Gimnazjum Żeńskie.

Oprócz szkół państwowych funkcjonowały gimnazja prywatne, seminaria nauczycielskie oraz liczne szkoły zawodowe różnych typów i stopni, a także szkolnictwo wojskowe, artystyczne i muzyczne. Oprócz Bydgoskiego Konserwatorium Muzycznego w 1921 otwarto Bydgoską Szkołę Muzyczną, a w 1925 Miejskie Konserwatorium Muzyczne. Po II wojnie światowej znacznie rozbudowano bazę oświatową, m.in. do 1980 wzniesiono 41 nowych budynków szkolnych.
Oddzielne zagadnienie stanowią starania Bydgoszczy o powołanie w mieście uniwersytetu, które sięgają 1873. W latach 1903–1906 ulokowano w Bydgoszczy Instytuty Rolnicze, których strukturę zorganizowano na wzór uniwersytetu z czterema wydziałami: chemii rolnej, chorób roślin, higieny zwierząt i melioracji. Po włączeniu Bydgoszczy do II RP, w 1920, nastąpił intensywny rozwój instytutu, który po 1927 r. stał się oddziałem Państwowego Instytutu Naukowego Gospodarstwa Wiejskiego w Puławach. Jego działalność kontynuowano, a nawet poszerzono również po 1945. Drugą placówką stanowiącą w założeniu zalążek Uniwersytetu Bydgoskiego była Królewsko-Pruska Szkoła Rzemiosł i Przemysłu Artystycznego (1911), podniesiona w 1916 do rangi akademii. W latach 1920–1923 działalność szkoły kontynuowano pod nazwą Państwowa Szkoła Przemysłu Artystycznego. Od 1920 funkcjonowała w Bydgoszczy także Akademia Rolnicza, przeniesiona później do Cieszyna. Idea uniwersytecka doczekała się realizacji dopiero po II wojnie światowej, przy czym prowadziła poprzez naturalny rozwój miejscowego środowiska naukowego, skupionego od 1959 w Bydgoskim Towarzystwie Naukowym. Sumaryczny potencjał czterech uczelni publicznych powstałych do 1990 można było porównać z Uniwersytetem Mikołaja Kopernika w Toruniu. Gwałtowny wzrost liczby studentów, kadry naukowej oraz uczelni niepublicznych w Bydgoszczy rozpoczął się po przełomie politycznym w 1989. Mimo planów połączenia w jeden uniwersytet, w latach 90. XX w. uczelnie bydgoskie zdecydowały się rozwijać samodzielnie. W 2004 Akademię Medyczną przekształcono w Collegium Medicum Uniwersytetu Mikołaja Kopernika, w 2005 powstał Uniwersytet Kazimierza Wielkiego, a w 2006 Uniwersytet Technologiczno-Przyrodniczy (od 2021 Politechnika Bydgoska)

### Szkolnictwo wyższe
W 2011 w Bydgoszczy istniało 16 jednostek szkolnictwa wyższego, w tym 9 uczelni (4 publiczne i 5 niepublicznych), 3 uczelnie teologiczne, w tym dwie będące sekcjami Wydziału Teologicznego Uniwersytetu Adama Mickiewicza w Poznaniu oraz 4 wydziały zamiejscowe uczelni publicznych i niepublicznych z Poznania, Torunia i Łodzi. Dodatkowo funkcjonowały dwa Nauczycielskie Kolegia Języków Obcych, które oferowały dyplomy uczelni patronackich (Uniwersytet Poznański, Warszawski i Gdański). W Bydgoszczy znajdują się jedyne w województwie kujawsko-pomorskim publiczne uczelnie – techniczna, muzyczna i medyczna.
W 2014 studiowało w Bydgoszczy 36 tysięcy studentów (11. miejsce w kraju), co stanowiło 52% studentów w regionie kujawsko-pomorskim

#### Uczelnie publiczne
W Bydgoszczy działają cztery wyższe uczelnie publiczne, z których największą jest Uniwersytet Kazimierza Wielkiego, na którym studiuje ponad 8 tys. studentów. Oferuje on 30 kierunków i ok. 60 specjalności na pięciu wydziałach: Humanistycznym, Pedagogiki i Psychologii, Matematyki, Fizyki i Techniki, Nauk Przyrodniczych oraz Administracji i Nauk Społecznych.
Drugą pod względem liczby studentów (ponad 7 tys. w 2020), ale też i najstarszą (1951) jest Politechnika Bydgoska im. Jana i Jędrzeja Śniadeckich – największa i najbardziej utytułowana uczelnia techniczna w województwie. Oferuje 27 kierunków i ok. 100 specjalności na 7 wydziałach: Budownictwa i Inżynierii Środowiska, Inżynierii Mechanicznej, Rolnictwa i Biotechnologii, Technologii i Inżynierii Chemicznej, Telekomunikacji, Informatyki i Elektrotechniki, Biologii i Hodowli Zwierząt, Zarządzania oraz w Instytucie Matematyki i Fizyki.
Akademia Muzyczna im. Feliksa Nowowiejskiego to państwowa uczelnia artystyczna. Kształci przyszłych artystów muzyków, kompozytorów, instrumentalistów, wokalistów, dyrygentów, na 4 wydziałach: Kompozycji, Teorii Muzyki i Reżyserii Dźwięku, Instrumentalnym, Wokalno-Aktorskim oraz Dyrygentury Chóralnej i Edukacji Muzycznej.
W Bydgoszczy znajduje się też Collegium Medicum Uniwersytetu Mikołaja Kopernika – wydzielona część toruńskiego Uniwersytetu, ukierunkowana na kształcenie studentów w naukach medycznych. Stanowi ona pod względem liczby kadry naukowej ok. jednej czwartej potencjału całego UMK. Uczelnia ta powstała w 1975 jako bydgoska filia Akademii Medycznej w Gdańsku, usamodzielniona w 1984 jako Akademia Medyczna im. Ludwika Rydygiera w Bydgoszczy, w 2004 włączona w struktury UMK z zachowaniem własnego patrona i siedziby w Bydgoszczy. Kształci się na niej 4,77 tys. studentów na 3 wydziałach: Lekarskim, Farmaceutycznym i Nauk o Zdrowiu. Baza uczelni opiera się również o kliniki zlokalizowane w 7 szpitalach (w tym dwóch uniwersyteckich).
W mieście działają również filie innych państwowych uczelni, m.in. Ośrodek Studiów Wyższych Uniwersytetu Ekonomicznego w Poznaniu, Sekcja Studiów Teologicznych Uniwersytetu im. Adama Mickiewicza w Poznaniu oraz dwie uczelnie teologiczne: Wyższe Seminarium Duchowne Diecezji Bydgoskiej oraz Wyższe Misyjne Seminarium Duchowne Zgromadzenia Ducha Świętego.

#### Uczelnie niepubliczne
Od 1998 nastąpił dynamiczny rozwój uczelni niepublicznych. Konsekwencją tego procesu jest ponad 35% udział studentów uczelni niepublicznych w ogólnej liczbie studiujących w Bydgoszczy w 2010. Spośród 6 niepublicznych szkół wyższych wyróżniają się trzy, zaliczane do czołówki w Polsce północnej: Wyższa Szkoła Gospodarki (zał. 1999, 3 wydziały, 17 kierunków studiów, 5,1 tys. studentów w 2010), Kujawsko-Pomorska Szkoła Wyższa (zał. 2000, 5 wydziałów, 11 kierunków studiów, 5,6 tys. studentów w 2010) oraz Wyższa Szkoła Bankowa w Toruniu Wydział Finansów i Zarządzania w Bydgoszczy (zał. 2007, 7 tys. studentów w Toruniu i Bydgoszczy). Pozostałe uczelnie niepaństwowe to: Wyższa Szkoła Środowiska (zał. 1998), Bydgoska Szkoła Wyższa (zał. 2004), Wyższa Szkoła Nauk o Zdrowiu (zał. 2005) oraz Wydziały Zamiejscowe: Wyższej Szkoły Informatyki i Umiejętności w Łodzi (od 2001), Akademii Humanistyczno-Ekonomicznej w Łodzi (od 2002), Wyższej Szkoły Zarządzania i Psychologii w Poznaniu (od 2007).

### Instytuty naukowe
Bydgoszcz to również siedziba instytutów naukowych oraz innych jednostek współpracujących z uczelniami. Do najważniejszych jednostek naukowych, które posiadają swoje oddziały w Bydgoszczy należą: Instytut Hodowli i Aklimatyzacji Roślin, Instytut Melioracji i Użytków Zielonych, Państwowy Instytut Weterynaryjny – Państwowy Instytut Badawczy, Instytut Biotechnologii Przemysłu Rolno-Spożywczego, Instytut Genetyki Sądowej i inne. Protoplastą wielu z tych jednostek są założone w 1903 Instytuty Rolnicze w Bydgoszczy.

### Towarzystwa naukowe
Bydgoszcz jest regionalnym ośrodkiem, w którym działalność prowadzi większość polskich stowarzyszeń naukowych. Wiele z bydgoskich oddziałów tych towarzystw ma zasięg obejmujący cały region kujawsko-pomorski, a w niektórych przypadkach go przekracza. Geneza niektórych organizacji sięga okresu międzywojennego, a nawet pruskiego (przed 1920). Niektóre z towarzystw prowadzą studia regionalno-historyczne. Wśród nich znajdują się najbardziej zasłużone dla miasta: Bydgoskie Towarzystwo Naukowe i Towarzystwo Miłośników Miasta Bydgoszczy. TMMB należy do najstarszych stowarzyszeń regionalnych w Polsce (zał. 1832).

### Niższe szkolnictwo
W 2013 w Bydgoszczy funkcjonowało 8 żłobków, 83 przedszkola, 34 oddziały przedszkolne przy szkołach oraz 12 punktów przedszkolnych. Opieką objętych było w nich 11,7 tys. dzieci. W 56 szkołach podstawowych uczyło się 17,5 tys. dzieci, a w 66 gimnazjach 9,2 tys. dzieci i młodzieży. W mieście funkcjonowało 19 ponadgimnazjalnych szkół zawodowych, 29 liceów ogólnokształcących dla młodzieży i 17 dla dorosłych oraz 53 szkół policealnych dla młodzieży i dorosłych. W bydgoskich gimnazjach i szkołach ponadgimnazjalnych 52% młodzieży uczyło się języka angielskiego, a 40% – języka niemieckiego. W latach 2008–2012 w Bydgoszczy świadectwo dojrzałości uzyskiwało średnio 2,4 tys. maturzystów.
Wśród zespołów szkół znajdują się m.in. mistrzostwa sportowego (3), specjalne (2), budowlana, spożywcza, chemiczna, mechaniczna (2), samochodowa, drzewna, ekonomiczno-administracyjna, elektroniczna, gastronomiczna, handlowa, medyczna i inne.

#### International School of Bydgoszcz
W Bydgoszczy funkcjonuje jedyna w regionie szkoła międzynarodowa, posiadająca uprawnienia do wystawiania świadectw uznawanych na całym świecie. International School of Bydgoszcz założona dla dzieci oficerów wojsk NATO, kształci zarówno zagraniczne, jak i polskie dzieci.

#### Średnie szkoły artystyczne
- Państwowy Zespół Szkół Muzycznych im. Artura Rubinsteina – szkoła I i II stopnia, istniejąca od 1925
- Zespół Szkół Plastycznych im. Leona Wyczółkowskiego – od 1945
- Szkoła Aktorska im. Adama Grzymały-Siedleckiego ul. Dworcowa 81
- Policealna Szkoła Sztuk Pięknych w Bydgoszczy

#### Szkolnictwo specjalne
- Specjalny Ośrodek Szkolno-Wychowawczy dla Dzieci i Młodzieży Słabo Widzącej i Niewidomej im. L. Braille’a w Bydgoszczy – istniejący od 1872
- Ośrodek Szkolno-Wychowawczy dla Dzieci i Młodzieży Słabosłyszącej i Niesłyszącej im. gen. S. Maczka w Bydgoszczy – istniejący od 1876
- Ośrodek Szkolno-Wychowawczy 03
- Ośrodek Rewalidacyjno-Wychowawczy dla Dzieci i Młodzieży z Autyzmem

#### Nadzór i doskonalenie zawodowe nauczycieli
W Bydgoszczy zlokalizowane jest Kujawsko-Pomorskie Kuratorium Oświaty, Kujawsko-Pomorskie Centrum Edukacji Nauczycieli, Miejski Ośrodek Edukacji Nauczycieli w Bydgoszczy, Okręgowy Ośrodek Dokształcania Zawodowego, Bydgoski Ośrodek Doskonalenia Nauczycieli i Usług Oświatowych, Centrum Doskonalenia Nauczycieli Towarzystwa Wiedzy Powszechnej i inne

## Kultura

### Tradycje kulturalne

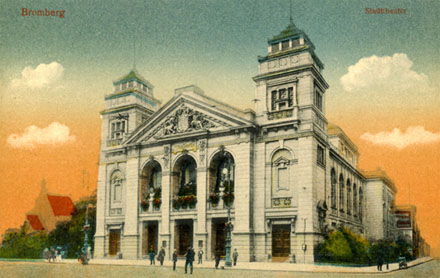
Budynek Teatru Miejskiego (1896) autorstwa arch. Heinricha Seelinga, zburzony w 1945

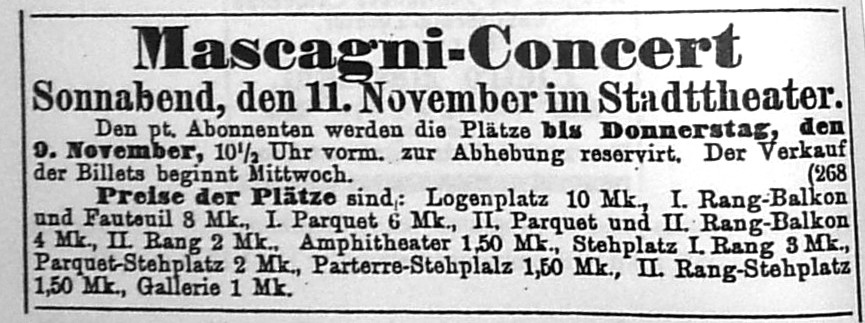
Anons koncertu orkiestry „La Scali” pod dyrekcją Pietro Mascagniego w Teatrze Miejskim – 5 listopada 1899 „Bromberger Zeitung”

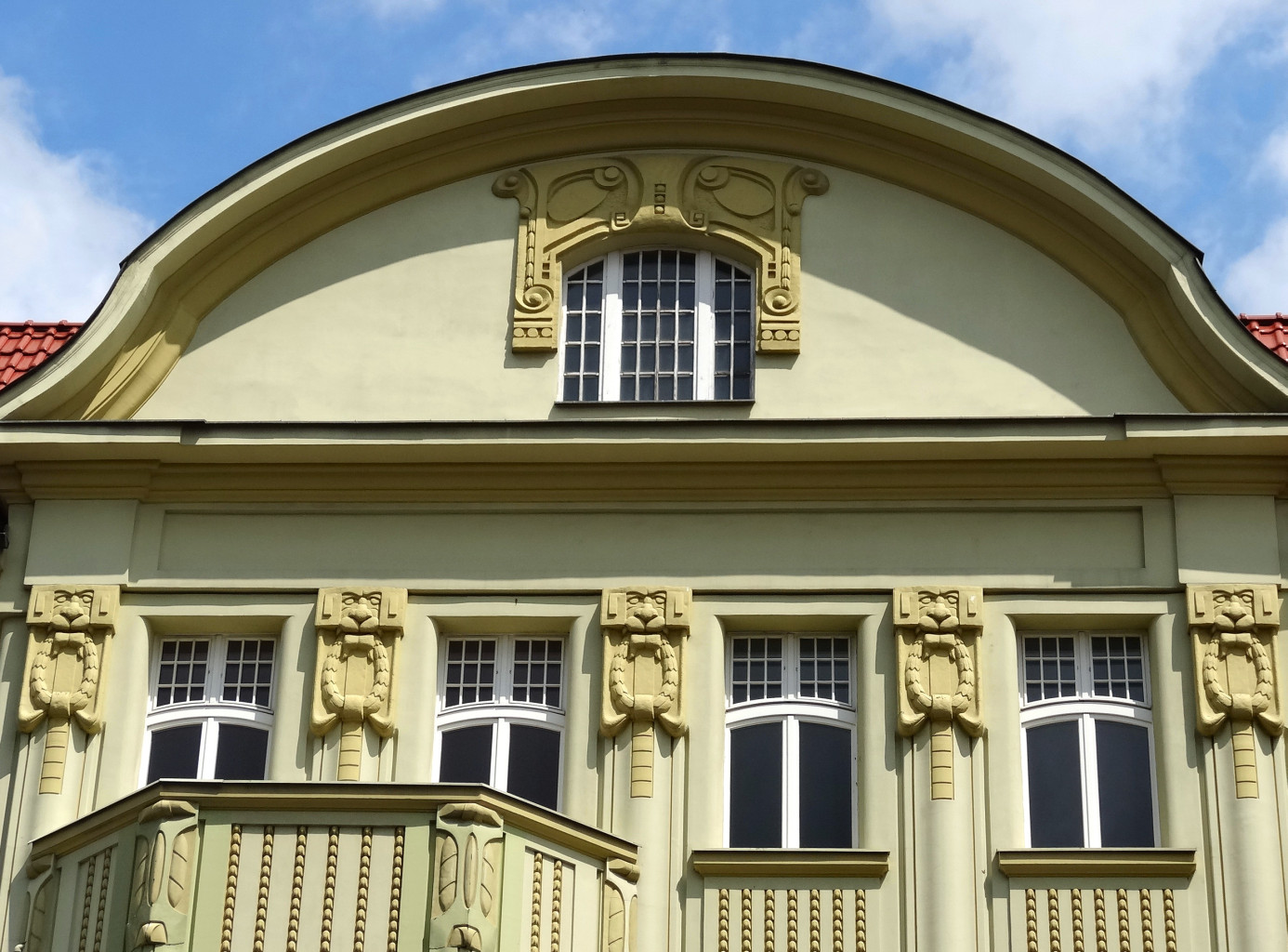
Bydgoskie Konserwatorium Muzyczne utworzone w 1904 w kamienicy przy al. Mickiewicza

Bydgoszcz jest liczącym się w kraju ośrodkiem kultury, zwłaszcza muzycznej. Tradycje teatru miejskiego sięgają XVII wieku, kiedy to w kolegium jezuitów wybudowano salę teatralną. W 1824 wzniesiono stały budynek teatru, przebudowany w 1895 do monumentalnej formy przez architekta Heinricha Seelinga z Berlina. Bydgoskie Konserwatorium Muzyczne powstało w 1904, a w latach 1905–1945 istniała tu znana w Europie i na świecie Fabryka Pianin i Fortepianów Brunona Sommerfelda, liczne orkiestry oraz chóry zarówno niemieckie („Gesangverein”, „Liedertafel”), jak i polskie (św. Wojciech, Halka”, Moniuszko). W 1880 udostępniono pierwsze zbiory muzealne, w 1884 założono Bibliotekę Ludową, a w 1903 Bibliotekę Miejską, w 1913 ośrodek kształcenia artystycznego, a w 1909 pierwsze kino. Ośrodkiem polskiego życia kulturalnego był założony w 1907 Dom Polski, zniszczony w 1919 przez niemiecki Grenzschutz.
Repolonizacja miasta dokonana w dwudziestoleciu międzywojennym doprowadziła do wytworzenia nowej polskiej elity kulturalnej w latach 30. XX w., rozwoju polskiego życia teatralnego, muzycznego, plastycznego, literackiego oraz rozwoju czasopiśmiennictwa. Po dramatycznym epizodzie II wojny światowej, trwał nadal proces rozwoju kulturalnego głównie pod względem instytucjonalnym. W latach 50. XX w. założono dwie instytucje muzyczne: Filharmonię Pomorską oraz Operę i Operetkę. Od 1974 istnieje Akademia Muzyczna im. Feliksa Nowowiejskiego w Bydgoszczy.

### Stan obecny
W 2011 w Bydgoszczy czynnie działało ponad 80 organizacji, stowarzyszeń, fundacji zajmujących się szeroko rozumianą działalnością kulturalną. Osiem instytucji kultury korzysta z dotacji samorządu terytorialnego szczebla gminnego i wojewódzkiego. Są to: Opera Nova, Filharmonia Pomorska im. Ignacego Jana Paderewskiego, Teatr Polski im. Hieronima Konieczki, Wojewódzki Ośrodek Kultury i Sztuki „Stara Ochronka”, Miejski Ośrodek Kultury, Galeria Miejska bwa, Muzeum Okręgowe im. Leona Wyczółkowskiego i Wojewódzka i Miejska Biblioteka Publiczna im. Witolda Bełzy.
Uzupełnieniem oferty bydgoskich instytucji kultury jest działalność Akademii Muzycznej, Pałacu Młodzieży, młodzieżowych domów kultury, kilkunastu galerii sztuki, muzeów oraz stowarzyszeń i fundacji, których propozycje kulturalne łączą w sobie różne, często niekonwencjonalne dziedziny twórczości artystycznej. Do najbardziej znanych należą Stowarzyszenie Artystyczne „Mózg”, Eljazz, Fundacja Kultury Yakiza oraz Art House.
W 2013 w Bydgoszczy funkcjonowało 34 bibliotek (z filiami), z których usług korzystało blisko 50 tys. osób. 51 tys. seansów kinowych obejrzało 762 tys. osób. Muzea bydgoskie w 2013 zwiedziło 83 tys. osób. W ciągu 2012 roku 96 tys. osób wysłuchało koncertów w filharmonii, 71 tys. osób obejrzało spektakle operowe, a 24 tys. obejrzało sztuki teatralne.
W 2010 Bydgoszcz kandydowała do tytułu Europejskiej Stolicy Kultury 2016. Doświadczenia zebrane podczas opracowywania aplikacji zaprocentowały zakotwiczeniem procesu rozwoju miasta w kulturze i poprzez kulturę, co wyrażono podczas I Bydgoskiego Kongresu Kultury, obradującego w 2011.

#### Filharmonia Pomorska
Filharmonia Pomorska im. I.J. Paderewskiego istnieje od 1953. Sala koncertowa (920 osób) zaliczana jest pod względem akustycznym do najlepszych w Europie, co potwierdzają opinie znanych twórców i krytyków muzycznych. Z uwagi na fenomen akustyki, cieszy się zainteresowaniem sławnych artystów. Na bydgoskiej estradzie występowało wiele światowych sław, m.in. Artur Rubinstein, Benjamin Britten, Witold Małcużyński, Luciano Pavarotti, Shlomo Mintz, Mischa Maisky, Kevin Kenner, Kurt Masur, Kazimierz Kord, Jerzy Maksymiuk i Antoni Wit. Gościło tu również wiele znakomitych zespołów.

#### Opera Nova
Opera Nova, istniejąca od 1956. W 1974 rozpoczęła budowę gmachu, składającego się z trzech kręgów, położonego nad Brdą. W 2023 rozpoczęto budowę 4 kręgu. Opera Nova stała się kulturalna wizytówką Bydgoszczy na świecie. W bydgoskiej Operze odnosiły pierwsze sukcesy i zaczynały wielką karierę uznane dziś primadonny, np. Barbara Zagórzanka i Bożena Betley, jak też śpiewacy: Józef Stępień, Florian Skulski i inni. Gościli tu najwięksi artyści operowi krajowi, np. Antonina Kawecka, Teresa Żylis-Gara, Wiesław Ochman, jak też zagraniczni. Występowały tu także całe zespoły: Opery Wrocławskiej, Teatrów z Leningradu, Moskwy, Kijowa, Mińska i Fundacji Glubenkiana z Lizbony.

#### Teatry
Teatr Polski im. Hieronima Konieczki z XVI-wiecznymi tradycjami, powstał w 1949. Kontynuował on działalność Teatru Miejskiego, którego okazały budynek zburzono w 1945. Od 2002 jest inicjatorem jedynego w Polsce Festiwalu Prapremier. W 2022 otwarto nowy budynek Teatru Kameralnego.
W Bydgoszczy działa również kilka teatrów prywatnych: „Obok”, „Yakiza”, Teatr tańca Rozruch, plastyczny, słowa, Salon Młodych Twórców, oraz działają teatry alternatywne m.in. Teatr Pantomimy Dar. Ponadto przy Szkole Aktorskiej im. A. Grzymały-Siedleckiego istnieje Scena Prezentacji Teatralnych, która podejmuje szereg imprez ogólnopolskich: „Wiosna Teatralna”, „Peregrynacje z Melpomeną”, happeningi. W latach 1960–1986 funkcjonowała także druga scena teatralna: Teatr Kameralny, zaś od 2009 Bydgoski Teatr Lalek Buratino. W 2015 zainicjowano powstanie Teatru Rozmaitości przy IV śluzie Kanału Bydgoskiego z widownią 650 miejsc.

#### Chóry
W Bydgoszczy funkcjonuje około 30 chórów: akademickich, parafialnych, świeckich i młodzieżowych. Większość z nich należy do bydgoskich oddziałów stowarzyszeń: Polskiego Związku Chórów i Orkiestr oraz Federacji Caecilianum. Bydgoskie Towarzystwo Śpiewu „Halka” funkcjonujące nieprzerwanie od 1883 zalicza się do najstarszych chórów w Polsce.

#### Orkiestry
Próby organizacji zawodowej orkiestry miejskiej podejmowano na początku XX wieku (niemieckie Towarzystwo Orkiestrowe, zał. 1898), a także w latach 1921–1922. W okresie międzywojennym istniały w Bydgoszczy zespoły symfoniczne przy szkołach muzycznych, niemiecko-polska orkiestra teatralna (Deutsche Bühne) oraz kilkadziesiąt orkiestr dętych amatorskich i zawodowych. Pierwsza Miejska Orkiestra Symfoniczna powstała w Bydgoszczy w 1936, kierowana przez Alfonsa Rezlera. Reaktywowana w 1945 została przekształcona w 1953 w Orkiestrę Symfoniczną Filharmonii Pomorskiej. Niezależnie od tego wizytówką artystyczną Bydgoszczy w latach 1946–1955 była Orkiestra Symfoniczna Polskiego Radia w Bydgoszczy, która tworzyła na żywo oprawę muzyczną dla audycji Polskiego Radia. Kolejne orkiestry: symfoniczne, kameralne i dęte powstawały od lat 60. i związane były z rozwojem szkolnictwa średniego i muzycznego. W 2011 w Bydgoszczy funkcjonuje kilkadziesiąt orkiestr, z których kilka ma charakter zawodowy (Filharmonia, Opera, Akademia Muzyczna), a inne amatorskie zrzeszone są w Polskim Związku Chórów i Orkiestr.

#### Kluby muzyczne
W Bydgoszczy znajduje się blisko 40 klubów muzycznych. Klub Mózg założony przez Jacka Majewskiego i Sławomira Janickiego był jednym z ośrodków powstania tzw. muzyki yassowej, ważnej dla współczesnej kultury europejskiej. Z Mózgiem związani są tacy artyści jak Tomasz Gwinciński, Tymon Tymański, Marcin Świetlicki, Jerzy Mazzoll, Kazik Staszewski i wielu innych artystów polskich i zagranicznych. Do innych placówek, będących wyrazicielami lokalnego undergroundu oraz muzyki alternatywnej należą m.in.: Eljazz, Kuźnia, Węgliszek, Clan, Savoy, Sogo i wiele innych.

#### Muzea
Wśród muzeów bydgoskich największym jest regionalne Muzeum Okręgowe im. Leona Wyczółkowskiego (od 1923), zajmujące kilka budynków w mieście, m.in. spichlerze nad Brdą i na Wyspie Młyńskiej. W Bydgoszczy działa też Muzeum Wojsk Lądowych specjalizujące się w dokumentowaniu najnowszej (XIX–XX w.) polskiej historii wojskowej, a w szczególności historii Pomorskiego Okręgu Wojskowego, Exploseum, prezentujące zagadnienia związane z materiałami wybuchowymi i historią DAG Fabrik Bromberg oraz kilkanaście innych jednostek muzealnych.

#### Kina
W 2014 w Bydgoszczy funkcjonowały trzy multipleksy: Multikino (10 sal), Cinema City (13 sal) w Focus Mall oraz Helios w Galerii Pomorskiej (7 sal). Ofertę uzupełniają kina studyjne, m.in.: Kinoteatr Adria, Kino Orzeł, kino Pałacu Młodzieży, Kinoteatr Klubu IwSZ oraz dwa kina w Fordonie: Jeremi oraz w Domie Kultury Katolickiej „Wiatrak”. W sezonie wakacyjnym funkcjonują kina plenerowe: Perła przed Domem Mody Drukarnia, LPM przed Klubem Mózg oraz Blokada Filmowa – seanse nocne na najpiękniejszych ulicach Bydgoszczy.

#### Biblioteki
Najstarszą i największą historyczną kolekcję książek stanowi Biblioteka Bernardynów w Bydgoszczy, założona w 1488. W XIX wieku oprócz bibliotek urzędowych (poczta) i administracyjnych (rejencja) rozwijały się biblioteki naukowe, głównie należące do towarzystw niemieckich, np. Towarzystwa Technicznego, Przyrodniczego, Towarzystwa Historycznego Obwodu Nadnoteckiego, czy też Instytutów Rolniczych (Centralna Biblioteka Rolnicza). W tym czasie powstawały również biblioteki przy szkołach średnich, garnizonowe, fachowe, w 1898 Biblioteka Ludowa, a w 1903 Biblioteka Miejska. Własne zbiory posiadały polskie stowarzyszenia kulturalne, oświatowe i rzemieślnicze. W 1867 Tomasz Śniegocki założył pierwszą polską księgarnię w mieście. W okresie międzywojennym powstała m.in. Biblioteka Lekarska (1921, największa na Pomorzu), biblioteka przy Muzeum Miejskim (1925), kolejne biblioteki wojskowe, szkolne i fachowe. Po 1945 siedzibę w Bydgoszczy miał m.in. Wydział Biblioteczny Instytutu Bałtyckiego, a w 1959 założono bibliotekę Bydgoskiego Towarzystwa Naukowego.
W 2015 r. największą biblioteką w Bydgoszczy była Wojewódzka i Miejska Biblioteka Publiczna im. dr Witolda Bełzy, która posiadała na terenie miasta 34 filie oraz cenne starodruki m.in. „Regułę dla wszystkich zakonników” Hieronima Savonaroli z 1489 i rękopis „Roty” Marii Konopnickiej (1910). Do innych większych bibliotek należały m.in. Wojewódzka Biblioteka Pedagogiczna, zbiory Archiwum Państwowego, kilkanaście bibliotek uczelnianych, m.in.: UTP (1952, największa w regionie o profilu technicznym), UKW (1969), Akademii Muzycznej (1974), Akademii Medycznej (1984), Wyższej Szkoły Gospodarki, KPSW, Wyższej Szkoły Bankowej, biblioteki kościelne m.in. Prymasowskiego Instytutu Kultury Chrześcijańskiej, biblioteki wojskowe, m.in. Inspektoratu Wsparcia Sił Zbrojnych, Muzeum Wojsk Lądowych i wiele innych.
Od 1952 funkcjonuje nieprzerwanie Bydgoski Antykwariat Naukowy, który od 1969 prowadzi Bydgoskie Aukcje Antykwaryczne.

### Stowarzyszenia
Najważniejszą organizacją prowadzącą działalność regionalną jest Towarzystwo Miłośników Miasta Bydgoszczy powołane w 1923. Kontynuuje ono tradycje powstałego w 1832 Towarzystwa Upiększania Miasta Bydgoszczy. TMMB wydaje wiele wydawnictw poświęconych miastu (m.in. monumentalny wielojęzyczny album „Bo to jest Bydgoszcz”, album „Papież Jan Paweł II w Bydgoszczy”, „Muzyczna Bydgoszcz” oraz periodyki: „Kronika Bydgoska” – od 1967 – i „Kalendarz Bydgoski” – od 1968), organizuje liczne koncerty, konkursy dla bydgoszczan, troszczy się o ochronę miejsc pamięci i zabytków. Za pomocą szkolnych kół popularyzuje wiedzę o tradycjach Bydgoszczy wśród młodych mieszkańców miasta. W Bydgoszczy funkcjonują także inne stowarzyszenia popularyzujące literaturę, sztukę oraz kulturę innych krajów i regionów świata, m.in.: Stowarzyszenie Pisarzy Polskich Oddział Bydgoszcz, Galeria Autorska Jana Kaji i Jacka Solińskiego, Towarzystwo Przyjaźni Polsko-Francuskiej, Towarzystwo Polsko-Austriackie, Włoskie, Niemieckie, Nigeryjskie, Norweskie, Koreańskie i wiele innych.

### Festiwale
W Bydgoszczy odbywa się kilkadziesiąt cyklicznych festiwali i przeglądów kulturalnych o zasięgu ogólnopolskim i międzynarodowym. Najstarsze festiwale bydgoskie są organizowane przez Filharmonię Pomorską: Międzynarodowy Konkurs Pianistyczny im. Ignacego Jana Paderewskiego (1961), Bydgoski Festiwal Muzyczny (1962) i kongres Musica Antiqua Europae Orientalis (1966). Pokaźne tradycje posiadają także organizowane przez Pałac Młodzieży: Ogólnopolski Konkurs Chórów a Cappella Dzieci i Młodzieży oraz Bydgoskie Impresje Muzyczne (1977).
Markę w kraju i za granicą wypracowały także takie festiwale jak: Międzynarodowy Konkurs Młodych Pianistów „Arthur Rubinstein in memoriam” organizowany przez Zespół Szkół Muzycznych, Bydgoski Festiwal Operowy, Artpop Festival Złote Przeboje Bydgoszcz, Festiwal Laureatów Konkursów Muzycznych, Festiwal Prapremier, Camera Obscura czy Pejzaż bez Ciebie – Festiwal Twórczości Niezapomnianych Artystów Polskich.
Miejski Ośrodek Kultury w Bydgoszczy organizował lub organizuje m.in. festiwale: Harmonica Bridge, na który zjeżdżają się wielbiciele tego instrumentu z całej Polski oraz największą imprezę literacką w regionie Międzynarodowy Festiwal Książki – Bydgoski Trójkąt Literacki, zaś Wojewódzki Ośrodek Kultury – Bydgoszcz Buskers Festiwal – Międzynarodowe Spotkania Artystów Ulicznych. Bydgoscy perkusiści mają także swój festiwal – są nim Bydgoskie Drums Fuzje.
W mieście odbywają się festiwale filmowe: Never seen in Bydgoszcz i AFF-Era Filmowa oraz przegląd kina niezależnego OFF-Era Filmowa. W latach 2010–18 w Bydgoszczy odbywał się największy na świecie festiwal poświęcony sztuce operatorów filmowych: Camerimage.

## Gwara bydgoska

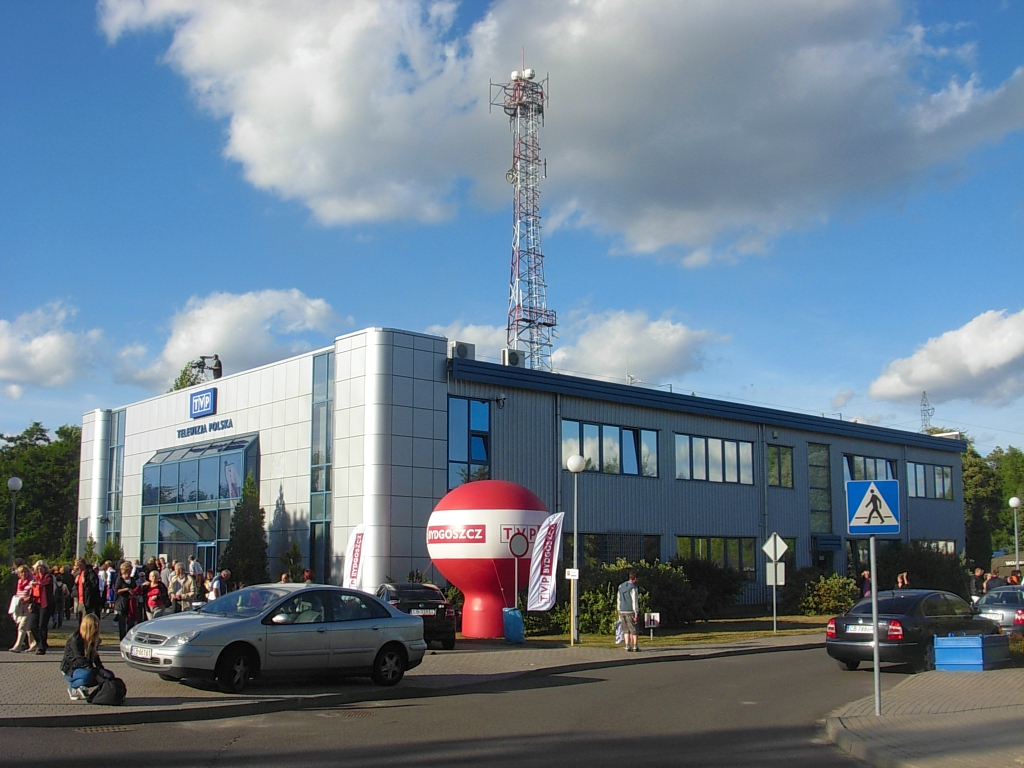
Siedziba TVP3 Bydgoszcz ul. Kujawska 7

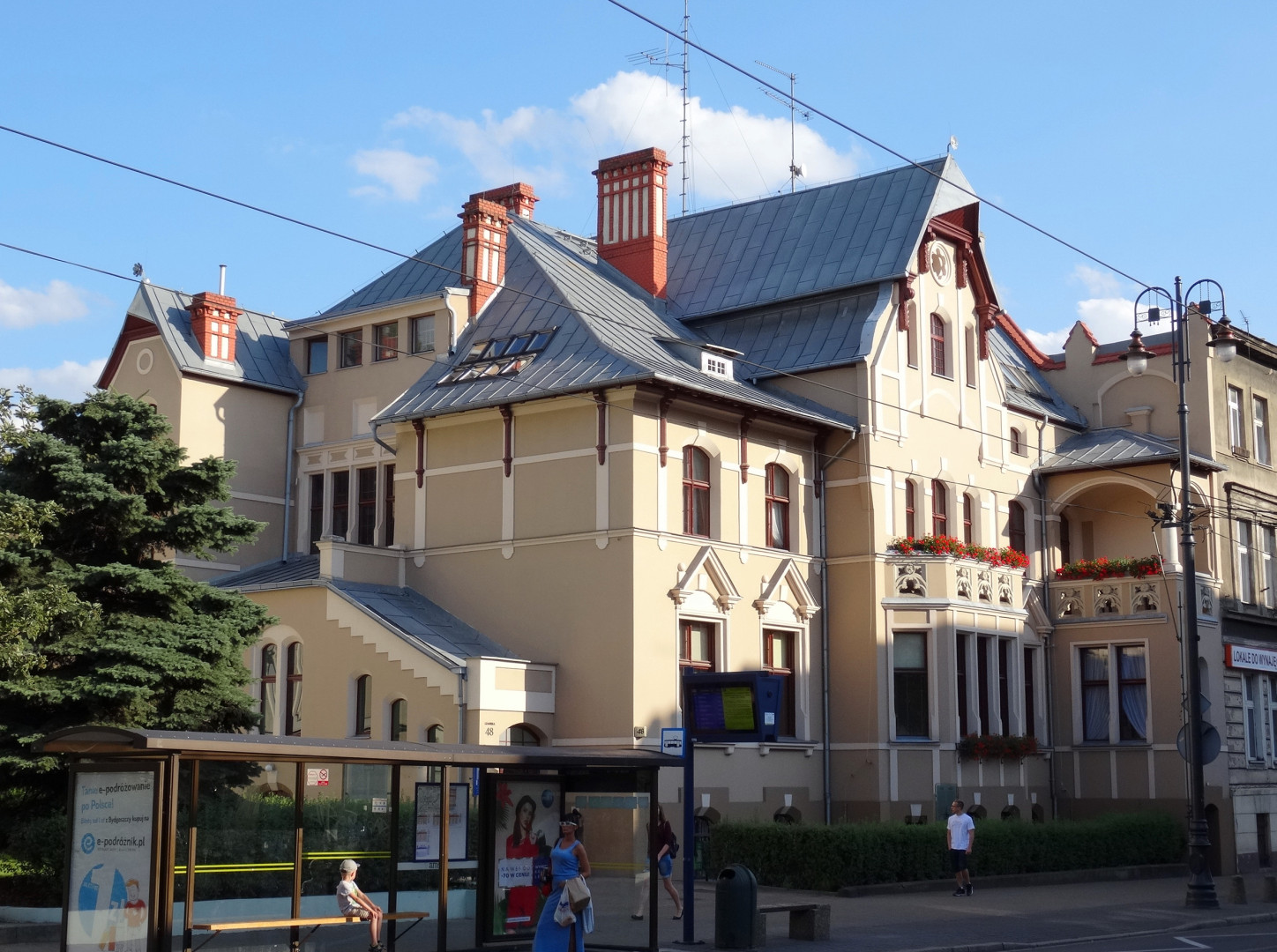
Willa Heinricha Dietza w Bydgoszczy (1898), w której mieści się siedziba Polskiego Radia Pomorza i Kujaw, ul. Gdańska 48

W 2008 na temat gwary miejskiej Bydgoszczy prof. Andrzej Stanisław Dyszak wydał (nakładem TMMB) „Jak mówili bydgoszczanie. Mały słownik gwary bydgoskiej”. Literackim świadectwem gwary jest książka Jerzego Sulimy-Kamińskiego „Most królowej Jadwigi”. We wrześniu 2012 ruszyła internetowa inicjatywa „Ratowanie Gwary Bydgoskiej”, w której wzięło udział ponad 1200 osób. Owocem ich prac jest opublikowany w internecie na początku stycznia 2013 Słowniczek Gwary Bydgoskiej.

## Media
Bydgoszcz jest ośrodkiem, w którym znajdują się siedziby większości środków masowego przekazu z zasięgiem na województwo kujawsko-pomorskie. Znajdują się tu: regionalny oddział Telewizji Polskiej (TVP3 Bydgoszcz) (1973–1984 i od 1994), regionalna rozgłośnia radia publicznego (Polskie Radio Pomorza i Kujaw), największy w Polsce dziennik regionalny (Gazeta Pomorska) oraz liczne lokalne rozgłośnie radiowe, redakcje gazet i czasopism oraz portali internetowych. W 2013 siedzibę w Bydgoszczy miało 6 stacji radiowych oraz 15 redakcji prasowych. W mieście ukazują się 3 regionalne dzienniki: Gazeta Wyborcza Bydgoszcz, Express Bydgoski oraz Gazeta Pomorska, których mutacje lokalne (np. Toruń, Włocławek, Grudziądz, Inowrocław) również wydawane są w Bydgoszczy.
Tradycje drukarstwa w Bydgoszczy sięgają 1806. Zakłady Graficzne w Bydgoszczy były w okresie międzywojennym jednym z większych zakładów poligraficznych w Polsce, wydawcą ekskluzywnych wydawnictw polskich, a po 1945 r. – największym w kraju kombinatem poligraficznym w zakresie druku podręczników i czasopism pedagogicznych. W 2008 wydano w Bydgoszczy 97 tytułów gazet i czasopism w nakładzie 58 tys. egzemplarzy (7. miejsce w kraju), natomiast w 2012 wydano 79% nakładu prasy wychodzącego w województwie kujawsko-pomorskim. Kilka czasopism ma zasięg krajowy. Bydgoszcz jest także ośrodkiem wydawniczym, w którym co roku wydawanych jest kilkaset tytułów książek i broszur, np. w 2008 wydano w Bydgoszczy 349 tytułów w nakładzie 617 tys. egzemplarzy (9. miejsce w kraju). Połowa wydanych pozycji dotyczyła tematyki ogólnej i popularnej, zaś jedna trzecia – publikacji naukowych.
Rosnąca rola Internetu jako źródła informacji ma odbicie w ofercie lokalnej. Istotniejszymi źródłami informacji są m.in.: Bydgoski Portal Internetowy, Bydgoszcz Nasze Miasto, MetropoliaBydgoska.pl. Miasto jest siedzibą wojewódzkiego oddziału Polskiej Agencji Prasowej, a także rezydują tu korespondenci innych agencji m.in. KAI.
Od 2007 Polskie Radio Pomorza i Kujaw organizuje Międzynarodowy Konkurs Artystycznych Form Radiowych, jedyny tego typu w Polsce, który wpisuje się w poszukiwania nowatorskich form sztuki radiowej. Finał każdej edycji festiwalu odbywa się w różnych zabytkowych obiektach na terenie regionu kujawsko-pomorskiego.

### Poczta w Bydgoszczy

#### Tradycje
Początki poczty w Bydgoszczy sięgają I połowy XVIII wieku, kiedy to odbywano regularne kursy pocztowe do Warszawy, a w mieście znajdowała się placówka Poczty Królewskiej w kamienicy na rogu ulic Batorego i Niedźwiedziej. W latach 1778–1815 Bydgoszcz była siedzibą Pocztamtu Centralnego. Po 1772 r. przez Bydgoszcz prowadził jeden z najważniejszych w państwie pruskim szlaków z Berlina do Królewca. W 1825 r. wyruszył pierwszy listonosz etatowy, w 1826 r. otwarto pocztę szybką, w 1838 r. osobową, a w 1876 r. telegraf, w 1895 r. telefon.
W połowie XIX wieku umieszczono w Bydgoszczy dyrekcję Poczty, co miało związek z równoczesną budową ważnego węzła kolejowego. W latach 1883–1899 zbudowano dla tej instytucji okazały gmach przy ul. Stary Port. Od 1885 r. w budynku mieściła się naddyrekcja poczty, której jurysdykcja obejmowała część Wielkopolski i Prus Zachodnich – obszar rozleglejszy niż rejencja bydgoska. Jeszcze w XIX w. pojawiły się w Bydgoszczy kolejne placówki pocztowe: Oddział nr 2 przy dworcu kolejowym (1850), Oddział nr 3 na Bocianowe (1878) i kolejne: na Bartodziejach (1888), Wilczaku (1896), Jachcicach (1900).
Ważną instytucją, która znalazła siedzibę w Bydgoszczy była Izba Obrachunkowa Poczty Polskiej, powstała w 1919 r. i obejmująca swoim zasięgiem działania cały kraj. Na skutek zarządzonej częściowej ewakuacji Warszawy, w czasie wojny polsko-bolszewickiej Izbę przeniesiono do Bydgoszczy w sierpniu 1920 i pozostała tu już na stałe. W 1935 nazwę zmieniono na Izba Kontroli Rachunkowej Poczt i Telegrafów. W 1957 oddano dla potrzeb Biura budynek przy ul. Bernardyńskiej 15 oraz przejęto kontrolę opłat celnych z Warszawy. W latach 70. po informatyzacji ośrodka zmieniono nazwę na Centralny Ośrodek Rozliczeniowy Poczty i Telekomunikacji, a w 1991 na Centralny Ośrodek Rozliczeniowy Poczty Polskiej. W latach 90. utworzono w Bydgoszczy kolejne ogólnokrajowe jednostki pocztowe: Bank Pocztowy oraz Postdata.

#### Współczesność
Wśród jednostek pocztowych w Bydgoszczy znajdują się m.in.:
- Poczta Polska Centralny Ośrodek Rozliczeniowy w Bydgoszczy[327], ul. Bernardyńska 15 – istniejący w Bydgoszczy nieprzerwanie od 1920
- Poczta Polska Węzeł Ekspedycyjno-Rozdzielczy w Lisim Ogonie k. Bydgoszczy – jedno z 11 centrów logistycznych Poczty Polskiej w kraju
- Oddziały operacyjne i urzędy pocztowe: Oddział Rejonowy, Centrum Sieci Pocztowej Oddział Regionalny, Centrum Informatyki Regionalny Wydział Operacyjny, Centrum Usług Koncesjonowanych Oddział Regionalny (Jagiellońska 6), Centrum Logistyki Oddział Regionalny (Gajowa 99), Wydział Regionalny Centrum Zarządzania Bezpieczeństwem (Bernardyńska 15) oraz 51 urzędów pocztowych.

Ponadto wśród 8 jednostek wchodzących w skład Grupy Poczta Polska, dwie mają siedziby w Bydgoszczy:
- Bank Pocztowy (od 1990) – specjalizuje się w obsłudze klientów indywidualnych, posiada największą w kraju sieć dystrybucji – ponad 7500 placówek
- Postdata (od 1990) – spółka zapewniająca obsługę informatyczną Poczty Polskiej

W Bydgoszczy znajduje się ponadto delegatura wojewódzka Urzędu Komunikacji Elektronicznej (przed 2006 Urząd Regulacji Telekomunikacji i Poczty)

## Bezpieczeństwo publiczne

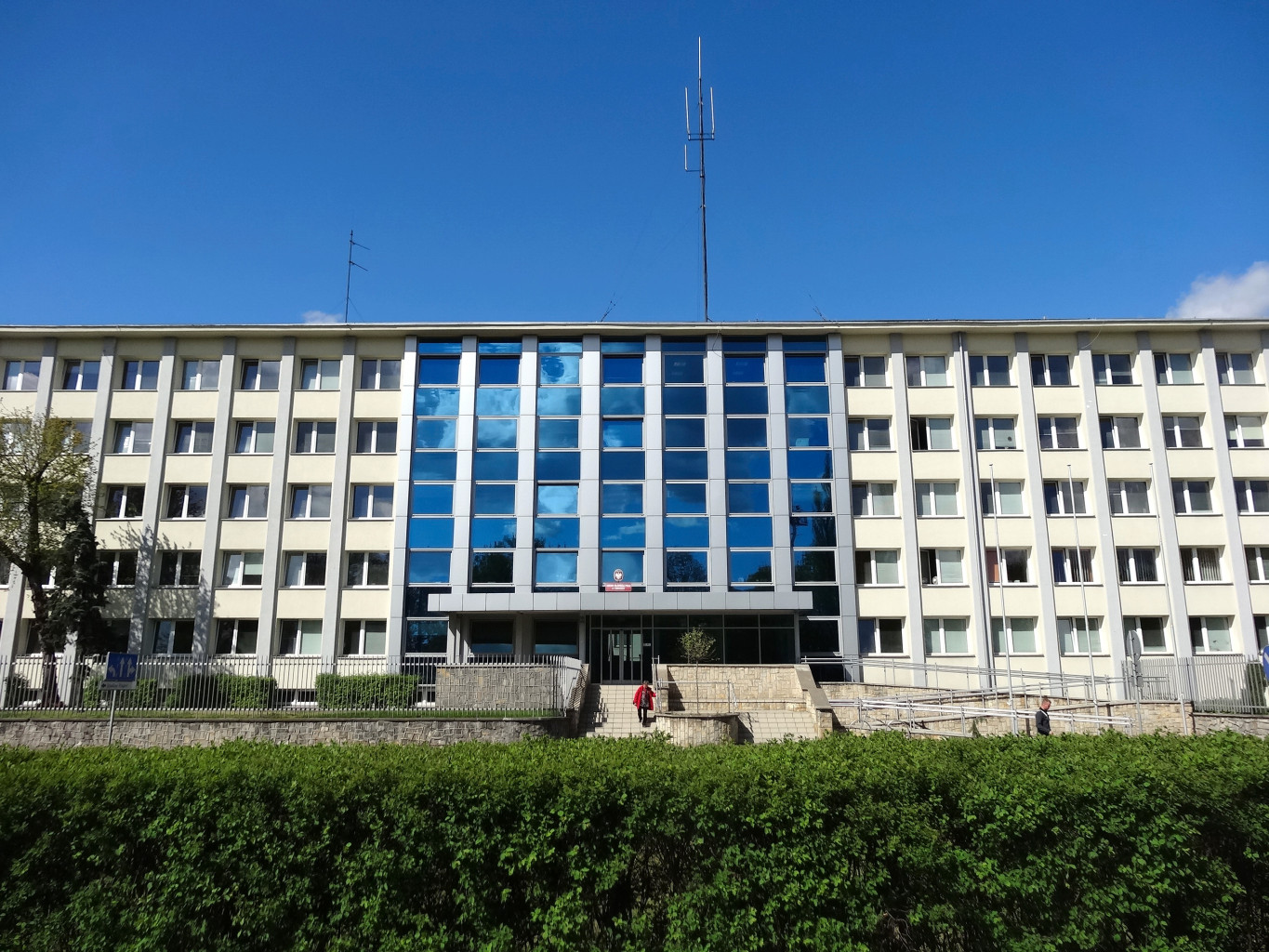
Komenda Wojewódzka Policji w Bydgoszczy, ul. Powstańców Wlkp.

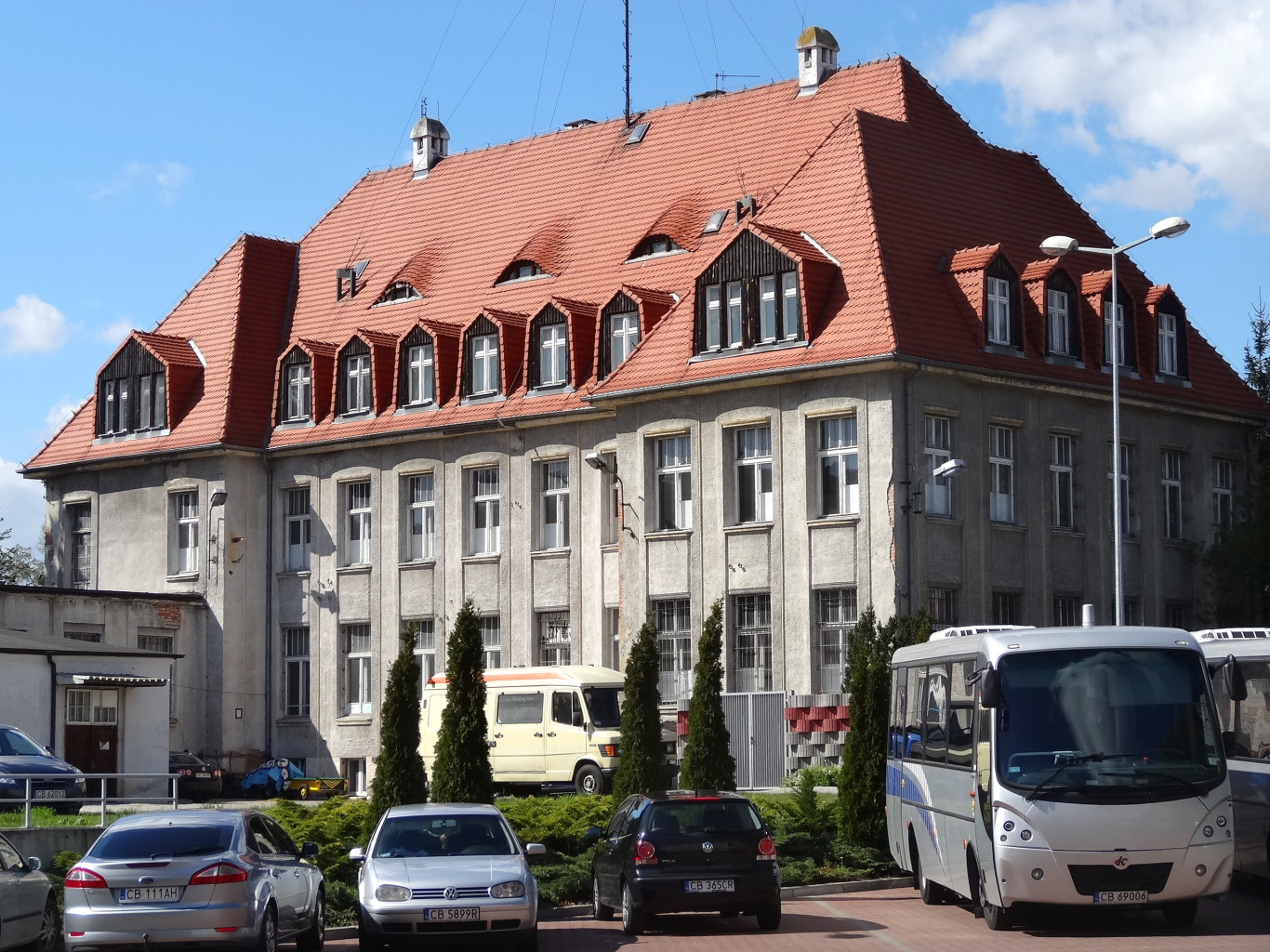
Budynek Prewencji Policji w Bydgoszczy przed renowacją, dawny Internat Kresowy

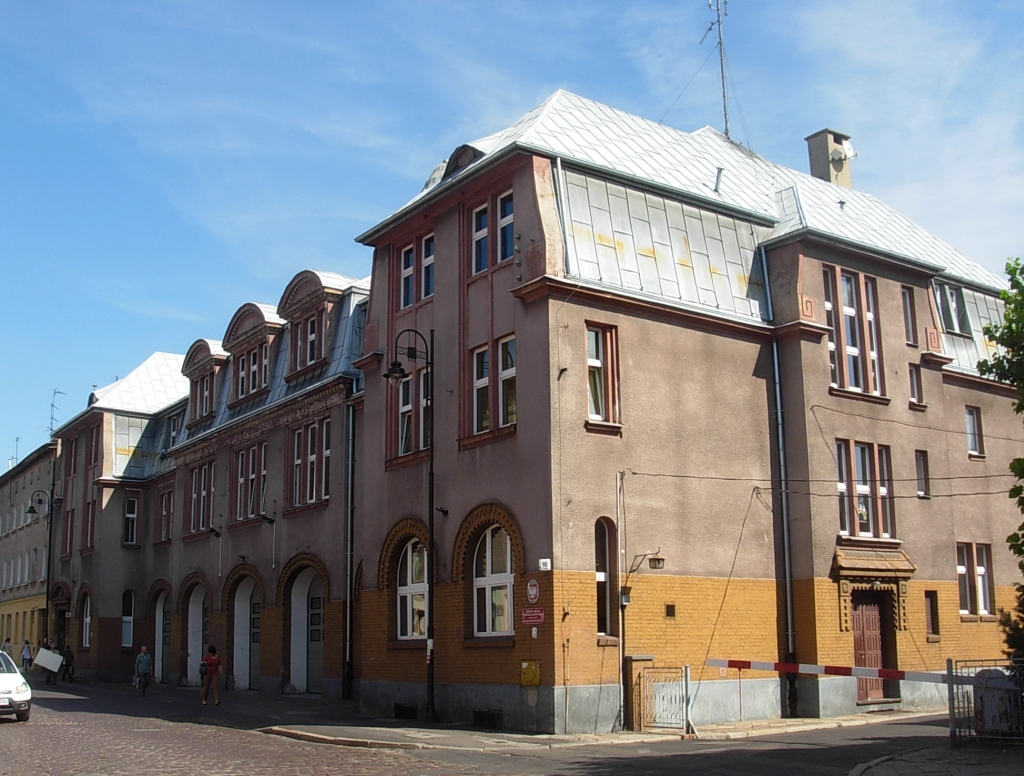
Zabytkowa remiza Miejskiej Straży Pożarnej (1909–1911), ul. Pomorska 16-18

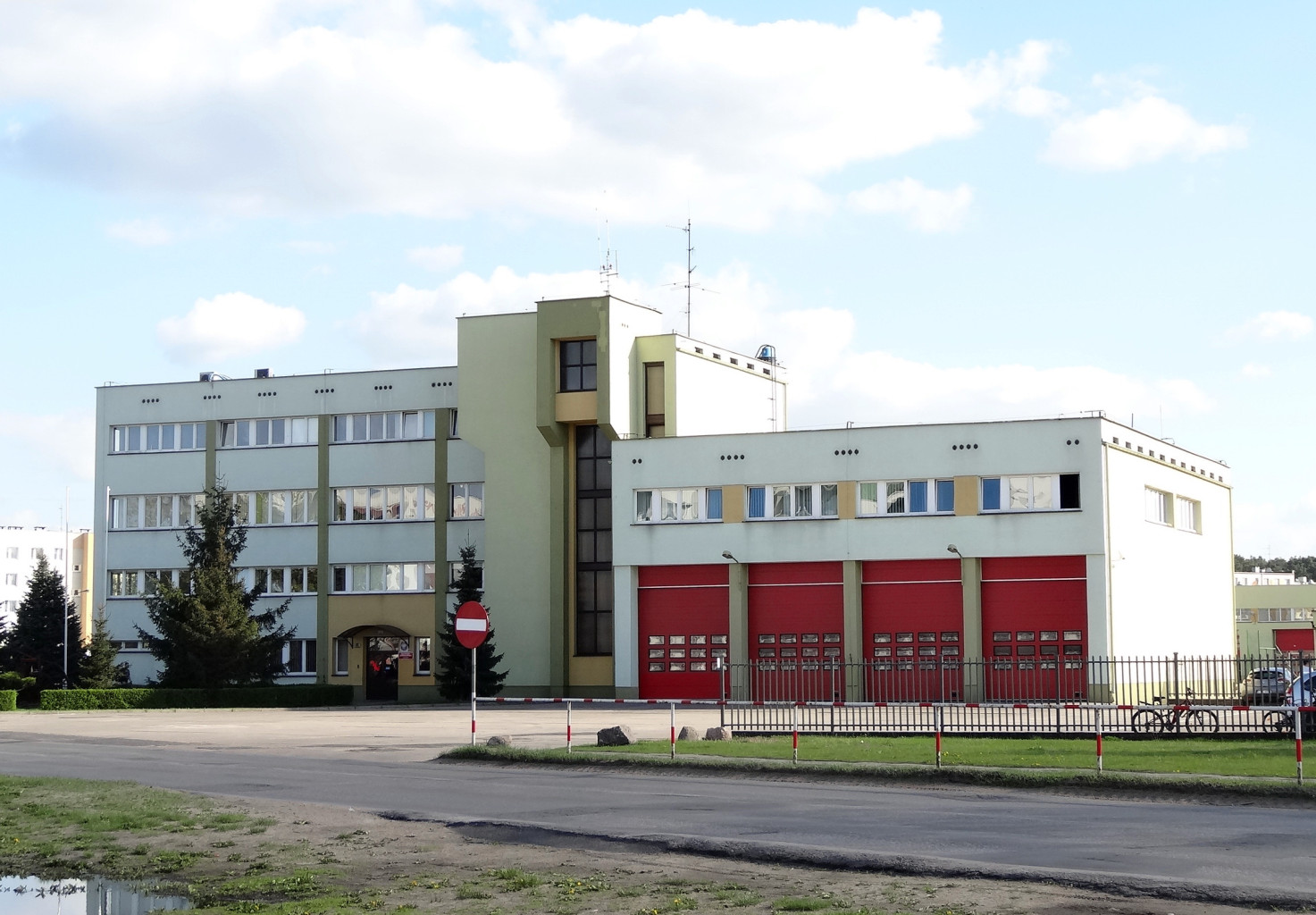
Szkoła Podoficerska Państwowej Straży Pożarnej przy ul. Glinki

Bydgoszcz oraz powiat bydgoski posiadają wspólne jednostki organizacyjne Policji i Państwowej Straż Pożarnej – działają one na obszarze 1569 km² zamieszkałym przez 470 tys. osób.
W 2019 roku doszło w Bydgoszczy do 6270 wypadków i kolizji drogowych (17,9 zdarzeń/1000 mieszkańców), spowodowanych najczęściej niezachowaniem bezpiecznej odległości między pojazdami.

### Policja
W Bydgoszczy znajduje się Wojewódzka Komenda Policji, której podlega m.in. Oddział Prewencji oraz 19 miejskich i powiatowych komend policji w województwie kujawsko-pomorskim. Zasięg terytorialny Komendy Miejskiej Policji w Bydgoszczy obejmuje miasto Bydgoszcz oraz powiat bydgoski. W 2015 r. jednostkami terytorialnymi KMP były:
1. Komisariat Policji Bydgoszcz-Śródmieście – obejmuje północną część miasta oraz gminę Osielsko;
2. Komisariat Policji Bydgoszcz-Szwederowo – obejmuje centralną i południową część miasta;
3. Komisariat Policji Bydgoszcz-Błonie – obejmuje zachodnią część miasta;
4. Komisariat Policji Bydgoszcz-Wyżyny – obejmuje południowo-wschodnią Bydgoszcz i gminę Nowa Wieś Wielka;
5. Komisariat Policji Bydgoszcz-Fordon – obejmuje dzielnicę Fordon i gminę Dąbrowa Chełmińska;
6. Komisariat Policji w Koronowie – obejmuje gminy: Koronowo, Dobrcz i Sicienko;
7. Komisariat Policji w Solcu Kujawskim – obejmuje miasto i gminę Solec Kujawski;
8. Komisariat Policji w Białych Błotach – obejmuje gminę Białe Błota.

Stan etatowy Komendy Miejskiej Policji w Bydgoszczy w 2014 r. wynosił 1039 policjantów.

### Straż Pożarna
Geneza Ochotniczej Straży Pożarnej w Bydgoszczy sięga 1864, a służby zawodowej 1872. Do 1911 główna remiza mieściła się w kościele Klarysek, a potem w budynku przy ul. Pomorskiej 16. W 2014 Komenda Miejska PSP w Bydgoszczy zatrudniała łącznie 221 funkcjonariuszy. Zabezpieczenie operacyjne miasta i powiatu bydgoskiego stanowi 5 jednostek ratowniczo-gaśniczych (JRG), które posiadają własne specjalizacje, m.in. wodno-nurkową, chemiczną, wysokościową. Działania ratownicze wspomaga 6 zakładowych ochotniczych straży pożarnych (Kable, Lucent, BFM, Unilever, Sklejka, Pasamon), wojewódzka delegatura Wojskowej Ochrony Pożarowej oraz służby ratowniczo-gaśnicze przy porcie lotniczym Bydgoszcz. Od 1992 r. funkcjonuje w Bydgoszczy Szkoła Podoficerska Państwowej Straży Pożarnej (jedna z 5 szkół PSP w kraju), która kształci strażaków – ratowników z terenu całego kraju. W 2014 r. straż pożarna odnotowała na terenie Bydgoszczy 2463 zdarzeń, w tym 907 pożarów.

### Straż Miejska
Protoplastą Straży Miejskiej w Bydgoszczy byli obserwatorzy pełniący służbę na wieży ratuszowej, oddział piechoty miejskiej (1636), a w XIX wieku tzw. stróżowie nocni. Od 1991 r. przy urzędzie miejskim działa komenda Straży Miejskiej Miasta Bydgoszczy, której podlegają 4 referaty dzielnicowe. W 2014 r. jednostki te zatrudniały 248 osób, w tym 180 strażników i 27 osób przy obsłudze wideomonitoringu. W 2014 r. ukarano mandatami karnymi 17,5 tys. osób na łączną kwotę 2 mln zł oraz wylegitymowano 39,4 tys. osób ujawniając 41 tys. wykroczeń.

### Monitoring miejski
Istotną rolę w zakresie zapewnienia bezpieczeństwa mieszkańcom Bydgoszczy pełni system monitoringu wizyjnego rozmieszczony w strategicznych punktach miasta, którego budowę rozpoczęto w 2004. W 2014 składał się z 159 kamer, w tym 68 stacjonarnych i 91 obrotowych. Studia obsługujące system znajdują się m.in. w budynkach: Komendy Miejskiej Policji oraz Komisariatu Policji Bydgoszcz-Śródmieście, a docelowo w budynku Bydgoskiego Centrum Monitoringu. Obsługiwane są przez pracowników oraz funkcjonariuszy Straży Miejskiej w liczbie ok. 40 osób.

### Bydgoskie Centrum Bezpieczeństwa
Od 2008 r. miasto Bydgoszcz i powiat bydgoski prowadzą wspólnie Bydgoskie Centrum Bezpieczeństwa i Bydgoskie Centrum Zarządzania Kryzysowego. Niezależnie od tego funkcjonuje Centrum Zarządzania Kryzysowego Wojewody Kujawsko-Pomorskiego. W Centrum pracują strażnicy miejscy i służba dyżurna zarządzania kryzysowego. Znajduje się tu (ul. Grudziądzka 9-15 bud. C) jedno z 17 krajowych Wojewódzkich Centrów Powiadamiania Ratunkowego, które obsługuje zgłoszenia alarmowe kierowane do numerów alarmowych 112, 997, 998 i 999.
W 2012 r. uruchomiono w Bydgoszczy SMS-owy system przekazywania ostrzeżeń o sytuacjach kryzysowych zagrażających zdrowiu, życiu i mieniu.

### Inne instytucje bezpieczeństwa narodowego
W Bydgoszczy siedzibę mają także wojewódzkie oddziały: Państwowej Straży Rybackiej, Straży Ochrony Kolei, Państwowej Straży Łowieckiej, Straży Granicznej (przy porcie lotniczym), Agencja Bezpieczeństwa Wewnętrznego, delegatura Centralnego Biura Antykorupcyjnego, oddział Żandarmerii Wojskowej, Ekspozytura Służby Kontrwywiadu Wojskowego, Służba Więzienna, Inspekcja Transportu Drogowego i inne.

## Opieka zdrowotna

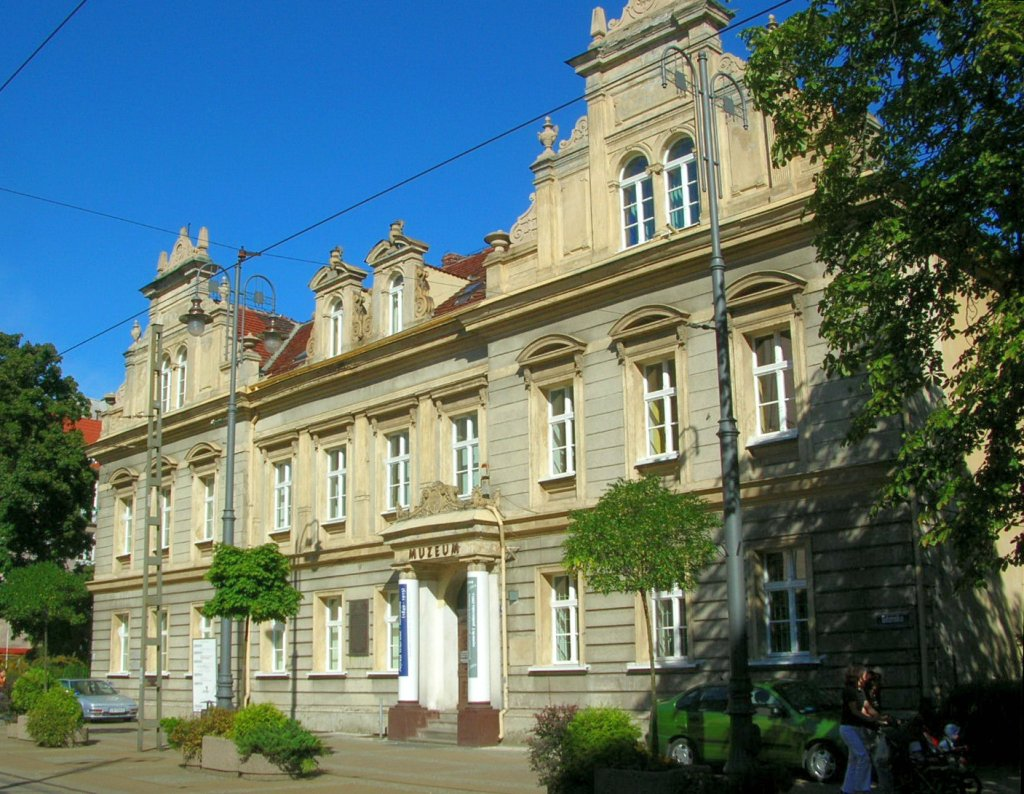
Pierwszy Szpital Miejski w dawnym klasztorze klarysek, ul. Gdańska 4

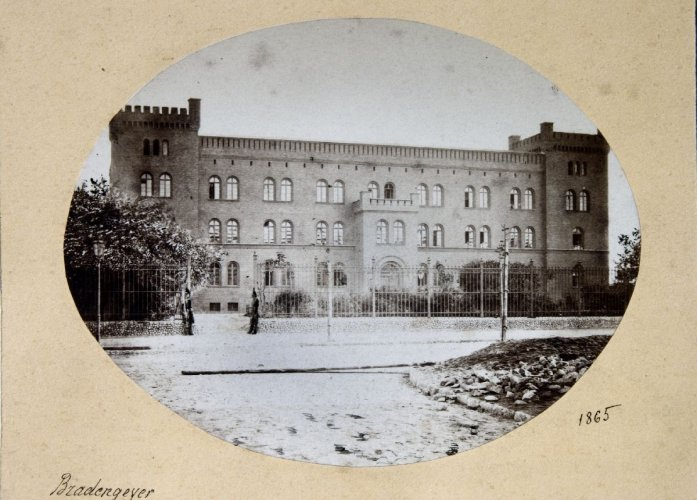
Szpital Garnizonowy w 1865

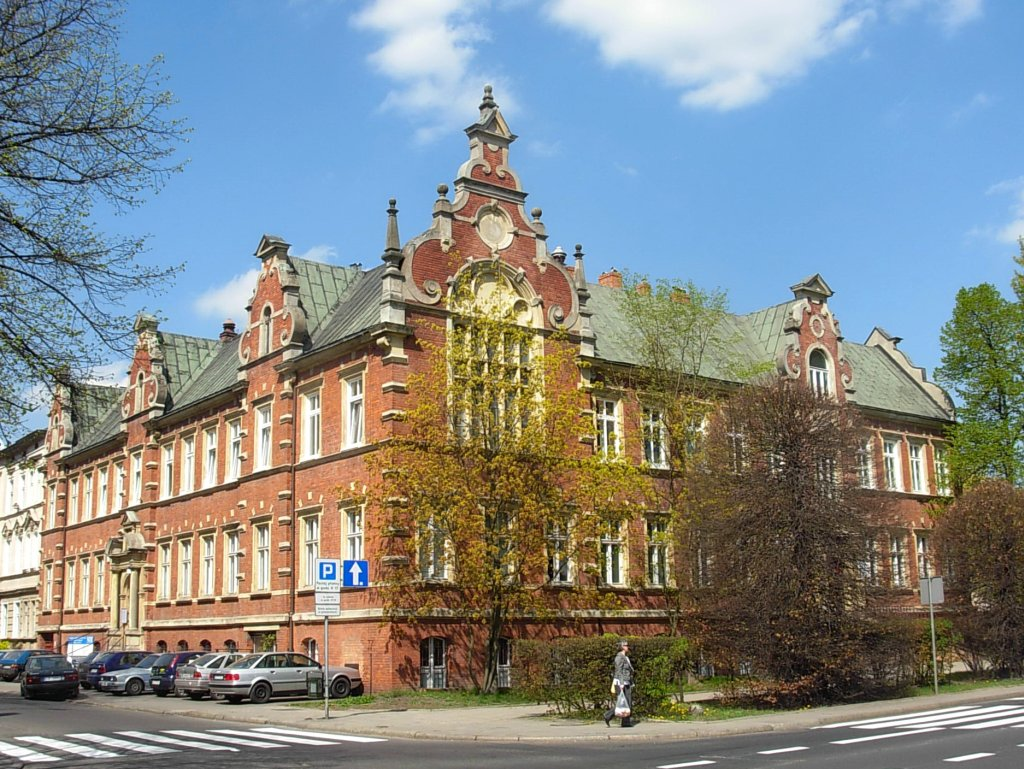
Dawne schronisko dla niewidomych (1901), ul. Kołłątaja

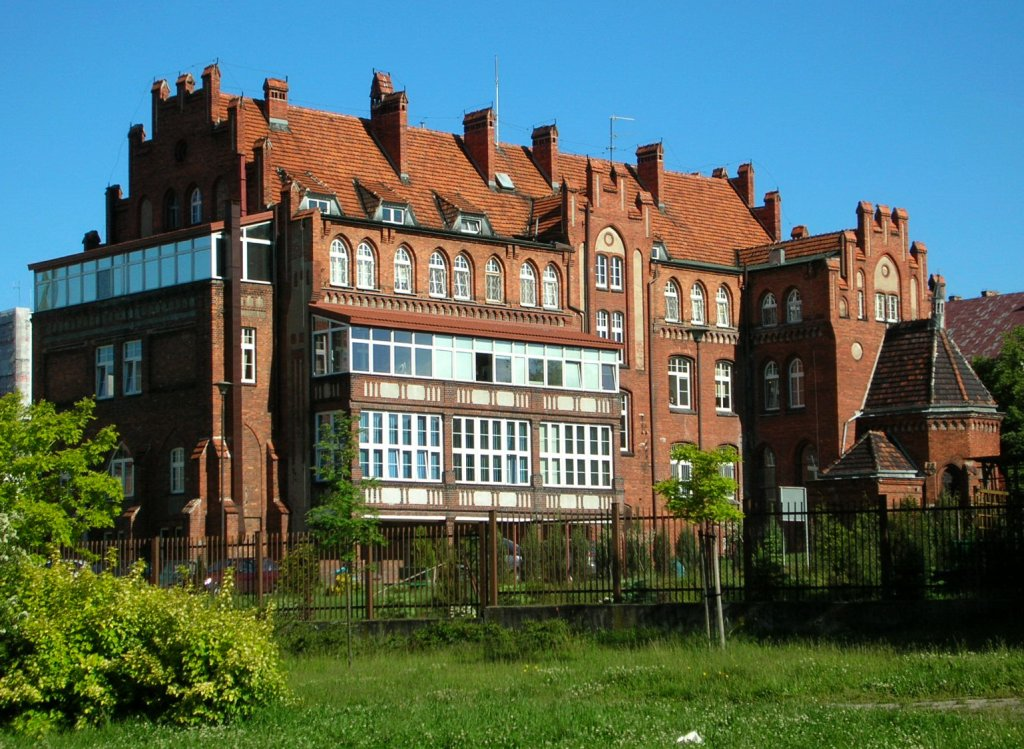
Dawny Szpital Dziecięcy (1912) przy ul. św. Floriana

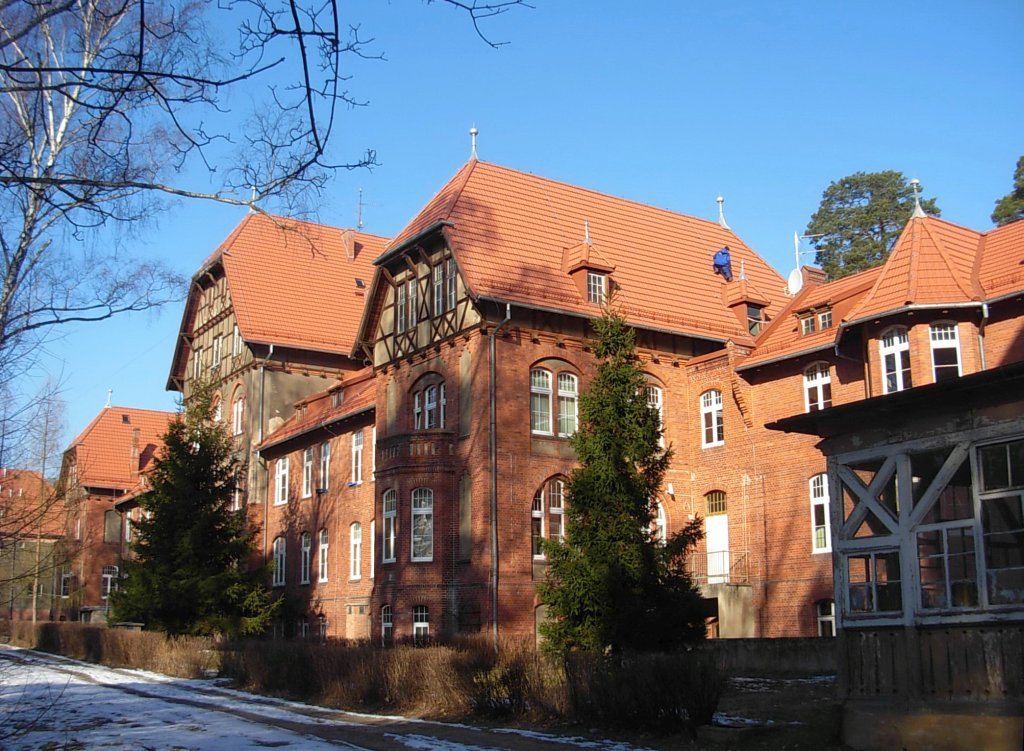
Sanatorium w Bydgoszczy-Smukale należące do Kujawsko-Pomorskiego Centrum Pulmonologii

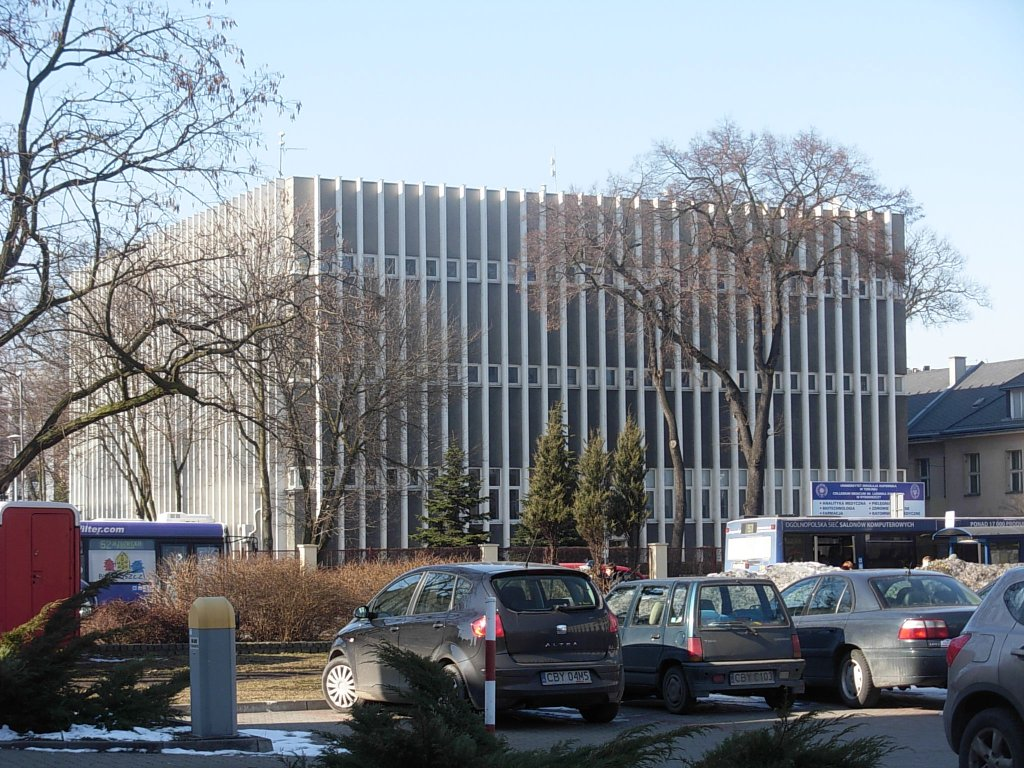
Jeden z budynków Collegium Medicum Uniwersytetu Mikołaja Kopernika przy ul. 3 Maja

Miasto jest ważnym ośrodkiem medycznym w skali krajowej, dzięki rozwiniętej infrastrukturze, wyższej uczelni medycznej kształcącej odpowiednie kadry, a także dzięki obecności wybitnych specjalistów (prof. Marek Harat, prof. Józef Kałużny i inni), którzy słyną z nowatorskich przedsięwzięć medycznych (onkologia, neurochirurgia, okulistyka, laryngologia, kardiologia). W 2013 r. pracowało w Bydgoszczy 3536 lekarzy, 3937 pielęgniarek oraz 435 położnych.

### Tradycje
Pierwsi lekarze, absolwenci Uniwersytetu Jagiellońskiego zamieszkali w Bydgoszczy na początku XVI wieku. W czasach staropolskich na każdym z bydgoskich przedmieść istniały szpitale, które wówczas miały formę przytułków dla chorych, starców i ubogich. W 1448 r. z fundacji patrycjatu bydgoskiego na przedmieściu Gdańskim powstał szpital Świętego Ducha, w 1529 r. z fundacji starosty bydgoskiego Stanisława Kościeleckiego wzniesiono szpital św. Stanisława na przedmieściu Kujawskim, a w 1550 r. z fundacji burgrabiego zamku bydgoskiego powstał szpital św. Krzyża na Przedmieściu Poznańskim. Przytułki te wraz z kaplicami rozebrały w latach 1834–1840 władze pruskie.
Pierwszy szpital (lazaret miejski) utworzono przy ul. Grodzkiej 2 w 1774 r. po założeniu w mieście stałego garnizonu wojskowego. W czasach Księstwa Warszawskiego (1806–1815) istniały w Bydgoszczy dwa lazarety: wojskowy oraz miejski. W 1809 r. władze Księstwa zezwoliły na założenie w Bydgoszczy departamentowej Rady Lekarskiej, która miała sprawować nadzór nad lecznictwem. Po 1815 r. przekształcono ją w rejencyjną Komisję Sanitarną podległą Kolegium Medycznemu w Poznaniu.
W 1836 r. w dawnym klasztorze klarysek założono nowy Szpital Miejski, który w 1878 r. rozbudowano do 70 łóżek. W 1852 r. wzniesiono Szpital Garnizonowy przy ul. Jagiellońskiej, a w 1880 r. na Bielawach (nie włączonych jeszcze w obręb administracyjny miasta) otwarto Szpital Powiatowy (dzisiaj Wojewódzki Szpital Dziecięcy). Z kolei w 1885 r. powstał Szpital Diakonisek im. Ludwiki Giese-Rafalskiej, która ufundowała budynek (dzisiaj Kujawsko-Pomorskie Centrum Pulmonologii). W 1898 r. otwarto Szpital Dziecięcy przy ul. św. Floriana (dzisiaj Wojewódzki Szpital Obserwacyjno-Zakaźny), rozbudowany w 1910 r. dzięki pomocy dr Stanisława Warmińskiego – stryja działacza narodowego dr Emila Warmińskiego. W 1909 r. dzięki fundacji cesarzowej Augusty Wiktorii powstała w Bydgoszczy 25-łóżkowa Lecznica dla Niemowląt przy pl. Kościeleckich (dzisiaj Wojewódzki Ośrodek Kultury). W 1901 r. wybudowano także okazałe schronisko dla niewidomych przy ul. Kołłątaja.
Z kolei w latach 1903–1904 staraniem Centralnego Niemieckiego Komitetu dla Budowy Zakładów Przeciwgruźliczych powstało w Smukale wśród lasów sosnowych sanatorium dla płucnochorych, połączone z miastem koleją wąskotorową.
W okresie międzywojennym zbudowano duży Szpital Miejski (1928–1938, dzisiaj szpital Uniwersytecki nr 1 im. dr A. Jurasza), dokąd w 1937 r. przeprowadzono szpital miejski z klasztoru klarysek (dzisiaj Muzeum Okręgowe). W 1933 zmodernizowano także Szpital Powiatowy przy ul. Chodkiewicza. Po 1945 r. zbudowano w Bydgoszczy cztery duże szpitale: Miejski im. E. Warmińskiego (1959), Wojewódzki im. J. Biziela (1980), Wojskowy (1985) oraz Onkologiczny (1994) oraz szereg innych jednostek służby zdrowia. W 1985 r. powołano Państwowy Szpital Kliniczny Akademii Medycznej im. dr Antoniego Jurasza na bazie szpitala wojewódzkiego. Po 2000 r. powstało szereg szpitali niepublicznych.

### Szpitale
W 2013 w Bydgoszczy funkcjonowało 15 szpitali, 156 przychodni oraz 124 apteki. Wykaz szpitali bydgoskich:
- szpitale jednostek samorządu terytorialnego:
  - Centrum Onkologii im. prof. Franciszka Łukaszczyka w Bydgoszczy
  - Kujawsko-Pomorskie Centrum Pulmonologii w Bydgoszczy
  - Wielospecjalistyczny Szpital Miejski im. Emila Warmińskiego w Bydgoszczy
  - Wojewódzki Szpital Dziecięcy im. Józefa Brudzińskiego w Bydgoszczy
  - Wojewódzki Szpital Obserwacyjno-Zakaźny im. Tadeusza Browicza w Bydgoszczy
- szpitale uniwersyteckie, prowadzone przez Collegium Medicum Uniwersytetu Mikołaja Kopernika w Bydgoszczy:
  - Szpital Uniwersytecki nr 1 im. Antoniego Jurasza w Bydgoszczy
  - Szpital Uniwersytecki nr 2 im. Jana Biziela w Bydgoszczy
- szpitale resortowe:
  - Szpital MSW w Bydgoszczy
  - 10 Wojskowy Szpital Kliniczny z Polikliniką w Bydgoszczy
- 6 szpitali prywatnych, m.in. Szpital Świętego Łukasza, Alfa Med, Centrum Medyczne Bieńkowski, Centrum Medyczne Gizińscy, Stadmedica, Szpital Eskulap – Centrum Leczenia Chorób Serca i Naczyń[349].

W Bydgoszczy funkcjonują ponadto 3 placówki opieki paliatywnej:
- Hospicjum im. ks. Jerzego Popiełuszki w Bydgoszczy przy Szpitalu Miejskim
- Dom Sue Ryder w Bydgoszczy przy Centrum Onkologii
- Oddział Medycyny Paliatywnej w szpitalu Uniwersyteckim nr 1.

Szpitale publiczne w Bydgoszczy dysponują łącznie 3295 łóżkami. Mają one znaczenie ponadlokalne – hospitalizowani są tu także mieszkańcy regionu oraz pozostałej części kraju. W 2003 r. leczyło się tutaj 114 tys. osób, a przeciętny okres pobytu wynosił 6,9 doby.
W trzech szpitalach bydgoskich: Wojskowym, Uniwersyteckim nr 1 i Uniwersyteckim nr 2 funkcjonują Szpitalne Oddziały Ratunkowe (SOR-y). Dodatkowo w Szpitalu Uniwersyteckim nr 1 im. dr Jurasza utworzono jedno z 14 w kraju Centrów Urazowych.
Na szczególną uwagę zasługuje Centrum Onkologii im. prof. Franciszka Łukaszczyka, znajdujące się w dzielnicy Fordon. Słynie ono nie tylko z wielokrotnych wygranych w rankingach na najlepszy szpital w Polsce, lecz i z wysoce specjalistycznych badań z wykorzystaniem m.in. pierwszego w Polsce PET-CT (pozytonowa emisyjna tomografia komputerowa).
W dzielnicy Opławiec, położonej w zachodniej części miasta, na skarpie nad Brdą znajduje się sanatorium Kujawsko-Pomorskiego Centrum Pulmonologii dla przewlekle chorych.

### Szkolnictwo medyczne
Szkolnictwo medyczne w Bydgoszczy istnieje od początku lat 50. XX wieku – w 1951 powołano jako pierwszy w Polsce Zakład Doskonalenia Lekarzy, gdzie odbywały się szkolenia podyplomowe dla lekarzy z całego kraju. W 1971 przekształcono go w Zespół Nauczania Klinicznego w Bydgoszczy, a następnie w Filię Akademii Medycznej w Gdańsku. W 1984 powstała samodzielna Akademia Medyczna, która 20 lat później, w 2004, została włączona do Uniwersytetu Mikołaja Kopernika jako Collegium Medicum. W 2023 rozpoczęto prace nad utworzeniem wydziału medycznego na Politechnice Bydgoskiej

### Medyczne jednostki organizacyjne

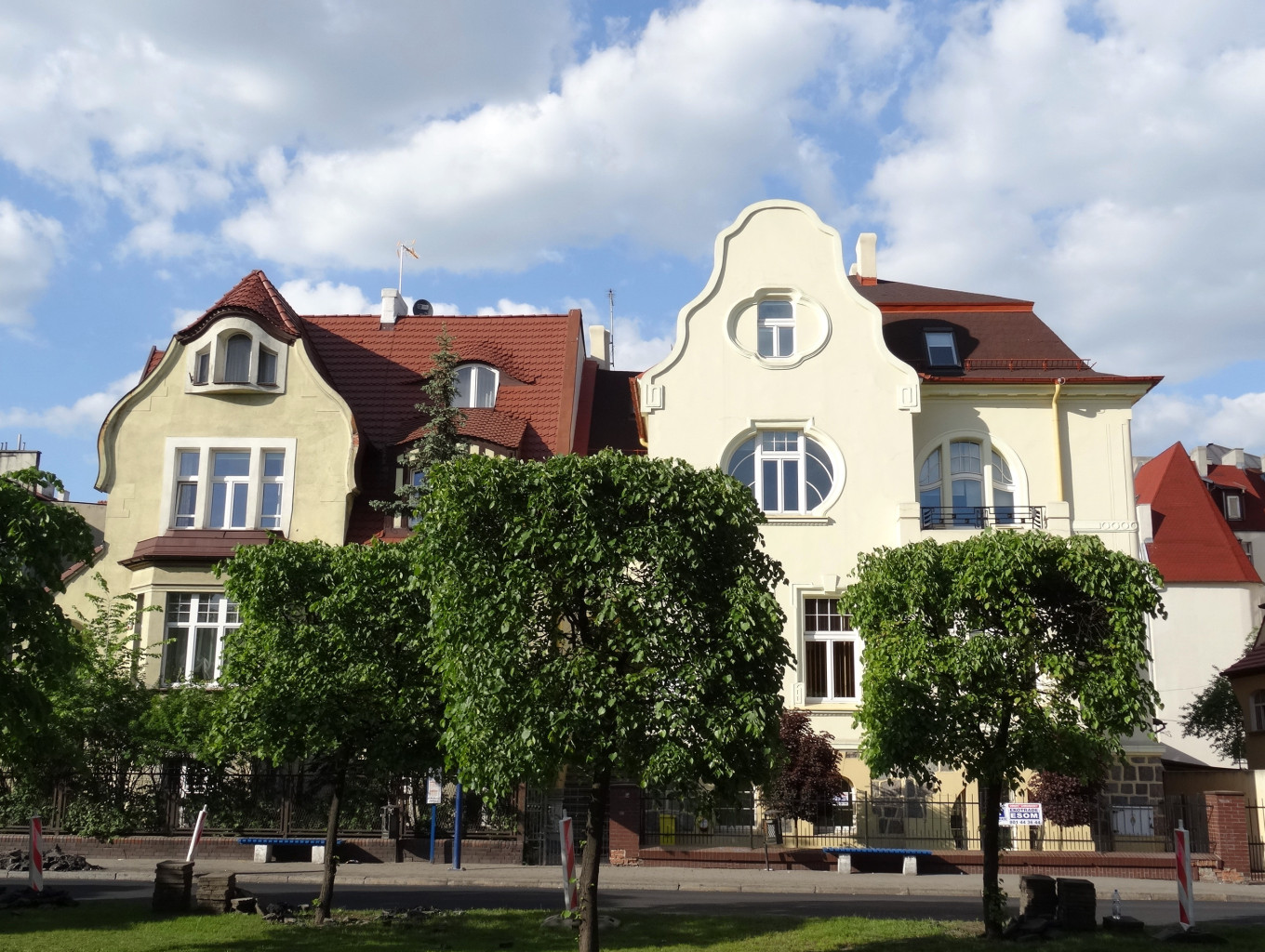
Secesyjna willa przy al. Mickiewicza 15 z 1904 r., siedziba Kujawsko-Pomorskiego Oddziału NFZ w latach 2004–2017

W Bydgoszczy zlokalizowany jest Kujawsko-Pomorski Oddział Wojewódzki Narodowego Funduszu Zdrowia, Kujawsko-Pomorskie Wojewódzkie centrum zdrowia publicznego, Wojewódzki Inspektorat Farmaceutyczny, Wojewódzki Inspektorat Weterynarii, Wojewódzka Stacja Sanitarno-Epidemiologiczna, Regionalne Centrum Krwiodawstwa i Krwiolecznictwa oraz jednostki samorządu zawodowego, m.in.:
- Bydgoska Izba Lekarska – jedna z 24 okręgowych izb Naczelnej Izby Lekarskiej[354] obejmująca zachodnią połowę województwa, wydaje własne pismo „Primum non nocere”;
- Okręgowa Izba Pielęgniarek i Położnych w Bydgoszczy – jedna z 45 izb okręgowych, obejmująca zachodnią połowę województwa;
- Pomorsko-Kujawska Okręgowa Izba Aptekarska – jedna z 20 okręgowych izb Naczelnej Izby Aptekarskiej, obejmuje całe województwo;
- Kujawsko-Pomorska Izba Lekarsko-Weterynaryjna – jedna z 16 wojewódzkich izb Krajowej Izby Lekarsko-Weterynaryjnej;
- Federacja Związków Pracodawców Ochrony Zdrowia Porozumienie Zielonogórskie[355]

W Bydgoszczy istnieją ponadto regionalne oddziały wielu organizacji i stowarzyszeń medycznych np. Polskie Stowarzyszenie Diabetyków (założone w 1981 r. z siedzibą w Bydgoszczy), Polskie Towarzystwo Alergologiczne (założone w Bydgoszczy w 1982 r.), Polskie Towarzystwo Lekarskie (od 1903), Polskie Towarzystwo Stomatologiczne (od 1953), Polskie Towarzystwo Pediatryczne (od 1954), Polskie Lekarskie Towarzystwo Radiologiczne, Polskie Towarzystwo Anatomiczne, Polskie Towarzystwo Chirurgów Dziecięcych, Polskie Towarzystwo Gerontologiczne, Polskie Towarzystwo Kardiologiczne, Polskie Towarzystwo Neurologiczne, Polskie Towarzystwo Endokrynologiczne, Polskie Towarzystwo Fizyki Medycznej, Polskie Towarzystwo Nadciśnienia Tętniczego, Polskie Towarzystwo Ortopedyczne i Traumatologiczne, Polskie Towarzystwo Zapobiegania Narkomanii, Towarzystwo Internistów Polskich, Polskie Towarzystwo Diagnostyki Laboratoryjnej, Polskie Towarzystwo Pielęgniarskie, Polskie Towarzystwo Położnych (od 2004), Międzynarodowe Stowarzyszenie Studentów Medycyny IFMSA-Poland i inne.

### Ratownictwo medyczne
Pierwszy wóz sanitarny służący transportowi chorych i udzielaniu pierwszej pomocy uruchomiono w Bydgoszczy w 1902 i przekazano do dyspozycji Miejskiej Straży Pożarnej. W 1926 r. nastąpiło przejście na trakcję mechaniczną, a w 1927 r. uruchomiono Pogotowie Ratunkowe ze stałym dyżurem lekarskim w remizie straży pożarnej przy ul. Pomorskiej 16. W latach 30. XX w. rocznie przewożono ok. 1,7 tys. chorych. W 1955 r. uruchomiono Zespół Lotnictwa Sanitarnego. W 1967 r. oddano do użytku nową siedzibę Pogotowia Ratunkowego przy ul. Markwarta, które stało się stacją wojewódzką. W 2015 r. Wojewódzka Stacja Pogotowia Ratunkowego w Bydgoszczy dysponowała 5 zespołami specjalistycznymi, 11 bazami wyjazdowymi oraz 16 ambulansami.
W Bydgoszczy przy ul. Toruńskiej 157 (przy jazie Czersko Polskie) funkcjonuje Wodne Ochotnicze Pogotowie Ratunkowe Województwa Kujawsko-Pomorskiego (zał. 1968), do którego należy 12 placówek rejonowych na terenie całego regionu.
Przy Lotnisku Bydgoszcz-Biedaszkowo funkcjonuje ponadto bydgoskie Lotnicze Pogotowie Ratunkowe (baza HEMS). W mieście znajdują się 3 profesjonalne lądowiska dla helikopterów LPR, w tym 2 całodobowe (przy Szpitalach: Wojskowym oraz Uniwersyteckich nr 1 i 2).

## Bydgoszcz jako garnizon wojskowy

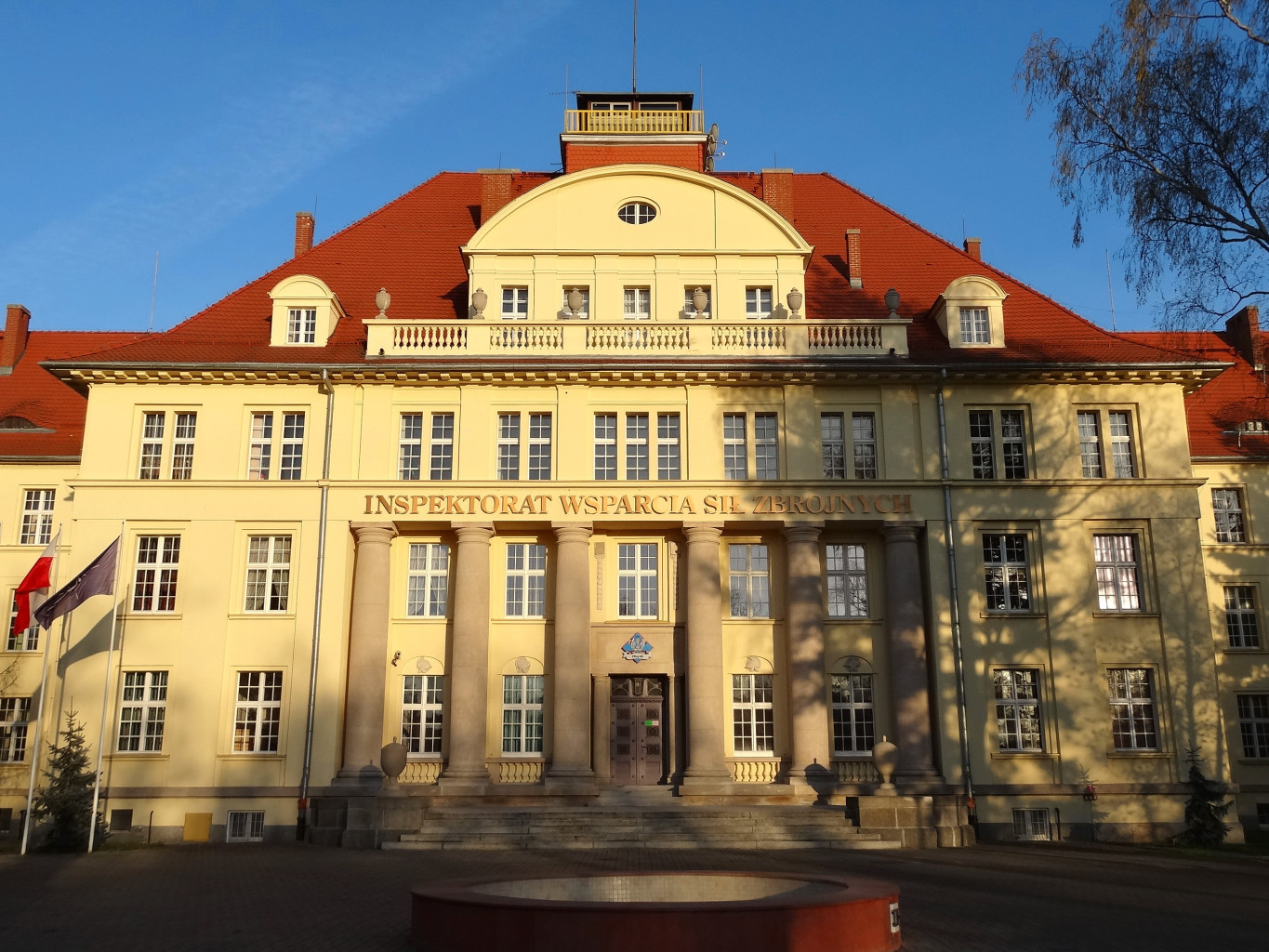
Budynek Szkoły Wojennej (1913) i Bydgoskiej Szkoły Podchorążych (1920–1938), siedziba Pomorskiego Okręgu Wojskowego (1945-2007), a od 2007 Inspektoratu Wsparcia Sił Zbrojnych

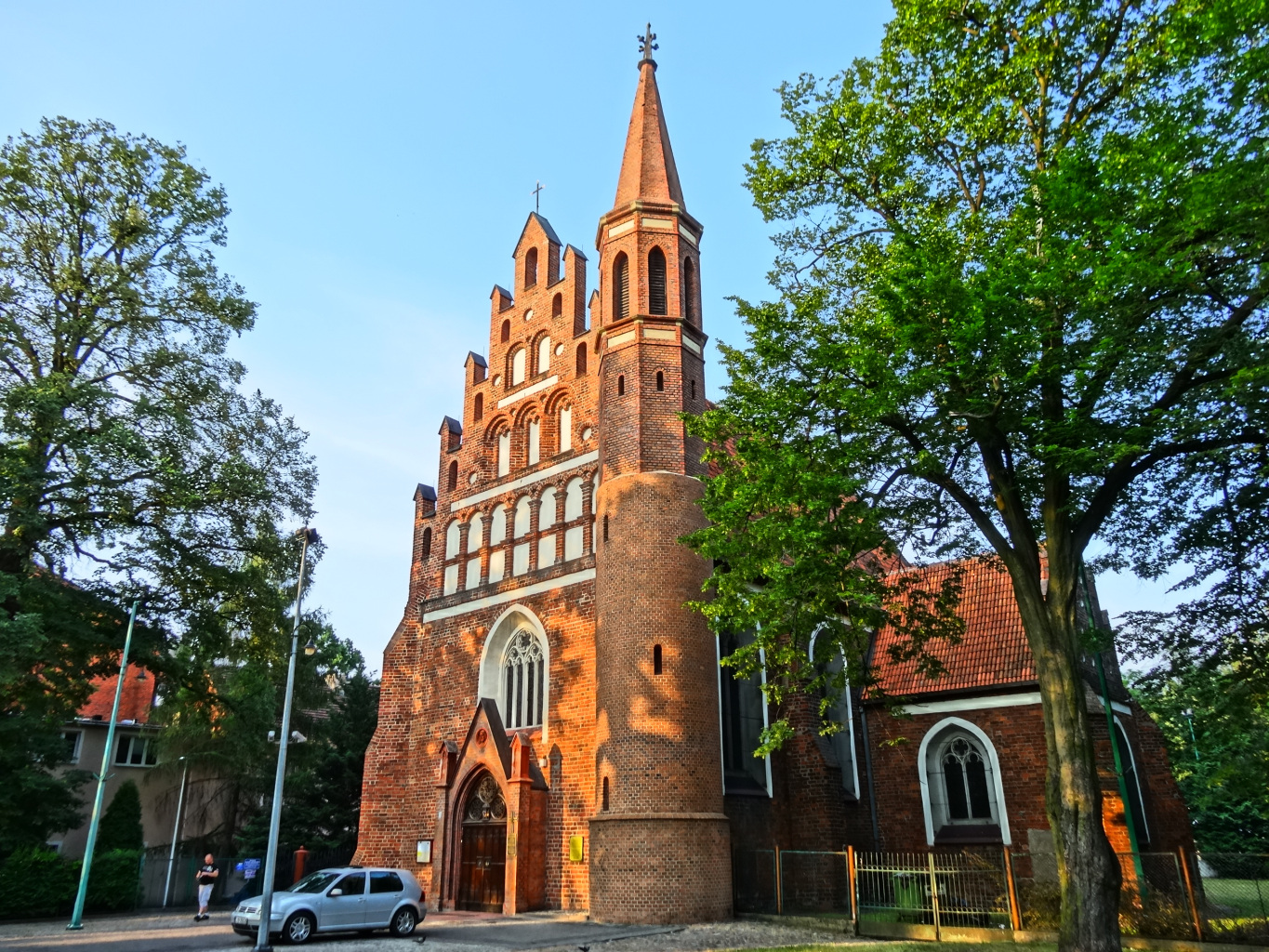
Kościół pobernardyński, w 1838 r. przemianowany na garnizonowy, a w latach 1866–1868 odrestaurowany według projektu Ferdinanda von Quasta

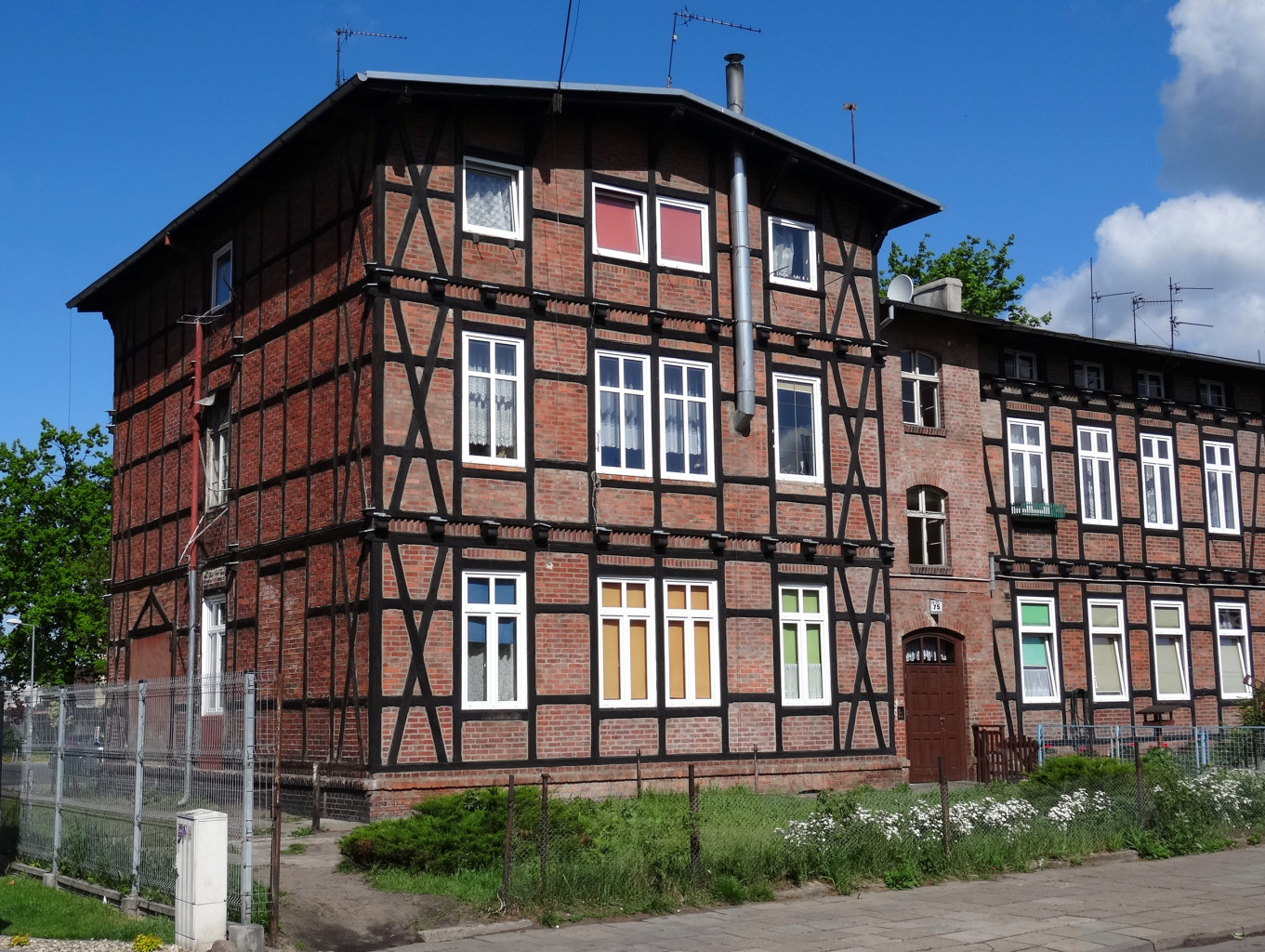
Dawne koszary z ok. 1875 r., tzw. Londynek, obecnie bud. mieszkalne

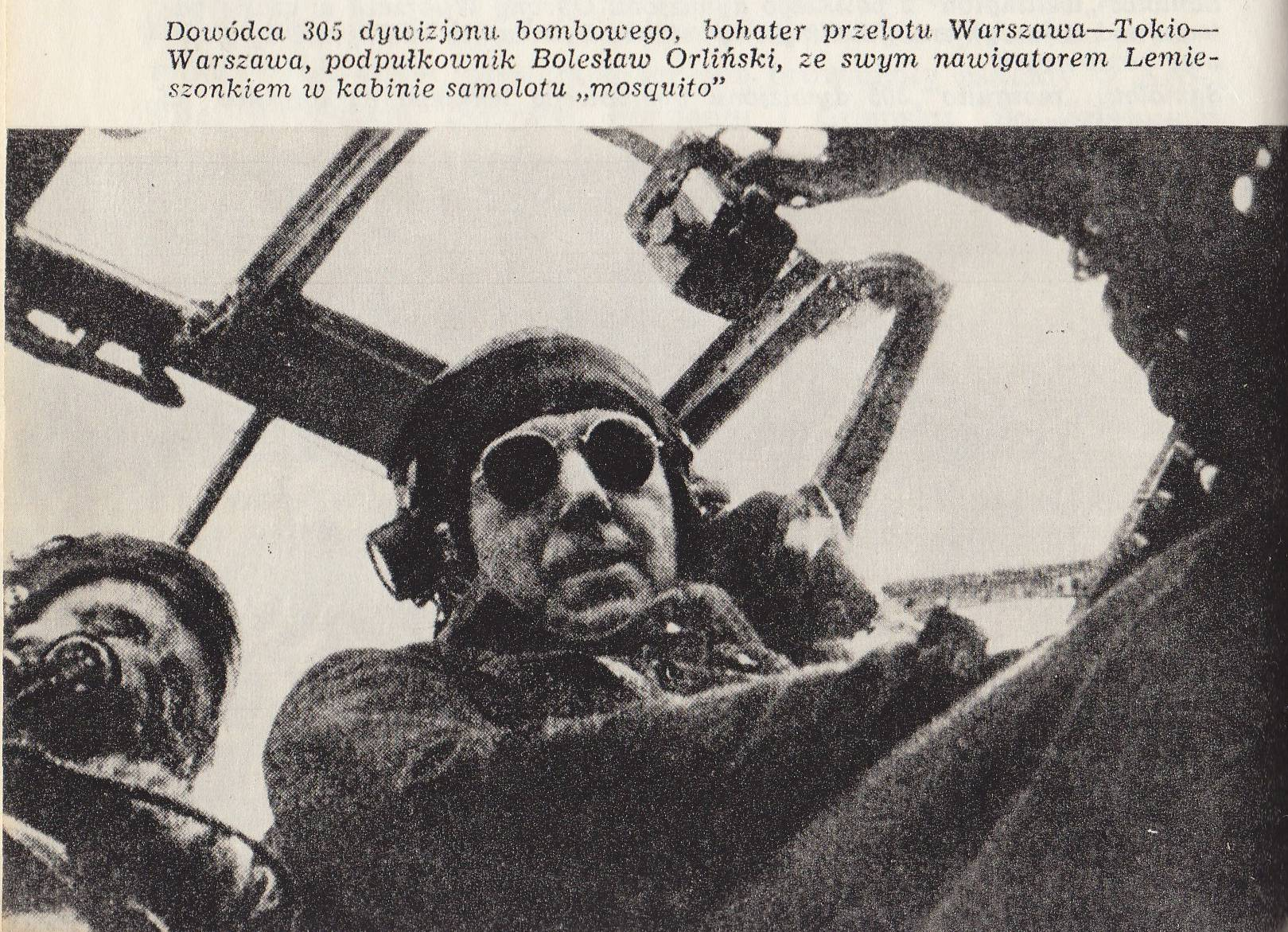
Bolesław Orliński – absolwent bydgoskiej szkoły pilotów, dowódca Dywizjonu 305 w Wielkiej Brytanii

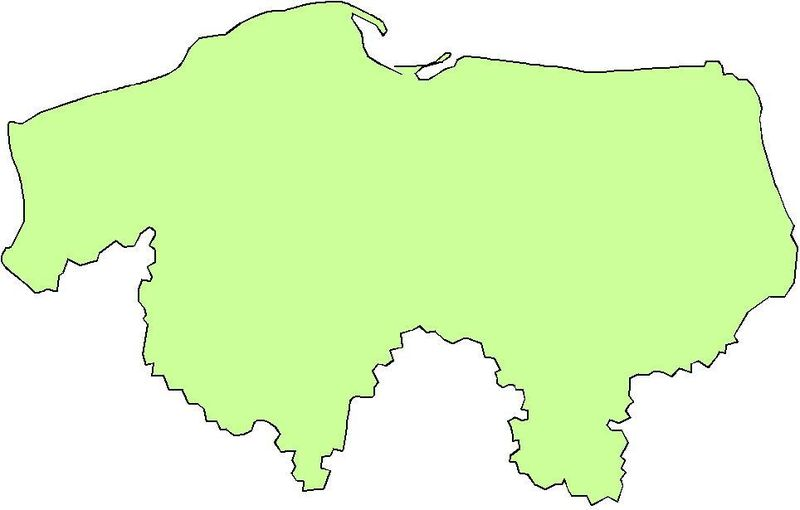
Mapa Pomorskiego Okręgu Wojskowego (1945-2007) po reorganizacji w 2001

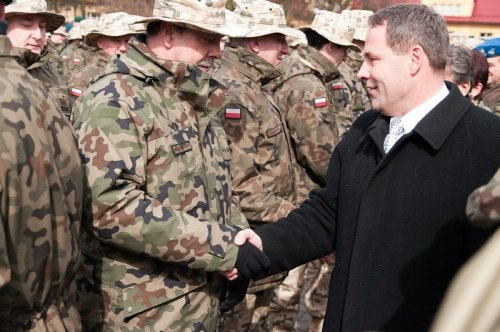
Pożegnanie żołnierzy udających się na misję w Afganistanie (2009)

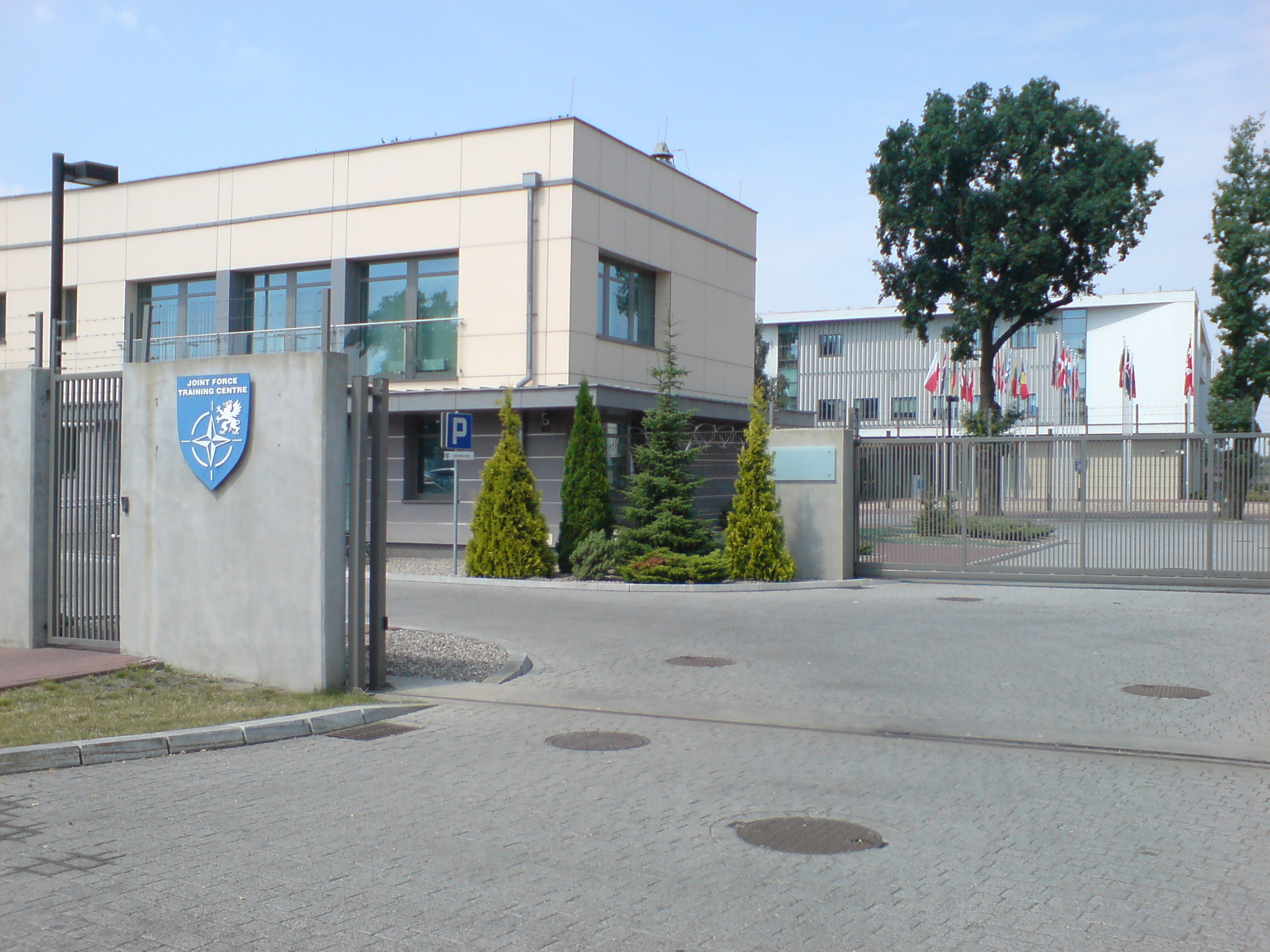
NATO Joint Force Training Center (Centrum Szkolenia Sił Połączonych NATO) – widok od ul. Szubińskiej

Bydgoszcz jest jednym z ważniejszych ośrodków administracji wojskowej na mapie kraju, w 2014 drugim co do wielkości garnizonem w Polsce. Znajduje się tu także większość instytucji NATO obecnych w Polsce.

### Instytucje i jednostki WP
W 2014 w Bydgoszczy znajdowały się następujące instytucje wojskowe:
- Inspektorat Wsparcia Sił Zbrojnych – jednostka podległa Ministrowi Obrony Narodowej, bezpośrednio podporządkowana Dowódcy Generalnemu Rodzajów Sił Zbrojnych;
- Batalion Dowodzenia Inspektoratu Wsparcia Sił Zbrojnych;
- 1 Pomorska Brygada Logistyczna im. Kazimierza Wielkiego – obecna w większości konfliktów, w których brała udział polska armia, m.in. w Iraku, Czadzie, Afganistanie;
- Centrum Doktryn i Szkolenia Sił Zbrojnych – zajmuje się przystosowywaniem NATO-wskich doktryn do działań polskiej armii;
- Wojewódzki sztab wojskowy;
- Wojskowa Komenda Uzupełnień;
- 11 Wojskowy Oddział Gospodarczy;
- 22 Ośrodek Dowodzenia i Naprowadzania – służy siłom lotniczym;
- Region Wsparcia Teleinformatycznego w Bydgoszczy – obejmuje województwa: kujawsko-pomorskie, pomorskie, zachodniopomorskie;
- 2 Rejon Wsparcia Teleinformatycznego Sił Powietrznych;
- Zespół Zarządzania Wsparciem Teleinformatycznym w Bydgoszczy;
- 1 Wojskowy Szpital Polowy – jeden z dwóch w kraju, jako Szpital Operacji Pokojowych zabezpieczał medycznie żołnierzy w Iraku;
- Centralna Grupa Działań Psychologicznych – jest obecna m.in. na misjach zagranicznych, w jakich uczestniczą polscy żołnierze;
- 2 Wojskowy Ośrodek Metrologii;
- Komenda garnizonu Bydgoszcz – ul. Warszawska 10;
- Oddział Żandarmerii Wojskowej;
- Rejonowy Zarząd Infrastruktury – obejmuje województwo kujawsko-pomorskie i łódzkie;
- Rejonowe Warsztaty Techniczne;
- Wojskowa Agencja Mieszkaniowa oddział regionalny w Bydgoszczy (www) – obejmuje województwo kujawsko-pomorskie i część łódzkiego;
- 10 Wojskowy Szpital Kliniczny z Polikliniką w Bydgoszczy;
- Wojskowy Ośrodek Medycyny Prewencyjnej – jeden z 5. w kraju, obejmuje województwa: kujawsko-pomorskie, łódzkie i wielkopolskie;
- Wojskowa Ochrona Pożarowa – jedna z 10. delegatur w kraju, obejmuje województwo kujawsko-pomorskie i łódzkie;
- Ekspozytura Służby Kontrwywiadu Wojskowego;
- Wojskowe Zakłady Lotnicze nr 2;
- Orkiestra Wojskowa w Bydgoszczy;
- Muzeum Wojsk Lądowych;
- Cywilno-Wojskowy Związek Sportowy Zawisza Bydgoszcz;
- dwie parafie wojskowe: katolicka pw. Najświętszej Maryi Panny Królowej Pokoju i ewangelicko-augsburska.

### Instytucje i jednostki NATO
W Bydgoszczy zlokalizowane są także istotne instytucje NATO, większość z tych, które są w Polsce:
- Centrum Szkolenia Sił Połączonych Joint Force Training Center – dzięki niemu rocznie przyjeżdża do Bydgoszczy kilka tysięcy oficerów z wszystkich państw NATO oraz Partnerstwa Wschodniego
- 3 Batalion Łączności NATO
- Centrum Eksperckie Policji Wojskowej NATO
- Jednostka Szpicy NATO (2015 – w organizacji).
- Zespół Wsparcia Teleinformatycznego Agencji Łączności i Informatyki NATO (ang. NATO Communications and Information Agency CIS Support Unit Bydgoszcz – NCI Agency CSU Bydgoszcz).

### Rys historyczny
Pierwsza stała załoga wojskowa na terytorium obecnej Bydgoszczy odnotowana w Kronice Galla Anonima związana jest z Wyszogrodem nad Wisłą, który w 1113 zdobył Bolesław Krzywousty. W czasach I Rzeczypospolitej na zamku bydgoskim przebywała stała załoga wojskowa. Po 1657 bezpieczeństwo miastu zapewniała milicja municypalna oraz członkowie Bydgoskiego Bractwa Kurkowego, istniejącego od XV wieku.
Po przejściu Bydgoszczy pod kuratelę Królestwa Prus w 1772 w ramach I rozbioru Polski utworzono w mieście stały garnizon wojskowy. W 1774 wybudowano koszary huzarskie, prochownię oraz kompleks magazynów wojskowych. Podczas insurekcji kościuszkowskiej korpus dowodzony przez Jana Henryka Dąbrowskiego w bitwie pod Bydgoszczą pokonał przeważające oddziały pruskie i 2 października 1794 zdobył miasto. Od 1815 garnizon bydgoski podlegał dowództwu V Korpusu Armijnego w Poznaniu, a w 1846 zmienił podporządkowanie pod II Korpus Armijny w Szczecinie. Od 1818, aż do 1919 stacjonowały w mieście oddziały 4. Dywizji Piechoty, którą w latach 1866–1870 dowodził gen. Otto Hahn von Weyhern – Honorowy Obywatel Bydgoszczy. W II połowie XIX wieku Bydgoszcz stała się miastem garnizonowym. W latach 1850–1890 nastąpiło potrojenie liczebności wojska, a przeciętnie garnizon bydgoski stanowił około 10% ogólnej liczby mieszkańców miasta.
W II połowie XIX wieku północna część Śródmieścia stała się stopniowo dzielnicą koszarową. Powstał szpital garnizonowy, siedziby dowództw sztabów, komendy garnizonu i kasyna przy ul. Focha, rozległe koszary obejmujące kilkaset hektarów powierzchni oraz place ćwiczeń i strzelnice: na Jachcicach, Błoniu (dla kawalerii) i przy ul. Artyleryjskiej. W 1913 przy ul. Gdańskiej wzniesiono okazały budynek Szkoły Wojennej, który później stał się siedzibą wielu najwyższej rangi instytucji wojskowych. W latach 1916–1919 w Bydgoszczy powstało także lotnisko wojskowe na Biedaszkowie. 20 stycznia 1920 do Bydgoszczy wkroczyli żołnierze Wojska Polskiego z naczelnym wodzem powstania wielkopolskiego gen. Józefem Dowbor-Muśnickim obejmując miasto we władanie II Rzeczypospolitej.
W dwudziestoleciu międzywojennym oddziały WP stacjonujące na terenie województwa pomorskiego wchodziły w skład Dowództwa Okręgu Korpusu VIII z siedzibą w Toruniu. Ich głównym zadaniem operacyjnym było przeciwdziałanie ewentualnej agresji niemieckiej w korytarzu pomorskim oraz tzw. interwencja gdańska. Bydgoszcz stanowiła duży garnizon wojskowy, posiadała również wojskowe instytucje ponadlokalne. Stacjonowały tu m.in.: 15 Wielkopolska Dywizja Piechoty, Dowództwo Pomorskiej Brygady Kawalerii, 61 i 62 Pułk Piechoty Wielkopolskiej, 16 Pułk Ułanów Wielkopolskich, 15 Wielkopolski Pułk Artylerii Lekkiej, 11 Dywizjon Artylerii Konnej, 8 Batalion Pancerny. Bydgoszcz była również ważnym ośrodkiem szkolnictwa wojskowego, gdzie działały m.in. Bydgoska Szkoła Podchorążych, Szkoła Podchorążych Marynarki Wojennej, Wojskowy Ośrodek Spadochronowy w Bydgoszczy, Fordońska Szkoła Szybowcowa i Centrum Wyszkolenia Podoficerów Lotnictwa. Absolwentami bydgoskiej szkoły pilotów byli znakomici polscy piloci i mechanicy lotniczy sławni na świecie, m.in.: Stanisław Skarżyński, Bolesław Orliński, Karol Pniak, Stanisław Płonczyński, Stanisław Rogalski, Zygmunt Puławski i inni.
Ważną instytucją ponadlokalną była Ekspozytura Nr 3 Oddziału II Sztabu Głównego. Zajmowała się wywiadem wojskowym i zwalczała niemieckie agentury szpiegowskie w Wolnym Mieście Gdańsku, Prusach Wschodnich, Pomorzu Zachodnim i Brandenburgii. Jej kierownikiem był mjr Jan Żychoń, późniejszy szef wydziału wywiadowczego Sztabu Naczelnego Wodza Polskich Sił Zbrojnych gen. Władysława Sikorskiego, uczestnik bitwy pod Monte Cassino, gdzie poległ. W Bydgoszczy miała także siedzibę Chorągiew Pomorska Związku Hallerczyków (jedna z 12 w kraju). W 1924 i w maju 1939 r. odbyły się tutaj ogólnopolskie Walne Zjazdy Związku Hallerczyków z udziałem gen. Józefa Hallera.
15 września 1937 r. w mieście odbyła się wielka defilada wojskowa przed Naczelnym Wodzem Edwardem Rydzem-Śmigłym, w której uczestniczyło 50 tys. żołnierzy. Pokazy oglądało 200 tys. osób z całego regionu. W 1939 r. w obliczu zagrożenia wojną ze strony hitlerowskich Niemiec powstały dwie jednostki pospolitego ruszenia: konna formacja „Krakusy” i Bydgoski Batalion Obrony Narodowej, który wsławił się obroną miasta do końca, nawet po opuszczeniu Bydgoszczy przez Wojsko Polskie, uczestniczył w bitwie nad Bzurą, a 50 jego żołnierzy wziętych do niewoli zostało rozstrzelanych przez Niemców 22 września 1939 r.
W czasie okupacji w Bydgoszczy funkcjonowały struktury Armii Krajowej, z podległymi oddziałami AK w Borach Tucholskich oraz Miecza i Pługa. Do historii II wojny światowej przeszły nazwiska bydgoszczan: Mariana Rejewskiego za złamanie niemieckich szyfrów wojskowych typu Enigma oraz Augustyna i Romana Trägerów i Bernarda Kaczmarka za rozpoznanie poligonu doświadczalnego niemieckiej broni rakietowej typu V-1 i V-2 w Peenemünde, co umożliwiło jego zniszczenie przez aliantów. Dokonania te były bardzo doniosłe, przyczyniając się do skrócenia II wojny światowej. Wyzwolenie przyniosły miastu oddziały Armii Czerwonej i Wojska Polskiego, które stoczyły walki o Bydgoszcz w dniach 22–27 stycznia 1945 r. Ze strony polskiej brały w nim udział m.in. 1 Brygada Pancerna i 8 Bydgoski Pułk Piechoty. W efekcie walk wojska radzieckie straciły ok. 2 tys. zabitych oraz 30-40 czołgów, a niemieckie – ok. 1 tys. zabitych.
28 października 1945 r. odbyła się uroczystość zaprzysiężenia sformowanej w Bydgoszczy 14. Dywizji Piechoty, na którą przybył marszałek Michał Rola-Żymierski. W 1945 r. w Bydgoszczy ulokowano Dowództwo Okręgu Wojskowego Nr II – Pomorze, przemianowane w 1953 r. na Pomorski Okręg Wojskowy, w latach 1953–1992 jeden z trzech okręgów wojskowych w kraju (Warszawski, Śląski, Pomorski). W skład okręgu do 1989 r. wchodziły jednostki liczące w sumie ok. 100 tys. żołnierzy. W 1957 ulokowano również w Bydgoszczy dowództwo 2. Korpusu Obrony Powietrznej, którego jednostki lotnicze i obrony przeciwlotniczej (m.in. 2 Brygada Radiotechniczna) zajmowały się obroną przestrzeni powietrznej w północnym obszarze kraju. Dzięki ważnej funkcji wojskowej Bydgoszczy, w latach 50. XX w. wybudowano dwa osiedla mieszkaniowe: Leśne m.in. dla kadry POW oraz Kapuściska. Zbudowano również kompleks sportowy Zawisza Bydgoszcz, hotel Garnizonowy, a w 1974 r. Muzeum Wojsk Lądowych.
Wraz ze zniknięciem struktur Układu Warszawskiego i przystąpieniem Polski do Paktu Północnoatlantyckiego, nastąpiły wielkie zmiany w garnizonie bydgoskim. Od 2001 Pomorski Okręg Wojskowy objął całą północną połowę kraju, a po jego rozformowaniu w 2011 jego obowiązki i tradycje przejął ulokowany w Bydgoszczy Inspektorat Wsparcia Sił Zbrojnych. W 2004 powstała 1 Pomorska Brygada Logistyczna, która swoje zadania realizowała także w misjach pokojowych ONZ oraz operacjach sojuszniczych NATO poza granicami Polski. W 2004 ulokowano w Bydgoszczy pierwszą strukturę wojskową NATO w Polsce: Centrum Szkolenia Sił Połączonych (JFTC), w 2015 także jednostkę operacyjną tzw. Szpicy NATO.

## Wspólnoty wyznaniowe

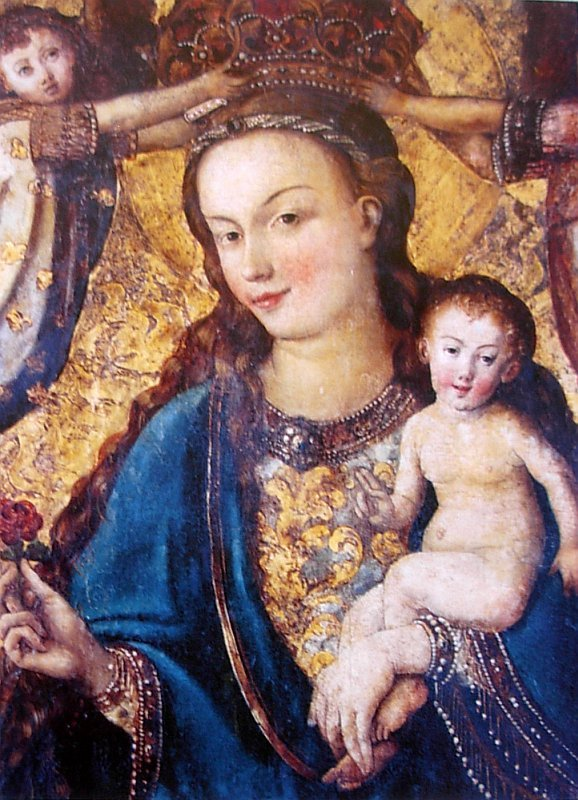
Madonna Bydgoska – arcydzieło malarskie gotyku, obraz cudami słynący, dwukrotnie koronowany

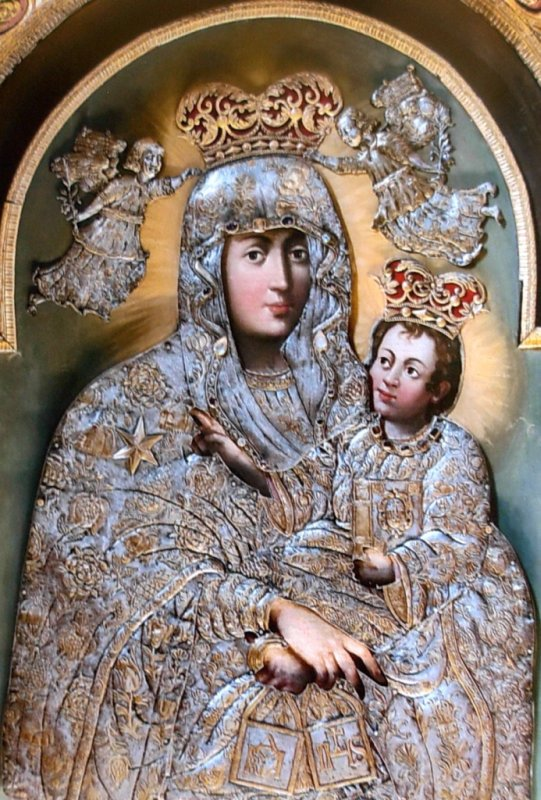
Obraz Matki Bożej Szkaplerznej w Bydgoszczy – barokowy, dwukrotnie koronowany

### Katolicyzm
Bydgoszcz jest ważnym ośrodkiem religijnym Kościoła katolickiego w Polsce. W 2004 Jan Paweł II utworzył diecezję bydgoską w ramach metropolii gnieźnieńskiej. Tradycje kultu religijnego sięgają połowy XIII w., kiedy przy grodzie bydgoskim zbudowano kościół pw. św. Idziego. Na obecnym terytorium miasta znajdował się również kościół św. Marii Magdaleny w Wyszogrodzie wzmiankowany w 1198, jedna z najstarszych świątyń parafialnych na terenie regionu. Z bydgoskim Wyszogrodem związana jest również legenda o pobycie św. Wojciecha w 997, co znajduje odzwierciedlenie w dokumentach kościelnych z XVI wieku
W Bydgoszczy znajdują się cztery sanktuaria:
- Sanktuarium Matki Bożej Pięknej Miłości – katedra bydgoska, w której obiektem kultu jest słynący łaskami, gotycki obraz Matki Bożej zwany Madonną Bydgoską. Został on ufundowany w 1466 r. przez starostę bydgoskiego Jana Kościeleckiego i króla Kazimierza Jagiellończyka jako wotum za zakończoną wojnę trzynastoletnią. Wizerunek był dwukrotnie koronowany: w 1966 r. przez prymasa Stefana Wyszyńskiego (w obecności abp Karola Wojtyły) i w 1999 r. przez papieża Jana Pawła II.
- Sanktuarium Nowych Męczenników – kościół wybudowany z osobistej inicjatywy prymasa Stefana Wyszyńskiego (także wezwanie kościoła), w którym to ostatnią swą Mszę św. przed zamordowaniem przez oficerów SB (19 października 1984 r.) odprawił ks. Jerzy Popiełuszko. Sanktuarium utworzono 7 czerwca 2000 r. w odpowiedzi na apel papieża, wyartykułowany rok wcześniej podczas papieskiej mszy św. w Bydgoszczy. Sanktuarium upamiętnia męczeńską historię Polski, związaną z Ewangelią Jezusa Chrystusa. W kaplicy papieskiej złożono również pamiątki po obecności Jana Pawła II w Bydgoszczy.
- Sanktuarium Matki Bożej Trzykroć Przedziwnej – szensztackie Sanktuarium Zawierzenia, zbudowane jako dar Roku Jubileuszowego 2000, poświęcone 16 czerwca 2001. Jest położone na bydgoskim osiedlu Piaski, zgodnie z założeniami Ruchu Szensztackiego – w niezurbanizowanym otoczeniu, malowniczym krajobrazowo, sprzyjającym wyciszeniu, modlitwie i refleksji.
- Sanktuarium Królowej Męczenników, Kalwaria bydgoska – Golgota XX wieku – sanktuarium martyrologiczne, położone w dzielnicy Fordon u wrót Doliny Śmierci – miejsca kaźni hitlerowskich. Utworzono je 7 października 2008 r. w odpowiedzi na apel papieża, który wyraził na mszy św. na lotnisku w Bydgoszczy 7 czerwca 1999 r. Ważnym elementem sanktuarium oprócz świątyni jest Droga krzyżowa wykonana w formie Kalwarii w Dolinie Śmierci i na okolicznych wzgórzach. Od 2001 r. wystawiane są tu Misteria Męki Pańskiej.

Do najważniejszych rzymskokatolickich kościołów w Bydgoszczy należą przede wszystkim Katedra oraz Bazylika Mniejsza.
W Bydgoszczy znajduje się kilkanaście zabytkowych świątyń:
- Kościoły gotyckie:
  - Katedra Bydgoska (Fara) św. św. Marcina i Mikołaj (1466–1502)
  - kościół Garnizonowy NMP Królowej Pokoju (1552–1557),
  - kościół Klarysek Wniebowzięcia NMP (1582–1645), z którego wieży codziennie o 9, 12 15 i 18 rozlega się Hejnał Bydgoszczy
- Kościoły neogotyckie:
  - św. Piotra i Pawła (1872–1876),
  - św. Jana Ewangelisty (1877–1879)
  - św. Andrzeja Boboli (1903 dawna fara ewangelicka),
  - Miłosierdzia Bożego (1905),
  - św. Józefa Rzemieślnika (1905),
  - Matki Bożej Królowej Polski (1910–1911),
- Kościoły neobarokowe:
  - św. Mikołaja (1927–1930, prezbiterium z XVII wieku),
  - Najświętszego Serca Pana Jezusa (1910–1913),
  - Świętej Trójcy (1911–1913),
  - św. Wojciecha (1912–1913).
- Inne kościoły o architekturze historyzującej:
  - Bazylika św. Wincentego à Paulo, zbudowana w latach 1925–1937, największy bydgoski kościół, jeden z większych w Polsce, jako jedyny zbudowany w stylu wzorowanym na Panteonie rzymskim,
  - św. Stanisława Biskupa i Męczennika (1923–1925),
  - Kościół Matki Boskiej Nieustającej Pomocy (1926–1928),

W Bydgoszczy znajduje się ponadto wiele kościołów wybudowanych w latach powojennych XX stulecia. Bryły kilku z nich to interesujące projekty architektoniczne.
Najstarszym patronem Bydgoszczy jest św. Mikołaj, zarówno Bydgoszczy, jak i Fordonu. Drugim patronem miasta jest również od 1502 św. Marcin. Obydwaj święci są również patronami najstarszego bydgoskiego kościoła tzw. fary. Patronką Bydgoszczy od początku XVI w. jest Matka Boża w słynącym z urody i łask wizerunku z kościoła farnego.
W 2008 r. znajdowało się w Bydgoszczy 40 parafii rzymskokatolickich w 6 dekanatach. Na terenie miasta pracuje 15 zgromadzeń zakonnych (6 męskich i 9 żeńskich) w 19 domach (8 męskich i 11 żeńskich), z czego duchacze posiadają tu od 1921 r. siedzibę polskiej prowincji. Istnieją dwa wyższe seminaria duchowne: diecezjalne (diecezji bydgoskiej) oraz duchaczy.
W mieście funkcjonuje kaplica Matki Bożej Bolesnej Bractwa Kapłańskiego Świętego Piusa X.
Prócz parafii rzymskokatolickich, działalność duszpasterską w mieście prowadzi greckokatolicka parafia św. Michała Archanioła, należąca do dekanatu poznańskiego eparchii wrocławsko-koszalińskiej Kościoła Greckokatolickiego, jak również parafia polskokatolicka pw. Zmartwychwstania Pańskiego, należąca do diecezji warszawskiej Kościoła Polskokatolickiego w RP.

### Prawosławie
W Bydgoszczy znajduje się parafialna cerkiew pw. św. Mikołaja należąca do Polskiego Autokefalicznego Kościoła Prawosławnego.

### Protestantyzm
W historii miasta obszerną kartę zapisali ewangelicy, którzy w latach 1815–1920 stanowili większość wśród mieszkańców miasta. Na początku XX wieku na terytorium dzisiejszej Bydgoszczy znajdowało się 12 świątyń ewangelickich, podczas gdy katolickich jedynie 6. Największą liczbę wyznawców skupiał kościół ewangelicko-unijny. W okresie międzywojennym Bydgoszcz stanowiła największą w Polsce placówkę tego kościoła i obok Poznania najbardziej dynamiczny ośrodek działalności ewangelików niemieckich. Od 1921 r. istniała polska parafia ewangelicko-augsburska oraz szereg zborów innych wyznań (baptyści, adwentyści, metodyści, staroluteranie, zielonoświątkowcy, irwingianie).
Po II wojnie światowej pozostawiono ewangelikom tylko trzy świątynie (luteranie otrzymali dwie świątynie i baptyści jedną), głównie z uwagi na znaczne skurczenie się zasięgu tych wyznań w mieście. Parafia Ewangelicko-Augsburska w Bydgoszczy użytkuje dziś kościół pw. Zbawiciela przy placu Zbawiciela, zbudowany w latach 1896–1897. Inne kościoły protestanckie działające na terenie miasta to: Centrum Chrześcijańskie Kanaan (kościół lokalny – misja „Betezda”), Centrum Chrześcijańskie „Nowa Fala” (ICF Bydgoszcz), Chrześcijańska Wspólnota Ewangeliczna (placówki Bydgoszcz I i Bydgoszcz II), Chrześcijańska Wspólnota Zielonoświątkowa (placówka podlegająca pod Zbór ChWZ w Gdańsku), Full Gospel Tabernacle International Church (zbór w Bydgoszczy), Kościół Adwentystów Dnia Siódmego w RP (zbór w Bydgoszczy), Kościół Baptystów „Łaska”, Kościół Boży w Chrystusie (Centrum Chrześcijańskie „Dobra Nowina”, Wspólnota „Przystań”), Kościół Chrześcijan Baptystów w RP (zbór „Logos”), Kościół Chrześcijan Dnia Sobotniego (zbór w Bydgoszczy), Kościół Chrześcijan Pełnej Ewangelii „Obóz Boży” (punkt misyjny „W Obłoku Chwały”), Kościół Ewangelicko-Metodystyczny w RP (parafia w Bydgoszczy), Kościół Ewangeliczny w RP (Społeczność Chrześcijańska „Fordon”), Kościół Ewangelicznych Chrześcijan w RP (Zbór Kościoła Ewangelicznych Chrześcijan w Bydgoszczy, Zbór Kościoła Ewangelicznych Chrześcijan „Agape” w Bydgoszczy), Kościół Zielonoświątkowy w RP (zbór „Betel”, zbór „Kościół Dla Każdego”), Mesjańskie Zbory Boże (punkt misyjny w Bydgoszczy podległy zborowi w Warszawie).

### Restoracjonizm
- Świadkowie Jehowy:
  - 14 zborów Świadków Jehowy (Błonie, Fordon, Leśne (w tym grupa języka angielskiego), Mariampol, Miedzyń, Migowy, Nowy Fordon, Północ, Prądy, Rosyjski, Śródmieście, Szwederowo, Ukraiński, Wyżyny). Korzystają one z 4 Sal Królestwa[399].
- Stowarzyszenie Badaczy Pisma Świętego:
  - zbór[394][400]
- Świecki Ruch Misyjny „Epifania”:
  - zbór[394][401]
- Kościół Jezusa Chrystusa Świętych w Dniach Ostatnich:
  - Gmina Kościoła Jezusa Chrystusa Świętych w Dniach Ostatnich w Bydgoszczy[402]

### Judaizm
Od średniowiecza żyli także w Bydgoszczy i Fordonie Żydzi, którzy zbudowali własne obiekty kultu religijnego (synagogi). Okazała (największa w prowincji poznańskiej) synagoga bydgoska została zburzona przez hitlerowców w 1940. Starsza synagoga w Fordonie przetrwała, dlatego że Niemcy urządzili w niej kino. Od 2007 jest ona adaptowana na centrum kultury. W mieście znajduje się cmentarz żydowski.

### Buddyzm
- Buddyjski Związek Diamentowej Drogi Linii Karma Kagyu
  - ośrodek medytacyjny[403]

### Cmentarze
W Bydgoszczy znajduje się kilkanaście cmentarzy, zabytkowych, komunalnych, parafialnych, bądź innych wyznań. Najstarsze dwa cmentarze pochodzą: z końca XVIII wieku (cmentarz św. Jana) i z 1809 r. (cmentarz Starofarny), zaś większość założono w okresie międzywojennym.
W mieście znajdują się także cmentarze ofiar męczeństwa: powojenny (utworzony w 1946) cmentarz Bohaterów Bydgoszczy oraz ukryty w lesie w Smukale cmentarz Bohaterów II wojny światowej (0,2 ha). Najważniejszym ośrodkiem martyrologii bydgoskiej jest jednak fordońska Dolina Śmierci, miejsce masowego pochówku mieszkańców Bydgoszczy i okolic, wymordowanych przez Niemców podczas II wojny światowej. Na pięciu cmentarzach istnieją kwatery żołnierskie, w których spoczywa ok. 3,5 tys. żołnierzy: polskich, rosyjskich i francuskich, poległych w wyniku działań wojennych w okresie 1870–1945. W wielu miejscach w mieście i okolicy można odnaleźć również opuszczone cmentarze ewangelickie użytkowane do 1945 r.

## Sport i rekreacja
W 2012 w Bydgoszczy funkcjonowało 100 klubów sportowych ze 158 sekcjami, z których korzystało ponad 9 tys. członków. Dwie trzecie to mężczyźni, a trzy czwarte to osoby w wieku poniżej 18 lat. Zajęcia w klubach prowadziło 508 trenerów i instruktorów. Miasto posiada tradycje w sportach wodnych (wioślarstwie, kajakarstwie), sporcie żużlowym i lekkiej atletyce.
W 2017 w najwyższych ligach rozgrywkowych seniorów występowały następujące drużyny bydgoskie:
- PlusLiga piłka siatkowa mężczyzn – Łuczniczka Bydgoszcz
- Liga Siatkówki Kobiet – Pałac Bydgoszcz
- Basket Liga Kobiet – Artego Bydgoszcz
- Polska Superliga Tenisa Stołowego – Zooleszcz Gwiazda Bydgoszcz
- Krajowa Liga Zapaśnicza – Lotto Zapasy Bydgoszcz
- Ekstraliga baseballowa – Dęby Osielsko

W niższych klasach rozgrywkowych seniorów występują m.in.:
- koszykówka mężczyzn – Astoria Bydgoszcz (I liga), Novum/Astoria Bydgoszcz (III liga)
- piłka nożna mężczyzn – Chemik Bydgoszcz (IV liga), Polonia Bydgoszcz (IV liga), BKS Bydgoszcz (IV liga), SP Zawisza Bydgoszcz (IV liga), Wisła Fordon (klasa B), Piaski Bydgoszcz (klasa B), KP Amator Bydgoszcz (klasa B), Golden Goal Bydgoszcz, ADP Bydgoszcz (klasa B).
- piłka nożna kobiet – KKP Bydgoszcz (I liga), KKP II Bydgoszcz (III liga)
- sport żużlowy – Abramczyk Polonia Bydgoszcz (I liga),
- piłka siatkowa mężczyzn – Chemik Bydgoszcz (III liga)
- piłka siatkowa kobiet – Pałac II WSG Bydgoszcz (II liga)
- piłka ręczna mężczyzn – AZS UKW Bydgoszcz (II liga)
- piłka ręczna kobiet – BKS Bydgoszcz (II liga)
- hokej na lodzie – BKS Bydgoszcz (II liga)
- tenis stołowy kobiet – MKS Emdek-Eltech Bydgoszcz (I liga)
- futsal – ADP Bydgoszcz (2 liga)
- szachy – BKS Bydgoszcz (II liga)
- brydż sportowy – Chemik Bydgoszcz (I liga), BTG Bydgoszcz (II liga)
- rugby union – Alfa Bydgoszcz (II liga)
- bilard – Maximus BSB Bydgoszcz i Maximus BSB II Bydgoszcz (II liga)
- futbol amerykański – Bydgoszcz Archers (I liga)
- paintball – High Five Bydgoszcz (III liga)
- ultimate – Astro Disco Bydgoszcz (II liga)

W drużynowych mistrzostwach Polski i punktacjach na klubowego mistrza Polski wysokie miejsca zajmują:
- wioślarstwo – Bydgostia Bydgoszcz
- liga lekkoatletyczna – Zawisza Bydgoszcz

### Medaliści olimpijscy
W letnich igrzyskach olimpijskich (1928–2020) reprezentowało Polskę około 170 sportowców z klubów bydgoskich. Pięciokrotnie w olimpiadach występował Mikołaj Burda (wioślarstwo, 2004–2020), czterokrotnie: Alfons Ślusarski (wioślarstwo, 1964–1976), Dariusz Białkowski (kajakarstwo, 1992–2004) i Daniel Trojanowski (wioślarstwo, 2004–2016). Pierwszy medal olimpijski w historii polskiego wioślarstwa – brąz w czwórce ze sternikiem, zdobyła w Amsterdamie 1928 osada złożona z członków Bydgoskiego Towarzystwa Wioślarskiego. Od 1928 do 2020 zawodnicy bydgoskich klubów zdobyli 32 medale olimpijskie, w tym 6 złotych, 9 srebrnych, 17 brązowych. Stanowi to 10% wszystkich medali zdobytych na letnich olimpiadach przez Polaków. Aż 22 medale zdobyli wioślarze i kajakarze.
Multimedaliści olimpijscy z Bydgoszczy:
| Sportowiec                    | Dyscyplina    | Złoto | Srebro | Brąz |
| Robert Sycz                   | wioślarstwo   | 2     |        |      |
| Teresa Ciepły                 | lekkoatletyka | 1     | 1      | 1    |
| Iga Baumgart-Witan            | lekkoatletyka | 1     | 1      |      |
| Magdalena Fularczyk-Kozłowska | wioślarstwo   | 1     |        | 1    |
| Beata Mikołajczyk             | kajakarstwo   |       | 1      | 2    |
| Jerzy Braun                   | wioślarstwo   |       | 1      | 1    |
| Teodor Kocerka                | wioślarstwo   |       |        | 2    |
| Dariusz Białkowski            | kajakarstwo   |       |        | 2    |

### Sukcesy sportowe
Regionalne Towarzystwo Wioślarskie Bydgostia Bydgoszcz jest od 25 lat (1993–2017) nieprzerwanie drużynowym mistrzem Polski, co jest wynikiem bez precedensu w skali Europy. W 2014 zespół piłkarski Zawisza zdobył Puchar i Superpuchar Polski w piłce nożnej, zespół koszykarek Artego Bydgoszcz w 2015 i 2016 uzyskał 2. lokatę w Ekstralidze Kobiet, a w 2018 – Puchar Polski w koszykówce kobiet, zaś Zooleszcz Gwiazda Bydgoszcz – puchar Polski w tenisie stołowym. W 2014 Bydgoszcz zajęła piąte miejsce w klasyfikacji generalnej gmin Systemu Sportu Młodzieżowego (za Warszawą, Poznaniem, Wrocławiem i Krakowem), a klub Zawisza Bydgoszcz trzeci rok z rzędu (2012–2014) zajął pierwszą pozycję w Polsce w kategorii szkolenia sportowego dzieci i młodzieży.

### Międzynarodowe imprezy sportowe
Jedną z pierwszych międzynarodowych imprez sportowych rozgrywanych w Bydgoszczy były Mistrzostwa Europy w wioślarstwie w 1929 na torze regatowym w Brdyujściu.
Od 1999 rozgrywano w Bydgoszczy wiele międzynarodowych imprez lekkoatletycznych, między innymi:
- Mistrzostwa Świata Juniorów Młodszych w Lekkoatletyce 1999
- Młodzieżowe Mistrzostwa Europy w Lekkoatletyce 2003
- Puchar Europy w Lekkoatletyce 2004
- Europejski Festiwal Lekkoatletyczny – corocznie 2004–2013
- Mistrzostwa Świata Juniorów w Lekkoatletyce 2008 – udział w nich wzięło ponad 1,5 tys. zawodników ze 167 państw
- Mistrzostwa Świata w Biegach Przełajowych 2010 i Mistrzostwa Świata w Biegach Przełajowych 2013
- mityngi lekkoatletyczne Pedro’s Cup[410] – corocznie w latach 2005–2014
- Mistrzostwa Świata Juniorów w Lekkoatletyce 2016 – udział w nich wzięło 3 tys. zawodników, trenerów i VIP-ów ze 160 państw, transmisje oglądało 100 mln widzów na świecie[411]
- Młodzieżowe Mistrzostwa Europy w Lekkoatletyce 2017 – udział w nich wzięło 1093 zawodników z 43 reprezentacji narodowych[412].

Bydgoszcz była pierwszym miastem w Polsce, które organizowało turnieje Grand Prix IMŚ na żużlu od 1998 nieprzerwanie do 2010. Impreza ta wyłaniała Indywidualnego Mistrza Świata na Żużlu. Na stadionie Polonii rozgrywano również Drużynowe oraz Indywidualne mistrzostwa Polski na żużlu, a Kryterium Asów Polskich Lig Żużlowych im. Mieczysława Połukarda co roku od 1982 tradycyjnie otwiera żużlowy sezon na polskich torach.
Z kolei w hali sportowo-widowiskowej Łuczniczka odbywały się m.in.:
- spotkania międzypaństwowe reprezentacji Polski w siatkówce, zarówno męskiej, jak i żeńskiej, m.in. Ligi Światowej i Turnieju World Grand Prix,
- spotkania międzypaństwowe reprezentacji Polski w koszykówce kobiet i mężczyzn,
- spotkania międzypaństwowe reprezentacji Polski w piłce ręcznej mężczyzn – eliminacyjne i towarzyskie,
- Mistrzostwa Europy w Piłce Siatkowej Kobiet 2009,
- Mistrzostwa Europy w Koszykówce Mężczyzn 2009,
- Mistrzostwa Europy Juniorów i Seniorów w Karate – Oyama IKF 2009,
- Mistrzostwa Europy w Koszykówce Kobiet 2011,
- Mistrzostwa Świata w Piłce Siatkowej Mężczyzn 2014 i inne.
- Mistrzostwa Świata Juniorów i Seniorów w Karate Shōtōkan – 2007 i 2016

Natomiast Artego Arena była miejscem następujących imprez:
- Mistrzostwa Świata w Piłce Siatkowej Mężczyzn 2014 (hala rozgrzewkowa)
- I Mistrzostwa Świata w Zapasach U-23[413] – 21–26 listopada 2017; uczestniczyło w nich 850 zawodników i zawodniczek z 54 państw, w tym 24 reprezentantów Polski[414].

Międzynarodowe imprezy piłkarskie na stadionie Zawiszy Bydgoszcz:
- 10 międzypaństwowych meczów Reprezentacji Polski w piłce nożnej (od 1972) – statystyki: 5-3-2; 17:9
- 1 mecz reprezentacji żeńskiej
- Mistrzostwa Europy U-21 w Piłce Nożnej 2017 – 3 mecze grupowe; Bydgoszcz była jednym z 6 miast gospodarzy ME.

Od 1992 na Brdzie w Bydgoszczy odbywa się Wielka Wioślarska o Puchar Brdy, w której od 2004 uczestniczą m.in. osady uniwersytetów brytyjskich Cambridge, Oxford, Henley.

### Obiekty sportowe
Według opracowań Miejskiej Pracowni Urbanistycznej w 2012 r. na terenie Bydgoszczy znajdowało się 111 obiektów sportowych (nie uwzględniając sal gimnastycznych przy placówkach oświatowych), z czego 97 obiektów jest publicznie dostępnych. Do największych obiektów sportowych w Bydgoszczy należą:
- Stadion im. Zdzisława Krzyszkowiaka (1957) o pojemności 21,5 tys. widzów, spełniający wymogi techniczno-organizacyjne PZPN, UEFA i FIFA, rozgrywa na nim mecze Zawisza Bydgoszcz, w latach 2005–2011 jako jedyny w Polsce spełniał normy lekkoatletyczne IAAF;
- Hala Łuczniczka (2002) o pojemności 8,7 tys. widzów (w tym 6 tys. miejsc stałych); pełni funkcje sportowe, koncertowe i wystawiennicze; dysponuje m.in. boiskiem o wymiarach 53 × 33 m, kręgielnią, restauracją i klubem fitness, rozgrywają w niej mecze drużyny siatkarskie Łuczniczka Bydgoszcz i KS Pałac Bydgoszcz;
- Stadion Miejski im. Marszałka Józefa Piłsudskiego (1924) o pojemności 20 tys. widzów; posiada boisko piłkarskie o wymiarach 105 × 66 m, otoczone torem żużlowym o długości 343 m, mecze rozgrywają na nim drużyny Polonii Bydgoszcz;
- Sisu Arena (2014) o pojemności 1,5 tys. widzów, miejsce rozgrywek ligowych bydgoskich koszykarek Polskie Przetwory KS Basket 25 Bydgoszcz i koszykarzy Astorii Bydgoszcz;
- Tor regatowy (1920) długości 2 km w pobliżu ujścia Brdy do Wisły; najstarszy tor regatowy w Polsce, krajowe centrum sportów wodnych w okresie międzywojennym; organizowane są tu zawody krajowe i międzynarodowe w dyscyplinach: wioślarstwa, kajakarstwa, kajak-polo, żeglarstwa oraz dyscyplin motorowodnych i narciarstwa wodnego; na terenie obiektu znajduje się wieża startowa z zapleczem gastronomicznym i biurem prasowym, zawodnicy mają do dyspozycji pokoje wypoczynkowe, a trybuny mogą pomieścić około 1000 widzów.
- Torbyd – otwarta w styczniu 2018 hala do uprawiania łyżwiarstwa i hokeja na lodzie

W mieście znajduje się 7 stadionów, 14 hal sportowych, 14 zespołów kortów tenisowych, 12 basenów krytych, 23 kompleksy Orlik 2012, 10 boisk wielofunkcyjnych, 2 boiska do piłki plażowej, 4 strzelnice, 5 przystani żeglarskich, 6 wioślarskich i 7 kajakarskich, 2 pola golfowe (dziewięciodołkowe), 2 skateparki, tor kartingowy (1017 m), tor speedrowerowy, tor łuczniczy, tor kajakarstwa górskiego i inne obiekty służące różnym dyscyplinom sportowym.

### Stowarzyszenia sportowe
W Bydgoszczy siedzibę posiada Polska Federacja Klubów Speedrowerowych, a ponadto znajdują się tu regionalne i okręgowe oddziały większości organizacji i stowarzyszeń sportowych, m.in. Kujawsko-Pomorski Związek Piłki Nożnej, Polski Związek Lekkiej Atletyki, Polski Związek Piłki Siatkowej, Polski Związek Koszykówki, Polski Związek Towarzystw Wioślarskich (w jego skład wchodzi 19 towarzystw, w tym: Bydgoskie Towarzystwo Wioślarskie, Bydgostia Bydgoszcz i Zawisza Bydgoszcz; w latach 1945–1950 do czasu przeniesienia wszystkich związków sportowych do Warszawy, w Bydgoszczy mieściła się centrala Polskiego Związku Towarzystw Wioślarskich), Polski Związek Kajakowy, Polski Związek Żeglarski, Polski Związek Tenisowy, Polski Związek Tenisa Stołowego, Polski Związek Zapaśniczy, Polski Związek Podnoszenia Ciężarów, Polski Związek Łuczniczy, Polski Związek Gimnastyczny, Polski Związek Hokeja na Trawie, Polski Związek Alpinizmu (Klub Wysokogórski w Bydgoszczy), Polski Związek Taekwondo Olimpijskiego, Polska Federacja Karate, Polski Związek Motorowy, Polski Związek Baseballu i Softballu, Polski Związek Brydża Sportowego, Polski Związek Wędkarski, Polski Związek Strzelectwa Sportowego, Polski Związek Kulturystyki i Fitness i inne

## Polityka

### Samorząd

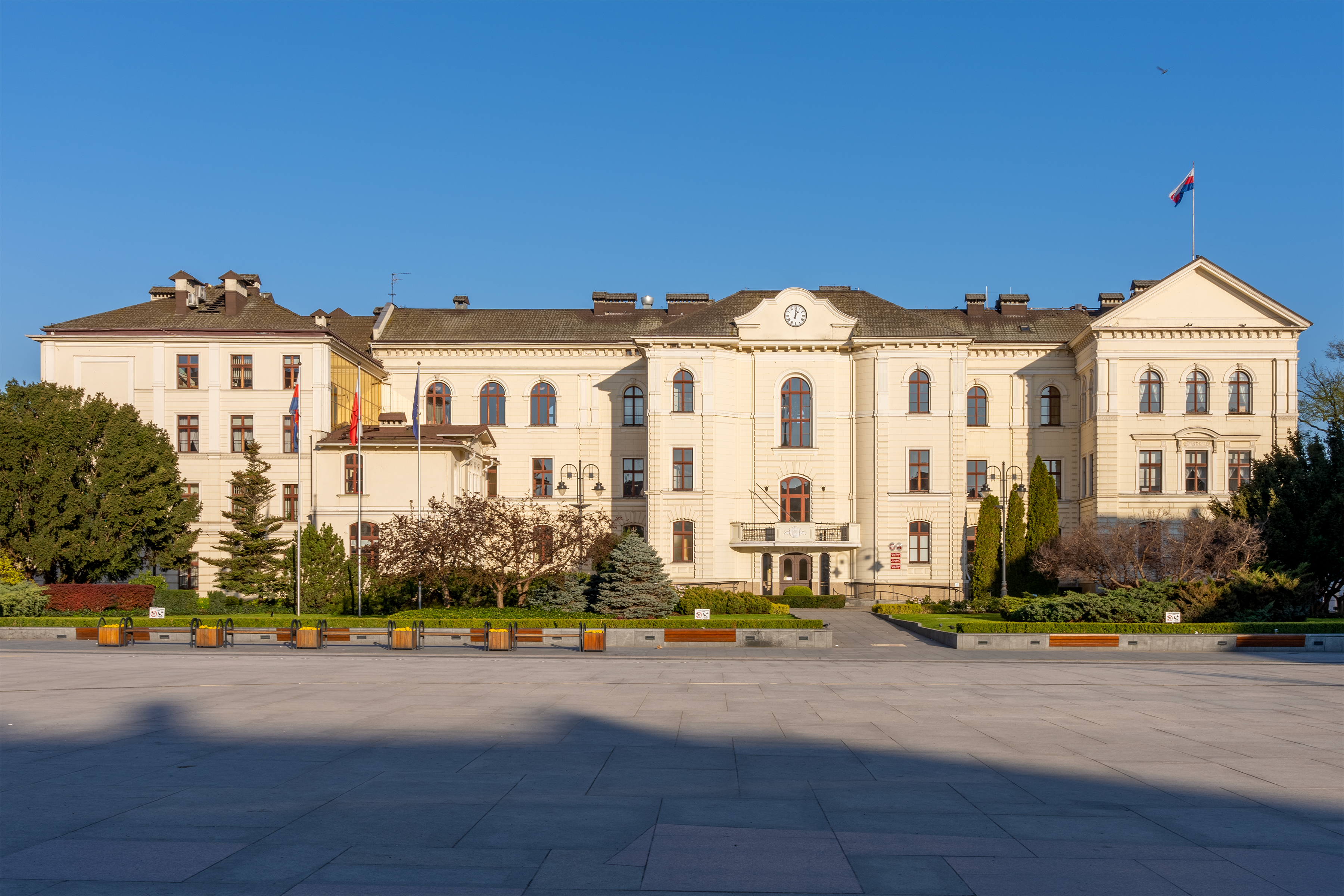
Ratusz w Bydgoszczy, siedziba prezydenta i rady miejskiej, w budynku Kolegium Jezuickiego z poł. XVII w.

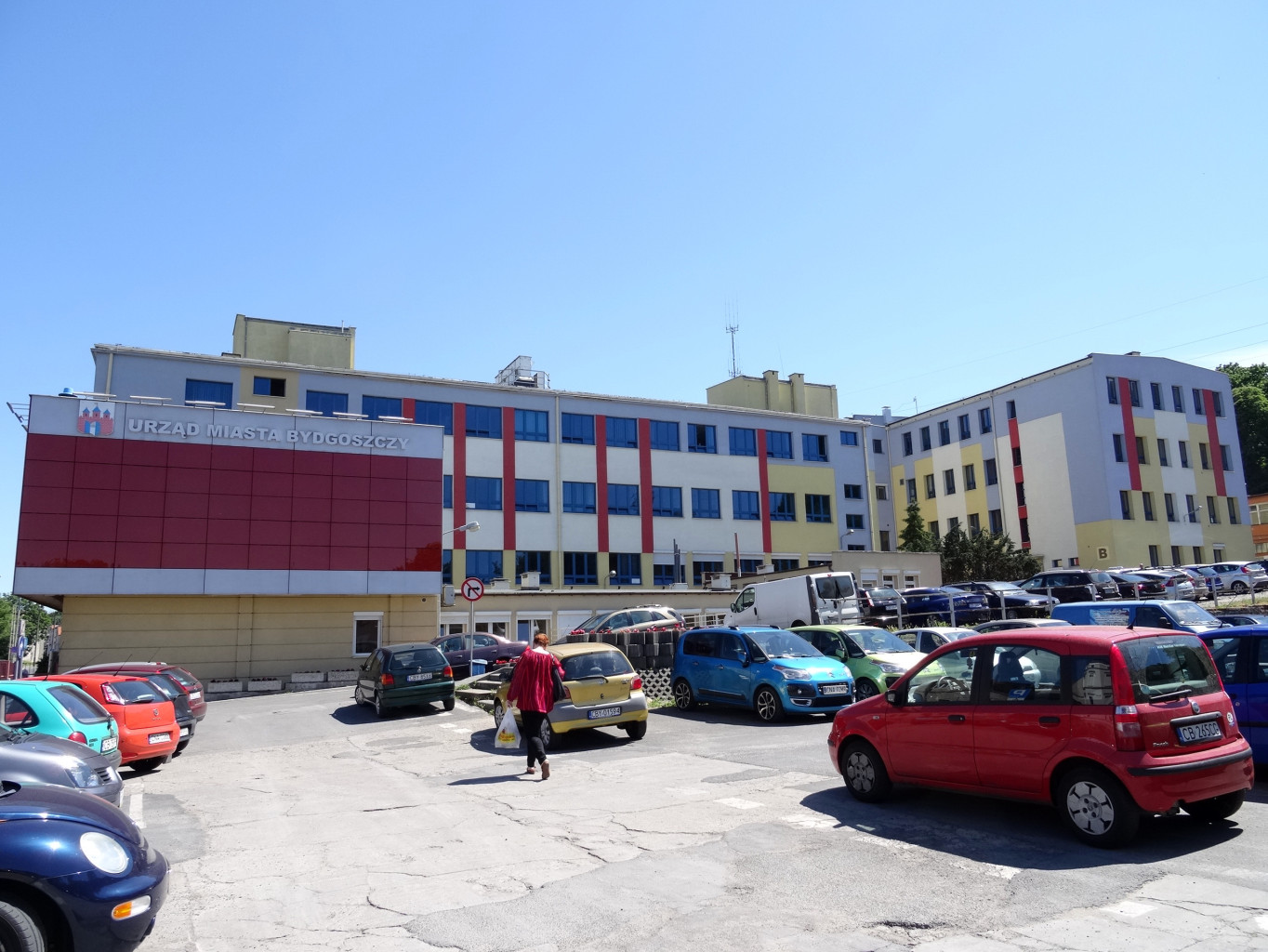
Główna siedziba Urzędu Miasta Bydgoszczy (także siedziba IPN), ul. Grudziądzka 9-15

Na czele Bydgoszczy (miasto na prawach powiatu) stoi Prezydent Rafał Bruski, który wraz z 4 zastępcami stanowi organ wykonawczy. Organem uchwałodawczym jest rada miasta, w której funkcję przewodniczącej pełni Monika Matowska.
W czasach wcześniejszych funkcję tę pełnili m.in. (w czasie II wojny światowej) burmistrzowie, nadburmistrzowie czy Komisarz Miasta (niem. Stadtkommissar, w okresie międzywojennym) prezydenci miasta bądź krótko po odzyskaniu niepodległości, Komisarz Generalny. Przed 1920, gdy Bydgoszcz znajdowała się pod zaborem pruskim, w mieście władzę pełnili nadburmistrzowie (niem. Oberbürgmeister).
| Ugrupowanie                                 | Kadencja 2002–2006 | Kadencja 2006–2010 | Kadencja 2010–2014 | Kadencja 2014–2018   | Kadencja 2018–2024 | Kadencja 2024–2029 |
| ------------------------------------------- | ------------------ | ------------------ | ------------------ | -------------------- | ------------------ | ------------------ |
| Koalicja Obywatelska                        | –                  | –                  | –                  | –                    | 16                 | 15                 |
| Bydgoska Prawica                            | –                  | –                  | –                  | –                    | –                  | 10                 |
| Trzecia Droga                               | –                  | –                  | –                  | –                    | –                  | 3                  |
| Prawo i Sprawiedliwość                      | 7                  | 12                 | 6                  | 12                   | 11                 | –                  |
| Sojusz Lewicy Demokratycznej                | 16 (SLD-UP)        | 6 (LiD)            | 6                  | 6 (SLD Lewica Razem) | 4                  | –                  |
| Platforma Obywatelska                       | –                  | 13                 | 13                 | 12                   | –                  | –                  |
| Bydgoska Liga Rodzin Bogdana Dzakanowskiego | 3                  | –                  | –                  | –                    | –                  | –                  |
| Liga Polskich Rodzin                        | 3                  | –                  | –                  | –                    | –                  | –                  |
| Bydgoskie Porozumienie Obywatelskie         | 2                  | –                  | –                  | –                    | –                  | –                  |
| Konstanty Dombrowicz – Miasto dla Pokoleń   | –                  | –                  | 6                  | –                    | –                  | –                  |
| Porozumienie Dombrowicza                    | –                  | –                  | –                  | 1                    | –                  | –                  |

Bydgoszcz jest członkiem Unii Metropolii Polskich i Związku Miast Polskich oraz Stowarzyszenia Eurocities – zrzeszającego duże miasta europejskie. Od października 2007 działa Młodzieżowa Rada Miasta Bydgoszczy.

### Parlamentarzyści
Przedstawiciele mieszkańców do polskiego parlamentu są wybierani spośród kandydatów: do Sejmu z okręgu wyborczego nr 4, a do Senatu z okręgu wyborczego nr 9.

### Placówki międzynarodowe
W Bydgoszczy znajdują się następujące konsulaty honorowe:
- Konsulat Honorowy Niemiec – od 24 lutego 2005 (Jarosław Włodzimierz Kuropatwiński).
- Konsulat Honorowy Belgii – od 30 czerwca 2008 (Stanisław Wroński)[425]
- Konsulat Honorowy Czech – od 5 grudnia 2009 (Dariusz Zimny)[426]
- Konsulat Honorowy Ukrainy – od 6 lipca 2011 (Zbigniew Walczak)[427], od 15 marca 2016 (Krzysztof Sikora)[428]
- Konsulat Honorowy Chorwacji – od 3 października 2011 (Henryk Maciejewski)[429]
- Konsulat Honorowy Węgier – od 16 maja 2013 (Marek Pietrzak)[430][431]
- Konsulat Honorowy Austrii – od 18 lipca 2014 (Krzysztof Wojtkowiak)[432]
- Konsulat Honorowy Słowacji – od 1 marca 2016 (Wiesław Cezary Olszewski)[433]
- Konsulat Honorowy Czarnogóry – od 30 maja 2018 (Piotr Kitta)[434]

## Współpraca zagraniczna
W 2006 r. Bydgoszcz miała podpisaną umowę o stosunkach partnerskich z 12 miastami na 3 kontynentach: 2 azjatyckimi (Ningbo i Pawłodar), 2 północnoamerykańskimi (Hartford i Tempe) oraz 8 europejskimi (Czerkasy, Kragujevac, Krzemieńczuk, Mannheim, Patras, Perth, Reggio Emilia, Wilhelmshaven).
Współpraca z włoskim Reggio Emilia rozpoczęła się już na początku lat 60. (umowę podpisano w 1962), natomiast z serbskim (ówcześnie jugosłowiańskim) Kragujevacem na początku 70. (umowa z 1971). Te dwa miasta „od wieków” współpracują z Bydgoszczą, jednakże na początku lat 90. miasto podpisało zaczęło podpisywać umowy partnerskie z kolejnymi miastami: 1991 Mannheim, 1992 Tempe, 1996 Hartford, 1997 Pawłodar, 1998 Perth, 2000 Czerkasy, 2004 Krzemieńczuk i Patras, 2005 Ningbo oraz Wilhelmshaven 2006, które przez wiele lat łączył z Bydgoszczą status miast zaprzyjaźnionych.
Poza tym Bydgoszcz jest zaprzyjaźniona z 4 europejskimi miastami.

### Miasta partnerskie Bydgoszczy

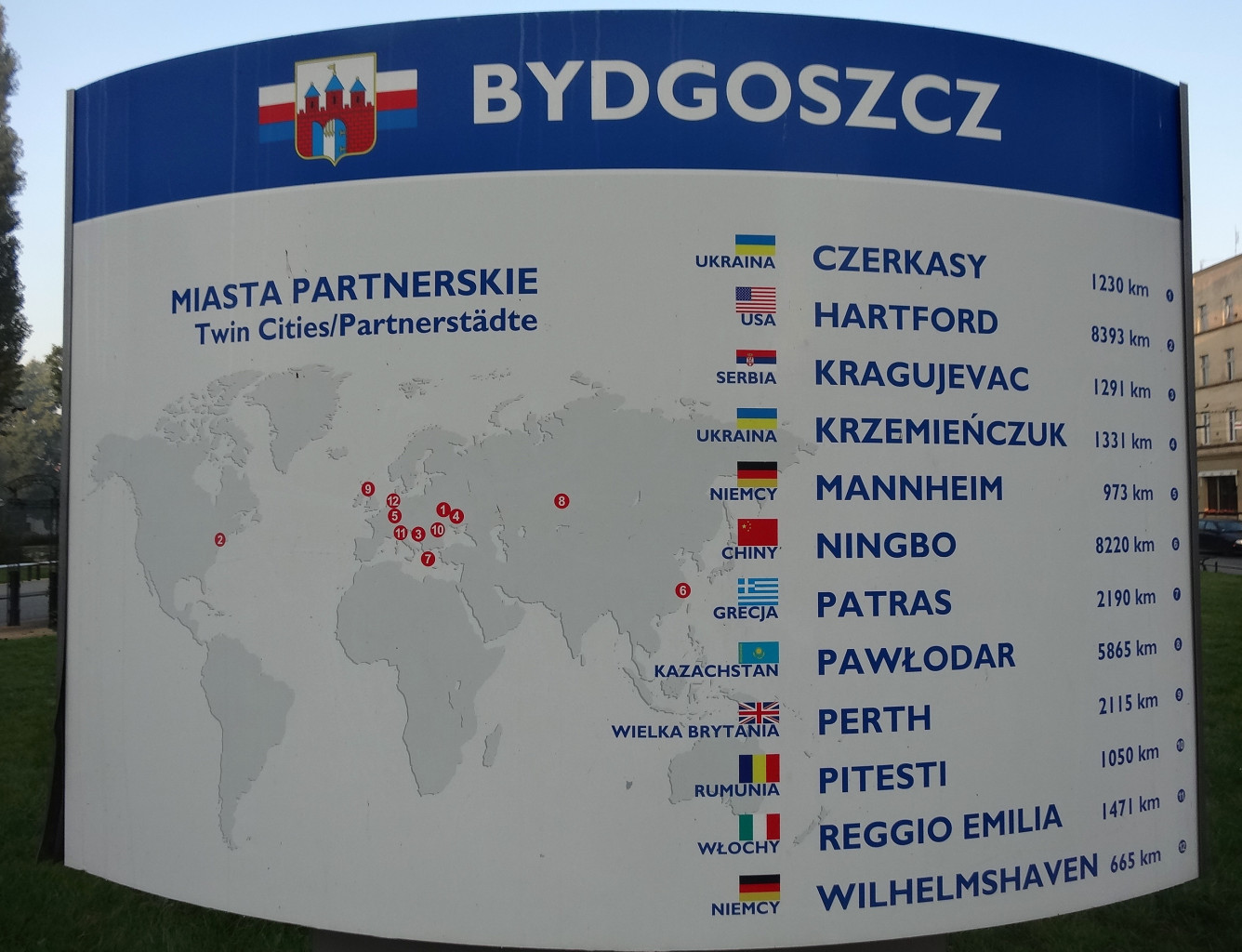
Tablica „Bydgoszcz Miasta Partnerskie” na placu Teatralnym

| Miasta partnerskie    |                 |                       |
| Miasto                | Kraj            | Data podpisania umowy |
| Czerkasy              | Ukraina         | 13.09.2000            |
| Hartford              | USA             | 30.09.1996            |
| Kragujevac            | Serbia          | 23.07.1971            |
| Krzemieńczuk          | Ukraina         | 30.06.2004            |
| Mannheim              | Niemcy          | 26.11.1991            |
| Ningbo                | Chiny           | 28.12.2005            |
| Patras                | Grecja          | 8.10.2004             |
| Pawłodar              | Kazachstan      | 10.04.1997            |
| Swansea               | Wielka Brytania |                       |
| Perth                 | Wielka Brytania | 9.05.1998             |
| Pitești               | Rumunia         | 22.06.2007            |
| Reggio Emilia         | Włochy          | 12.04.1962            |
| Wilhelmshaven         | Niemcy          | 19.04.2006            |
| Sliwen                | Bułgaria        | 9.09.2019             |
| Miasta zaprzyjaźnione |                 |                       |
| Arvika                | Szwecja         |                       |
| Eindhoven             | Holandia        |                       |
| Grenada               | Hiszpania       |                       |
| Tuluza                | Francja         |                       |

## Legendy i przypowieści związane z Bydgoszczą

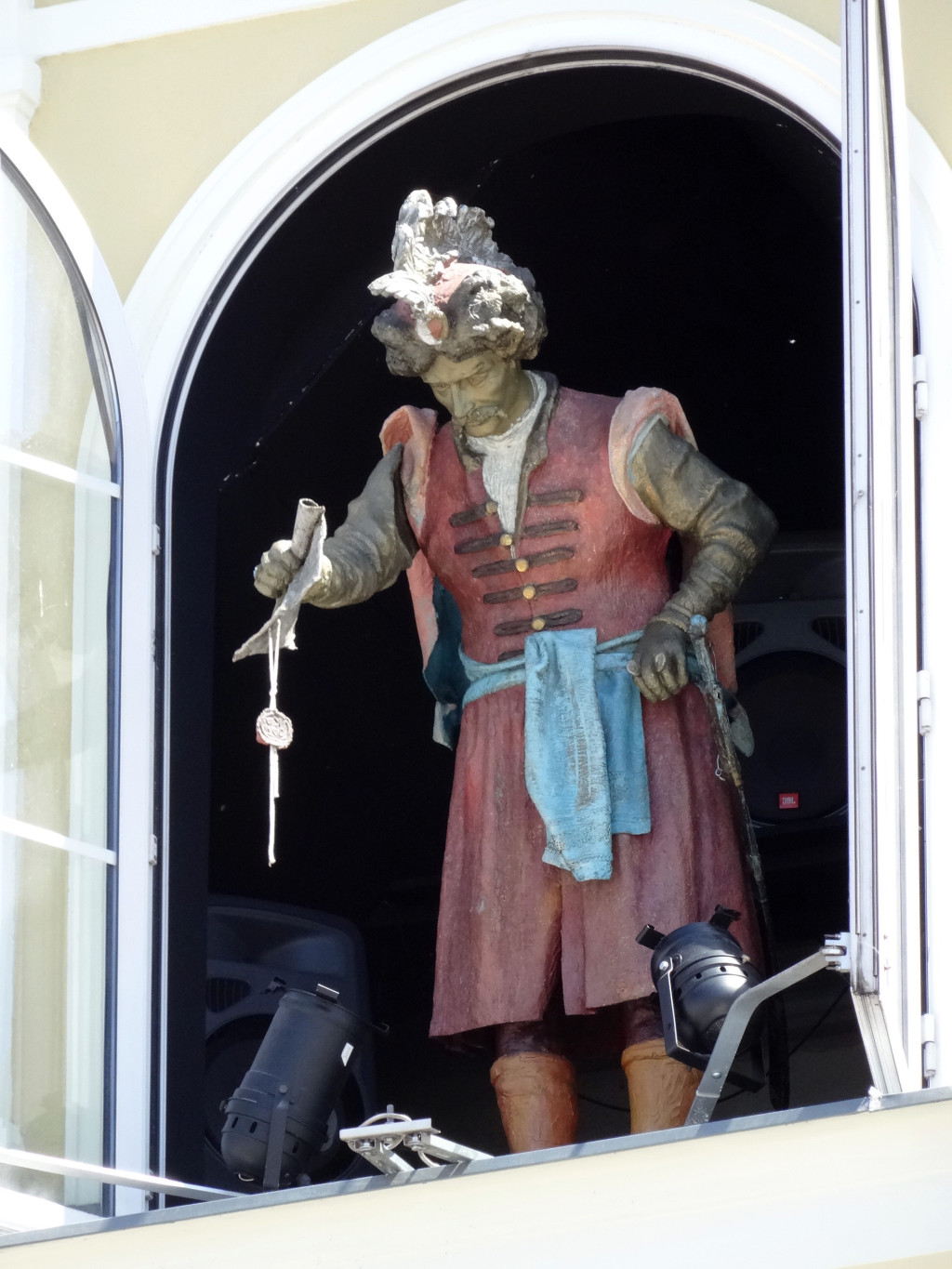
Ruchoma rzeźba Pana Twardowskiego ukazująca się dwa razy dziennie (13:13 i 21:13) w oknie kamienicy przy Starym Rynku w oprawie spektaklu świetlno-muzycznego

Istnieje sporo legend i podań o Bydgoszczy, m.in.:
- Legenda o powstaniu Bydgoszczy „Dwaj bracia Byd i Gost”[437]
- „Legenda o herbie”
- „Legenda o bydgoskiej Łysej Górze”
- „Bartodzieje Bartłomiejami stoi”[438]
- „Legenda o bydgoskim diabełku Węgliszku”
- „Jak Bocianowo z bocianiska powstało”
- „O Angelice, córce rycerza Carolusa”
- „Legenda o Wyspie Wisielca”

Legendy o Bydgoszczy i panu Twardowskim (według legendy szlachcic Twardowski mieszkał w Bydgoszczy):
- „Pan Twardowski i burmistrza Słomki odmłodzenie”
- „W roku pańskim 1560”
- „Na kogutach siedząc”
- „Dziewięć groszy”

## Ludzie związani z Bydgoszczą

### Honorowi obywatele Bydgoszczy
Do 2014 miano Honorowego Obywatela Miasta Bydgoszczy otrzymały 34 osoby, z tego 16 podczas zaboru pruskiego, 3 w dwudziestoleciu międzywojennym, 1 podczas okupacji hitlerowskiej, a pozostałe po 1945. Po 1990 Honorowymi Obywatelami zostali: Tadeusz Nowakowski, Andrzej Szwalbe, Teresa Ciepły, Jan Paweł II, Primo Nebiolo, Jerzy Hoffman, Irena Szewińska, Zdzisław Lipiński, Rajmund Kuczma, Krzysztof Penderecki, Henryk Muszyński, Felicja Gwincińska, Piotr Paleczny, Eleonora Harendarska.

## Odznaczenia
- Order Krzyża Grunwaldu III klasy (19 sierpnia 1946)[440][441]